# 2019
El 2019 (MMXIX) fou un any comú començat en dimarts del calendari gregorià. Les Nacions Unides el van designar com a Any Internacional de les Llengües Indígenes i Any Internacional de la Taula Periòdica dels Elements Químics.
| M/d   | Nom i llinatges                            | Activitat              | Origen          | E   |
| ----- | ------------------------------------------ | ---------------------- | --------------- | --- |
| 10/08 | Eduard Admetlla i Lázaro                   | submariniste           | barceloní       | 95  |
| 11/09 | Leandre Adsuara Llorens                    | activiste              | vila-realenc    | 79  |
| 04/13 | Francisca Aguirre Benito                   | escriptora             | alacantina      | 89  |
| 12/30 | Beatriu Alfonso Nogué                      | escaquista             | gramenenca      | 51  |
| 05/28 | Núria Amat Garcia                          | fotògrafa              | barcelonina     | 74  |
| 09/28 | Ramon Anglerill i Vilar                    | prevere                | olvanés         | 81  |
| 08/26 | Rogelio Araújo Gil                         | polític                | palmesà         | 61  |
| 09/09 | César Arrizabalaga Zabala                  | polític                | montcadenc      | 65  |
| 11/23 | Maria Assumpció Balaguer i Golobart        | actriu                 | manresana       | 94  |
| 01/22 | Joan Besa Esteve                           | polític                | lleidatà        | 83  |
| 05/29 | Josep Maria Blanco Ibarz                   | dibuixant de còmics    | barceloní       | 92  |
| 01/11 | Narcís Bonet i Armengol                    | compositor             | barceloní       | 85  |
| 07/02 | Élie Brousse                               | jugador de rugbi       | bagenc          | 97  |
| 03/20 | Joaquín Calomarde Gramage                  | polític                | valentí         | 62  |
| 11/19 | Purita Campos                              | dibuixant de còmics    | barcelonina     | 82  |
| 03/11 | Enriqueta Capdevila i Gras                 | pedagoga               | reusenca        | 85  |
| 10/04 | Modest Capell                              | ciclista               | torregrossí     | 23  |
| 07/28 | Manuel Carbó Juan                          | polític                | saguntí         | 96  |
| 07/07 | Joan Cardells                              | artiste                | valentí         | 71  |
| 06/22 | Teresa Cardona Soriano                     | professora             | barcelonina     | 43  |
| 08/02 | Jaume Casanovas i Escussol                 | polític                | vilanoví        | 74  |
| 04/13 | Neus Català i Pallejà                      | antifeixista           | guiametana      | 103 |
| 03/17 | Cristina Cervià Sancho                     | actriu                 | gironina        | 53  |
| 09/20 | Marçal Cervera i Millet                    | violoncel·liste        | català          | 91  |
| 12/27 | Joan Chalamanch i Noguer                   | empresari              | poblatà         | 95  |
| 01/13 | Miquel Civil i Desveus                     | lingüiste              | sabadellenc     | 92  |
| 06/16 | José María Colomer Fonts                   | dibuixant de còmics    | catalàd'on?     | 76  |
| 11/16 | Arseni Corsellas Serra                     | doblador               | figuerenc       | 86  |
| 12/09 | Pep Cortés                                 | actor                  | alcoià          | 74  |
| 11/14 | Miquel Creus Boixaderas                    | escriptor              | vigatà          | 64  |
| 09/26 | Mercè Curull i Martínez                    | advocada               | barcelonina     | 66  |
| 02/14 | Manuel Cusachs i Xivillé                   | escultor               | mataroní        | 85  |
| 12/27 | Romà Cuyàs i Sol                           | activiste cultural     | barceloní       | 81  |
| 05/23 | Benet Delcán Zamudio                       | empresari              | valencià        | 65  |
| 04/19 | Josep Maria Domènech i Fargas              | geògraf                | terrassenc      | 94  |
| 07/09 | Francesc Escobet i Farguell                | fotògraf               | berguedà        | 94  |
| 03/29 | Josep Esteve i Soler                       | farmacèutic            | manresà         | 89  |
| 09/03 | Gaby Fariza                                | pallasso               | cabanyaler      | 69  |
| 06/09 | Lluís Farreny i Alujas                     | compositor             | calafellenc     | 92  |
| 05/19 | Nilda Fernández                            | cantant                | barceloní       | 61  |
| 01/02 | Ramon Folch i Camarasa                     | escriptor              | barceloní       | 92  |
| 07/11 | Anna Maria Freixes i Badia                 | escriptora             | mollerussenca   | 94  |
| 04/16 | Jordi Fulla                                | artiste                | igualadí        | 52  |
| 12/01 | Jordi Galí i Herrera                       | pedagog                | barceloní       | 92  |
| 03/03 | Martí Galindo i Girol                      | actor                  | barceloní       | 81  |
| 11/23 | Francesc de Paula Gambús i Millet          | polític                | barceloní       | 45  |
| 08/30 | Llorenç Giménez Tarazona                   | contacontes            | alfafarenc      | 81  |
| 10/09 | Andreu Gimeno i Tolaguera                  | teniste                | barceloní       | 82  |
| 10/19 | Salvador Giner i de San Julián             | sociòleg               | barceloní       | 85  |
| 05/09 | Manuel Giner Miralles                      | polític                | valentí         | 93  |
| 01/10 | Josep Giró i Roca                          | esquiador              | urgellenc       | 53  |
| 07/21 | Francisco Grau Vegara                      | compositor             | bigastrenc      | 72  |
| 01/01 | Joan Guinjoan Gispert                      | compositor             | riudomenc       | 87  |
| 10/01 | Carles Guinovart i Rubiella                | compositor             | barceloní       | 78  |
| 03/01 | Josep Gusó i Garganta                      | empresari              | gironí          | 60  |
| 01/27 | Pilar Heras i Trias                        | pedagoga               | figuerenca      | 64  |
| 03/05 | Susan Holmquist                            | model                  | danesa          | 73  |
| 09/11 | Joan Evangelista Jarque                    | teòleg                 | barceloní       | 92  |
| 10/01 | Xavier Joanpere Olivé                      | activiste              | vilaplanenc     | 60  |
| 11/28 | Josep Joli i Blanch                        | compositor             | castelloní      | 88  |
| 01/09 | Conxita Julià                              | poetessa               | barcelonina     | 98  |
| 02/07 | Rafael Juncadella i Urpinas                | activiste              | vicentí         | 87  |
| 06/17 | José Lladró Dolz                           | empresari              | almasserí       | 91  |
| 06/14 | Josep Maria Llorens i Cisteró              | musicòleg              | guissonenc      | 96  |
| 05/10 | Jordi Longarón                             | dibuixant              | barceloní       | 86  |
| 01/11 | Claudio López Lamadrid                     | editor                 | barceloní       | 59  |
| 08/27 | Germán Lorente Guarch                      | cineasta               | vinarossenc     | 86  |
| 12/1  | Anna Manel·la Llinàs                       | artista                | olotina         | 69  |
| 01/07 | Jaume March                                | professor              | pollencí        | 63  |
| 04/09 | Alonso Marí Calbet                         | empresari              | eivissenc       | 79  |
| 01/11 | Montserrat Marmer Amagat                   | bibliotecària          | barcelonina     | 89  |
| 10/06 | Lluís Martí Bielsa                         | activiste polític      | aragonés        | 97  |
| 10/20 | Emilio José Martí Gómez                    | futboliste             | lloser          | 28  |
| 06/18 | Alexandre Masoliver                        | monge cistercenc       | ribagorçà       | 85  |
| 12/06 | Bartomeu Melià i Lliteres                  | lingüiste              | porrerenc       | 86  |
| 03/07 | Lluís Millet i Loras                       | musicòleg              | barceloní       | 79  |
| 05/11 | Montserrat Minobis i Puntonet              | periodista             | figuerenca      | 76  |
| 05/29 | Jaume Mir Ferri Taxi Key                   | actor                  | barceloní       | 91  |
| 02/09 | Aina Moll Marquès                          | filòloga               | ciutadellenca   | 88  |
| 12/05 | Jordi Moners i Sinyol                      | traductor              | pratenc         | 86  |
| 11/05 | Pere Morey Servera                         | escriptor              | palmesà         | 77  |
| 03/08 | Jaume Muxart i Domènech                    | pintor                 | martorellenc    | 96  |
| 10/25 | Rafael Ninyoles i Monllor                  | sociolingüiste         | valentí         | 76  |
| 09/01 | Maria Àngels Ollé Romeu                    | pedagoga               | sadurninenca    | 82  |
| 09/29 | Marta Padovan                              | actriu                 | barcelonina     | 81  |
| 07/11 | Pepita Pardell i Terrade                   | animadora              | barcelonina     | 91  |
| 04/30 | Vicenç Pascual                             | historiador            | barceloní       | 72  |
| 09/11 | Laura Pastor Collado                       | política               | aragonesa       | 85  |
| 06/23 | Ramon Payàs                                | activiste              | manresà         | 70  |
| 02/06 | Francesc Pedrol i Pascual                  | pescador               | tarragoní       | 98  |
| 08/10 | Carlos Pérez de Rozas i Arribas            | fotoperiodiste         | barceloní       | 71  |
| 08/27 | Leopold Pomés i Campello                   | fotògraf               | barceloní       | 87  |
| 02/09 | Enric Pons i Rigolfas                      | artiste                | barceloní       | 85  |
| 02/08 | Didín Puig i Grau                          | activista              | guadassuarenca  | 92  |
| 03/08 | Déborah Puig-Pey Stiefel                   | escriptora             | barcelonina     | 59  |
| 11/15 | Josep Pujol i Codina                       | químic                 | santvicentí     | 87  |
| 05/22 | Eduard Punset i Casals                     | divulgador             | barceloní       | 82  |
| 10/15 | Ernesto Ramon Fajarnés                     | empresari turístic     | eivissenc       | 86  |
| 08/29 | Maria Dolors Renau i Manén                 | psicopedagoga          | barcelonina     | 82  |
| 10/10 | Miquel Riera Picón                         | escalador              | palmesà         | 56  |
| 12/28 | Amèlia Riera i Toyos                       | artista                | barcelonina     | 91  |
| 06/04 | Antoni Roig Muntaner                       | químic                 | palmesà         | 87  |
| 01/08 | Artur Rojas de la Cámara                   | dibuixant              | paterner        | 88  |
| 07/24 | Jordi Royo                                 | poeta                  | barceloní       | 60  |
| 12/23 | Josep Rueda i Cruz                         | activiste              | almerienc       | 60  |
| 12/25 | Josep Maria Sala i Albareda                | esquiador              | barceloní       | 92  |
| 03/26 | Isidre Sala i Ribera                       | bisbe                  | cardoní         | 86  |
| 04/16 | Sebastià Salvadó Plandiura                 | empresari              | barceloní       | 86  |
| 08/15 | Ricardo Salvador Pirondello                | transformiste          | bunyolenc       | 75  |
| 01/19 | Francesc Sampedro i Lluesma                | futboliste             | caneter         | 84  |
| 06/07 | Llorenç Sànchez i Vilanova                 | escriptor              | barceloní       | 88  |
| 09/15 | Andrés Sardá Sacristán                     | modiste                | barceloní       | 90  |
| 01/15 | Dolors Sendra Bordes                       | musicòloga             | pegolina        | 91  |
| 11/21 | Toni Serra                                 | videoartiste           | manresà         | 59  |
| 09/08 | Camilo Sesto                               | cantant                | alcoià          | 72  |
| 05/13 | Gema Sevillano                             | deportista             | hospitalenca    | 47  |
| 03/12 | Ramon Solanes Pinyol                       | periodiste             | barceloní       | 93  |
| 09/02 | Joan Antoni Solans Huguet                  | urbaniste              | barceloní       | 77  |
| 09/15 | Montserrat Soliva Torrentó                 | química                | torredana       | 77  |
| 11/11 | Josep Ildefons Suñol i Soler               | empresari              | barceloní       | 92  |
| 12/01 | Marta Tatjer i Capón                       | gestora cultural       | barcelonina     | 76  |
| 02/24 | Pere Torras i Escudé                       | patinador              | barceloní       | 94  |
| 01/25 | Jaume Traserra i Cunillera                 | bisbe                  | granollerí      | 84  |
| 10/19 | Josep Maria Uyà Puigmartí                  | escriptor              | sabadellenc     | 59  |
| 01/01 | Josep Maria Ullod                          | doblador               | catalàd'on?     | 74  |
| 01/14 | Julio Vallejo i Ruiloba                    | psiquiatre             | barceloní       | 73  |
| 08/12 | Antoni Vallespir Llompart                  | monge                  | alcudienc       | 70  |
| 09/22 | Miquel Valls i Maseda                      | empresari              | barceloní       | 75  |
| 09/25 | Elisabeth Vergés Costa                     | alpinista              | barcelonina     | 80  |
| 10/09 | Consol Villaubí i Pons                     | coreògrafa             | badalonina      | 87  |
| 05/29 | Joaquim Vivas                              | polític                | calellenc       | 85  |
| 01/08 | Manuel Veiga                               | dramaturg              | barceloní       | 88  |
| 09/23 | Curt Wittlin                               | filòleg                | suís            | 78  |
| 01/20 | Antoni Zaragoza Mercadé                    | col·leccioniste        | reusenc         | 82  |
| 04/29 | Carlo Mario Abate                          | automobiliste          | piemontés       | 86  |
| 01/10 | Theo Adam                                  | cantant baix-baríton   | saxó            | 92  |
| 01/14 | Paweł Adamowicz                            | polític                | polonés         | 53  |
| 02/03 | Julie Adams                                | actriu                 | estatunidenca   | 92  |
| 01/30 | Stewart Adams                              | químic                 | anglés          | 95  |
| 06/23 | Luis Alberto Aguiriano Forniés             | polític                | vitorià         | 79  |
| 12/04 | Javier Aguirre Fernández                   | cineasta               | donostiarra     | 84  |
| 01/28 | Humberto Ak'ab'al                          | poeta                  | quitxé          | 67  |
| 01/09 | José Alcalá-Zamora y Queipo de Llano       | historiador            | malagueny       | 79  |
| 04/17 | Manuel Alcántara                           | escriptor              | malagueny       | 91  |
| 03/01 | Jorés Alfiórov                             | físic                  | belarús         | 88  |
| 10/17 | Alicia Alonso                              | ballarina              | havanera        | 98  |
| 06/09 | Humberto Álvarez                           | futboliste             | colombià        | 90  |
| 01/17 | Vicente Álvarez Areces                     | ex president           | asturià         | 75  |
| 10/08 | Manuel Álvarez Torneiro                    | escriptor              | corunyés        | 87  |
| 07/18 | Yukiya Amano (天野 之弥)                   | diplomàtic             | japonés         | 72  |
| 07/24 | Claes Anderson                             | ex ministre            | suecofinlandés  | 82  |
| 12/18 | Patxi Andion                               | cantautor              | basc            | 72  |
| 01/10 | José Andreu García                         | juriste                | porto-riqueny   | 81  |
| 03/22 | Frans Andriessen                           | polític                | neerlandés      | 89  |
| 11/05 | Omero Antonutti                            | actor                  | furlà           | 84  |
| 11/10 | Annie Anzieu                               | psicopedagoga          | francesa        | 95  |
| 12/18 | Leslie Archer                              | motociclista           | anglés          | 90  |
| 02/03 | Gustaf Olof Svante Arrhenius               | oceanògraf             | suec            | 97  |
| 03/15 | Juan Manuel Arza Muñuzuri                  | polític                | navarrés        | 86  |
| 02/28 | Xabier Arzalluz Antia                      | polític                | basc            | 86  |
| 02/25 | Janet Asimov                               | escriptora             | estatunidenca   | 92  |
| 01/23 | Diana Athill                               | escriptora             | londinenca      | 101 |
| 01/11 | Michael Atiyah                             | matemàtic              | londinenc       | 89  |
| 12/18 | Claudine Auger                             | actriu                 | parisenca       | 78  |
| 02/17 | Dionissis Avranitakis                      | forner                 | grec            | 77  |
| 01/17 | Abubakr Awadallah                          | polític                | sudanés         | 101 |
| 09/25 | Paul Badura-Skoda                          | pianiste               | vienés          | 91  |
| 10/27 | Abu Bakr al-Baghdadi (أبو بكر البغدادي)    | cap jihadiste          | iraquià         | 48  |
| 10/06 | Ginger Baker                               | bateria                | londinenc       | 80  |
| 05/20 | Nanni Balestrini                           | escriptor              | milanés         | 83  |
| 09/15 | José Vicente Balseca                       | futbolista             | equatorià       | 86  |
| 02/12 | Gordon Banks                               | futbolista             | anglés          | 81  |
| 09/12 | Jon Barberena Ibarra                       | versador               | navarrés        | 40  |
| 07/16 | Judit Bar-Ilan                             | informàtica            | israeliana      | 61  |
| 01/08 | Pierre Barillet                            | dramaturg              | parisenc        | 95  |
| 03/08 | Raoul Barrière                             | jugador de rugbi       | occità          | 91  |
| 04/11 | Can Bartu                                  | futbolista             | turc            | 83  |
| 12/18 | Tunç Başaran                               | cineasta               | turc            | 81  |
| 10/26 | Enriqueta Basilio Sotelo                   | atleta                 | mexicana        | 71  |
| 05/30 | Patricia Bath                              | oftalmòloga            | novaiorquesa    | 76  |
| 12/24 | Giacomo Bazzan                             | ciclista               | vènet           | 69  |
| 02/21 | Michel Béchet                              | ciclista               | normand         | 77  |
| 03/02 | Giannis Bekhrakis (Γιάννης Μπεχράκης)      | fotoperiodiste         | atenés          | 59  |
| 06/02 | Yannick Bellon                             | cineasta               | basca           | 95  |
| 02/24 | Raymond Bellot                             | futbolista             | francés         | 89  |
| 09/19 | Zine El Abidine Ben Ali                    | ex president           | tunisià         | 83  |
| 08/25 | Pál Benkő                                  | escaquiste             | hongarés        | 91  |
| 04/09 | Elwyn Berlekamp                            | matemàtic              | estatunidenc    | 78  |
| 03/22 | Chesús Bernal Bernal                       | polític                | aragonés        | 59  |
| 02/21 | Bernard Berg                               | polític                | luxemburgués    | 87  |
| 07/26 | Richard Berg                               | jogueter               | estatunidenc    | 76  |
| 10/14 | Harold Bloom                               | crític literari        | novaiorqués     | 89  |
| 01/14 | Milton Bluehouse, Sr.                      | ex president           | navajo          | 84  |
| 08/02 | Roberto Bodegas                            | cineasta               | madrileny       | 86  |
| 11/07 | Remo Bodei                                 | filòsof                | sard            | 81  |
| 09/19 | Irina Bogàtxova (Ири́на Богачёва)           | cant. mezzosoprano     | russa           | 80  |
| 07/06 | Cameron Boyce                              | actor                  | californià      | 20  |
| 09/26 | Giovanni Bramucci                          | ciclista               | laci            | 72  |
| 11/19 | José Mário Branco                          | cantautor              | portugués       | 70  |
| 11/09 | George Breen                               | nadador                | novaiorqués     | 84  |
| 04/05 | Sydney Brenner                             | biòleg                 | sud-africà      | 92  |
| 07/16 | Rosa María Britton                         | escriptora             | panamenca       | 82  |
| 08/12 | José Luis Brown                            | futboliste             | argentí         | 62  |
| 09/04 | Gerardo Bujanda Sarasola                   | polític                | vitorià         | 100 |
| 10/27 | Vladímir Bukovski (Владимир Буковский)     | dissident soviètic     | baixkir         | 76  |
| 04/03 | Aleksei Buldakov                           | actor                  | rus             | 68  |
| 07/25 | Anner Bylsma                               | violoncel·liste        | holandés        | 85  |
| 03/04 | Eric Caldow                                | futboliste             | escocés         | 84  |
| 05/05 | Philippe Carrese                           | cineasta               | marsellés       | 63  |
| 04/07 | Seymour Cassel                             | actor                  | estatunidenc    | 84  |
| 03/08 | Kelly Catlin                               | ciclista               | estatunidenca   | 23  |
| 09/06 | Maurice Caveing                            | historiador            | lionés          | 96  |
| 02/01 | Jean Cébron                                | coreògraf              | parisenc        | 91  |
| 11/17 | Jiřina Čermáková                           | jugadora d'hoquei      | txeca           | 75  |
| 02/15 | Antonio César Fernández                    | missioner              | andalús         | 72  |
| 02/03 | Wallace Chafe                              | lingüiste              | estatunidenc    | 91  |
| 01/15 | Carol Channing                             | actriu                 | estatunidenca   | 97  |
| 04/29 | Su Yu Chang (蘇昱彰)                       | artiste marcial        | taiwanés        | 78  |
| 08/04 | Nuon Chea                                  | genocida               | cambodjà        | 92  |
| 09/26 | Jacques Chirac                             | ex president           | parisenc        | 86  |
| 03/11 | Martín Chirino                             | escultor               | canari          | 94  |
| 07/16 | Johnny Clegg                               | cantautor              | sud-africà      | 66  |
| 10/10 | Ugo Colombo                                | ciclista               | llombard        | 79  |
| 03/04 | Juan Vallejo Corona                        | assassí en sèrie       | mexicà          | 85  |
| 09/25 | Michael D. Coe                             | antropòleg             | novaiorqués     | 90  |
| 03/23 | Larry Cohen                                | cineasta               | novaiorqués     | 82  |
| 05/14 | Tim Conway                                 | actor                  | estatunidenc    | 85  |
| 05/04 | Salvatore Corallo                          | ex president           | sicilià         | 90  |
| 07/12 | Fernando J. Corbató                        | matemàtic              | californià      | 93  |
| 07/10 | Valentina Cortese                          | actriu                 | milanesa        | 96  |
| 04/04 | Alberto Cortez                             | cantautor              | argentí         | 79  |
| 12/28 | Mirko Crepaldi                             | ciclista               | vènet           | 47  |
| 12/28 | Maria Creveling Remilia                    | videojugadora          | estatunidenca   | 24  |
| 07/03 | Pol Cruchten                               | cineasta               | luxemburgués    | 55  |
| 06/14 | Elio Cruz                                  | dramaturg              | gibraltareny    | 88  |
| 11/25 | Dilan Cruz Medina                          | estudiant              | colombià        | 18  |
| 01/14 | Juan Cueto Alas                            | periodiste             | asturià         | 77  |
| 03/09 | Bernard Dadié                              | escriptor              | ivorià          | 103 |
| 03/16 | Dick Dale                                  | guitarriste            | estatunidenc    | 81  |
| 10/12 | Sara Danius                                | crítica literària      | sueca           | 57  |
| 07/06 | Krystyna Dańko                             | antifeixista           | polonesa        | 102 |
| 03/14 | Godfried Danneels                          | cardenal               | flamenc         | 85  |
| 12/03 | Gianfranco D'Aronco                        | filòleg                | friülà          | 98  |
| 08/23 | Mario Davidovsky                           | compositor             | argentí         | 85  |
| 05/13 | Doris Day                                  | actriu                 | estatunidenca   | 97  |
| 07/18 | Luciano De Crescenzo                       | escriptor              | napolità        | 90  |
| 04/26 | Robbert de Greef                           | ciclista               | neerlandés      | 27  |
| 01/12 | Javier de Hoz                              | filòleg                | madrileny       | 78  |
| 08/21 | Dina de Jordània                           | reina consort          | haiximita       | 89  |
| 01/11 | Michel Dejouhannet                         | ciclista               | francés         | 83  |
| 07/09 | Fernando de la Rúa                         | ex president           | argentí         | 81  |
| 01/24 | Pierre Delaunay                            | futboler               | francésd'on?    | 99  |
| 03/22 | Graciana del Castillo                      | economista             | uruguaiana      |     |
| 07/31 | María Auxiliadora Delgado San Martín       | ex primera dama        | uruguaiana      | 82  |
| 04/08 | Héctor del Mar                             | locutor                | argentí         | 76  |
| 08/16 | Cristina dels Països Baixos                | princesa               | neerlandesa     | 72  |
| 04/23 | Joan I de Luxemburg                        | aristòcrata            | luxemburgués    | 98  |
| 05/01 | Dinko Dermendjiev (Динко Дерменджиев)      | futboliste             | búlgar          | 77  |
| 03/21 | Marcel Detienne                            | hel·leniste            | liegés          | 83  |
| 01/01 | Ivan Dimitrov (Иван Димитров)              | futboliste             | búlgar          | 83  |
| 11/11 | Frank Gordon Dobson                        | ex secretari d'estat   | anglés          | 79  |
| 02/21 | Stanley Donen                              | cineasta               | estatunidenc    | 94  |
| 01/21 | Enric d'Orleans i d'Orleans-Bragança       | aristòcrata            | parisenc        | 85  |
| 03/12 | Günter Dreyer                              | egiptòleg              | saxó            | 76  |
| 03/31 | Cesare Dujany                              | polític                | valldostà       | 99  |
| 11/04 | Jacques Dupont                             | ciclista               | occità          | 91  |
| 09/02 | Atli Eðvaldsson                            | futboliste             | islandés        | 62  |
| 02/06 | Manfred Eigen                              | químic                 | alemany         | 91  |
| 03/15 | Okwui Enwezor                              | crític d'art           | nigerià         | 55  |
| 08/10 | Jeffrey Epstein                            | proxeneta              | novaiorqués     | 66  |
| 07/25 | Beji Caid Essebsi                          | president              | tunisià         | 92  |
| 07/21 | José Manuel Estepa Llaurens                | cardenal               | andalús         | 93  |
| 09/04 | Roger Etchegaray                           | cardenal               | basc            | 96  |
| 06/03 | Fabrizio Fabbri                            | ciclista               | toscà           | 70  |
| 03/01 | Imani Fadil                                | model                  | marroquina      | 34  |
| 03/16 | Joe Fafard                                 | escultor               | francocanadenc  | 76  |
| 11/23 | Marilyn Farquhar                           | biòloga cel·lular      | californiana    | 91  |
| 03/10 | Josef Feistmantl                           | esquiador              | austríac        | 80  |
| 05/28 | Kamel Eddine Fekhar                        | activiste              | mozabit         | 56  |
| 10/08 | Serafim Fernandes de Araújo                | cardenal               | brasiler        | 95  |
| 01/06 | José Ramón Fernández Álvarez               | militar                | cubà            | 95  |
| 07/20 | Roberto Fernández Retamar                  | escriptor              | havà            | 89  |
| 07/04 | Arturo Fernández Rodríguez                 | actor                  | asturià         | 90  |
| 07/14 | Mariano Ferrer Ruiz                        | periodiste             | donostiarra     | 79  |
| 02/07 | Albert Finney                              | actor                  | anglés          | 82  |
| 04/13 | Quentin Fiore                              | dissenyador gràfic     | estatunidenc?   | 99  |
| 08/25 | Sally Floyd                                | informàtica            | estatunidenca   | 69  |
| 08/16 | Peter Fonda                                | actor                  | novaiorqués     | 79  |
| 12/02 | D.C. Fontana                               | guionista              | estatunidenca   | 80  |
| 06/03 | Guy François                               | futboliste             | haitià          | 71  |
| 01/19 | Gert Frank                                 | ciclista               | danés           | 62  |
| 09/09 | Robert Frank                               | fotògraf               | suís            | 94  |
| 12/09 | Marie Fredriksson                          | cantant                | sueca           | 61  |
| 10/25 | Salvador Freixedo                          | ufòleg                 | gallec          | 96  |
| 01/10 | Kevin Fret                                 | cantant trap           | porto-riqueny   | 24  |
| 09/01 | Albert Fritz                               | ciclista               | alemany         | 72  |
| 06/30 | Eduardo Fungairiño Bringas                 | juriste                | santanderí      | 73  |
| 05/18 | Analía Gadé                                | actriu                 | argentina       | 87  |
| 12/23 | Ahmed Gaid Salah (أحمد قايد صالح)          | militar                | algerià         | 79  |
| 01/29 | Fernando Gaitán Salom                      | guioniste              | colombià        | 58  |
| 12/30 | Pierre Galet                               | ampelògraf             | monegasc        | 97  |
| 01/04 | Miguel Gallastegi Ariznabarreta            | pilotari               | basc            | 100 |
| 10/12 | Nanni Galli                                | automobiliste          | bolonyés        | 79  |
| 02/16 | Bruno Ganz                                 | actor                  | suís            | 77  |
| 04/17 | Alan García Pérez                          | ex president           | peruà           | 69  |
| 12/19 | Miguel Ángel García Juez                   | periodiste             | madrileny       | 71  |
| 05/09 | Vicente García Riestra                     | antifeixiste           | asturià         | 94  |
| 02/16 | Richard N. Gardner                         | diplomàtic             | novaiorqués     | 91  |
| 05/24 | Murray Gell-Mann                           | físic                  | novaiorqués     | 89  |
| 03/17 | Víctor Genes                               | futboliste             | paraguaià       | 57  |
| 07/06 | João Gilberto                              | cantautor              | brasiler        | 88  |
| 08/16 | Felice Gimondi                             | ciclista               | llombard        | 76  |
| 10/11 | John Giorno                                | artiste                | novaiorqués     | 82  |
| 02/24 | Antoine Gizenga                            | ex president           | congolés        | 93  |
| 01/19 | Nathan Glazer                              | sociòleg               | novaiorqués     | 95  |
| 03/08 | Michael Gielen                             | compositor             | saxó            | 91  |
| 08/09 | Altair Gomes de Figueiredo                 | futboliste             | brasiler        | 81  |
| 07/28 | Eduardo Gómez Manzano                      | actor                  | madrileny       | 68  |
| 06/13 | Edith González Fuentes                     | actriu                 | mexicana        | 52  |
| 02/23 | José Vicente González Valle                | musicòleg              | castellà        | 83  |
| 11/20 | Mary Lowe Good                             | química                | texana          | 88  |
| 08/04 | André Goosse                               | lingüiste              | liegés          | 93  |
| 02/20 | Claude Goretta                             | cineasta               | suís            | 89  |
| 05/01 | Elisabeth Gössmann                         | teòloga                | alemanya        | 90  |
| 12/29 | Alasdair Gray                              | escriptor              | escocés         | 85  |
| 12/30 | Prosper Grech                              | cardenal               | maltés          | 94  |
| 04/13 | Paul Greengard                             | metge                  | novaiorqués     | 93  |
| 07/21 | Ielena Grigorieva (Елена Григорева)        | activista LGTB         | russa           | 41  |
| 06/16 | Erzsébet Gulyás-Köteles                    | gimnasta artística     | hongaresa       | 94  |
| 09/11 | Jusuf Habibie                              | ex president           | indonesi        | 83  |
| 04/24 | Hubert Hahne                               | automobiliste          | alemany         | 84  |
| 07/17 | Nikola Hajdin                              | enginyer civil         | serbi           | 96  |
| 07/22 | Peter Hamm                                 | escriptor              | bavarés         | 82  |
| 03/16 | Barbara Hammer                             | cineasta               | californiana    | 79  |
| 02/17 | Eric Hamp                                  | lingüiste              | londinenc       | 98  |
| 09/03 | Halvard Hanevold                           | biatleta               | noruec          | 49  |
| 11/23 | Goo Hara (구하라)                          | cantant de K-pop       | sud-coreana     | 28  |
| 06/15 | Marta Harnecker                            | escriptora             | xilena          | 82  |
| 04/22 | Heather Harper                             | cantant soprano        | nord-irlandesa  | 88  |
| 09/04 | Kylie Rae Harris                           | cantant country        | texana          | 30  |
| 07/12 | Emily Hartridge                            | YouTuber               | anglesa         | 35  |
| 01/29 | Osamu Hashimoto (橋本 治)                  | escriptor              | japonés         | 71  |
| 07/19 | Rutger Hauer                               | actor                  | neerlandés      | 75  |
| 04/25 | John Havlicek                              | basquetboliste         | estatunidenc    | 79  |
| 05/16 | Bob Hawke                                  | ex primer ministre     | australià       | 89  |
| 03/02 | David Held                                 | politòleg              | anglés          | 67  |
| 09/19 | Bert Hellinger                             | psicoterapeuta         | alemany         | 93  |
| 12/18 | László Heltay                              | director d'orquestra   | hongarés        | 89  |
| 12/26 | Jerry Herman                               | compositor             | novaiorqués     | 88  |
| 05/17 | Fernando Hernández (missioner)             | sacerdot               | basc            | 60  |
| 05/02 | Rafael Hernández Colón                     | ex governador          | porto-riqueny   | 82  |
| 01/28 | Susan Hiller                               | artista                | estatunidenca   | 78  |
| 08/01 | Annemarie Huber-Hotz                       | política               | suïssa          | 80  |
| 05/19 | David Richard Hunt                         | botànic                | londinenc       | 80  |
| 03/03 | Peter Hurford                              | organiste              | anglés          | 88  |
| 06/07 | Narciso Ibáñez Serrador                    | realitzador            | hispanouruguaià | 83  |
| 02/22 | Manuel Idígoras Aspiazu                    | futboliste             | sevillà         | 79  |
| 06/29 | Florijana Ismaili                          | futbolista             | suïssa          | 24  |
| 11/23 | Enrique Iturriaga Romero                   | compositor             | peruà           | 101 |
| 01/25 | Antonio Iznata Dimas                       | futboliste             | malagueny       | 75  |
| 07/30 | Mari Carmen Izquierdo                      | periodista             | castellana      | 69  |
| 11/03 | Gabriel Jackson                            | historiador            | novaiorqués     | 98  |
| 09/21 | Sigmund Jähn                               | cosmonauta             | saxó            | 82  |
| 12/01 | Mariss Jansons                             | director d'orquestra   | letó            | 76  |
| 11/19 | Disanayaka Mudiyanselage Jayaratne         | ex primer ministre     | singalés        | 88  |
| 09/18 | Jessica Jaymes                             | actriu porno           | estatunidenca   | 40  |
| 06/03 | Jurica Jerković                            | futboliste             | croat           | 69  |
| 06/04 | Lennart Johansson                          | futboler               | suec            | 89  |
| 09/10 | Daniel Johnston                            | cantautor              | californià      | 58  |
| 10/18 | Rui Manuel Jordão                          | futboliste             | angolés         | 67  |
| 10/23 | Santos Juliá Díaz                          | historiador            | gallec          | 79  |
| 08/09 | Fahrudin Jusufi                            | futboliste             | gorani          | 79  |
| 05/28 | Jean Juventin                              | polític                | polinesi        | 91  |
| 10/02 | Gueorgui Kantxeli                          | compositor             | georgià         | 84  |
| 08/03 | Nikolai Kardaixov (Николай Кардашёв)       | astrofísic             | moscovita       | 87  |
| 11/26 | Ken Kavanagh                               | motocicliste           | australià       | 95  |
| 10/12 | Hevrin Khalaf                              | política               | kurda           | 34  |
| 09/08 | Sahar Khodayari (سحر خدایاری)              | activista              | iraniana        | 29  |
| 07/23 | Gabe Khouth                                | doblador               | canadenc        | 46  |
| 06/21 | Dimitris Khristófias (Δημήτρης Χριστόφιας) | ex president           | grecoxipriota   | 72  |
| 11/27 | Jaegwon Kim (김재권)                       | filòsof                | sud-coreà       | 85  |
| 03/04 | Klaus Kinkel                               | polític                | alemany         | 82  |
| 05/18 | Jürgen Kissner                             | ciclista               | alemany         | 76  |
| 07/09 | Johnny Kitagawa (ジャニー 喜多川)          | buscatalents           | japonés         | 87  |
| 01/05 | Arnold Klemola                             | astrònom               | estatunidenc    | 87  |
| 08/23 | David Koch                                 | empresari              | estatunidenc    | 79  |
| 04/17 | Kazuo Koike (小池 一夫)                    | guioniste de còmics    | japonés         | 82  |
| 08/29 | Miklós Kocsár                              | compositor             | hongarés        | 85  |
| 09/13 | György Konrád                              | escriptor              | hongarés        | 86  |
| 12/16 | Hans Kornberg                              | bioquímic              | alemany         | 91  |
| 01/19 | Barthélémy Kotchy                          | escriptor              | ivorià          | 85  |
| 08/11 | Michael E. Krauss                          | lingüiste              | estatunidenc    | 84  |
| 07/27 | Johann Kresnik                             | coreògraf              | austríac        | 79  |
| 11/26 | Jakob Kuhn Köbi                            | futboliste             | suís            | 76  |
| 05/12 | Machiko Kyō (京マチ子)                     | actriu                 | japonesa        | 95  |
| 11/02 | Marie Laforêt                              | actriu                 | gascona         | 80  |
| 02/19 | Karl Lagerfeld                             | dissenyador            | hamburgués      | 85  |
| 08/05 | Bjorg Lambrecht                            | ciclista               | flamenc         | 22  |
| 07/13 | Harlan Lane                                | historiador            | novaiorqués     | 82  |
| 12/08 | Rogério Lantres de Carvalho                | futboliste             | lisboeta        | 97  |
| 01/31 | Pablo Larios                               | futboliste             | mexicà          | 58  |
| 02/12 | Lyndon LaRouche                            | polític                | estatunidenc    | 96  |
| 05/20 | Niki Lauda                                 | automobiliste          | vienés          | 70  |
| 11/01 | Rina Lazo Wasem                            | artista                | guatemalenca    | 96  |
| 05/17 | Neville Lederle                            | automobiliste          | sud-africà      | 80  |
| 01/26 | Michel Legrand                             | compositor             | francés         | 62  |
| 10/01 | Miguel León-Portilla                       | antropòleg             | mexicà          | 93  |
| 10/11 | Aleksei Leónov                             | cosmonauta             | rus             | 85  |
| 08/28 | Nicolás Leoz Almirón                       | dirigent esportiu      | paraguaià       | 91  |
| 10/22 | Raymond Leppard                            | director d'orquestra   | londinenc       | 92  |
| 09/26 | William Joseph Levada                      | cardenal               | californià      | 83  |
| 01/17 | Arturo Lezcano                             | escriptor              | gallec          | 80  |
| 02/16 | Li Rui (李锐)                              | polític                | xinés           | 101 |
| 01/25 | Erwin Lienhard                             | ciclista               | suís            | 62  |
| 08/04 | Ivo Lill                                   | artiste vidrier        | estonià         | 66  |
| 09/03 | Peter Lindbergh                            | fotògraf de moda       | alemany         | 74  |
| 02/09 | Katharina Lindner                          | futbolista             | bavaresa        | 39  |
| 01/26 | Wilma Lipp                                 | cantant soprano        | vienesa         | 93  |
| 05/11 | Peggy Lipton                               | actriu                 | novaiorquesa    | 72  |
| 03/01 | Ludo Loos                                  | ciclista               | flamenc         | 64  |
| 08/31 | Marita Lorenz                              | espia                  | alemanya        | 80  |
| 01/04 | Jens Lüdtke                                | filòleg                | alemany         | 77  |
| 04/28 | Richard Lugar                              | senador                | estatunidenc    | 87  |
| 12/10 | Iuri Lujkov (Ю́рий Лужко́в)                  | ex alcalde             | moscovita       | 83  |
| 11/03 | Yvette Lundy                               | antifeixista           | francesa        | 87  |
| 12/26 | Sue Lyon                                   | actriu                 | estatunidenca   | 87  |
| 05/11 | Iain MacAonghais                           | filòleg                | escocés         | 89  |
| 02/25 | Waldo Machado da Silva                     | futboliste             | brasiler        | 84  |
| 12/20 | Roland Matthes                             | nadador                | alemany         | 69  |
| 08/08 | Manfred Max-Neef                           | economiste             | xilé            | 86  |
| 05/16 | Ashley Massaro                             | lluitadora             | novaiorquesa    | 39  |
| 05/12 | Víktor Manakov pare                        | ciclista               | rus             | 58  |
| 08/21 | Paulo Mandlate                             | bisbe                  | moçambiqués     | 85  |
| 01/24 | Antonio Marchesano                         | polític                | uruguaià        | 88  |
| 01/30 | Jadwiga Marko-Książek                      | jugadora de vòlei      | polonesa        | 88  |
| 01/18 | Jermaine Marshall                          | basquetboliste         | estatunidenc    | 28  |
| 11/15 | Marcel Mart                                | ex ministre            | luxemburgués    | 92  |
| 01/15 | Eduardo Martín Toval                       | polític                | malagueny       | 76  |
| 11/21 | Albertina Martínez Burgos                  | fotoperiodista         | xilena          | 38  |
| 10/03 | Teresa Maryańska                           | paleontòloga           | polonesa        | 82  |
| 01/13 | Phil Masinga                               | futboliste             | sud-africà      | 49  |
| 06/08 | Andre Matos                                | cantant heavy          | brasiler        | 47  |
| 09/02 | Gyoji Matsumoto (松本暁司)                 | futboliste             | japonés         | 85  |
| 06/07 | Rolf Maurer                                | ciclista               | suís            | 81  |
| 04/30 | Peter Mayhew                               | actor                  | londinenc       | 74  |
| 10/05 | Roger Mayorga                              | futboliste             | nicaragüenc     | 73  |
| 04/01 | Vonda N. McIntyre                          | escriptora             | estatunidenca   | 70  |
| 04/22 | Billy McNeill                              | futboliste             | escocés         | 79  |
| 12/30 | Syd Mead                                   | dissenyador industrial | estatunidenc    | 86  |
| 01/23 | Jonas Mekas                                | cineasta               | lituà           | 96  |
| 09/16 | Ascensión Mendieta Ibarra                  | activista              | castellana      | 93  |
| 08/21 | Faustino Menéndez Pidal de Navascués       | heraldiste             | saragossà       | 94  |
| 07/02 | José Luis Merino Boves                     | cineasta               | madrileny       | 92  |
| 12/02 | Johann Baptist Metz                        | teòleg                 | bavarés         | 91  |
| 12/12 | Roger Midgley                              | jugador d'hoquei       | anglés          | 95  |
| 12/28 | Thanos Mikrútsikos (Θάνος Μικρούτσικος)    | compositor             | grec            | 72  |
| 06/12 | Sylvia Miles                               | actriu                 | novaiorquesa    | 94  |
| 05/05 | Norma Miller                               | ballarina              | novaiorquesa    | 99  |
| 01/21 | Giuseppe Minardi                           | ciclista               | italià          | 90  |
| 08/12 | Amélia Mingas                              | lingüista              | angolesa        | 73  |
| 01/15 | Mario Monje Molina                         | polític                | bolivià         | 89  |
| 06/29 | Guillermo Mordillo                         | dibuixant              | bonaerenc       | 86  |
| 12/04 | Rosa Morena                                | cantant                | extremenya      | 78  |
| 10/10 | Trinidad Morgades Besari                   | escriptora             | equatoguineana  | 88  |
| 05/06 | Fañch Morvannou                            | lingüiste              | bretó           | 87  |
| 09/06 | Robert Mugabe                              | ex president           | zimbabués       | 54  |
| 09/05 | Iñigo Muguruza Ugarte                      | músic                  | basc            | 54  |
| 08/07 | Kary Banks Mullis                          | bioquímic              | estatunidenc    | 74  |
| 04/23 | Juan José Muñante                          | futboliste             | peruà           | 70  |
| 08/29 | Celia Mur                                  | cantant de jazz        | granadina       | 49  |
| 06/17 | Mohamed Mursi                              | ex president           | egipci          | 67  |
| 07/04 | Eva Mozes Kor                              | activista              | romanesa        | 85  |
| 09/18 | Sylvestre Mudacumura                       | genocida               | ruandés         | 65  |
| 04/16 | Ignace Murwanashyaka                       | genocida               | ruandés         | 55  |
| 11/29 | Yasuhiro Nakasone (中曽根康弘)             | ex Primer Ministre     | japonés         | 101 |
| 01/26 | Pierre Mutumbula Mulamba Ndaye             | futboliste             | congoleny       | 70  |
| 10/26 | V. Nanammal (வி. நானம்மாள்)                     | iogui                  | índia           | 99  |
| 02/03 | Matti Nykänen                              | esquiador              | finlandés       | 70  |
| 10/22 | Sadako Ogata (緒方貞子)                    | diplomàtica            | toquiota        | 92  |
| 11/16 | Terry O'Neill                              | fotògraf               | londinenc       | 81  |
| 10/07 | José Oneto Revuelta                        | periodiste             | andalús         | 77  |
| 11/24 | Juan Antonio Orrego-Salas                  | compositor             | xilé            | 100 |
| 07/26 | Jaime Lucas Ortega y Alamino               | cardenal               | cubà            | 82  |
| 10/14 | Romer Osuna Áñez                           | futboler               | bolivià         | 70  |
| 06/04 | Joe Overstreet                             | artiste plàstic        | estatunidenc    | 85  |
| 12/14 | Panamarenko                                | artiste                | flamenc         | 79  |
| 01/29 | Egisto Pandolfini                          | futboliste             | toscà           | 92  |
| 10/22 | Rolando Panerai                            | cantant baríton        | toscà           | 95  |
| 08/18 | Encarna Paso Ramos                         | actriu                 | madrilenya      | 88  |
| 12/15 | Chuck Peddle                               | informàtic             | estatunidenc    | 82  |
| 05/16 | Ieoh Ming Pei                              | arquitecte             | cantonés        | 102 |
| 07/19 | César Pelli                                | arquitecte             | argentí         | 92  |
| 07/22 | Li Peng (李鹏)                             | ex primer ministre     | xinés           | 90  |
| 03/06 | José Pedro Pérez-Llorca Rodrigo            | polític                | gadità          | 78  |
| 05/10 | Alfredo Pérez Rubalcaba                    | polític                | càntabre        | 67  |
| 08/19 | Sergio Perticaroli                         | pianiste               | romà            | 89  |
| 12/21 | Martin Peters                              | futboliste             | londinenc       | 76  |
| 09/03 | José de Jesús Pimiento Rodríguez           | cardenal               | colombià        | 100 |
| 09/12 | ʻAkilisi Pohiva                            | primer ministre        | tongà           | 78  |
| 03/13 | Andrea Pollack                             | nadadora               | alemanya        | 57  |
| 11/22 | Michael J. Pollard                         | actor                  | estatunidenc    | 80  |
| 09/30 | Ben Pon                                    | automobiliste          | holandés        | 82  |
| 05/18 | Quentin Pongia                             | jugador de rugbi       | neozelandés     | 48  |
| 06/07 | Elżbieta Porzec                            | jugadora de volei      | polonesa        | 74  |
| 11/13 | Raymond Poulidor                           | ciclista               | llemosí         | 89  |
| 02/28 | André Previn                               | compositor             | berlinés        | 89  |
| 07/31 | Harold Prince                              | productor teatral      | novaiorqués     | 91  |
| 09/01 | Barbara Probst Solomon                     | periodista             | novaiorquesa    | 90  |
| 04/11 | Monkey Punch (モンキー・パンチ)            | autor de còmics        | japonés         | 81  |
| 10/26 | Gregory Eli Pyle                           | ex cap tribal          | choctaw         | 70  |
| 02/15 | Lee Radziwill                              | aristòcrata            | novaiorquesa    | 85  |
| 06/01 | José Antonio Reyes Calderón                | futboliste             | andalús         | 35  |
| 03/15 | Jean-Pierre Richard                        | escriptor              | marsellés       | 96  |
| 05/06 | Pierre Riché                               | historiador            | parisenc        | 98  |
| 01/20 | Lolo Rico                                  | guionista              | madrilenya      | 84  |
| 12/24 | Dave Riley                                 | músic                  | estatunidenc    | 59  |
| 09/17 | Cokie Roberts                              | periodista             | estatunidenca   | 75  |
| 03/01 | Kevin Roche                                | arquitecte             | dublinés        | 96  |
| 04/29 | José Rodrigues Neto                        | futboliste             | brasiler        | 69  |
| 06/23 | Fernando Roldán Campos                     | futboliste             | xilé            | 97  |
| 06/02 | Alan Rollinson                             | automobiliste          | anglés          | 76  |
| 08/02 | Jocelyne Roy Vienneau                      | política               | acadiana        | 63  |
| 09/04 | Felipe Ruvalcaba                           | futboliste             | mexicà          | 78  |
| 08/08 | Fabrizio Saccomanni                        | ex ministre            | romà            | 76  |
| 01/21 | Emiliano Sala                              | futboliste             | argentí         | 28  |
| 11/07 | Margarita Salas Falgueras                  | bioquímica             | asturiana       | 80  |
| 10/05 | José Sámano de la Brena                    | productor audiovisual  | santanderí      | 76  |
| 07/25 | Conejo Sánchez                             | futboliste             | guatemalenc     | 64  |
| 04/01 | Rafael Sánchez Ferlosio                    | escriptor              | madrileny       | 91  |
| 05/20 | Blanca Nieves Sancho Lope                  | missionera             | castellana      | 77  |
| 04/24 | Conrado San Martín                         | actor                  | castellà        | 98  |
| 05/25 | Joaquín Sanz Gadea                         | metge                  | terolenc        | 88  |
| 07/13 | Paolo Sardi                                | cardenal               | piemontés       | 84  |
| 11/27 | Juan Carlos Scannone                       | teòleg                 | bonaerenc       | 88  |
| 12/25 | Peter Schreier                             | cantant tenor          | saxó            | 84  |
| 07/27 | John Robert Schrieffer                     | físic                  | estatunidenc    | 88  |
| 01/24 | Fernando Sebastián Aguilar                 | cardenal               | aragonés        | 89  |
| 02/28 | Gerd Seifert                               | músic                  | hamburgués      | 87  |
| 01/05 | Dragoslav Šekularac Šeki                   | futboliste             | serbi           | 81  |
| 04/19 | Patrick Sercu                              | ciclista               | flamenc         | 74  |
| 06/01 | Michel Serres                              | filòsof                | agenés          | 88  |
| 04/06 | Ángel Sertucha Ereñozaga                   | futboliste             | basc            | 88  |
| 07/30 | Emilio Setién Quesada                      | bibliotecari           | havà            | 79  |
| 05/12 | Nasrallah Pierre Sfeir                     | cardenal               | libanés         | 98  |
| 06/05 | Elio Sgreccia                              | cardenal               | italià          | 91  |
| 07/03 | Thomas Shardelow                           | ciclista               | sud-africà      | 87  |
| 08/10 | Cándido Antonio Sibilio Hughes             | jugador de bàsquet     | dominicà        | 61  |
| 04/15 | Joaquim Alberto Silva Quinzinho            | futboliste             | angolés         | 45  |
| 08/29 | Achille Silvestrini                        | cardenal               | italià          | 95  |
| 04/29 | John Singleton                             | cineasta               | californià      | 51  |
| 06/10 | Michel Sitjar                              | jugador de rugbi       | occità          | 76  |
| 10/30 | Bernard Slade                              | dramaturg              | canadenc        | 89  |
| 12/12 | Peter George Snell                         | migfondiste            | neozelandés     | 80  |
| 02/13 | Marisa Solinas                             | actriu                 | genovesa        | 77  |
| 11/27 | Manoel Soto Ferreiro                       | polític                | orensà          | 75  |
| 08/25 | Francisco Soto Nieto                       | magistrat              | cartagener      | 93  |
| 09/08 | Carlos Squeo                               | futboliste             | argentí         | 71  |
| 01/14 | Rainer Stadelmann                          | egiptòleg              | bavarés         | 85  |
| 03/27 | Leslie Sternbergh                          | autora de còmics       | estatunidenca   | 58  |
| 02/20 | Brody Stevens                              | humoriste              | californià      | 48  |
| 07/16 | John Paul Stevens                          | jutge                  | estatunidenc    | 99  |
| 05/14 | Remig Stumpf                               | ciclista               | bavarés         | 53  |
| 10/19 | Carlos Suárez Morilla                      | cineasta               | asturià         | 73  |
| 12/10 | Randy Suess                                | programador            | estatunidenc    | 74  |
| 10/14 | Choi Sulli (최진리)                        | cantant pop            | sud-coreana     | 25  |
| 06/20 | Rubén José Suñé                            | futboliste             | bonaerenc       | 72  |
| 04/29 | Josef Šural                                | futboliste             | txec            | 28  |
| 08/06 | Sushma Swaraj (सुषमा स्वराज)                   | ex ministra            | índia           | 67  |
| 02/04 | Zbigniew Szczepkowski                      | ciclista               | polonés         | 66  |
| 11/10 | István Szívós, Jr.                         | waterpoliste           | hongarés        | 71  |
| 11/12 | Mitsuhisa Taguchi (田口光久)               | futboliste             | japonés         | 64  |
| 01/06 | Gustav Andreas Tammann                     | astrònom               | saxó            | 86  |
| 06/06 | Seiko Tanabe (田辺聖子)                    | escriptora             | japonesa        | 91  |
| 10/16 | John Tate                                  | matemàtic              | estatunidenc    | 94  |
| 03/22 | Giuseppe Tavani                            | filòleg                | romà            | 95  |
| 02/08 | Salvador Távora                            | dramaturg              | sevillà         | 88  |
| 12/04 | Manuel Tejada de Luna                      | actor                  | andalús         | 88  |
| 12/16 | Sevim Tekeli                               | historiadora           | turca           | 94  |
| 02/10 | Anahide Ter Minassia                       | historiadora           | armènia         | 89  |
| 06/27 | Louis Thiry                                | organiste              | francés         | 84  |
| 04/06 | David J. Thouless                          | físic                  | escocés         | 84  |
| 05/26 | Prem Tinsulanonda (เปรม ติณสูลานนท์)          | ex primer ministre     | tailandés       | 98  |
| 08/13 | Nadia Toffa                                | periodista             | llombarda       | 40  |
| 09/05 | Francisco Toledo                           | artiste                | mexicà          | 79  |
| 04/25 | Paloma Tortajada                           | periodista             | saragossana     | 49  |
| 06/28 | Shizuteru Ueda (上田 閑照)                 | filòsof                | toquiota        | 93  |
| 02/08 | Tomi Ungerer                               | il·lustrador           | alsacià         | 87  |
| 01/12 | Santiago Valderas Cañestro                 | militar                | espanyol        | 85  |
| 04/02 | Sergio Valdés                              | futboliste             | xilé            | 83  |
| 01/22 | Charles Vandenhove                         | arquitecte             | limburgués      | 91  |
| 06/17 | Gloria Vanderbilt                          | aristòcrata            | novaiorquesa    | 95  |
| 05/07 | Jean Vanier                                | filantrop              | francocanadenc  | 90  |
| 09/21 | Frans Van Looy                             | ciclista               | flamenc         | 69  |
| 09/14 | Raffaele Vanni                             | sindicaliste           | romà            | 97  |
| 03/29 | Agnès Varda                                | cineasta               | brussel·lesa    | 90  |
| 02/20 | Vinny Vella                                | actor                  | italoamericà    | 72  |
| 10/22 | Marieke Vervoort                           | atleta                 | flamenca        | 40  |
| 03/11 | Coutinho Vieira Honório                    | futboliste             | brasiler        | 75  |
| 03/05 | Manuel Vilanova                            | poeta                  | gallec          | 75  |
| 05/28 | Michèle Vilma                              | cant. mezzosoprano     | normanda        | 87  |
| 12/08 | Paul Volcker                               | economiste             | estatunidenc    | 92  |
| 05/27 | François Weyergans                         | escriptor              | brussel·lés     | 77  |
| 05/21 | Binyavanga Wainaina                        | periodiste             | kenyà           | 48  |
| 08/31 | Immanuel Wallerstein                       | sociòleg               | novaiorqués     | 88  |
| 07/17 | Robert Waseige                             | futboliste             | liegés          | 79  |
| 02/01 | Edit Weckinger-Perényi                     | gimnasta               | hongaresa       | 95  |
| 10/29 | Cong Weixi (从维熙)                        | escriptor              | xinés           | 86  |
| 03/14 | Charlie Whiting                            | automobiliste          | anglés          | 66  |
| 10/14 | Robert Will                                | remer                  | estatunidenc    | 94  |
| 09/06 | Chester Williams                           | jugador de rugbi       | sud-africà      | 49  |
| 12/24 | Allee Willis                               | compositora            | californiana    | 72  |
| 08/25 | Lodewijk Woltjer                           | astrònom               | holandés        | 89  |
| 07/17 | Emilio Ybarra Churruca                     | empresari              | donostiarra     | 82  |
| 09/21 | Aleko Yordan (Αλέκος Ιορδάνου)             | futboliste             | grec            | 81  |
| 02/21 | Hilde Zadek                                | cantant soprano        | polonesa        | 101 |
| 12/19 | Alba Zaluar                                | antropòloga            | carioca         | 77  |
| 05/06 | Andrés Avelino Zapico Junquera             | futboliste             | asturià         | 73  |
| 06/15 | Franco Zeffirelli                          | cineasta               | florentí        | 96  |
| 10/22 | Therese Zenz                               | piragüista             | alemanya        | 87  |
| 08/07 | Fabio Zerpa                                | ufòleg                 | uruguaià        | 90  |
| 11/05 | André Zimmermann                           | ciclista               | alsacià         | 80  |

## Esdeveniments
- 19 de març, Osloː El Premi Abel de matemàtiques, concedit per primer cop a una dona, Karen Uhlenbeck.[1]
- 17 d'abril, Gironaː per primer cop les dones desfilen com a manaies a les processons de Setmana Santa de Girona.[2]
- 3 de juliol, Illes Eòlies: El volcà Stromboli entra en erupció i causa un mort i dos ferits.[3]

## Efemèrides
5 de juliol, Bakú, Azerbaidjanː La Unesco declara Patrimoni Mundiall de la Humanitat el jaciment arqueològic de Babilònia.

El dia del domini públic 2019 (1 de gener) s'alliberà l'obra d'autors morts l'any 1938.

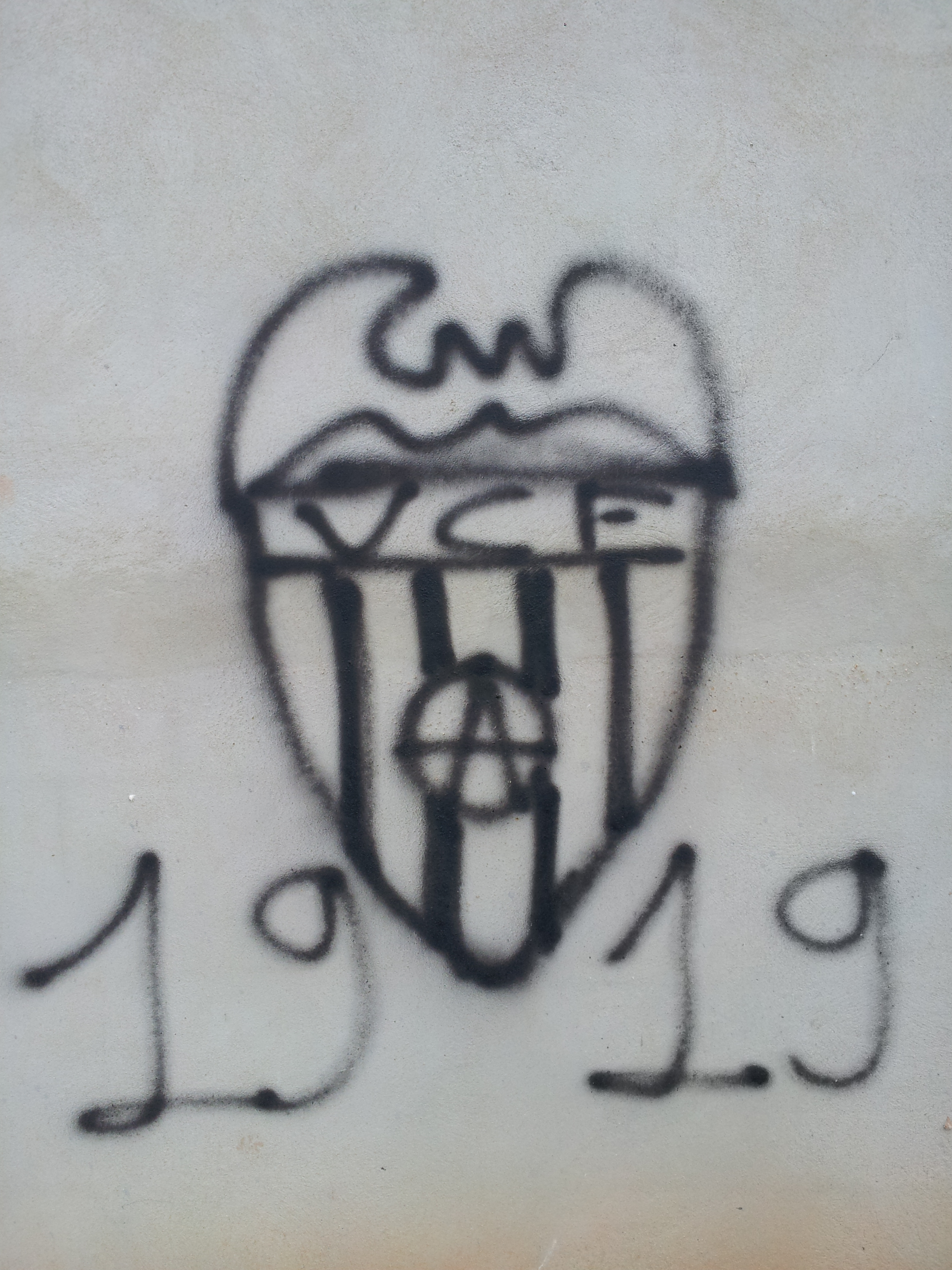
Centenari del València
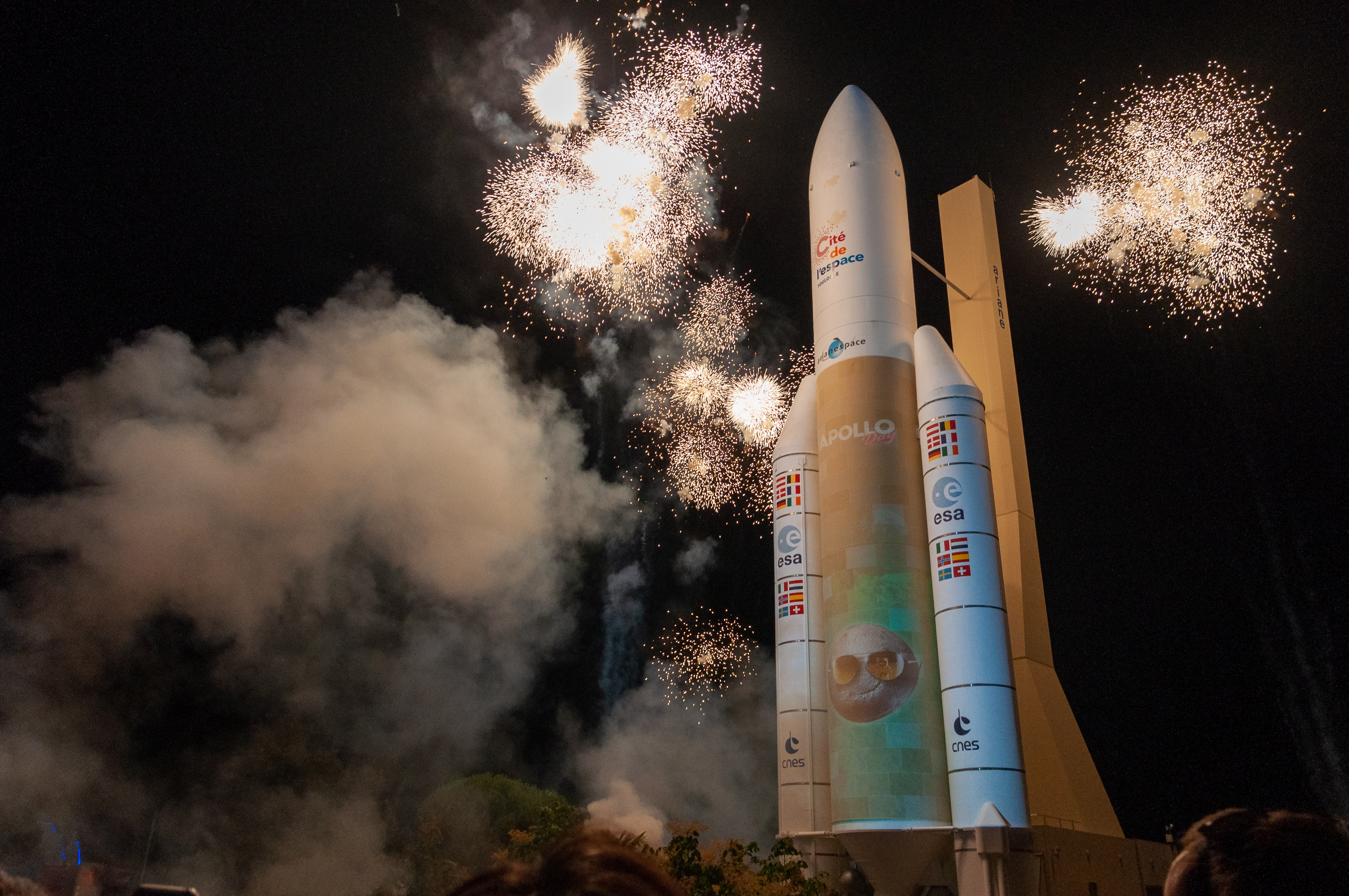
Cinquantenari d'Apolo 11

El València Club de Futbol feu cent anys el 18 de març i, el 5 d'abril, sis-cents de la mort del sant Vicent Ferrer a Bretanya;
el 24 de juny, cinc-cents anys de la mort de Lucrècia Borja.
El 20 de juliol feu cinquanta anys de l'arribada de la missió Apollo 11 a la Lluna.
El 5 d'agost feu cent anys de la mort de Josèp Condò Sambeat i, el 9 d'agost també cent de la primera publicació del personatge de Zorro.
El 23 d'agost feu vint-i-cinc anys de la publicació del disc de Jeff Buckley, Grace.

### Arts i arquitectura
El 19 de juliol morí César Pelli, l'arquitecte de les torres Petronas; el 5 de setembre, l'artiste plàstic multidisciplinar Francisco Toledo; el primer de novembre, la muralista Rina Lazo Wasem; el 21 del mateix mes, el videoartiste manresà Toni Serra (Abu Ali):
- Abu Ali (n. 1960)
- Francisco Toledo
- Rina Lazo (n. 1923)
- Funicular del Tibidabo
- Panamarenko (n. 1940)

El vagons del funicular del Tibidabo del 1958 feren l'últim servici el diumenge 15 de setembre. L'artiste flamenc Panamarenko morí el 14 de desembre.

### Cinema i televisió
En la 92 cerimònia dels Oscar, Bohemian Rhapsody en guanyà quatre (millor protagonista, muntatge, edició de so i mescla); altres llargmetratges multi-premiats foren Green Book (millor pel·lícula, guió original i actor secundari), Roma tres més (direcció, fotografia i llarg de parla no anglesa) i Black Panther (disseny de producció, música i vestuari); Spider-Man: Un nou univers guanyà l'Oscar al millor llarg d'animació.
- Rutger Hauer
- Peter Lindbergh
- Anna Karina (n. 1940)
- Tunç Başaran (n. 1938)
- Syd Mead (n. 1933)

El 19 de juliol morí l'actor neerlandès Rutger Hauer. El 3 de setembre, el cineasta i fotògraf Peter Lindbergh, retratista de les top models de la dècada del 1990. El 4 de desembre, el realitzador basc Javier Aguirre Fernández, teòric de l'«anticine».
| M/d   | Direcció                 | Títol                                 | Gènere         |
| ----- | ------------------------ | ------------------------------------- | -------------- |
| 07/12 | Laura Jou                | La vida sense la Sara Amat            | drama          |
| 01/31 | Carlos Marqués-Marcet    | Els dies que vindran                  | romàntic       |
| 12/20 | J. J. Abrams             | Star Wars: L'ascens de Skywalker      | space opera    |
| 10/11 | Woody Allen              | Dia de pluja a Nova York              | com. romàntica |
| 03/08 | Anna Boden/Ryan Fleck    | Captain Marvel                        | superheroic    |
| 04/12 | Dylan Brown              | El parc màgic                         | animació 3D    |
| 11/22 | Chris Buck/Jennifer Lee  | Frozen II                             | animació 3D    |
| 06/21 | Josh Cooley              | Toy Story 4                           | animació 3D    |
| 02/22 | Dean DeBlois             | Com ensinistrar un drac 3             | animació 3D    |
| 01/04 | Carlos Fernández de Vigo | Memòries d'un home en pijama          | com. romàntica |
| 09/25 | Belén Funes              | La hija de un ladrón                  | drama          |
| 06/07 | Simon Kinberg            | X-Men: Dark Phoenix                   | superheroic    |
| 10/11 | Óliver Laxe              | O que arde                            | drama          |
| 05/10 | Rob Letterman            | Pokémon: Detectiu Pikachu             | intriga        |
| 02/07 | Mike Mitchell            | La Lego pel·lícula 2                  | animació 3D    |
| 04/12 | Chika Nagaoka            | Detectiu Conan: El puny de safir blau | anime          |
| 08/09 | Takashi Ōtsuka           | One Piece: Estampida                  | anime          |
| 05/24 | Guy Ritchie              | Aladdin                               | musical        |
| 04/25 | germans Russo            | Avengers: Endgame                     | superheroic    |
| 09/12 | Mark Van Orman           | Angry Birds 2: La pel·lícula          | animació 3D    |
| 07/05 | Jon Watts                | Spider-Man: Far From Home             | superheroic    |

També s'emeté la darrera temporada de la sèrie Game of Thrones (HBO). TV3 estrenà el telefilm L'enigma Verdaguer l'11 de setembre.

### Còmics
L'Splash Sagunt se celebrà entre el 22 i el 24 de març al Port de Sagunt.
El 37 Comic Barcelona —fins a l'any anterior anomenat Saló Internacional del Còmic de Barcelona— tingué lloc del 4 al 9 d'abril al recinte de la Fira de Barcelona-Montjuïc.

Cartell d'Ana Galvañ
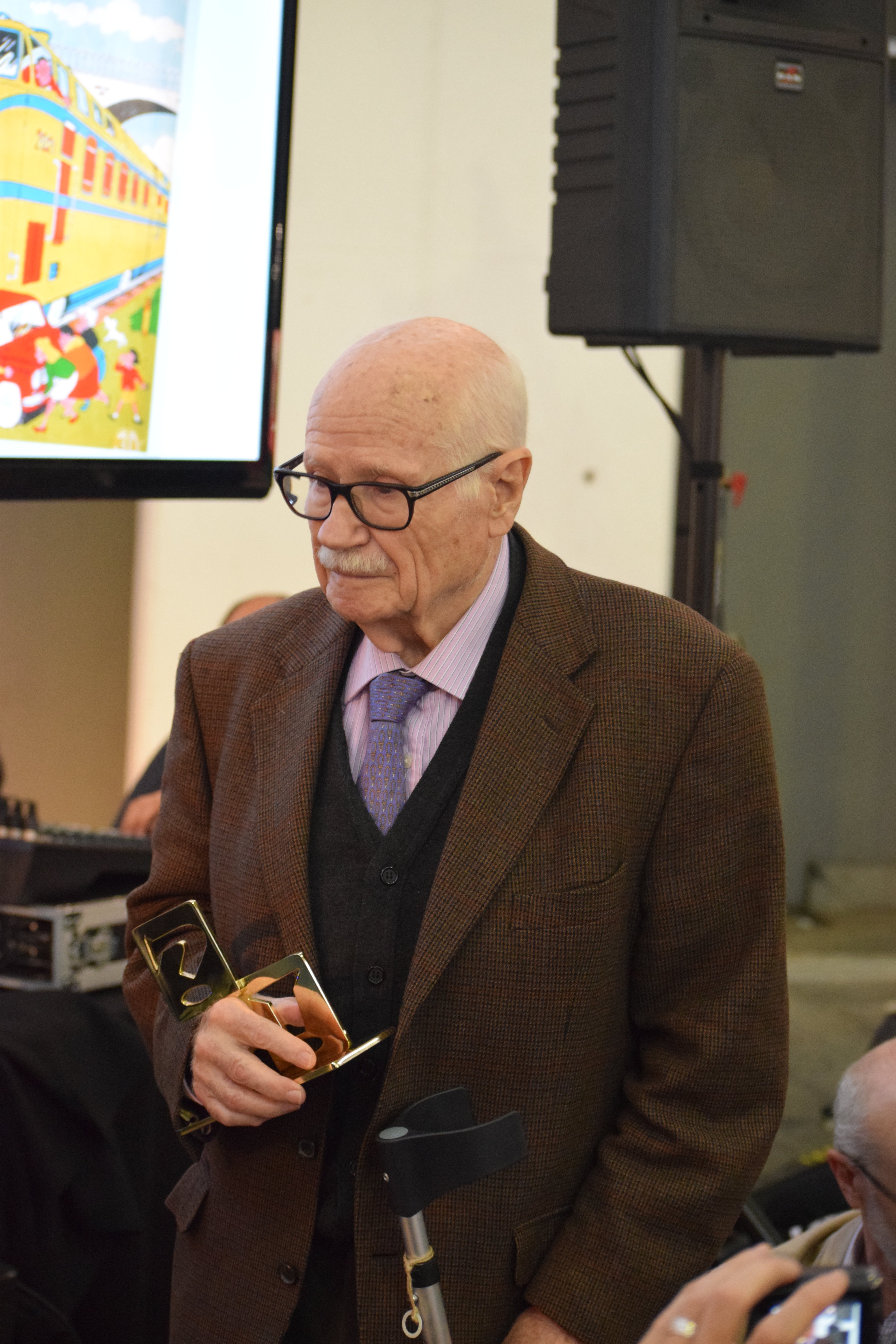
Blanco Ibarz
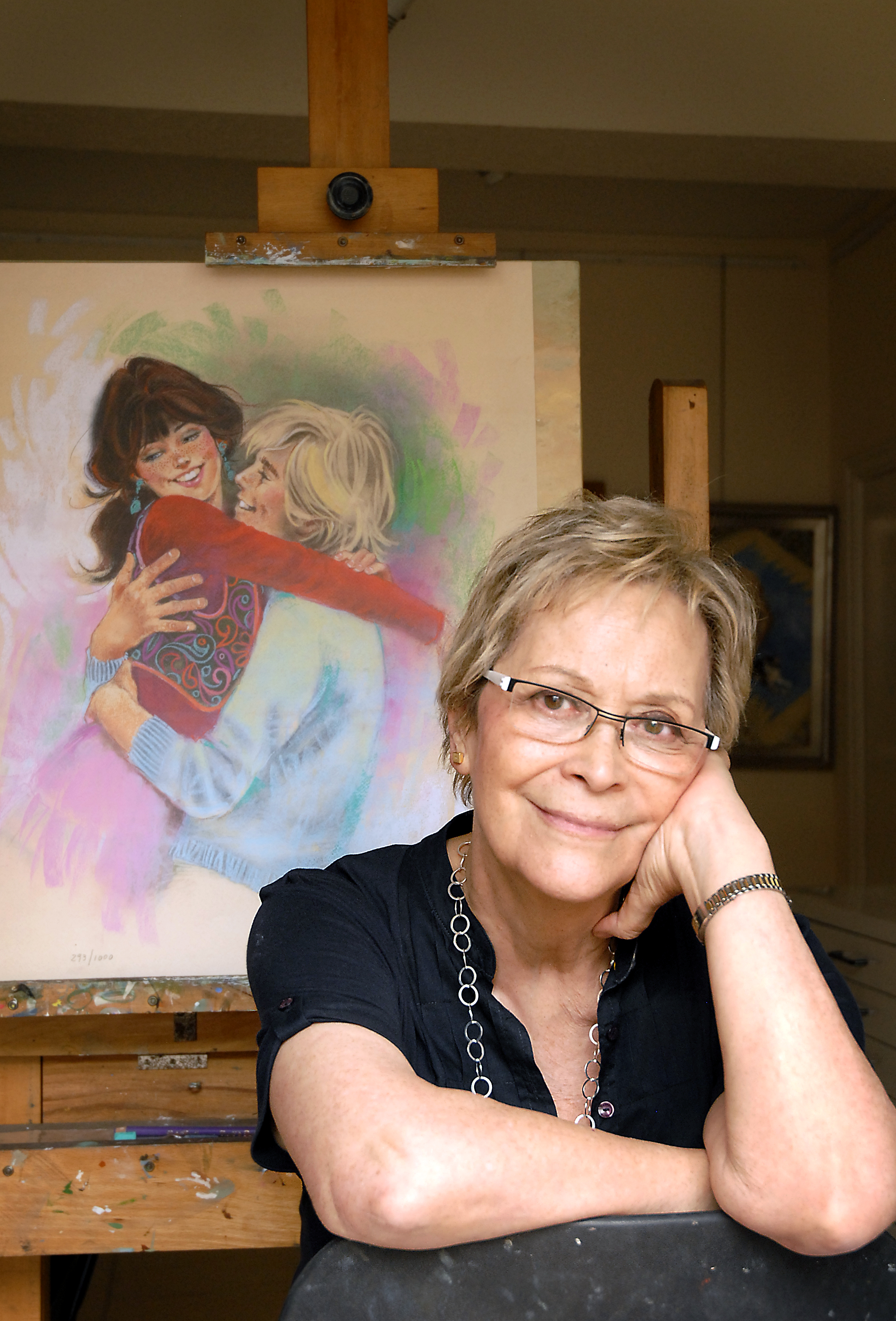
Purita Campos

L'11 d'abril morí el mangaka Monkey Punch, autor de la sèrie Lupin III; el 29 de maig, el dibuixant barceloní Josep M. Blanco Ibarz.
Al setembre es publicà el còmic Terra Cremada; el 19 de novembre faltà la dibuixant Purita Campos.

### Conflictes
El 18 d'abril, un tiroteig a Irlanda del Nord provocà la mort de la periodista Lyra McKee, especialitzada en el conflicte d'Irlanda del Nord.

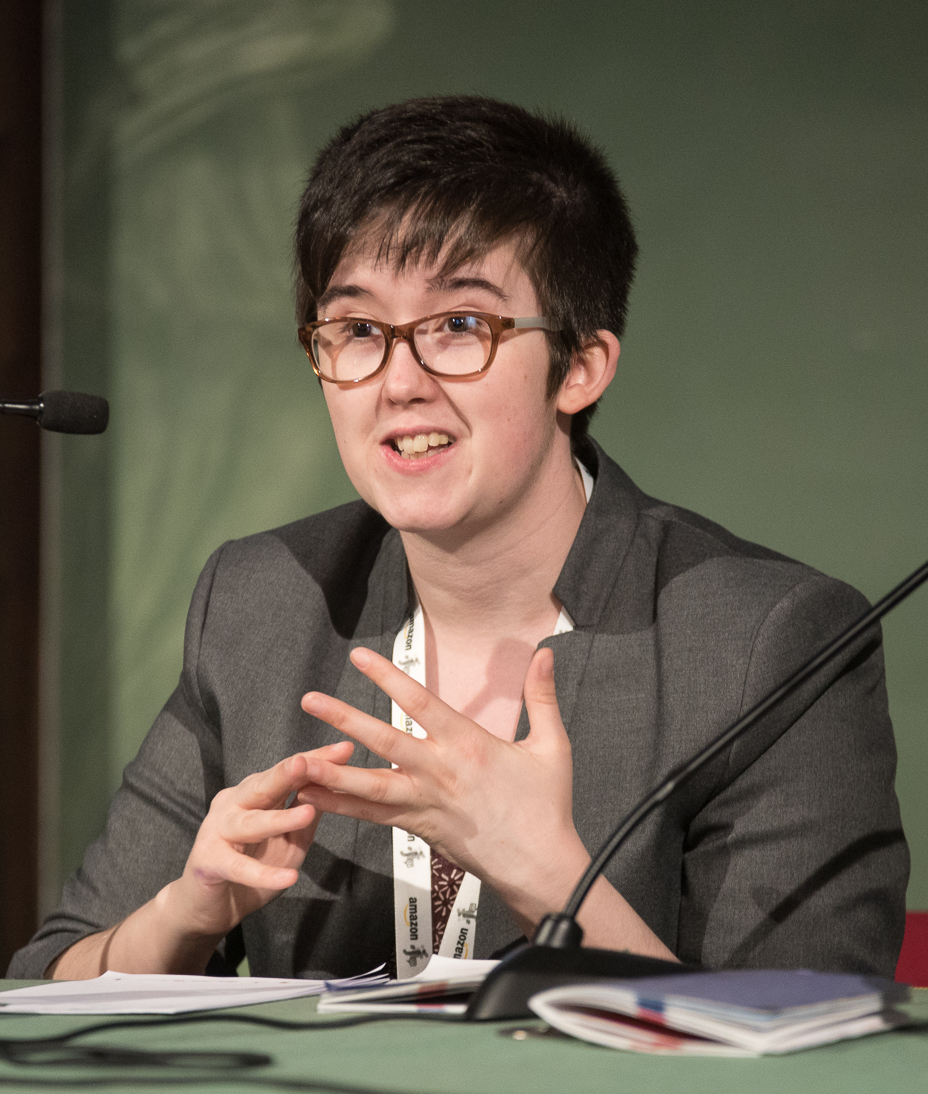
Lyra McKee (1990-2019)

- El 1 de juliol el Japó va anunciar l'enduriment de les exportacions d'alta tecnologia a Corea del Sud, que entraria en vigor tres dies després, la qual cosa va desencadenar la guerra comercial entre els dos països.[9]
- El 19 d'agost van esclatar les fortes protestes de Papua de 2019 a la Papua Occidental després que un grup d'estudiants papús fos detingut per una suposada falta de respecte a la bandera indonèsia a Surabaya.[10]
- El 26 d'octubre, el president dels EUA anuncià la mort del gihadista Abu Bakr al-Baghdadi, el qual s'autoimmolà durant una intervenció militar contra l'Estat Islàmic.

Catàstrofes
- El 23 d'octubre es trobaren els cadàvers de trenta-nou persones són trobats en el contenidor d'un camió a Anglaterra (Incident de Grays de 2019).[11]
- El 31 d'octubre, almenys setanta-quatre persones moriren en l'incendi a un tren de passatgers de 2019 a Pakistan.

Epidèmies
A mitjan desembre s'originà la pandèmia per coronavirus de 2019-2020 a Wuhan, abans que el SARS-CoV-2 s'expandira fora de la Xina (la primera mort per la COVID-19 no és produí fins al gener del 2020).

### Esport
Durant la temporada del 2019 de pilota valenciana, De la Vega, Félix i Nacho guanyaren la XXVIII Lliga Bankia d'Escala i Corda; Sergio, Seve i Ricardet la XXVI Lliga Bankia de Raspall; Fageca i Tomàs II la Lliga 2; Soro III el XXXIV Individual d'Escala i Corda, i Moltó el XXXIII Individual de Raspall.
El primer de juny acabà el Campionat d'Anglaterra de rugbi a 15 2018-2019, guanyat de nou pels Saracens.
Defuncions
El 5 d'agost morí el ciclista Bjorg Lambrecht en un accident durant la Volta a Polònia. El 10 d'agost morí l'ex jugador de bàsquet Chicho Sibilio; el 3 de setembre, el multicampió de biatló Halvard Hanevold; el 6 de setembre, el jugador de rugbi sud-africà Chester Williams, l'únic negre de la selecció que guanyà la Copa del Món de Rugbi de 1995.
El 8 de setembre morí l'aficionada iraniana Sahar Khodayari, que s'havia botat foc una setmana abans com a protesta per la sentència de presó en haver intentat entrar a un partit de l'Esteghlal Tehran FC, prohibit a les dones. El 4 d'octubre, la jove promesa ciclista Modest Capell morí en accident mentre entrenava. El 8 d'octubre, el pioner del submarinisme Eduard Admetlla, inventor d'escafandres i divulgador televisiu; el 22 d'octubre, l'atleta paralímpica Marieke Vervoort.
Aquest any també faltaren els ciclistes Patrick Sercu, Remig Stumpf, Albert Fritz, Ugo Colombo i Raymond Poulidor:

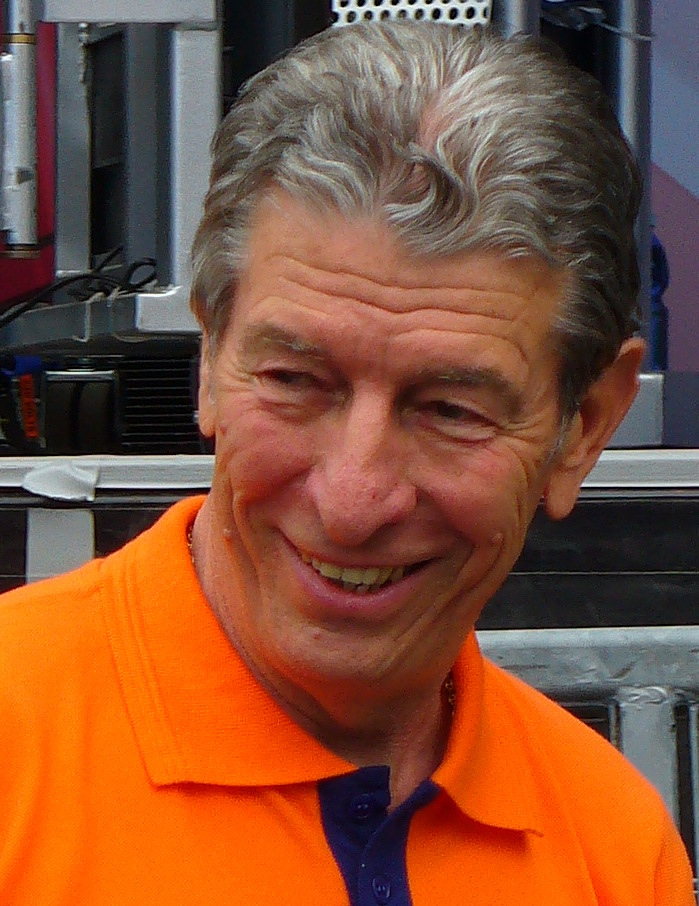
Felice Gimondi
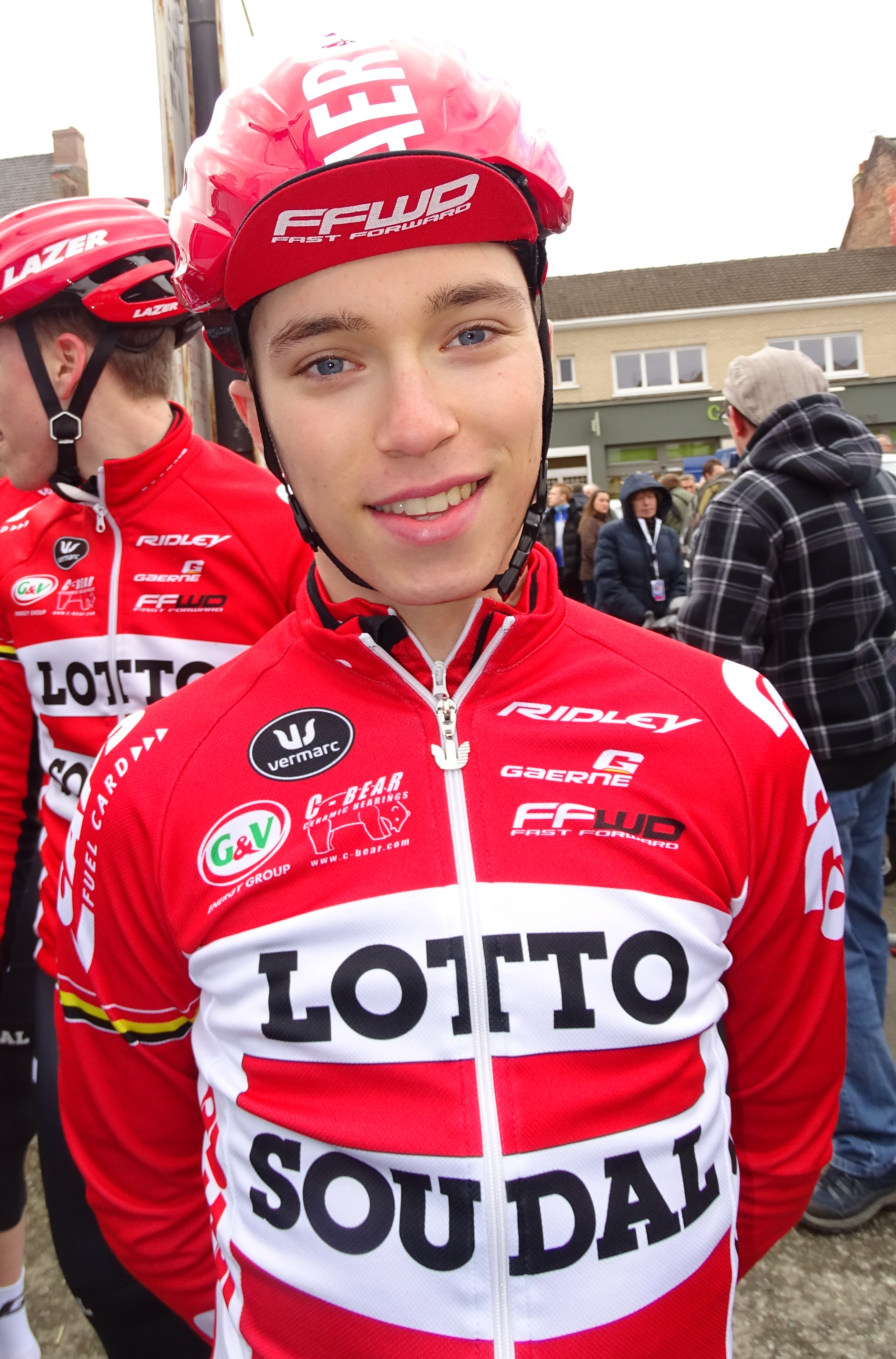
Bjorg Lambrecht
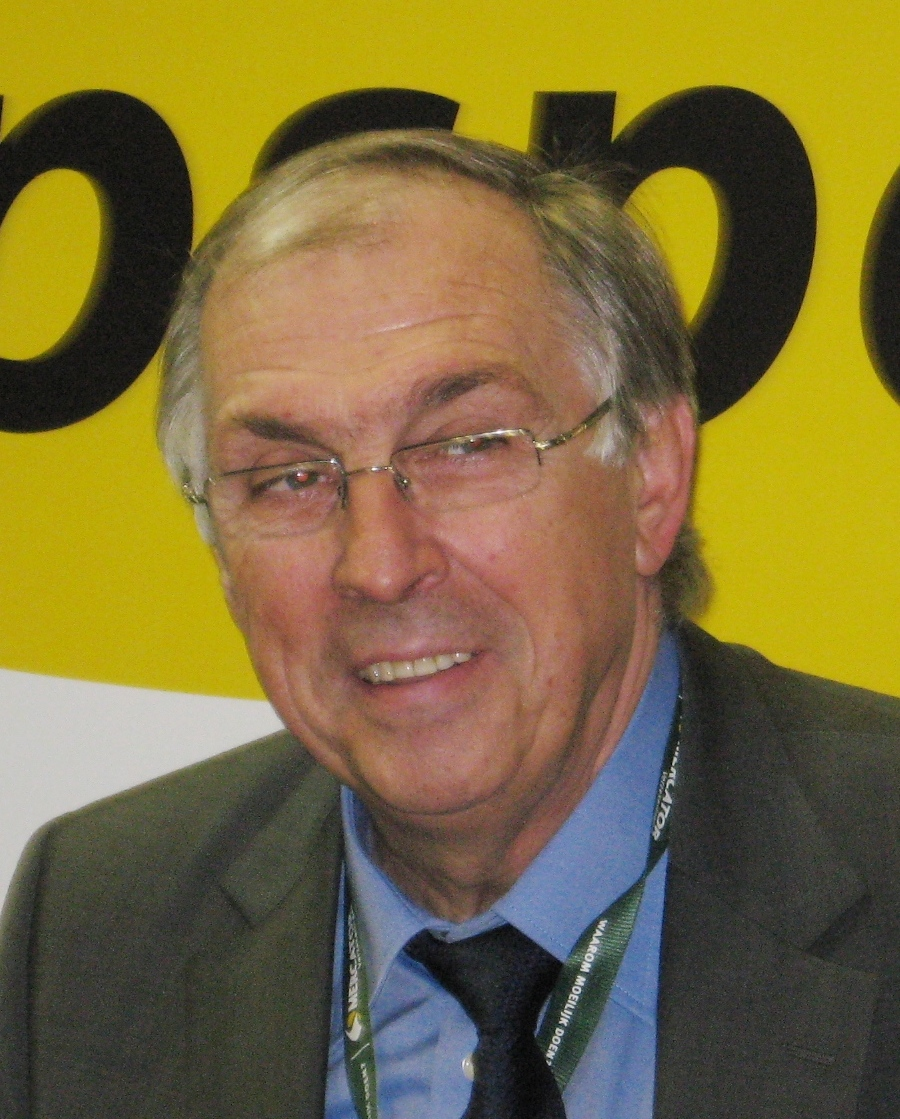
Patrick Sercu
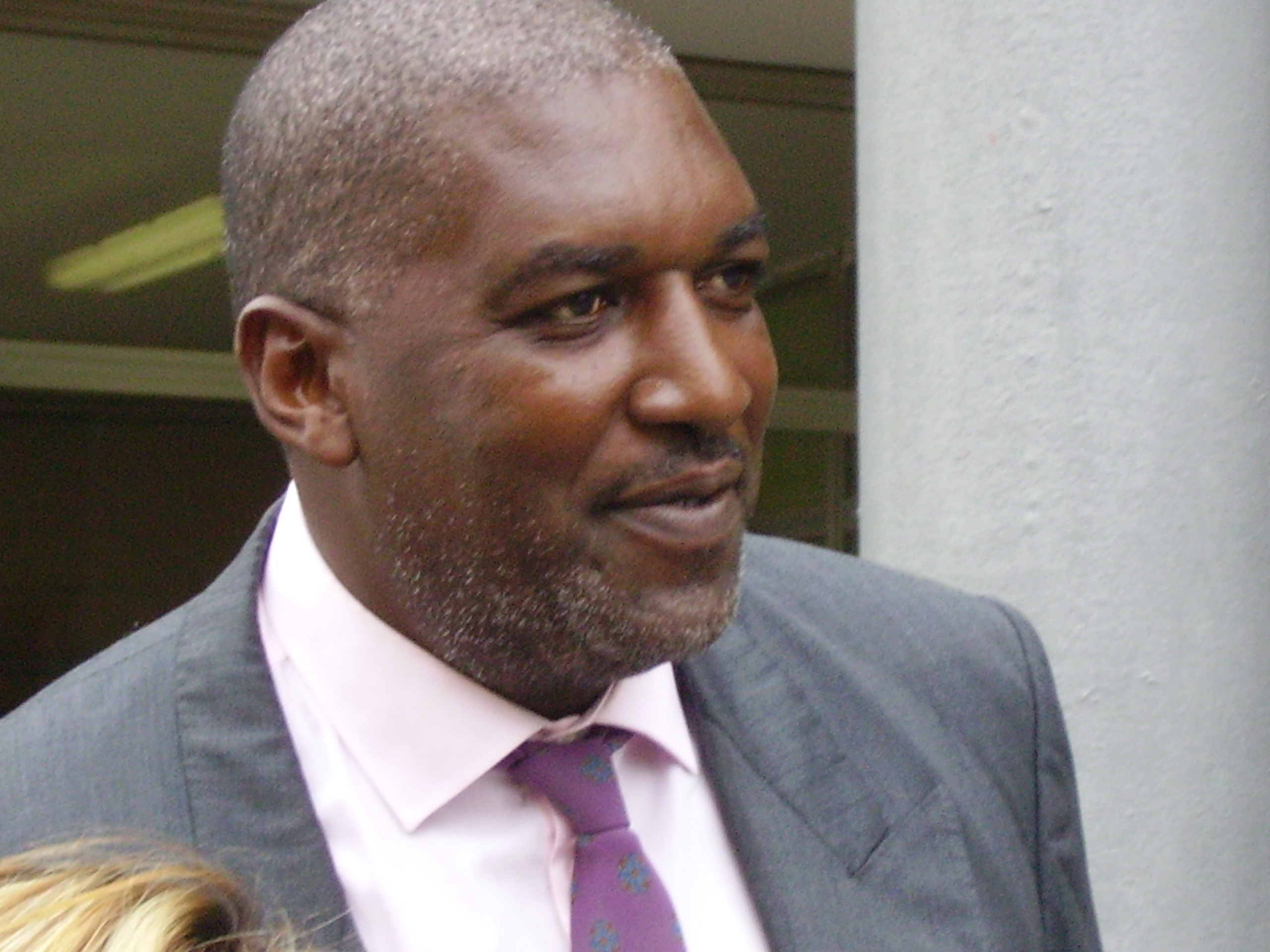
Chicho Sibilio
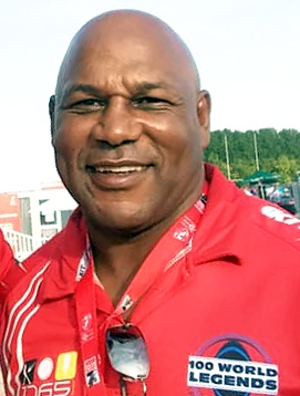
Chester Williams
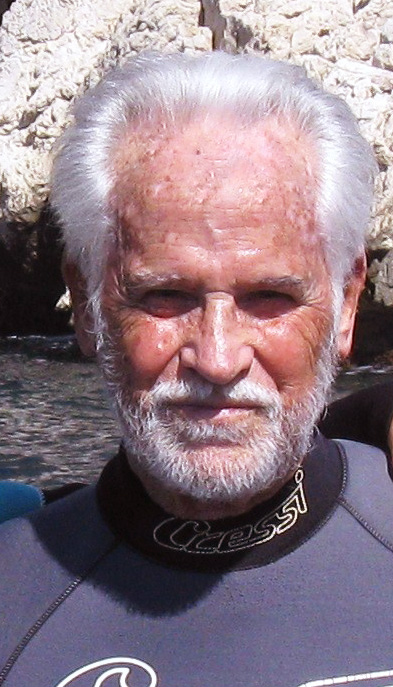
Eduard Admetlla
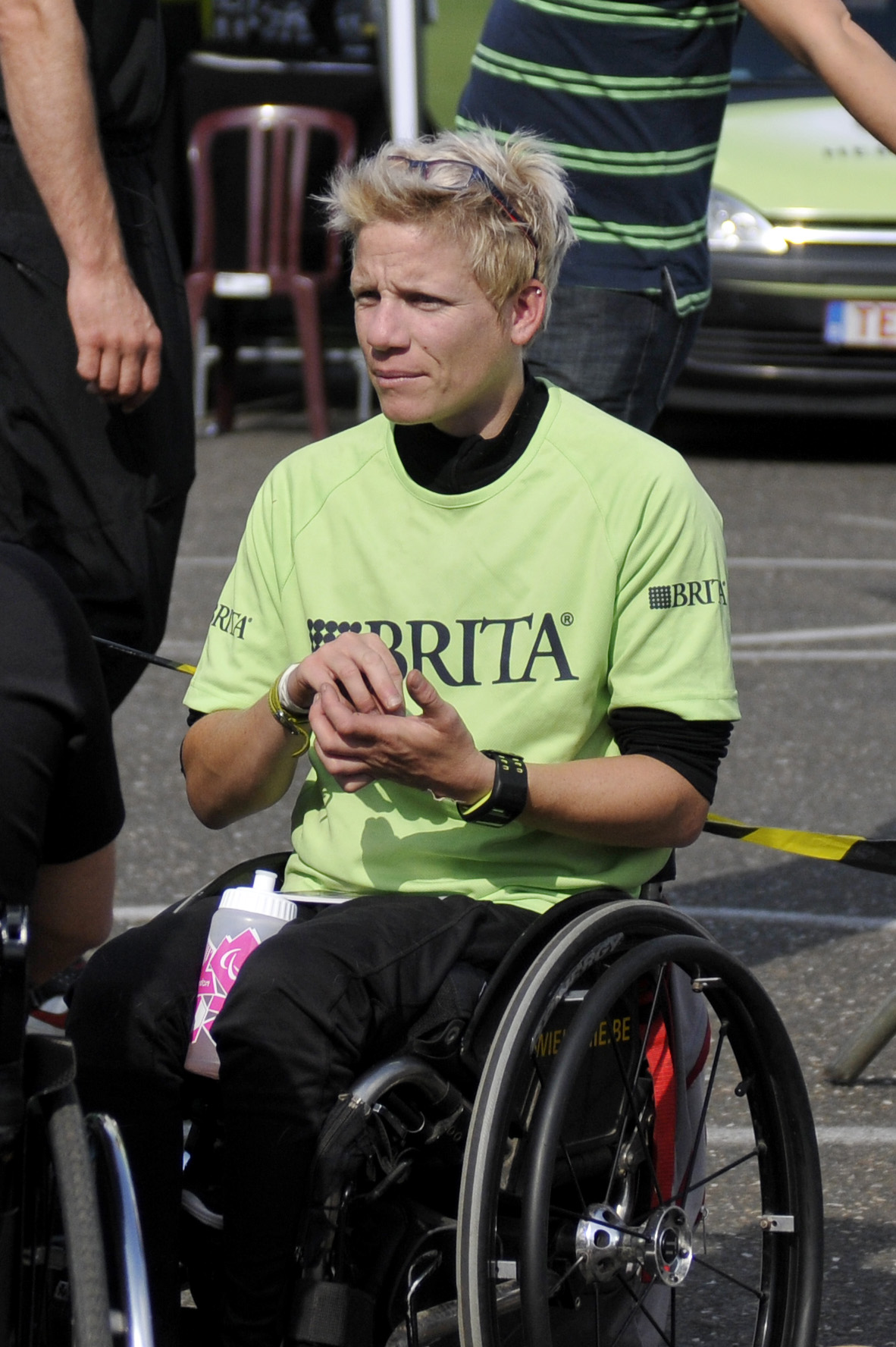
M. Vervoort (n. 1979)
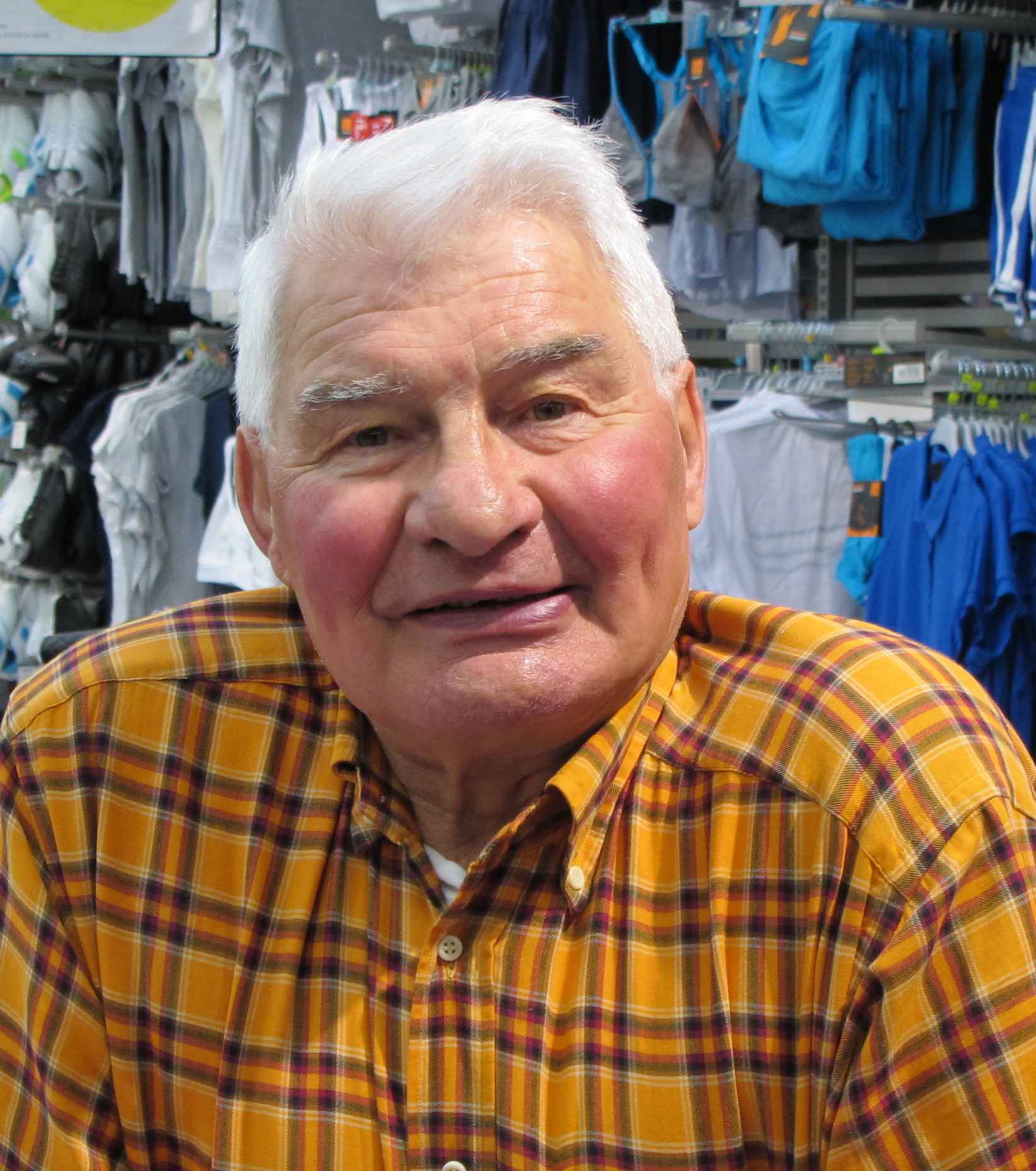
Raimon Polidor
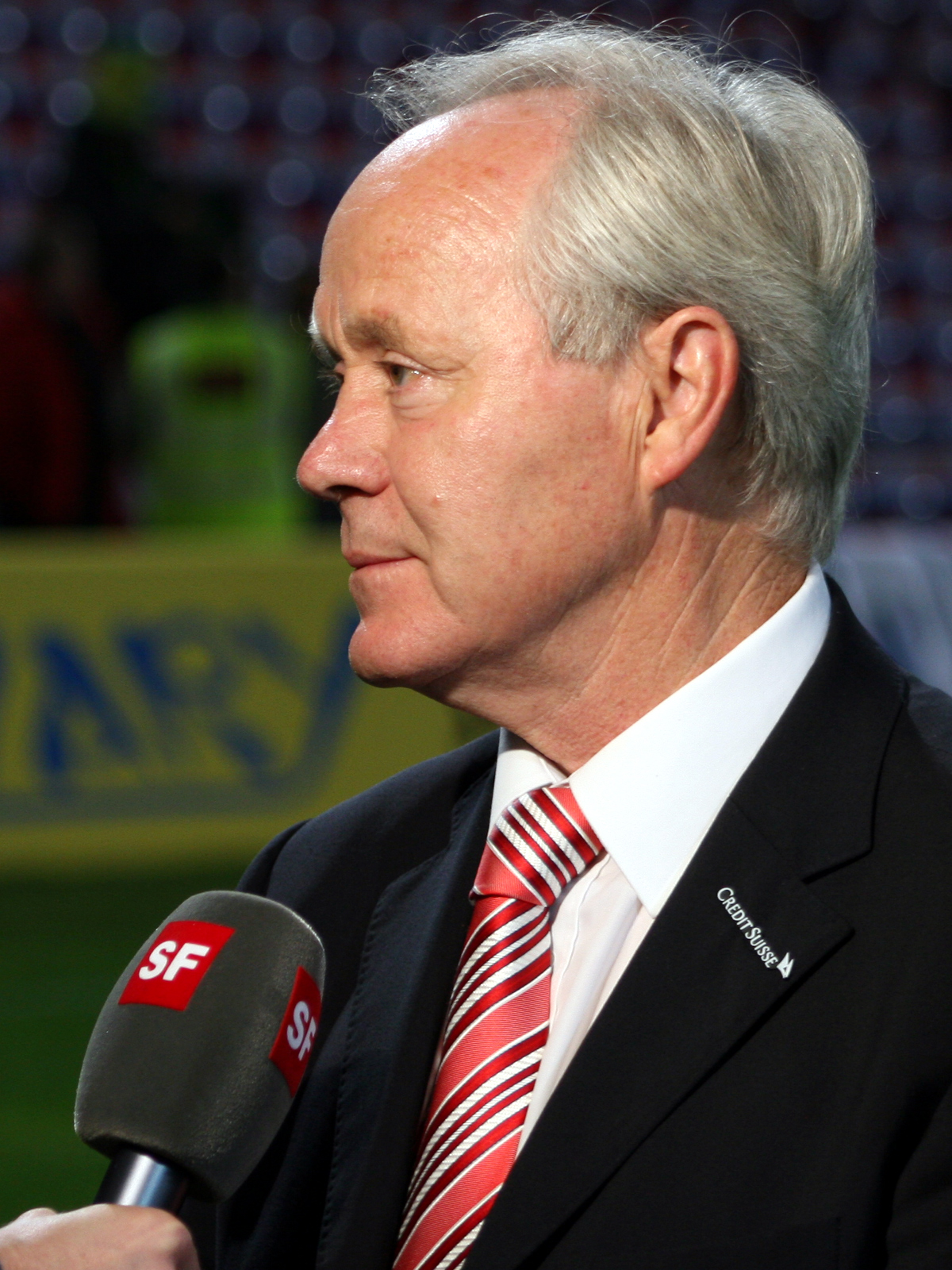
Köbi Kuhn
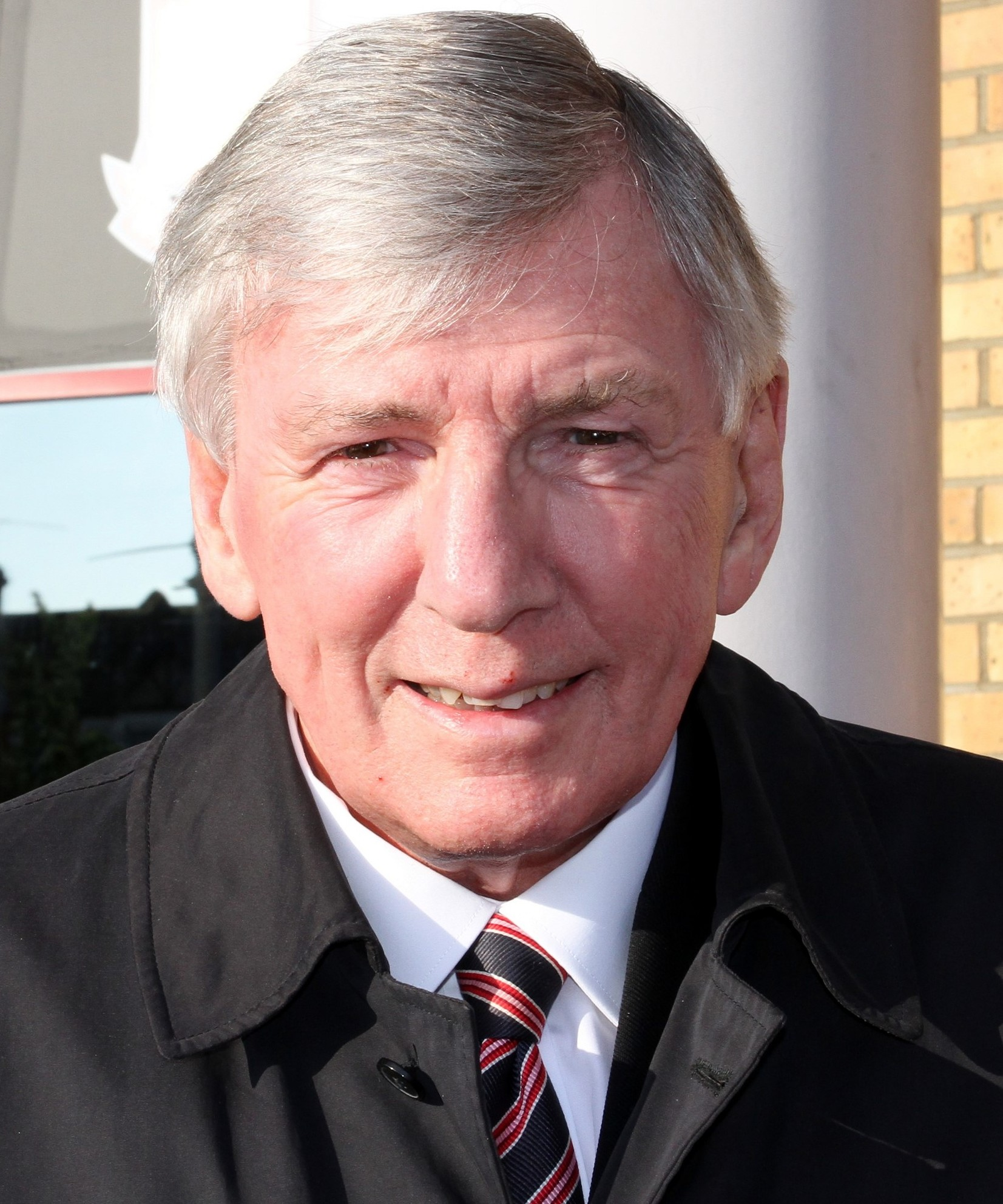
Martin Peters (n. 1943)

Del 7 de juny al 7 de juliol França acull la VIII Copa del Món Femenina de Futbol. La Copa del Món de Rugbi de 2019 es disputa al Japó entre el 6 de setembre i el 20 d'octubre.

### Fenòmens naturals
Diumenge 6 de gener tingué lloc un eclipsi solar a l'oceà Pacífic nord.

E. solar del 6 de gener

### Lingüística i literatura
El 5 d'agost morí la Premi Nobel de Literatura Toni Morrison; l'11 d'agost, el lingüista Michael Krauss, especialitzat en les llengües natives d'Alaska i defensor de totes les llengües amenaçades; el 13 de setembre, el sociòleg i novel·liste hongarés György Konrád.
El primer d'octubre faltà Miguel León-Portilla, especialista en el nàhuatl; el 8 d'octubre, l'escriptor gallec Manuel Álvarez Torneiro; el 14 d'octubre, el crític literari Harold Bloom. El 25 d'octubre, el sociolingüiste valencià Rafael Ninyoles, expert en el conflicte lingüístic. El 29 de desembre, l'escriptor escocès Alasdair Gray, autor de Lanark.

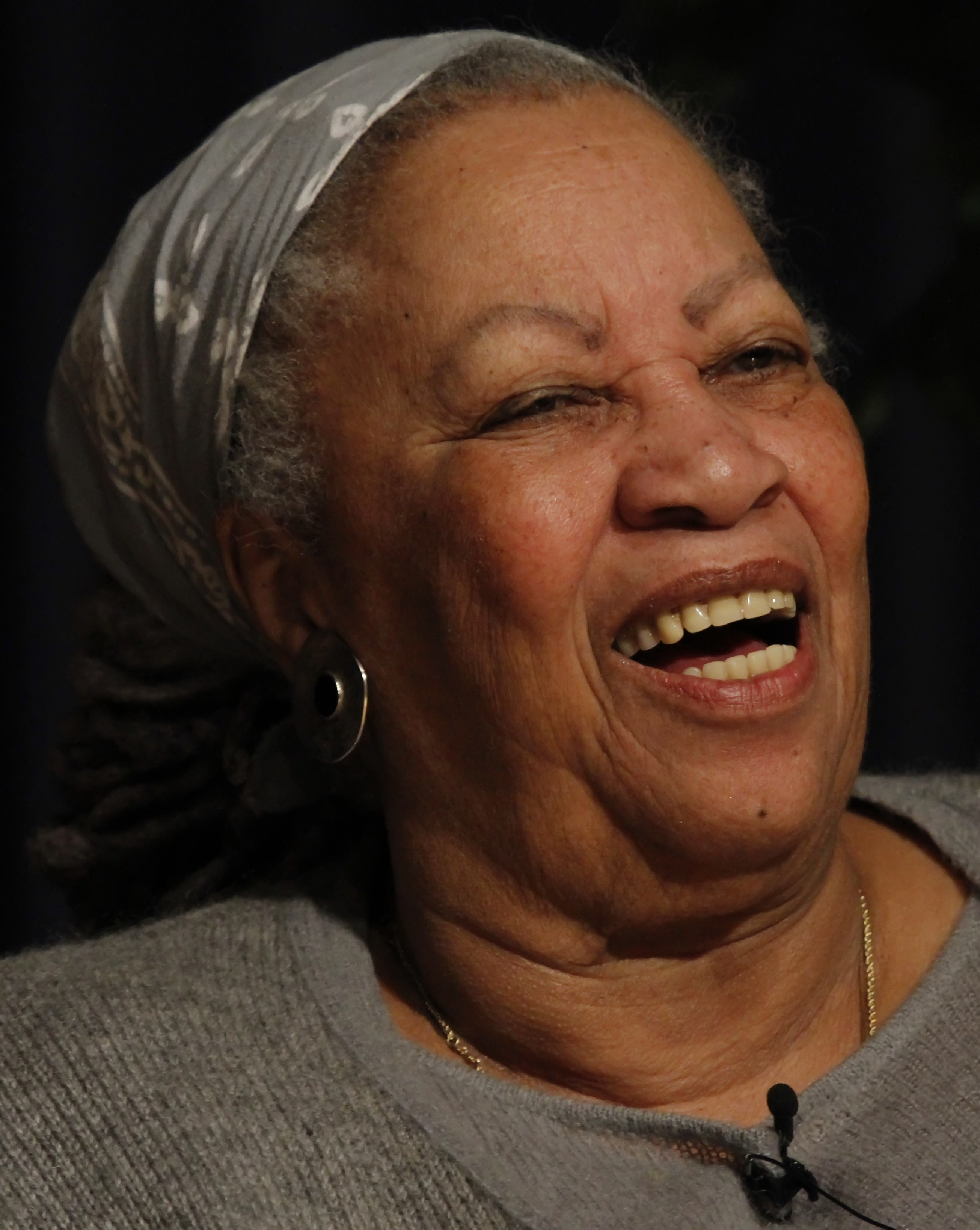
Toni Morrison
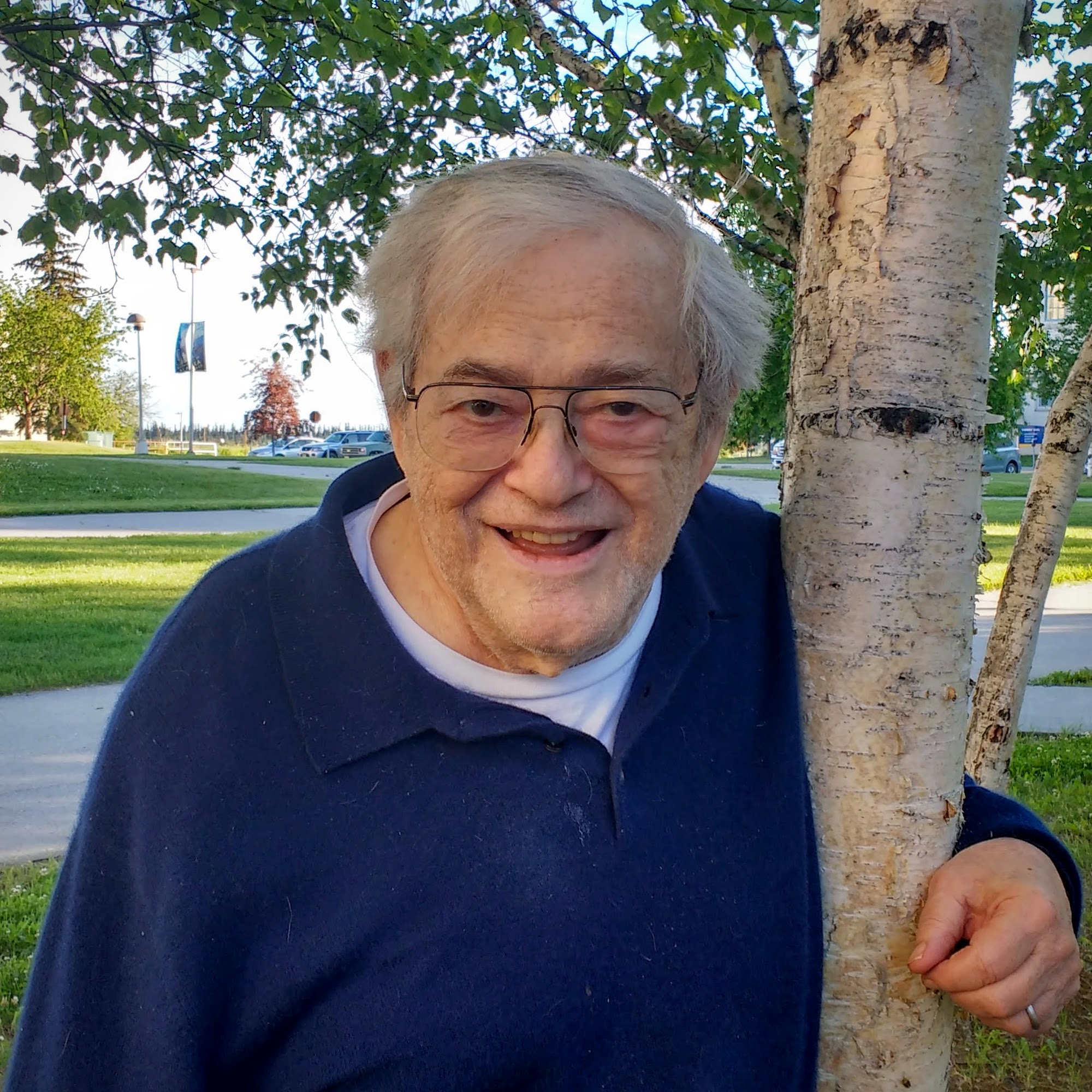
Michael E. Krauss
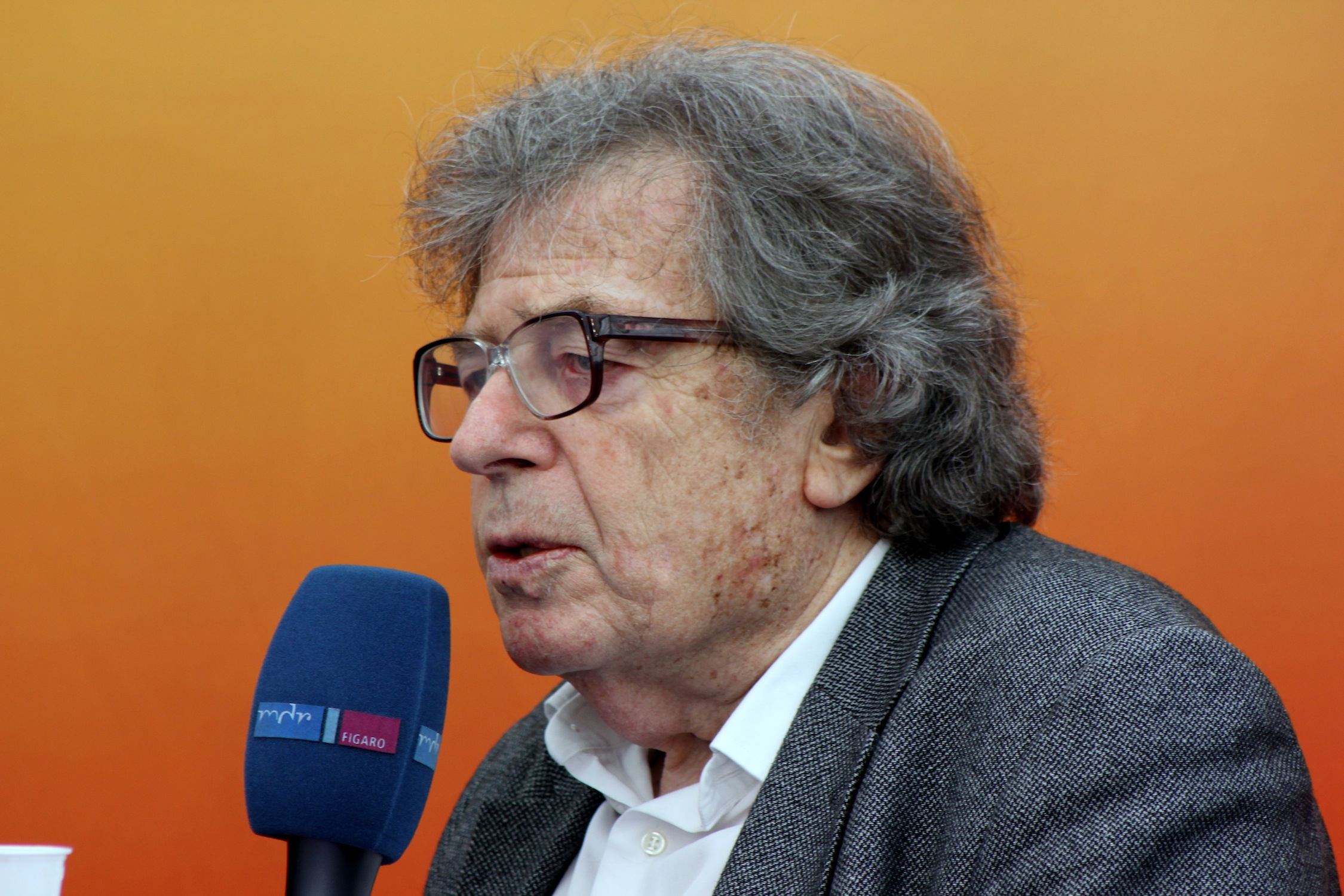
György Konrád
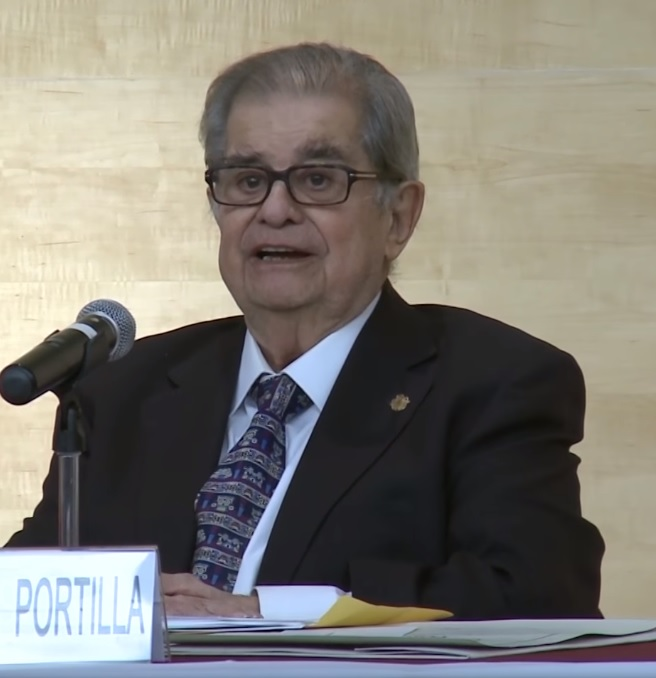
Miguel León-Portilla
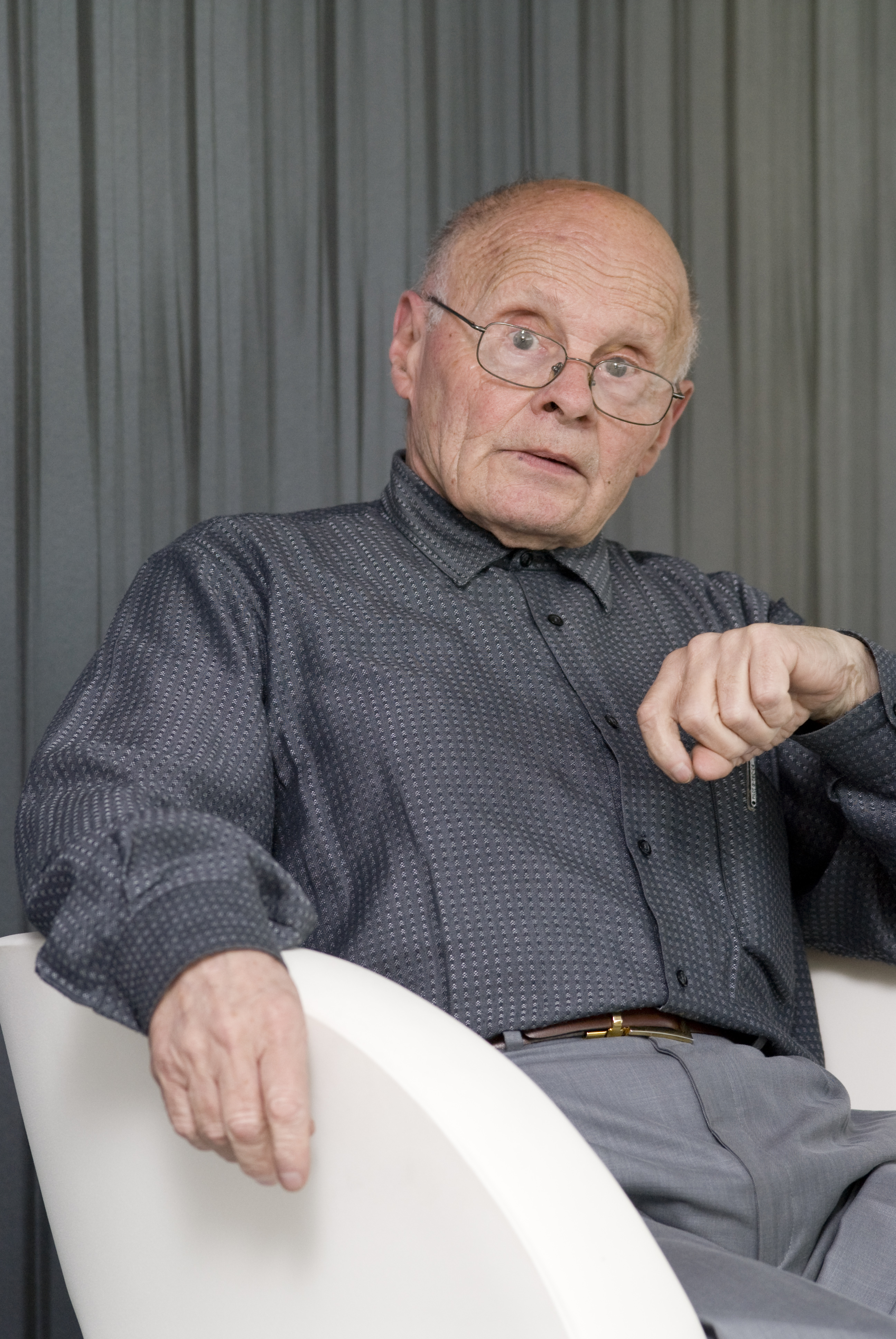
Álvarez Torneiro
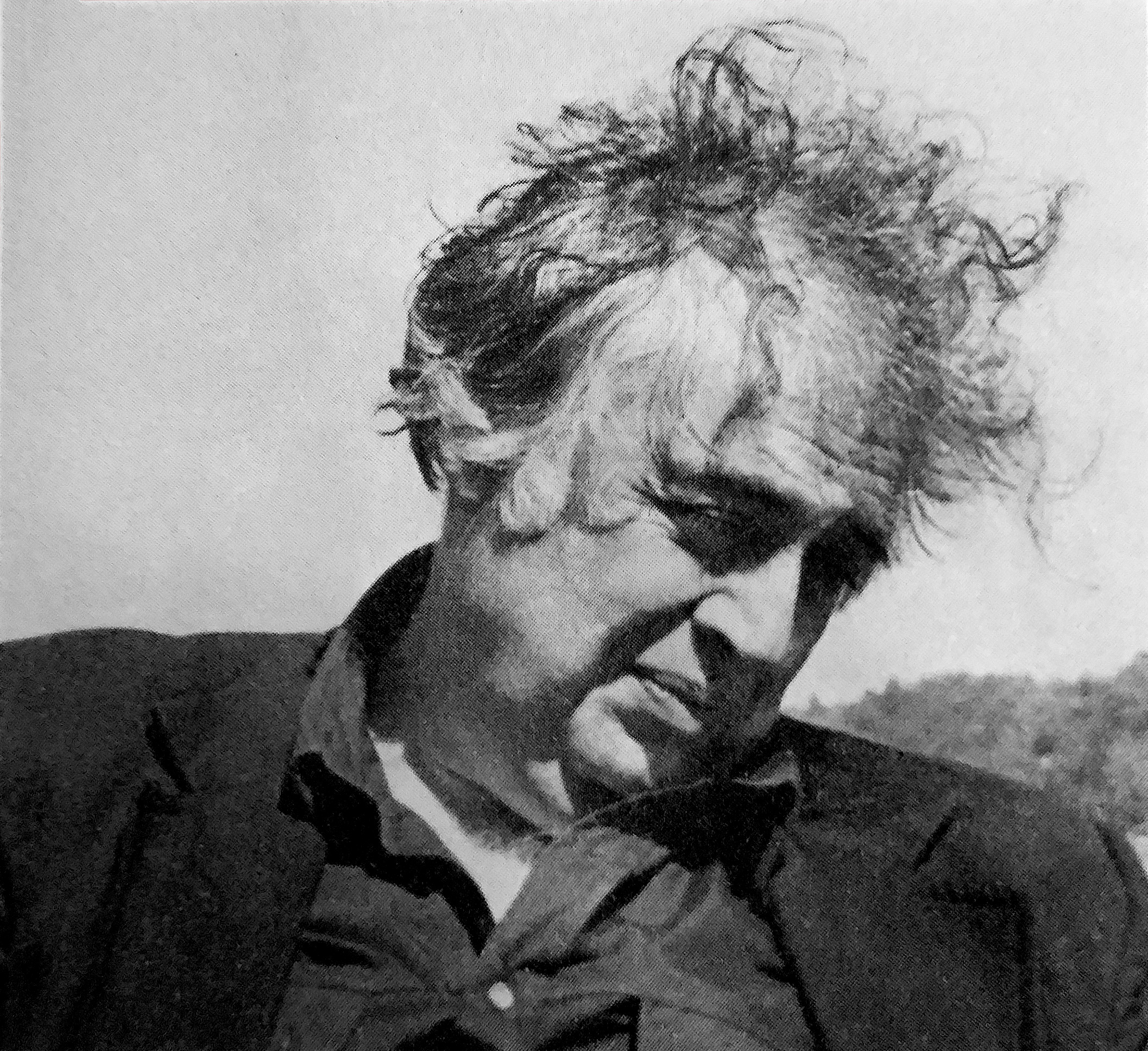
Harold Bloom

## Música
El 18 de gener es publicà un disc pòstum de Gianmaria Testa, Prezioso, amb onze cançons inèdites.
El 9 de febrer, Benet Casablancas i Rafael Argullol estrenaren llur òpera L'enigma di Lea al Liceu.
El cantant Ozzy Osbourne hagué de cancel·lar la seva gira europea No More Tours 2 per orde mèdica, entre els quals el concert al Palau Sant Jordi previst per al 3 de març.
El grup alemany Rammstein actuà el primer de juny a l'RCDE Stadium.
Després d'un canvi d'ubicació d'Escalarre a Montmeló, el Doctor Music Festival se suspengué per la fluixa resposta del públic.
El grup basc La Polla Records féu una gira pels quaranta anys de la fundació que començà amb dos concerts a València (20 i 21 de setembre).
Defuncions
El 16 d'abril morí el pianista austríac Jörg Demus.
El 8 de juny, el cantant Andre Matos morí d'un infart.
El 6 de juliol morí el brasiler João Gilberto, creador de la bossa nova; el 16 del mateix mes, el cantautor angloafricà Johnny Clegg.
El 4 de setembre, la cantant country Kylie Rae Harris morí en accident de trànsit, camí del Big Barn Dance;
l'endemà, Iñigo Muguruza, exmembre dels grups Kortatu, Negu Gorriak i Joxe Ripiau, morí a conseqüència de l'esclerosi lateral amiotròfica que patia.
El 8 de setembre morí el cantant melòdic alcoià Camilo Sesto;
el 10 de setembre, el cantautor estatunidenc Daniel Johnston i, el 15 de setembre, el músic Ric Ocasek, membre fundador del grup The Cars.
El 19 de setembre morí la mezzosoprano Irina Bogàtxova i, el 30 de setembre, la soprano dramàtica Jessye Norman. El 2 d'octubre, el compositor de bandes sonores Gueorgui Kantxeli; el 6 del mateix mes traspassà l'influent bateria anglès Ginger Baker; i les cantants de K-pop Sulli i Goo Hara. El 18 de desembre morí en un accident de trànsit el cantautor castellà d'ascendència basca Patxi Andión; el 26, el compositor i lletrista de musicals Jerry Herman.
- Jörg Demus
- Andre Matos
- João Gilberto
- Johnny Clegg
- Kylie Rae Harris
- Iñigo Muguruza
- Camilo Sesto
- Daniel Johnston
- Ric Ocasek
- Irina Bogàtxova
- Jessye Norman
- Gueorgui Kantxeli
- Ginger Baker
- Sulli
- José Mário Branco
- Hara
- Mariss Jansons
- Marie Fredriksson
- Jerry Herman (n.1931)
- T. Mikrútsikos (n. 1947)

El grup estatunidenc Greta Van Fleet actuà el 26 de novembre al Sant Jordi Club, després d'ajornar el concert previst per al 22 de febrer.

### Política
Categoria principal: Eleccions del 2019
El primer de gener Àustria assumí la Presidència del Consell de la Unió Europea.
A Veneçuela, el 10 de gener Nicolás Maduro prengué possessió del càrrec de president electe, però l'autoproclamació de Juan Guaidó el 23 de gener desencadenà la crisi presidencial de Veneçuela de 2019.
En febrer i maig hi hagué sengles referèndums a Suïssa el 2019: l'un sobre el control urbanístic, rebutjat, i els altres dos, sobre el control d'armes i la reforma del sistema de pensions, aprovat.
El 12 de febrer començà el judici al procés independentista català. Després que el Congrés espanyol tombara els pressuposts per a aquest any, el president Sánchez anuncià la dissolució dels parlaments i la convocatòria d'eleccions generals per al 28 d'abril; poc després, el president valencià avançà les eleccions a les Corts Valencianes de 2019 per al mateix dia.
El 7 d'abril tingueren lloc les eleccions al Consell General d'Andorra de 2019.
Als EUA, la Cambra de Representants aprovà l'Equality Act el 17 de maig, rebuda per a consideració pel Senat tres dies després.
El 30 d'abril es formalitza l'abdicació de l'emperador Akihito anunciat l'1 de desembre del 2017 pel govern japonès, marcant així la fi de l'era Heisei i l'inici de l'era Reiwa.
El 26 de maig se celebraren les eleccions al Parlament de les Illes Balears de 2019 (guanyades per Francina Armengol, del PSIB), les eleccions al Consell General d'Aran de 2019 (Paco Boya, d'Unitat d'Aran) i les eleccions municipals espanyoles de 2019.
L'ex president d'Egipte, Mohamed Mursi, encausat des del colp d'estat del 2013, morí d'un infart durant el juí.
Al primer de juliol, Romania assumí la Presidència del Consell de la Unió Europea; el 9 de juliol morí l'ex president argentí De la Rúa i, el 25 de juliol, el president tunisià en el càrrec, Beji Caid Essebsi.
Robert Mugabe, ex president de Zimbàbue, morí el 6 de setembre a l'exili, com també l'ex president tunisià Ben Ali (19 de setembre). El 29 de setembre faltà l'ex president francés (i copríncep d'Andorra) Jaques Chirac. Durant tot el mes hi hagué les vagues climàtiques del setembre de 2019 a tot el món, per a urgir els governs a aturar l'escalfament global.

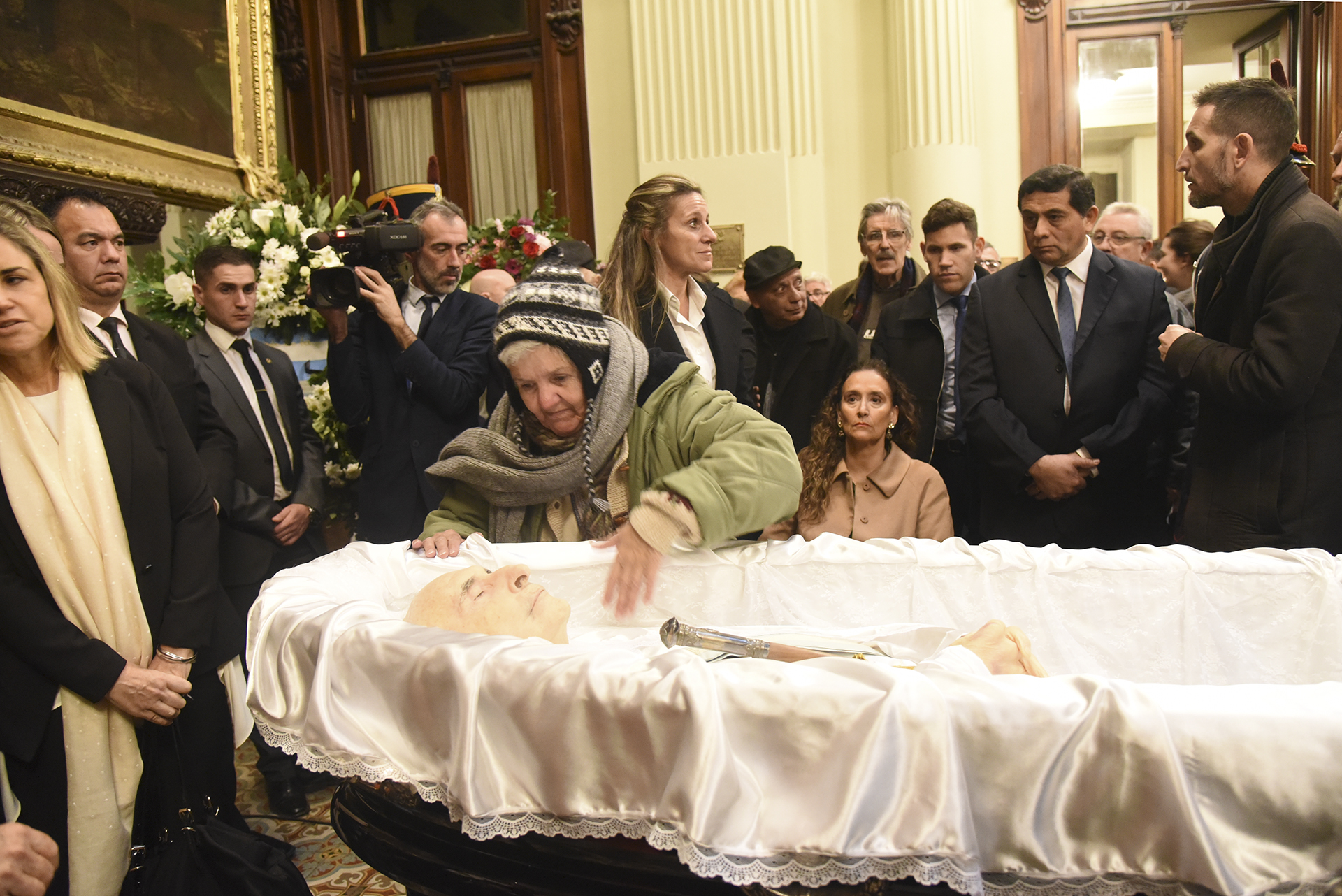
Vetlatori de De la Rúa
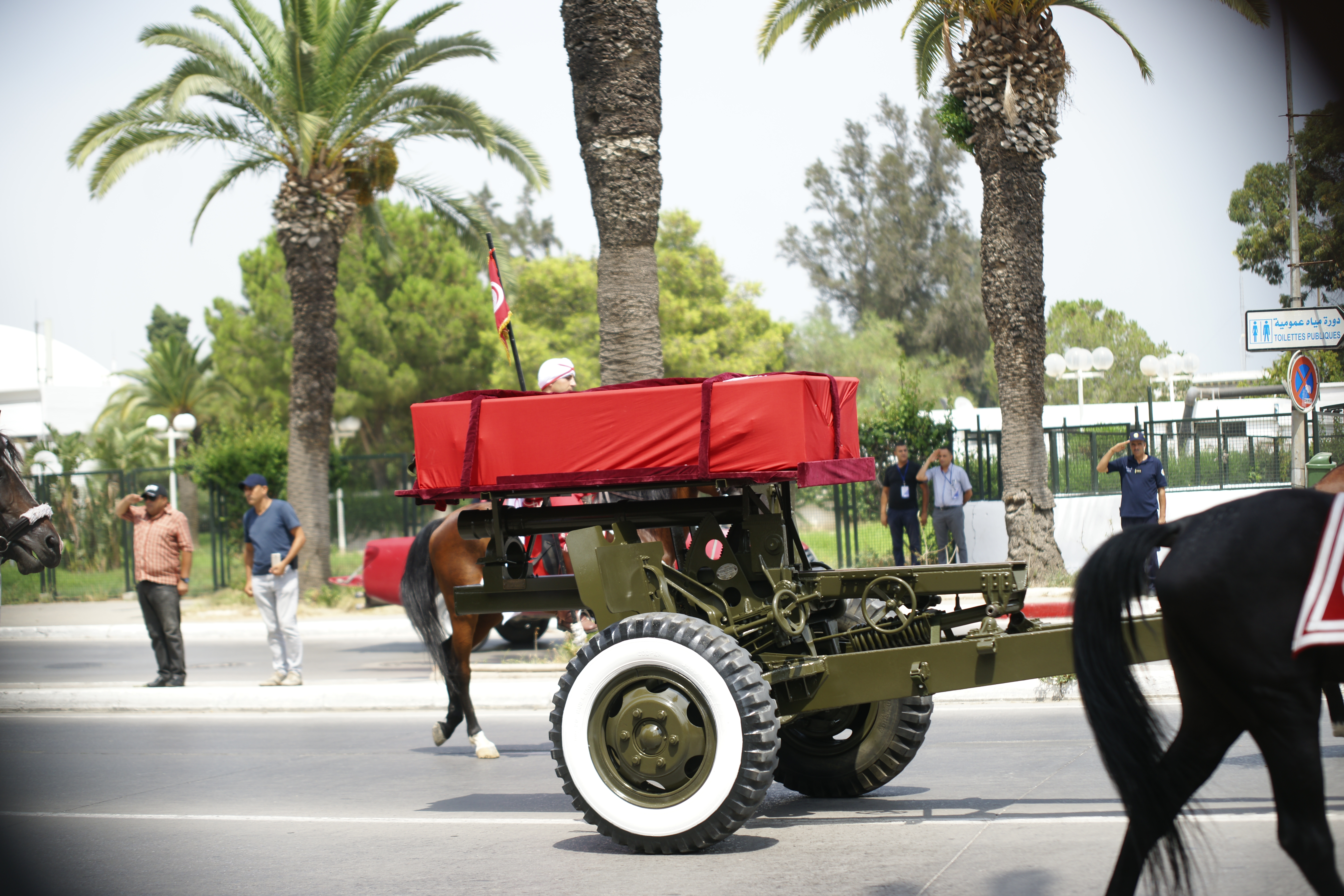
Funeral d'Essebsi
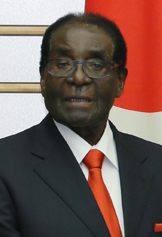
Robert Mugabe
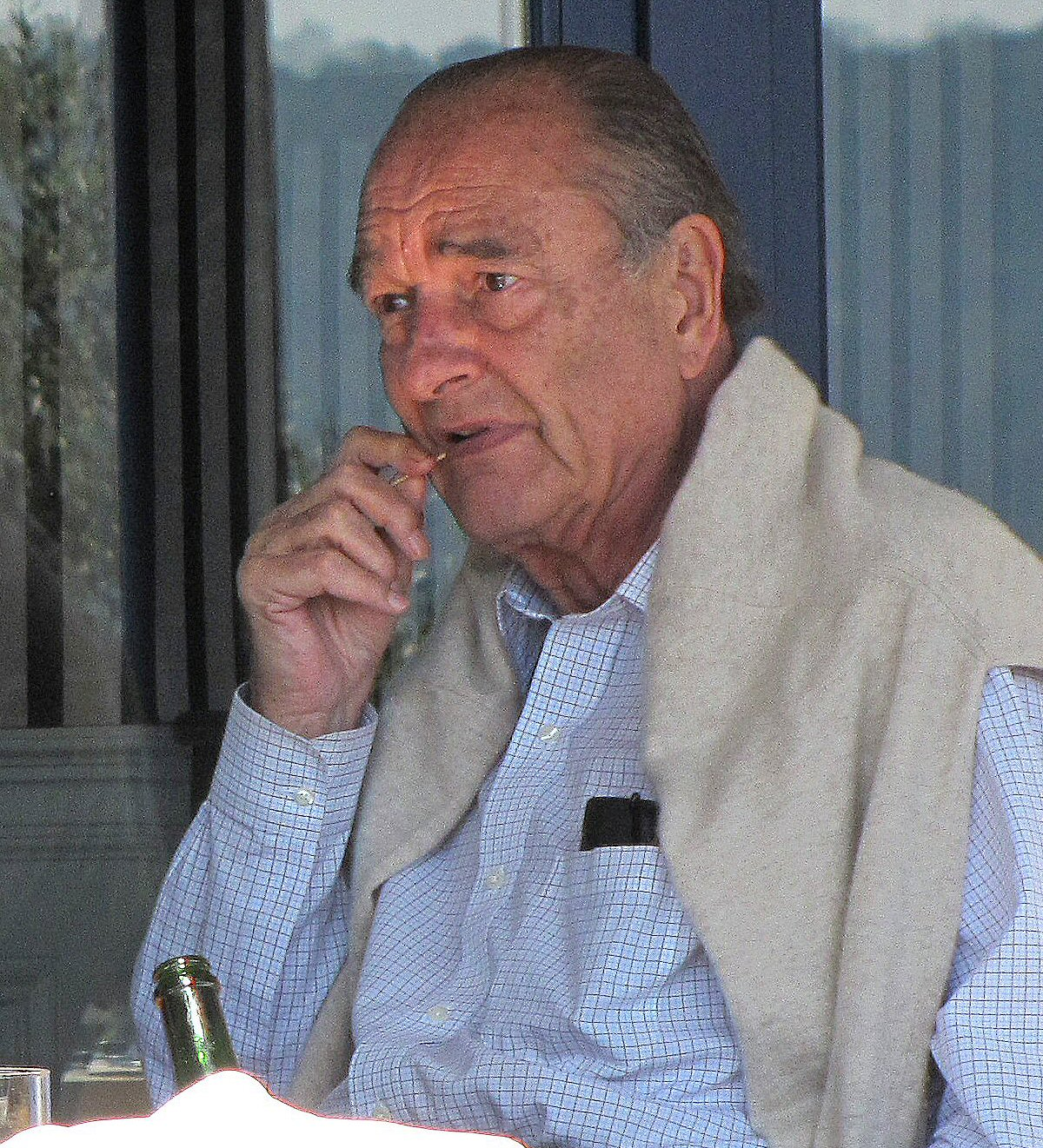
Jacques Chirac
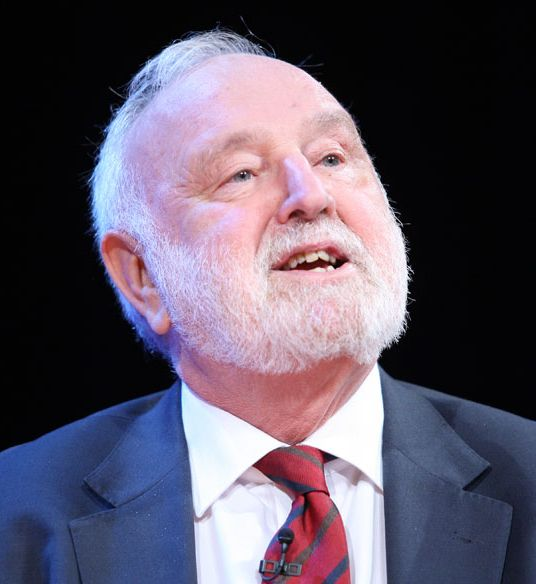
F. Dobson (n. 1940)
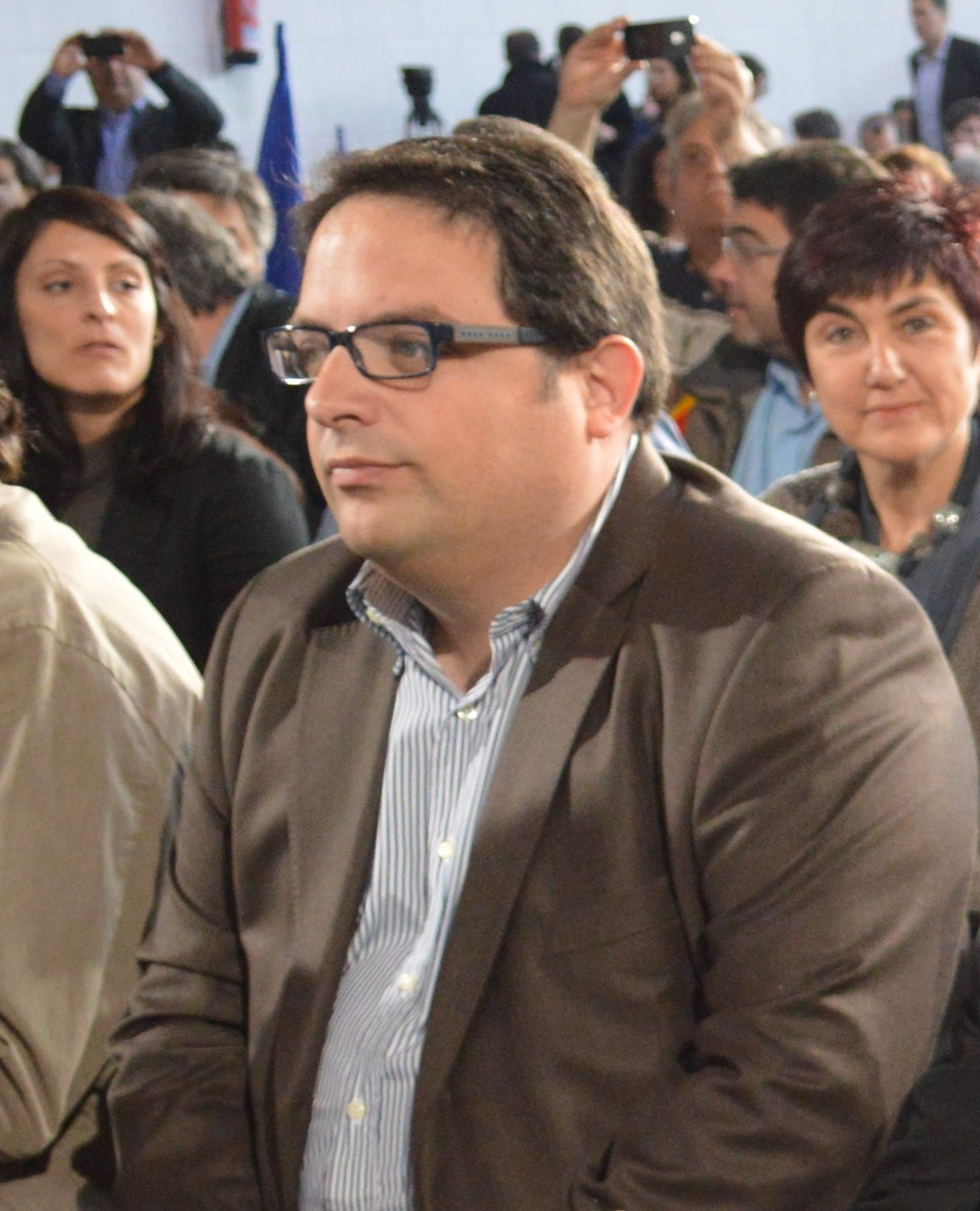
F. Gambús (n. 1974)
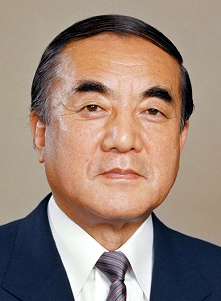
Y. Nakasone (n. 1918)
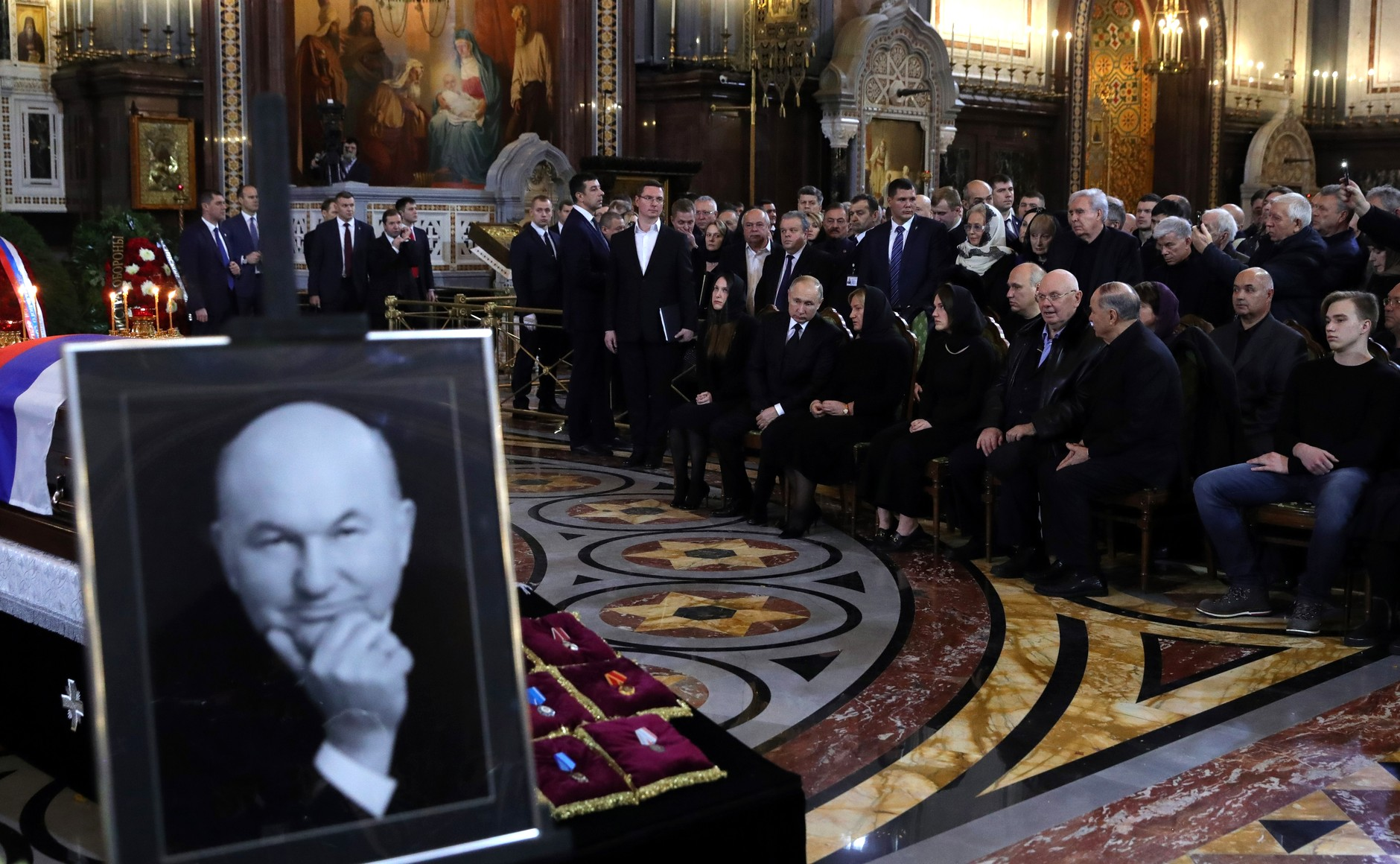
Funeral de Lujkov

El 9 d'octubre començà la invasió turca de Rojava;
el 24 d'octubre es va dur a terme l'exhumació de Francisco Franco del Valle de los Caídos i el trasllat del cos al cementeri de Mingorrubio.
Les eleccions generals espanyoles de novembre de 2019 se celebraren diumenge 10.
L'ex secretari d'estat britànic Frank Dobson morí l'11 de novembre; el 23 del mateix mes morí l'eurodiputat independent Francesc Gambús; el mateix dia començà el referèndum sobre la independència de Bougainville. El 10 de desembre morí l'ex alcalde de Moscou Iuri Lujkov.

### Premis Nobel
| Camp                  | Guardonats                                                  |
| --------------------- | ----------------------------------------------------------- |
| Física                | - Philip James Edwin Peebles - Michel Mayor - Didier Queloz |
| Química               | - John B. Goodenough - Stanley Whittingham - Akira Yoshino  |
| Medicina o Fisiologia | - William Kaelin - Peter Ratcliffe - Greg Semenza           |
| Literatura            | - Peter Handke                                              |
| Pau                   | - Abiy Ahmed                                                |
| Economia              | - Abhijit Banerjee - Esther Duflo - Michael Kremer          |

### Tecnologia
El 24 de gener es presentà oficialment la càmera Olympus OM-D E-M1X;
el 17 de novembre comercialitzarà l'Olympus E-M5 Mark III.

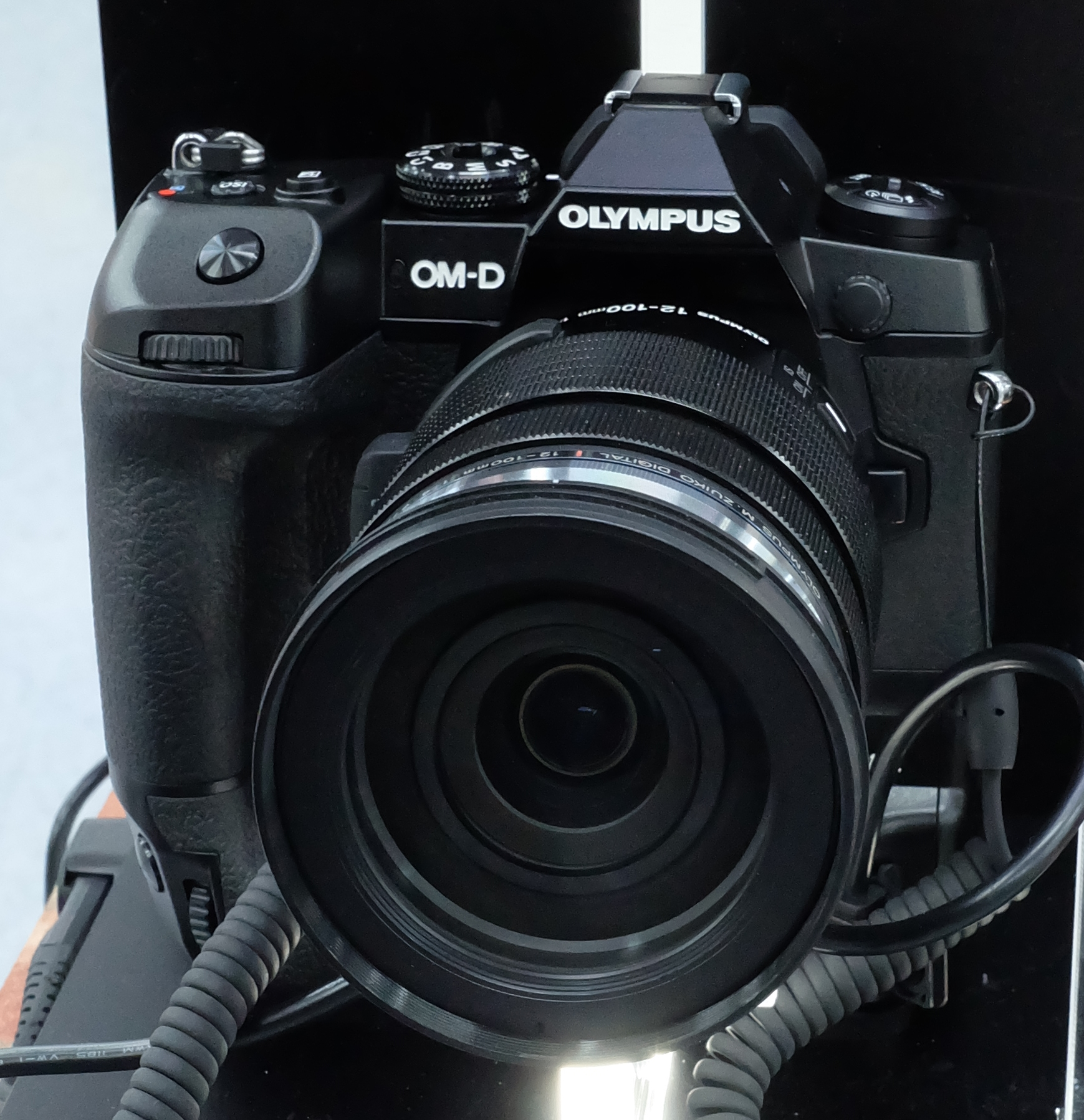
L'OM-D E-M1X
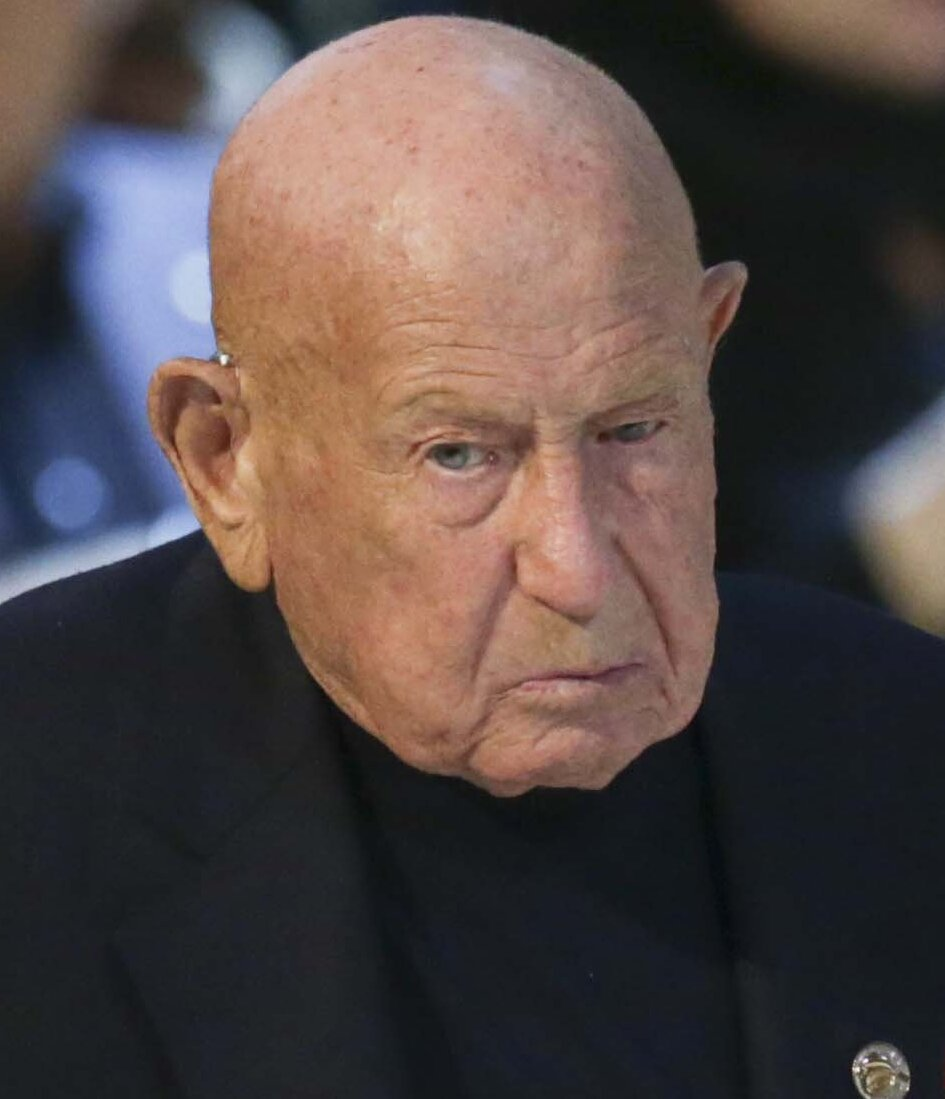
Aleksei Leónov

Enguany moriren dos històrics cosmonautes soviètics: Sigmund Jähn i Aleksei Leónov.

### Videojocs
Categoria principal: Videojocs del 2019
El 4 de febrer es publicà el videojoc Apex Legends.
El 9 de març, l'associació Arcade Vintage anuncià l'apertura del Museu del Videojoc d'Ibi, inaugurat el 15 de maig.
El 19 de novembre s'obrí la plataforma de joc en línia Google Stadia.
- Ace Combat 7
- Chernobylite
- Control
- Dying Light 2
- E3 2019
- Gamescom, Colònia (Alemanya)
- Games Developers Conference
- Amy Hennig
- Meg Jayanth
- Cassie McQuater
- Siobhan Reddy
- Resident Evil 2 (E3)
- Stadia en el Gamescom
- Summer Game Show
- Taipei Game Show
- World War 3
- World War Z

## Necrològiques
Categoria principal: Morts el 2019
Entre les morts destacadades del 2019 hi ha la de l'actor Martí Galindo, la filòloga palmesana Aina Moll, la supervivent dels nazis Neus Català i l'ex president de l'IEC Salvador Giner; en l'àmbit internacional, l'actor Seymour Cassel; els aristòcrates Cristina dels Països Baixos, Dina de Jordània, Enric d'Orleans i Joan de Luxemburg; la cineasta Agnès Varda; l'alcalde de Gdańsk, Paweł Adamowicz, apunyalat en públic; el nacionaliste basc Xabier Arzalluz; el cantautor Alberto Cortez, els compositors Michel Legrand i André Previn; i els premis Nobel Sydney Brenner, David Thouless.
Països Catalans
- 15 de gener - Pego: Dolors Sendra Bordes, compositora i musicòloga valenciana, que investigà la música popular (n. 1927).[22]
- 10 de febrer - Palma: Aina Moll i Marquès, filòloga menorquina, figura central de la cultura i la normalització del català a les Balears i Catalunya (n. 1930).[23]
- 8 de març - Barcelona, Barcelonès: Jaume Muxart i Domènech, pintor català (n. 1922).[24]
- 17 de març - Girona: Cristina Cervià Sancho, actriu i directora teatral catalana (n. 1965).[25]
- 21 de març - Ribesaltes: Joan Abelanet, arquèoleg, especialista en els megàlits dels Pirineus Orientals (n. 1925).[26]
- 24 de març - Barcelona: Aurora Gassó, pintora catalana (n. 1928).[27][28]
- 13 d'abril - els Guiamets: Neus Català i Pallejà, fou supervivent del camp de concentració nazi de Ravensbrück i activista de la memòria històrica (n. 1915).[29]
- 22 de maig, Barcelona: Eduard Punset i Casals, advocat, economista i divulgador científic català (n. 1936).[30]
- 14 de juny - Barcelona: Laura Almerich, guitarrista catalana, coneguda per la seva relació artística amb Lluís Llach (n. 1940).[31]
- 18 de juny - 
  - València: Carme Miquel, mestra i escriptora valenciana (n. 1945).[32]
  - Barcelona: Maria Josep Ragué, crítica, autora teatral i assagista (n. 1941).[33]
- 10 de juliol, Reus: Maria Cabré de Calderó, poetessa catalana (n.1919).[34]
- 11 de juliol - Barcelona, Barcelonès: Pepita Pardell Terrade, animadora, dibuixant, il·lustradora i pintora catalana (n. 1928).[35]
- 27 d'agost - Tolosa de Llenguadoc: Conxita Grangé i Beleta, resistent antifeixista, supervivent del Camp de Ravensbrück (n. 1925).[36]
- 29 d'agost - Sant Cugat del Vallès: Maria Dolors Renau i Manén, psicòloga, pedagoga i política catalana (n. 1936).[37]
- 1 de setembre - Reus: Maria Àngels Ollé, pedagoga, escriptora i professora universitària catalana.[38]
- 15 de setembre - Blanes, la Selva: Montserrat Soliva Torrentó, química catalana (n. 1943).[39]
- 25 de setembre - Barcelona: Elisabeth Vergés, pionera en l'escalada i l'alpinisme de Catalunya.[40]
- 9 d'octubre, Badalona: Consol Villaubí i Pons, ballarina i coreògrafa catalana (n. 1932).[41]
- 20 de novembre - Barcelona: Purita Campos, dibuixant de còmics, il·lustradora i pintora catalana (n. 1937).[42]
- 23 de novembre - Cercedilla: Maria Assumpció Balaguer i Golobart, actriu catalana (n. 1925).[43]
- 28 de desembre - Barcelona: Amèlia Riera i Toyos, pintora i gravadora catalana (n. 1928).[44]

Resta del món
- 17 de gener - Hobe Sound, Florida: Mary Oliver, poeta estatunidenca (n. 1935).[45]
- 26 de gener - Inning am Ammersee, Baviera: Wilma Lipp, soprano austríaca (n. 1925).[46]
- 28 de gener - Londres: artista estatunidenca, dedicada a la instal·lacions, vídeo, performances... (n. 1940).[47]
- 1 de febrer - Berlín: Ursula Karusseit, actriu alemanya (n. 1939).[48]
- 12 de febrer - Lagos, Nigèria: Bisi Silva (Olabisi Obafunke Silva), conservadora i especialista en art contemporani (n. 1962).[49]
- 13 de febrer - Romaː Marisa Solinas, actriu i cantant italiana (n. 1941).[50]
- 13 de març - Berlín: Andrea Pollack, nedadora alemanya guanyadora de sis medalles olímpiques (n. 1961).[51]
- 16 de març - Tréméven: Yann-Fañch Kemener, cantant tradicional bretó (n. 1957).[52]
- 24 de març - Blantyre, Malawi: Desmond Dudwa Phiri, escriptor de Malawi (n. 1931).[53]
- 14 d'abril - Estocolm: Bibi Andersson, actriu de teatre i de cinema sueca (n. 1935).[54]
- 16 d'abril - Viena: Jörg Demus, pianista austríac (n. 1928).[55]
- 18 d'abril - Derry, Irlanda del Nord: Lyra McKee, escriptora i periodista nord-irlandesa (n. 1990).[56]
- 13 de maig - Carmel Valley Village, Califòrnia: Doris Day, estrella de Hollywood dels anys 50 i 60 (n. 1922).[57]
- 18 de maig - Madridː Analía Gadé, actriu argentina establerta a Espanya (n. 1931).[58]
- 3 de juny - Porto: Agustina Bessa-Luís, escriptora portuguesa, Premi Luís de Camões el 2004 (n. 1922).[59]
- 9 de juny - Montevideo, Uruguaiː Adela Neffa, escultora argentina nacionalitzada uruguaiana (n. 1922).[60]
- 15 de juny - Vancouverː Marta Harnecker, pensadora marxista xilena (n. 1937).[61]
- 16 de juny - Arieja, França: Rosina de Pèira, cantant de cançons tradicionals en occità (n. 1933).[62]
- 9 de juliol - Dallas, Texas (EUA): Ross Perot, multimilionari estatunidenc, conegut per haver-se presentat com a candidat independent a les eleccions presidencials estatunidenques (n. 1930).[63]
- 17 de juliol - Roma: Andrea Camilleri, guionista, director teatral i televisiu, novel·lista italià creador del comissari Montalbano (n.1925).[64]
- 19 de juliol - Balatonalmádi, Hongria: Ágnes Heller, filòsofa hongaresa (m. 1929).[65]
- 22 de juliol:
  - Hamburg: Brigitte Kronauer, escriptora alemanya (n. 1940).[66]
  - Pequín (Xina): Li Peng, polític xinès, responsable de la repressió contra les Protestes de la plaça de Tian'anmen de 1989 (n. 1928).[67]
- 3 d'agost - Brăila, Romania: Catalina Buzoianu, directora i pedagoga teatral romanesa (n. 1938).[68]
- 5 d'agost - Nova York: Toni Morrison, escriptora afroamericana guardonada amb el Premi Nobel de Literatura de l'any 1993 (n. 1931).[69]
- 31 d'agost - Oberhausen: Marita Lorenz, espia nord-americana, amant de Fidel Castro.[70]
- 14 de setembre - Londres: Jean Heywood, actriu anglesa (n. 1921).[71]
- 30 de setembre - Nova York (EUA): Jessye Norman, cantant d'òpera estatunidenca (n. 1945).[72]
- 4 d'octubre - Los Angeles: Diahann Carroll, actriu i cantant estatunidenca (n. 1935).[73]
- 17 d'octubre - L'Havana (Cuba): Alicia Alonso, ballarina i coreògrafa de dansa clàssica (n. 1920).[74]
- 22 d'octubre - Tòquio: Sadako Ogata, diplomàtica japonesa, Alta Comissionada de les Nacions Unides per als Refugiats (n. 1927).[75]
- 2 de novembre - Genolier, Suïssa: Marie Laforêt, cantant i actriu francesa (n. 1939).[76]
- 7 de novembre - Madrid: Margarita Salas Falgueras, bioquímica espanyola (n. 1938).[77]
- 20 de novembre, Little Rock: Mary Lowe Good, química inorgànica que realitzà recerca industrial (n. 1931).[78]
- 5 de desembre, L'Havana (Cuba): Faure Chomón, comandant de la Rebolució cubana (n. 1929).[79]
- 9 de desembre - Djursholm, Suèciaː Marie Fredriksson, cantant. Membre del duo Roxette (n. 1958).[80]
- 13 de desembre - Darmstadt, Alemanya: Gudrun Zapf von Hesse, tipògrafa alemanya.[81]
- 14 de desembre - París: Anna Karina, actriu, directora, escriptora i cantant francesa d'origen danès (n. 1940).[82]
- 18 de desembre - París (França)ː Claudine Auger, actriu francesa (n.1941).[83]

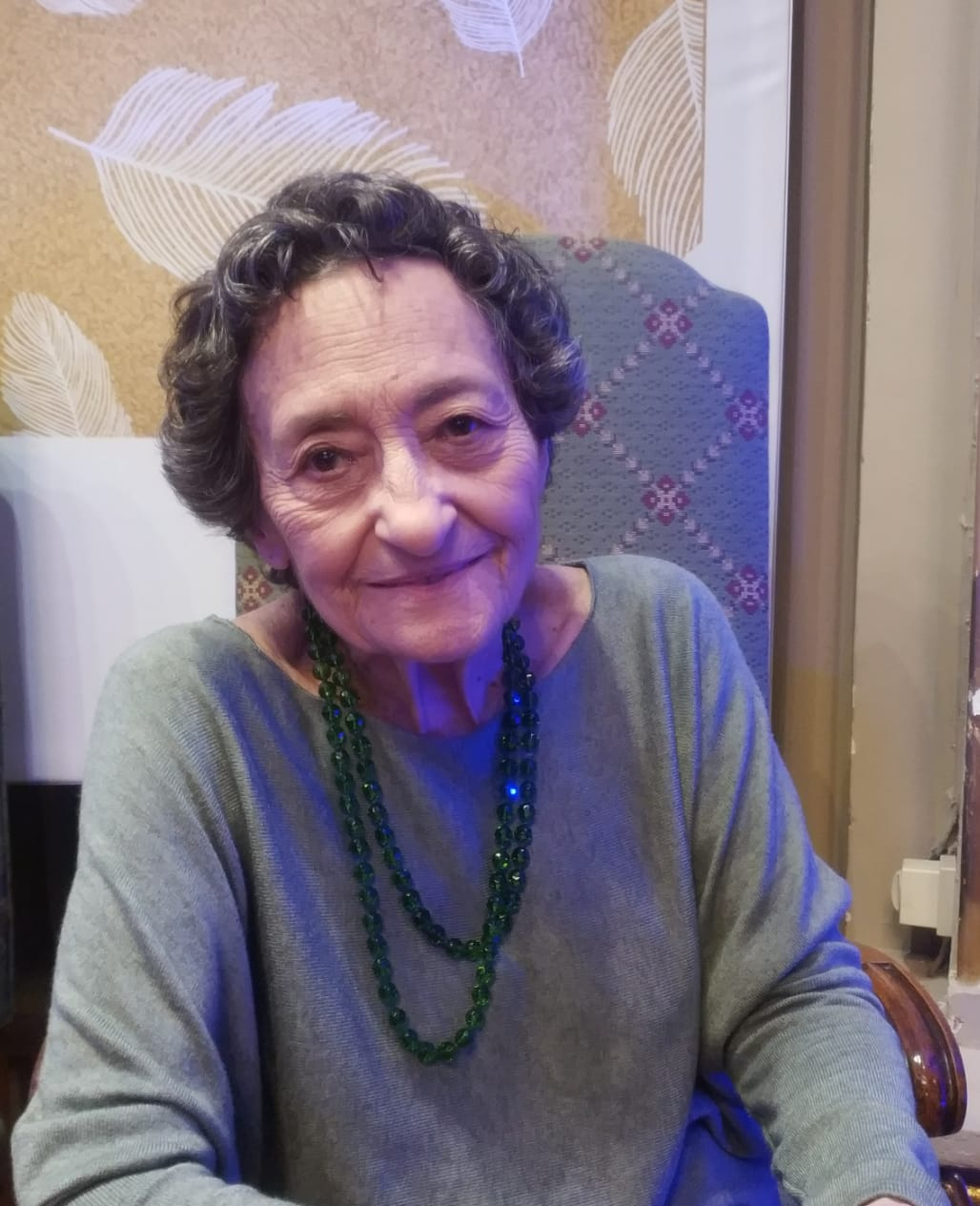
Francisca Aguirre
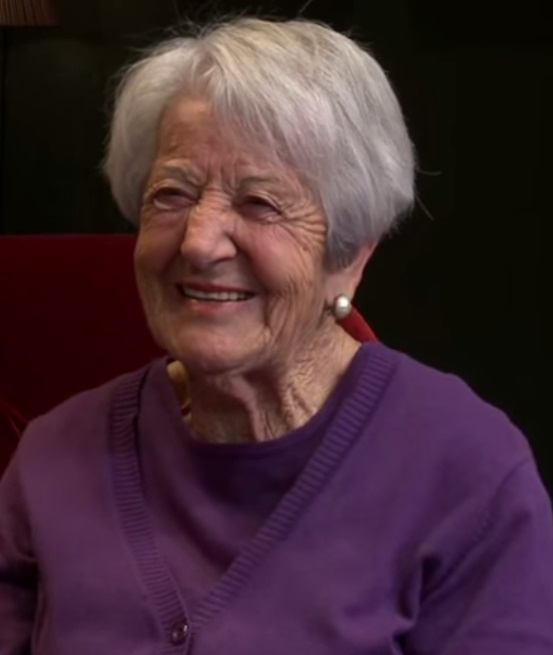
A. Balaguer
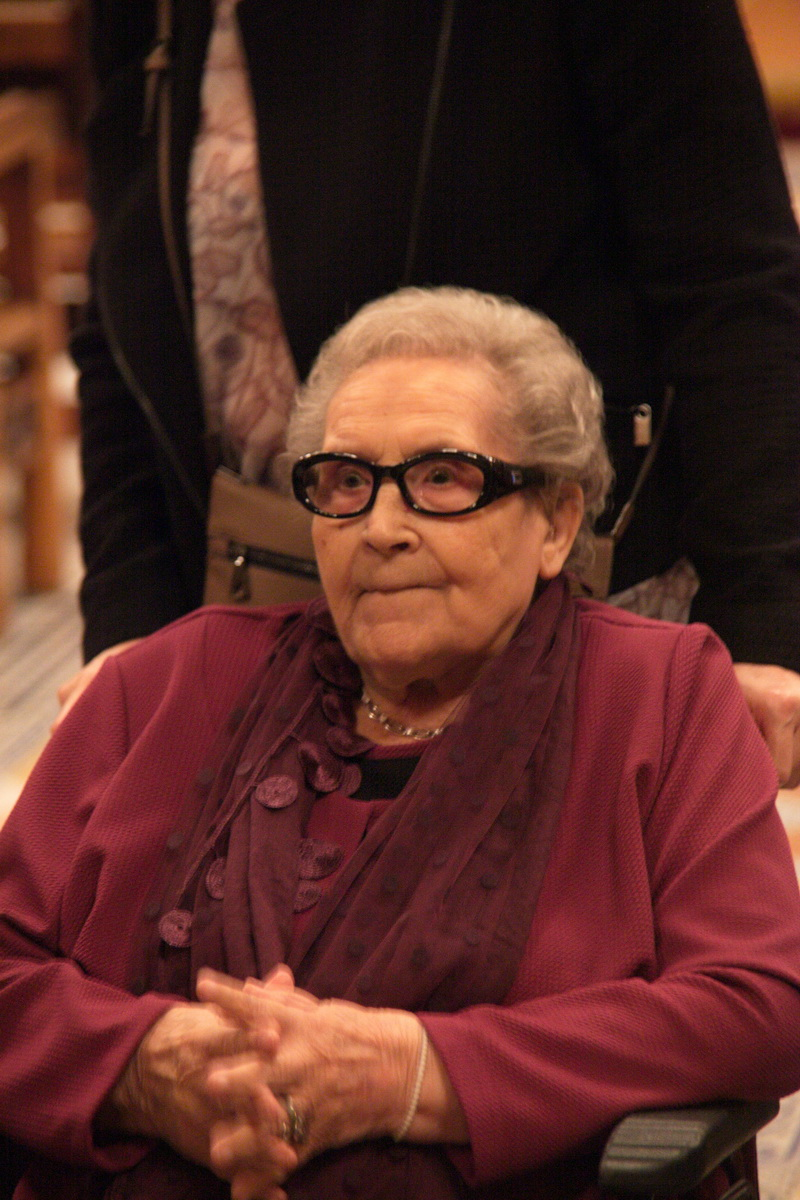
Neus Català
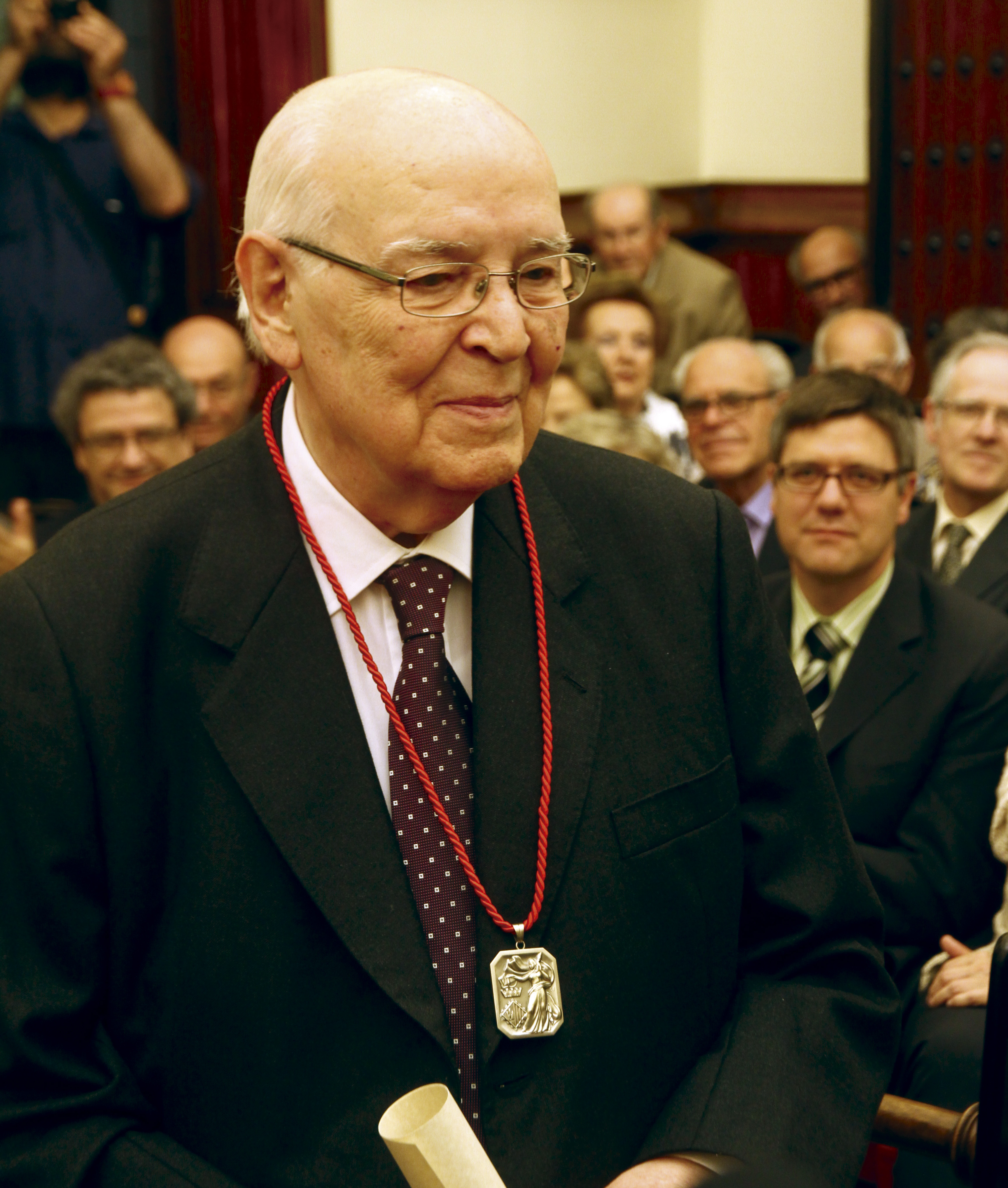
Domènech i Fargas
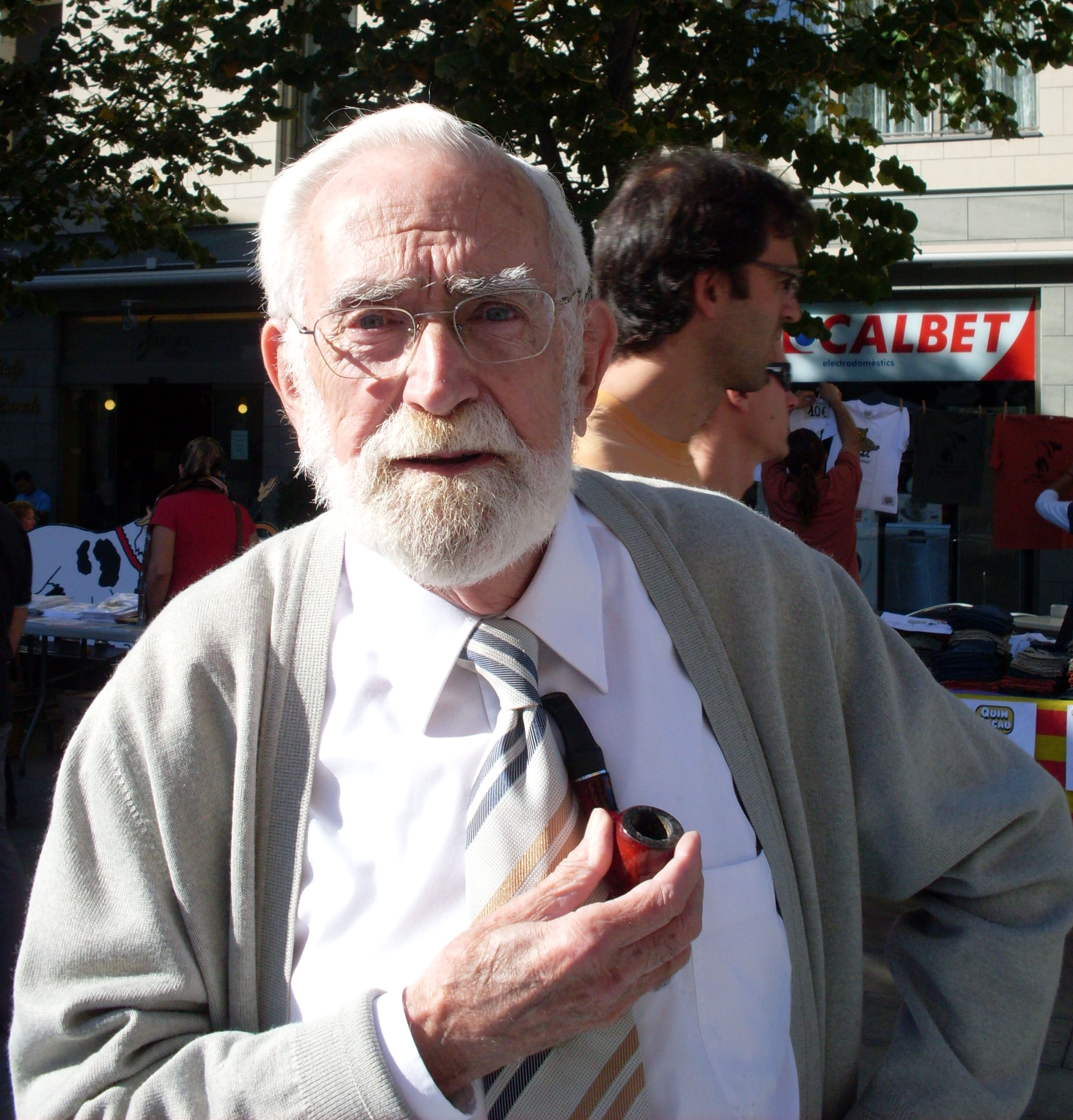
R. Folch i Camarasa
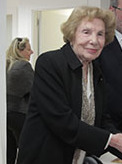
Anna Maria Freixes
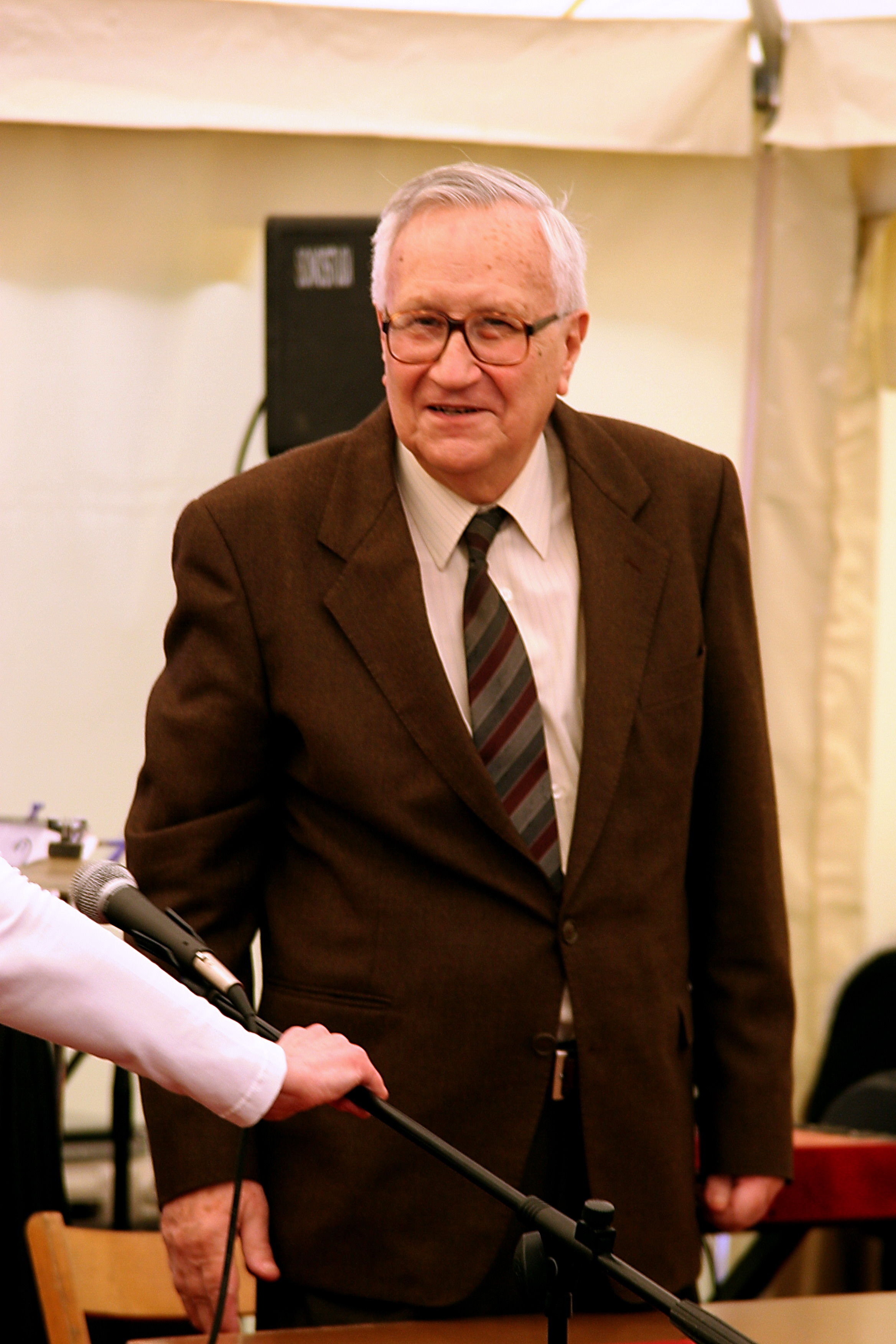
Jordi Galí
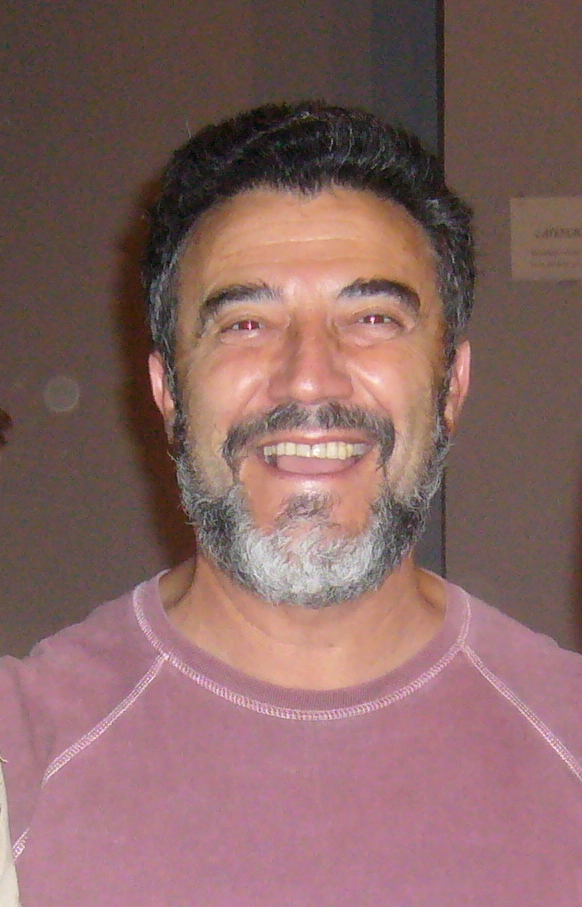
Llorenç Giménez
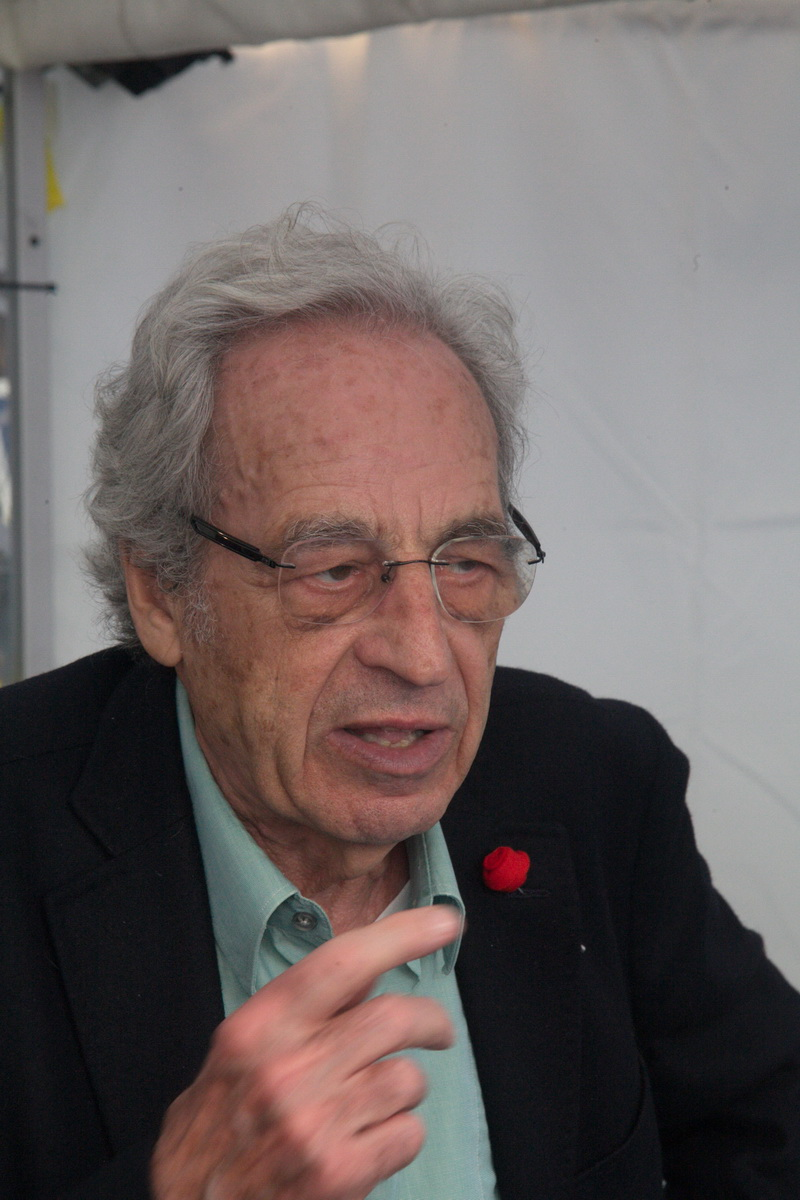
Salvador Giner
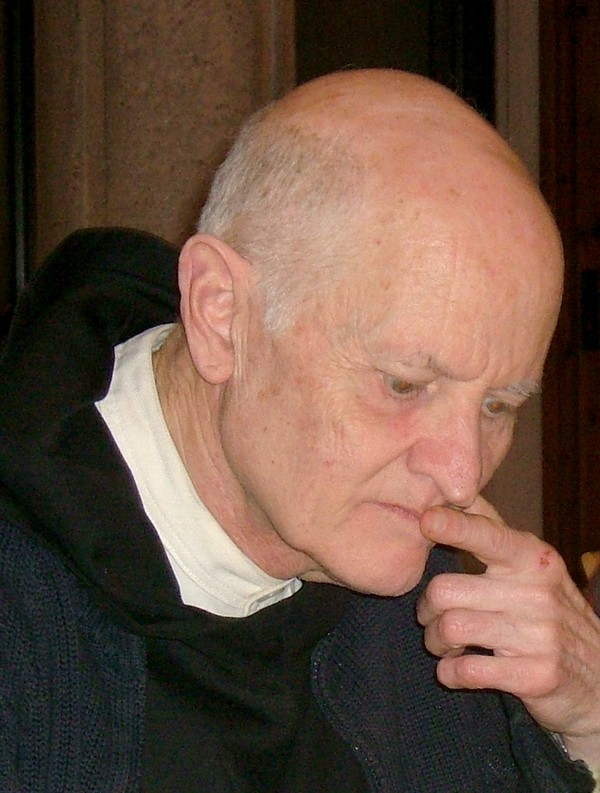
Alexandre Masoliver
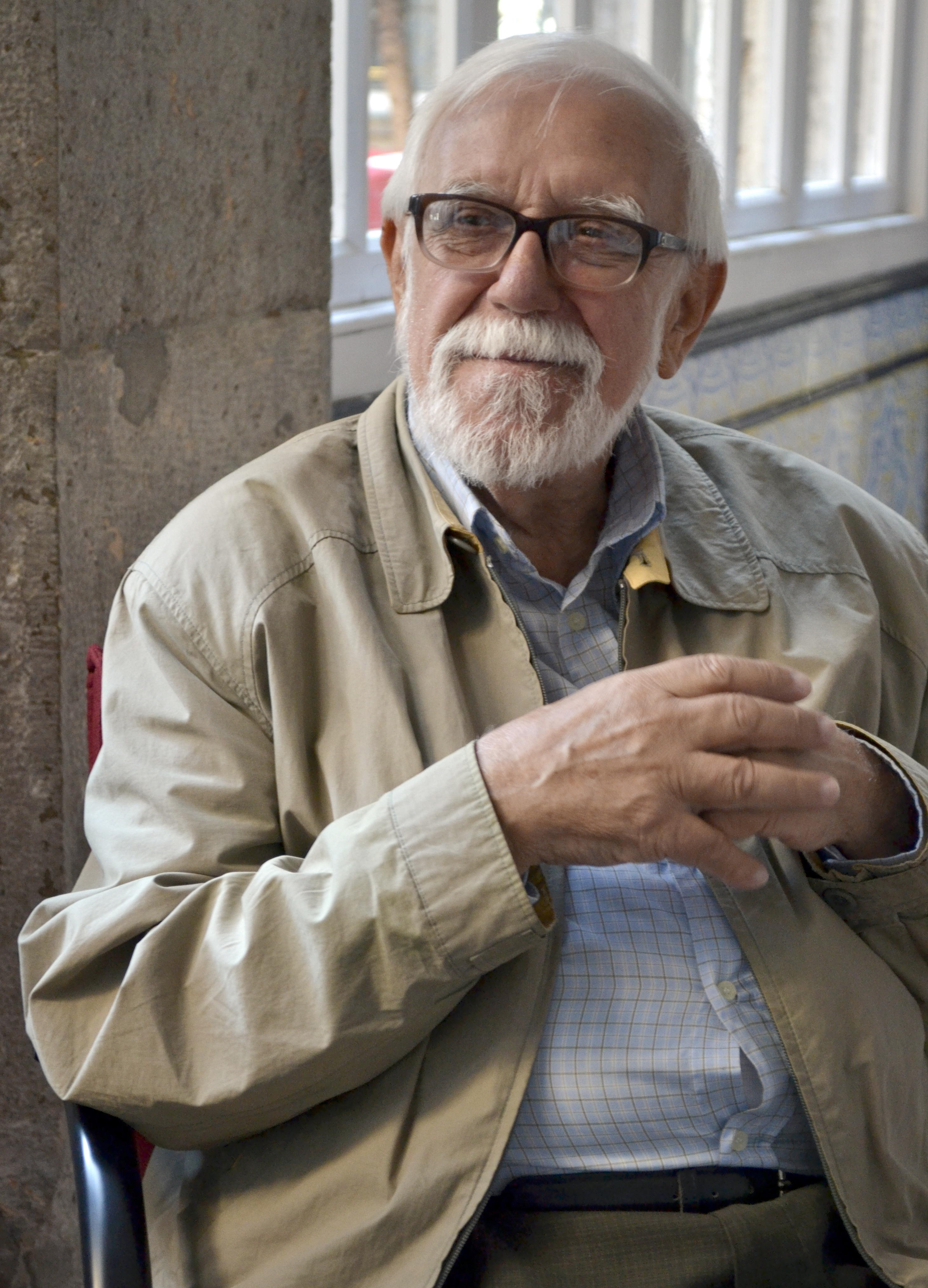
Bartomeu Melià
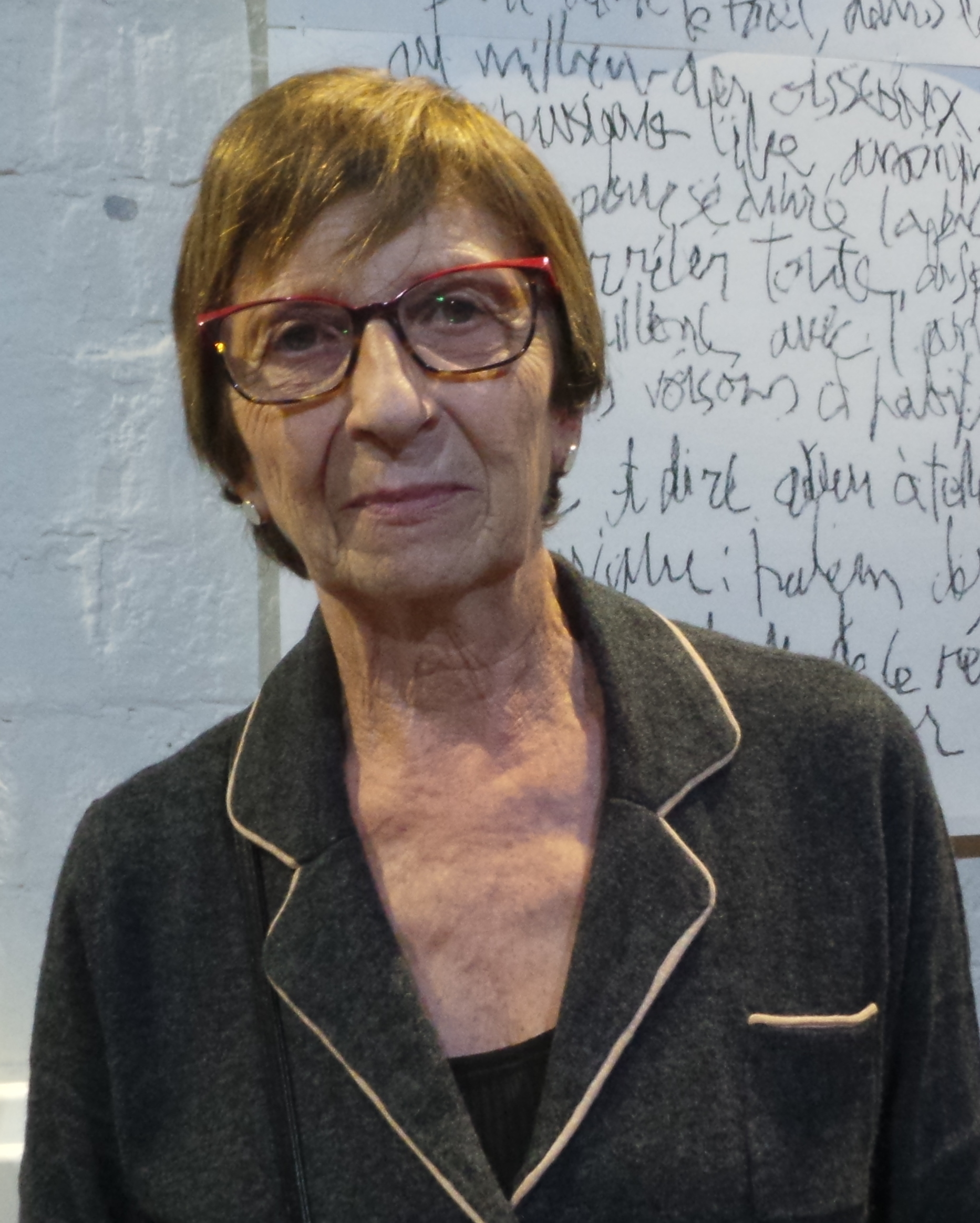
Montserrat Minobis
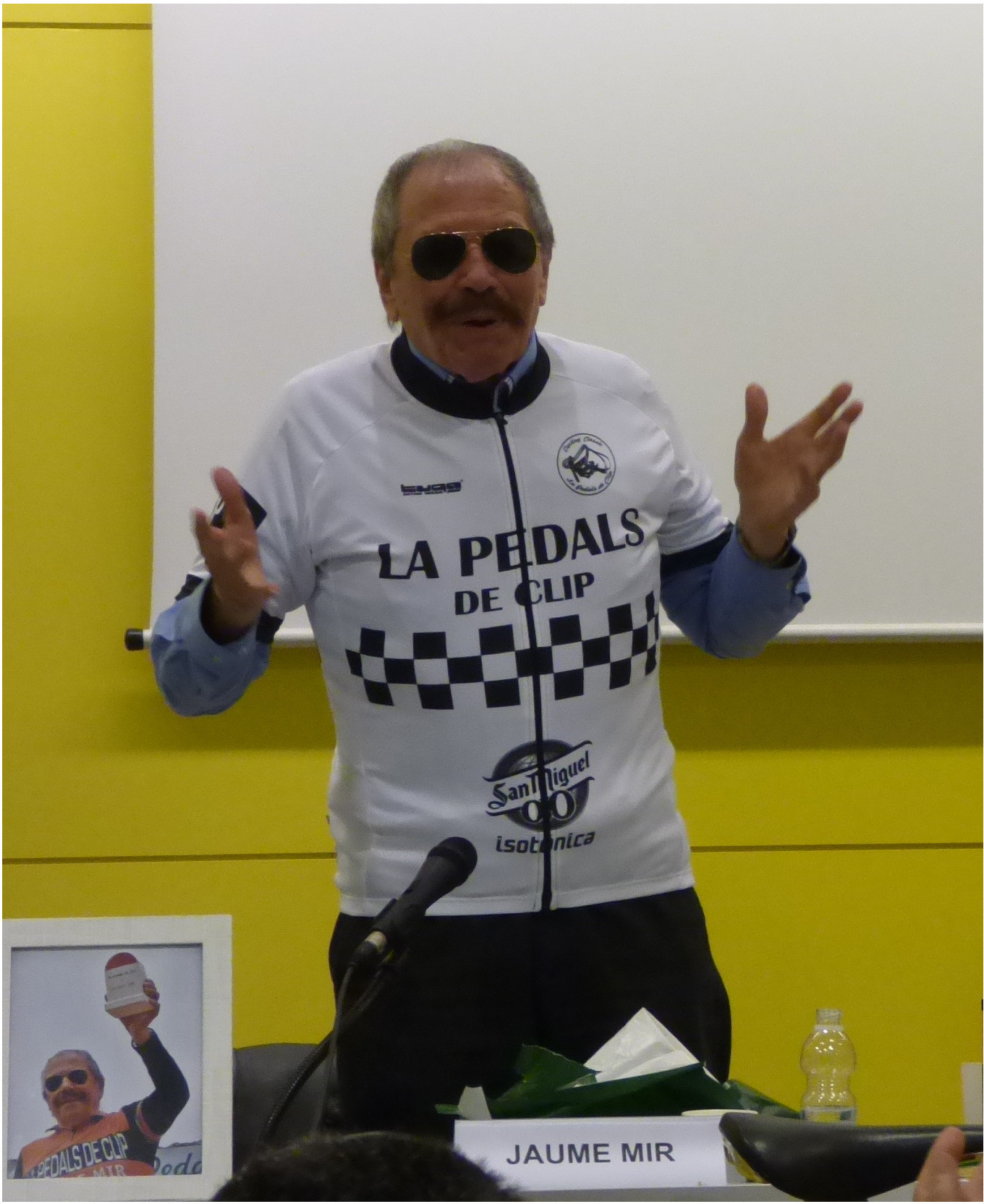
Jaume Mir Taxi Key
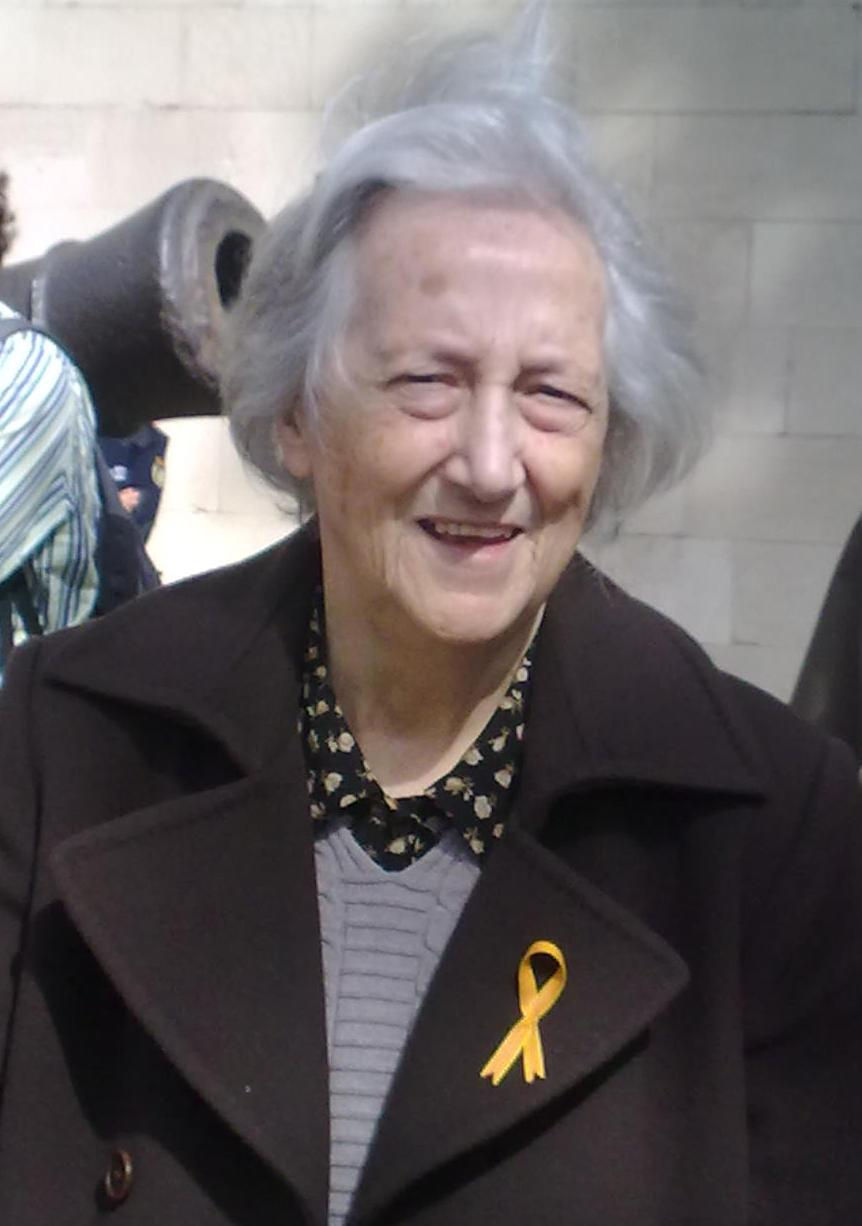
Aina Moll
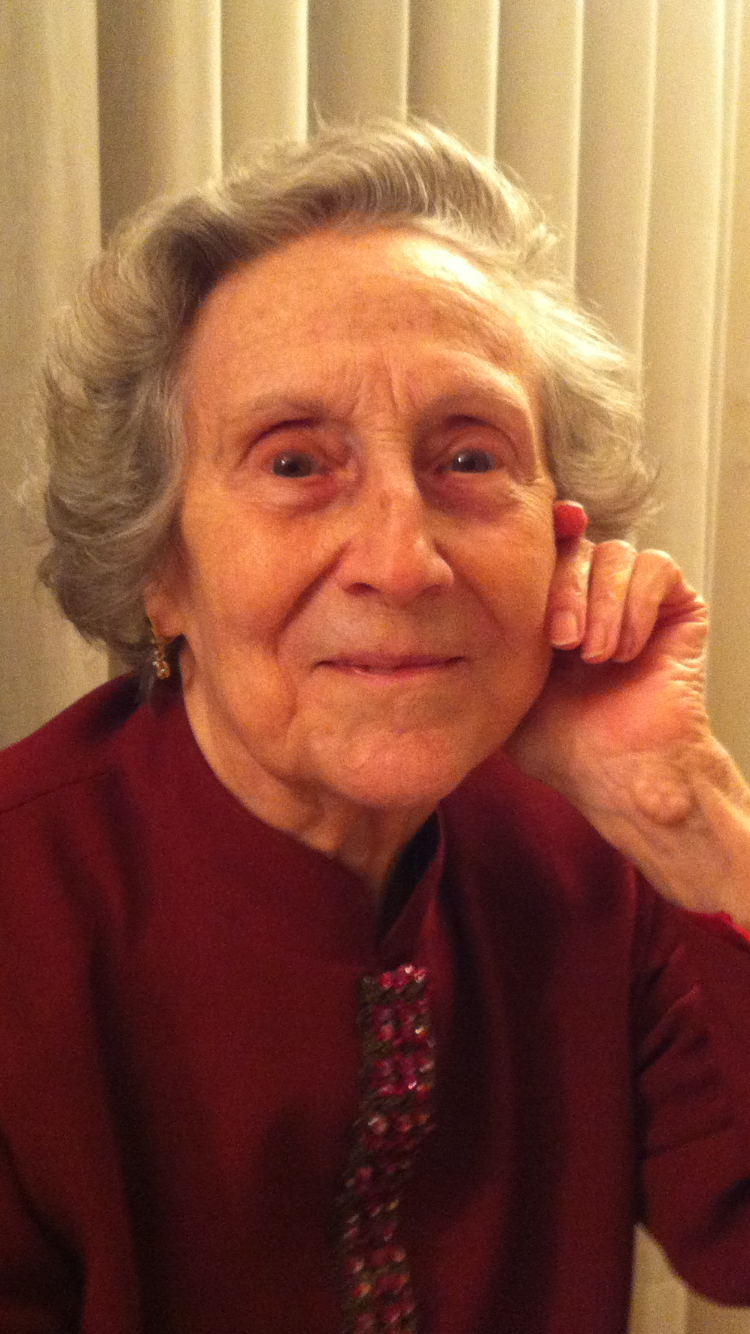
Pepita Pardell
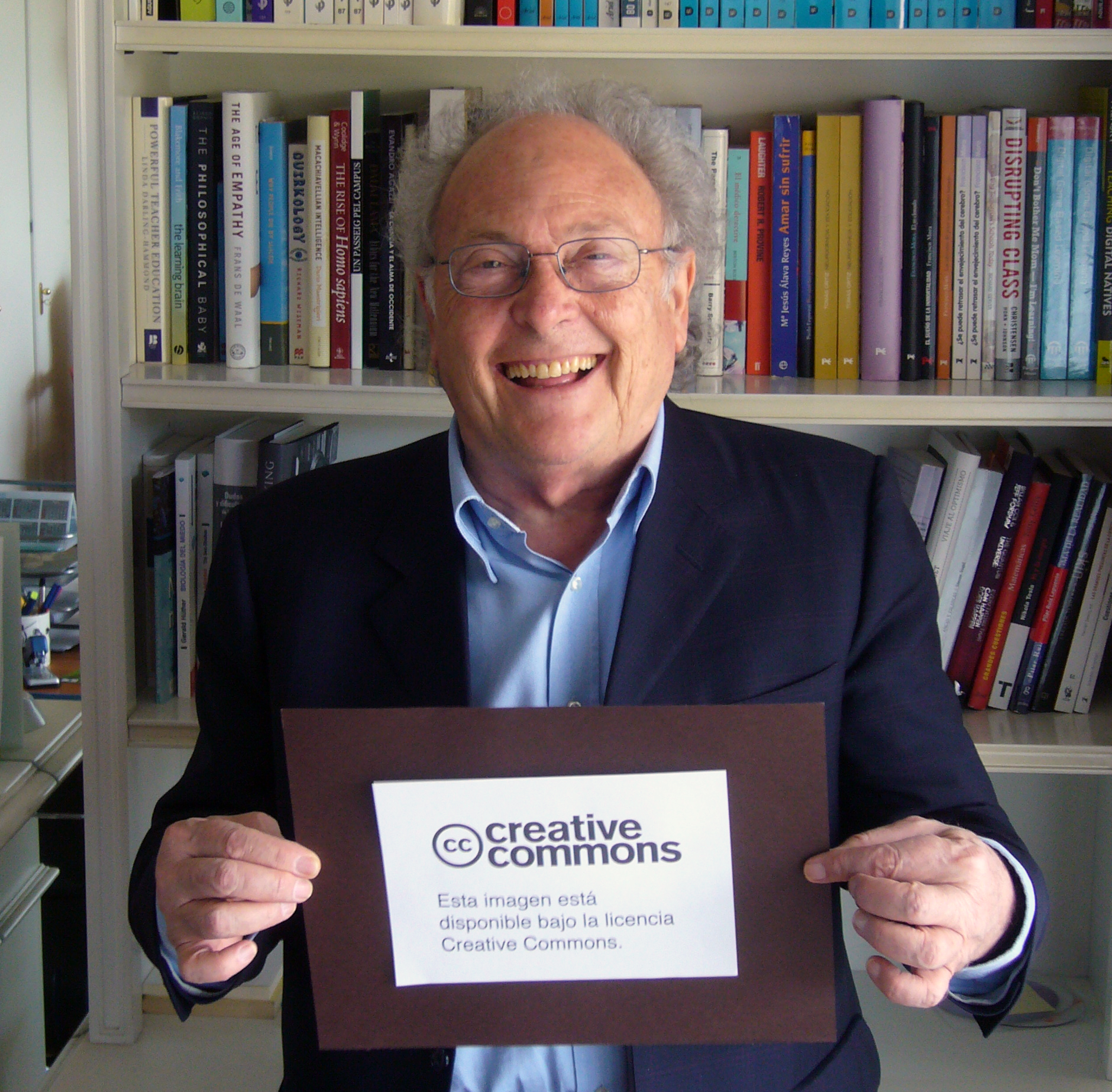
Eduard Punset
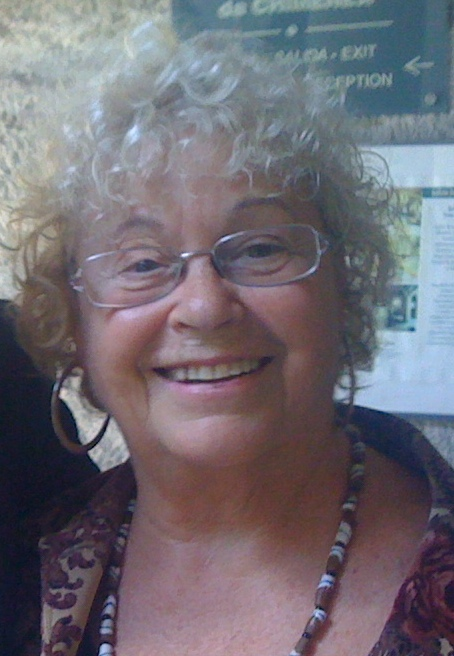
Dolors Renau
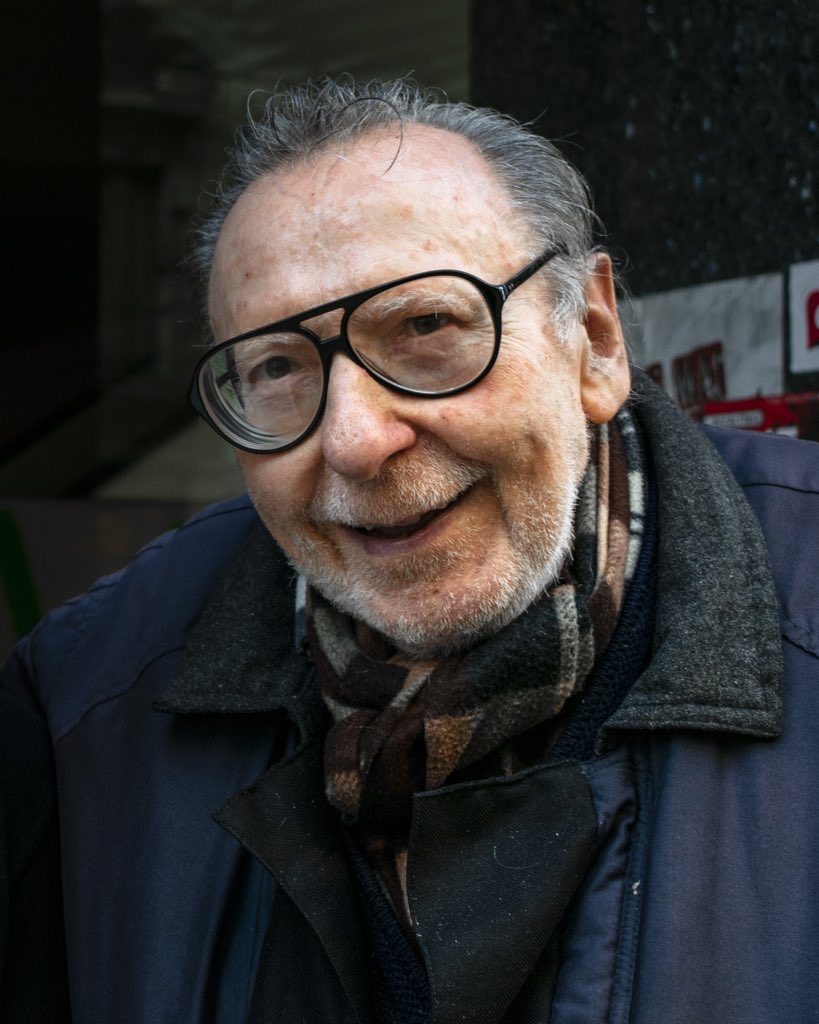
Kheto Rigol
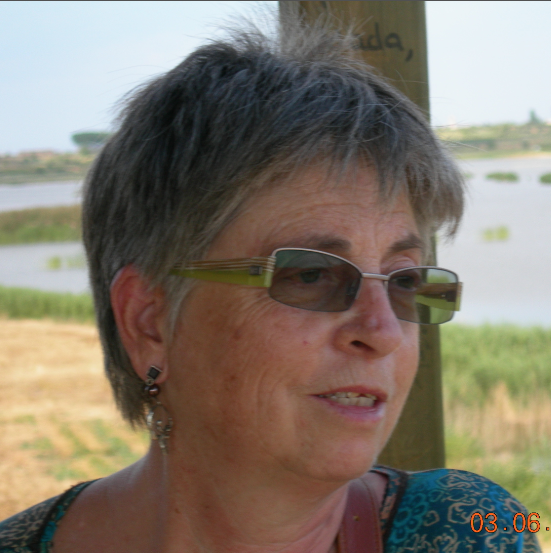
Montserrat Soliva
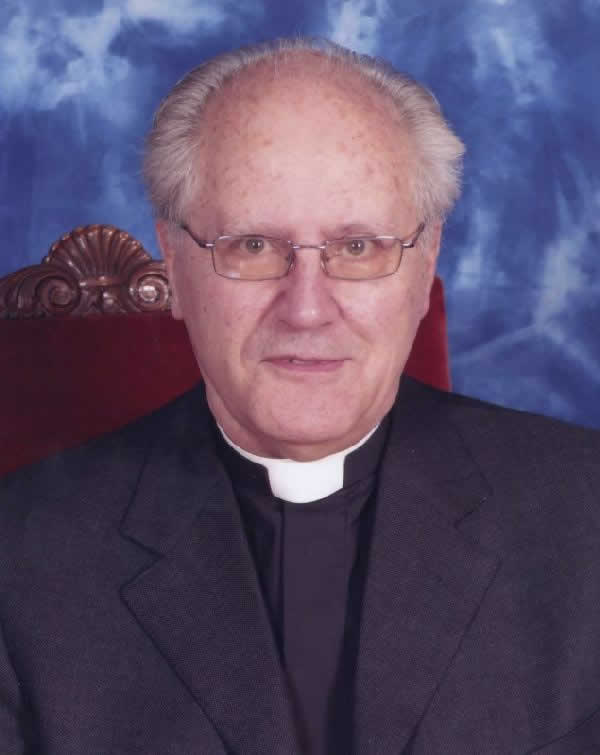
Jaume Traserra
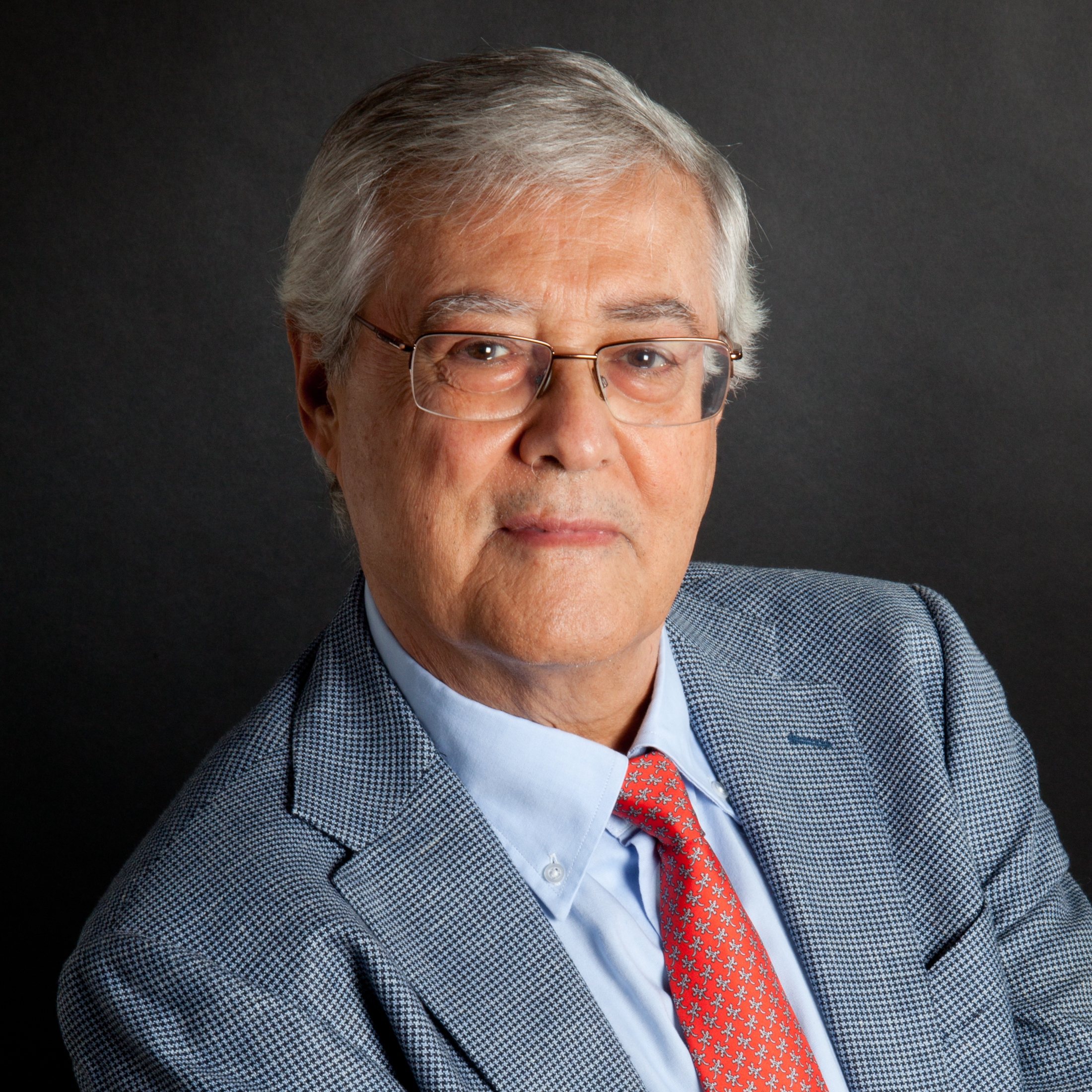
J. Vallejo Ruiloba

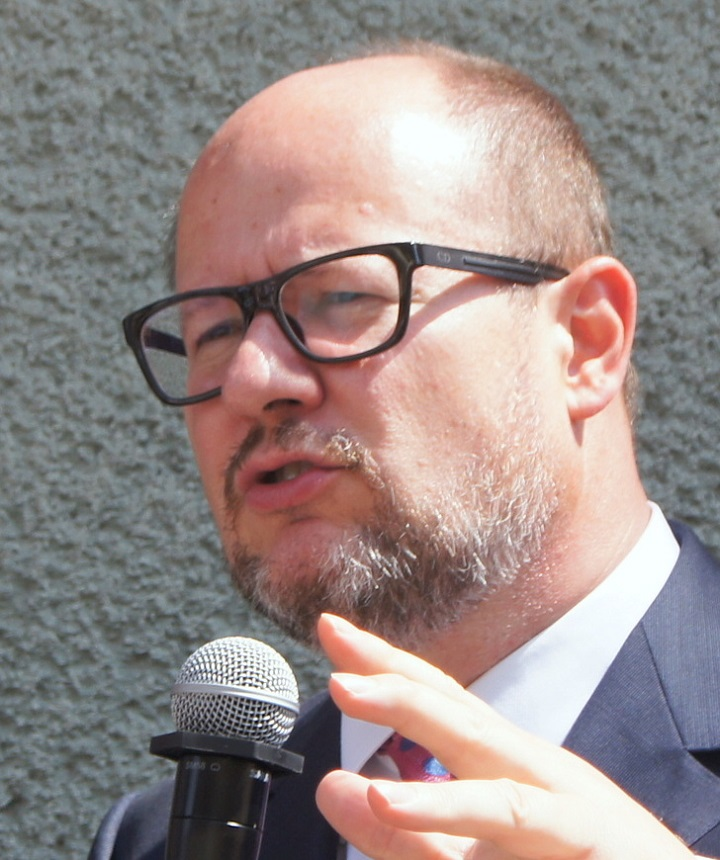
Paweł Adamowicz
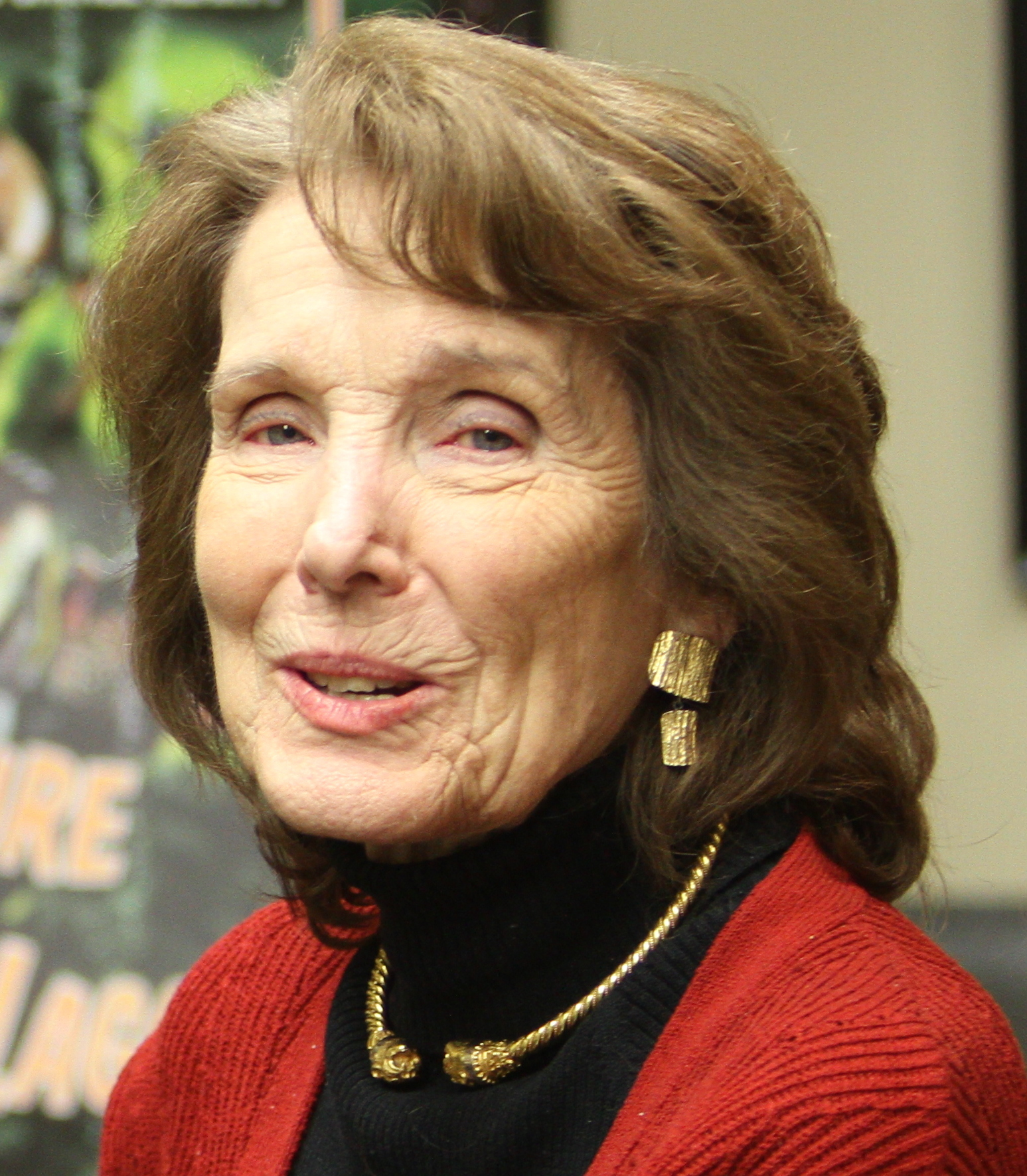
Julie Adams
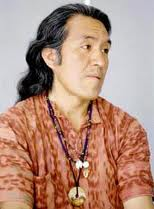
Humberto Ak'ab'al
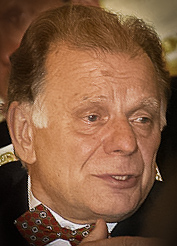
Jorès Alfiórov
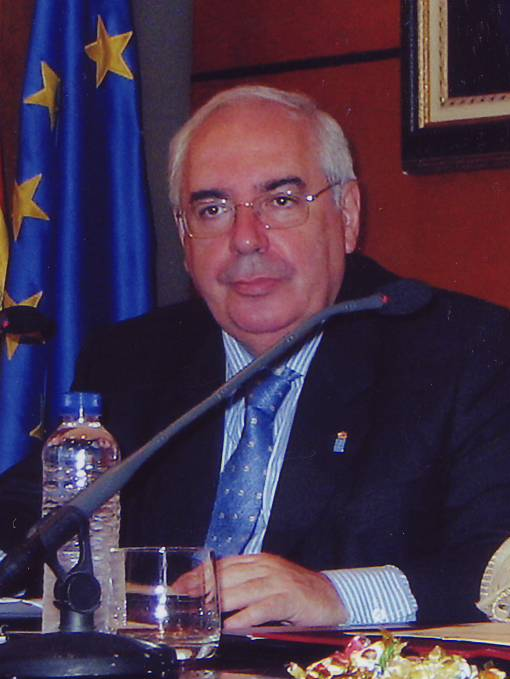
V. Álvarez Areces
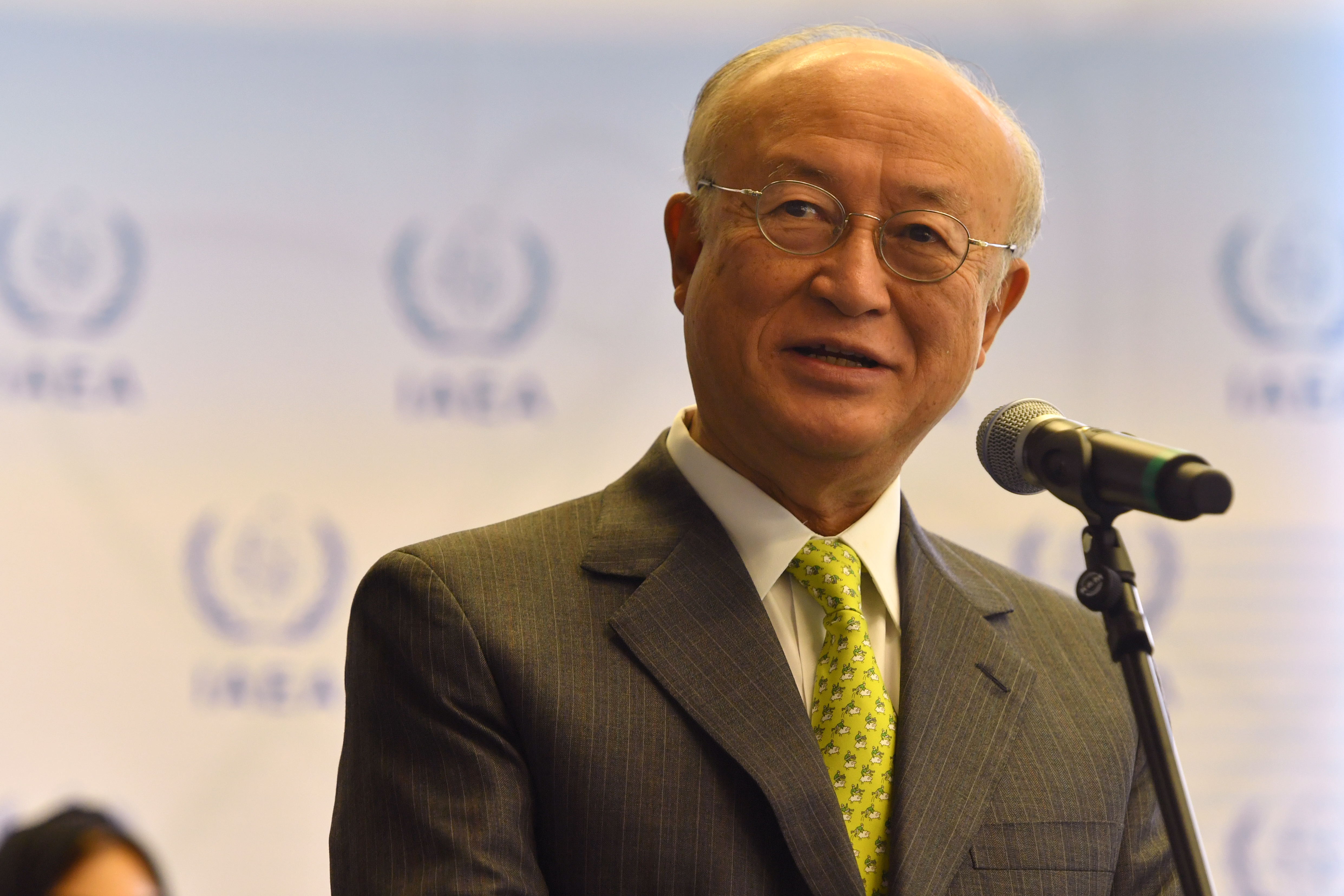
Yukiya Amano
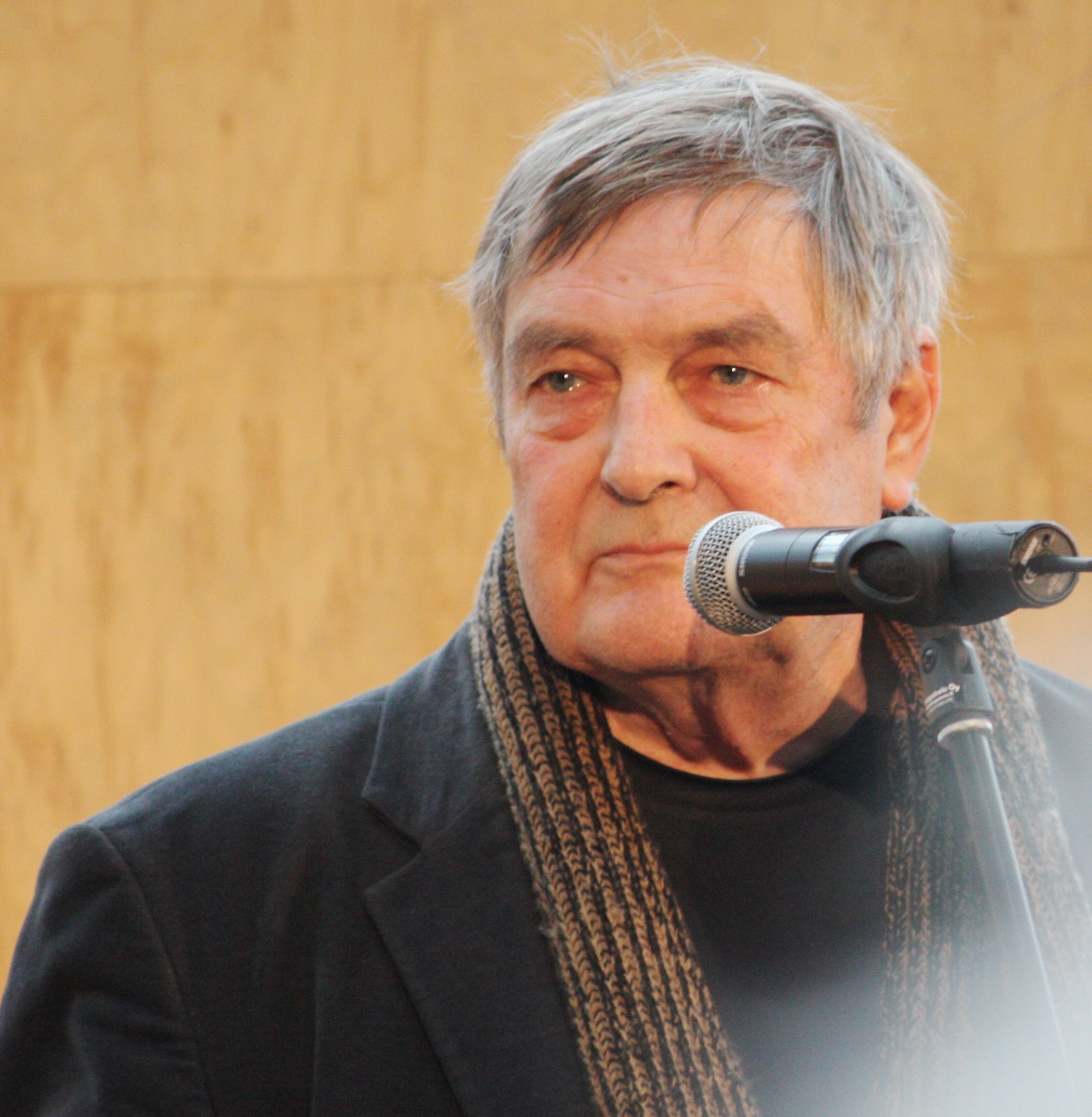
Claes Anderson
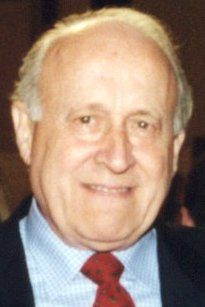
Xabier Arzalluz
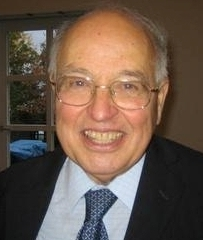
Michael Atiyah
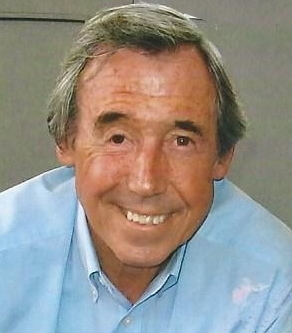
Gordon Banks
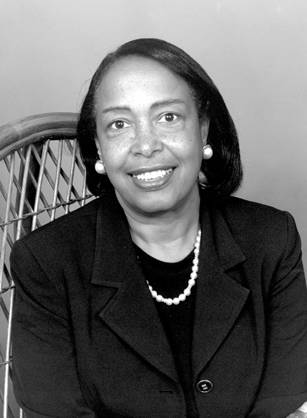
Patricia Bath
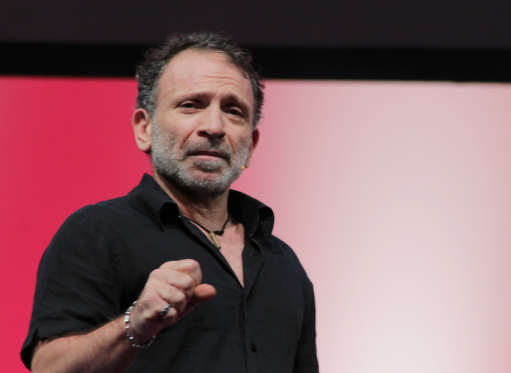
Giannis Bekhrakis
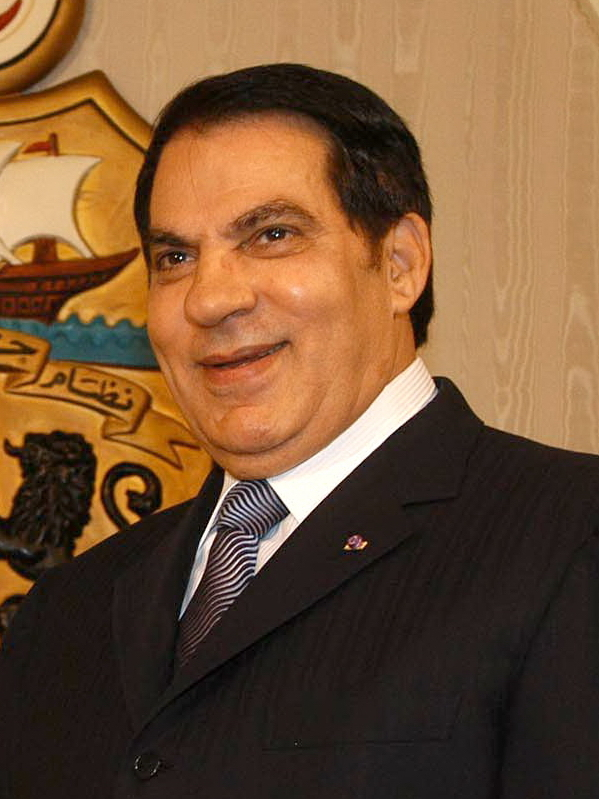
Z. Ben Ali
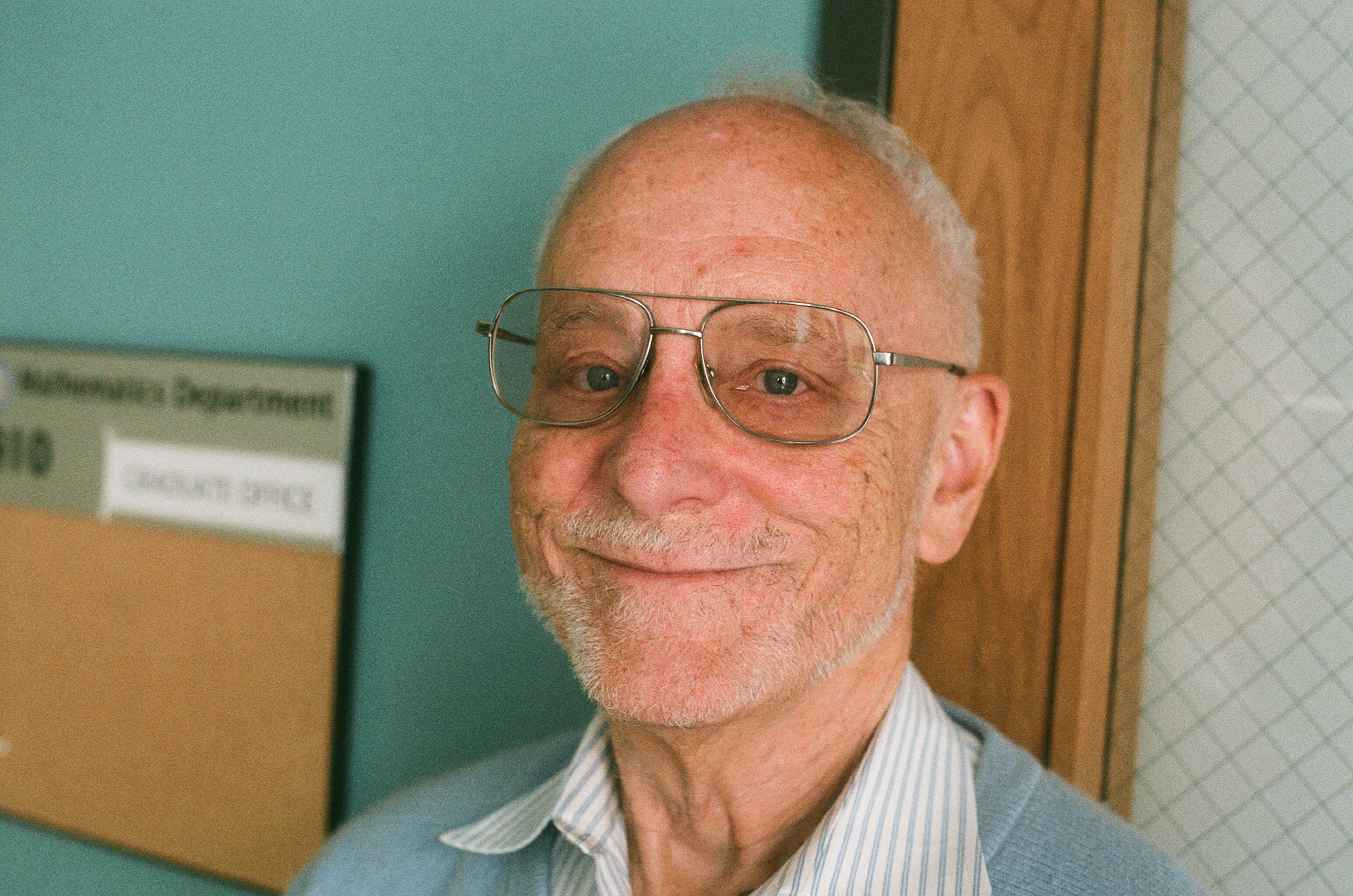
Elwyn Berlekamp
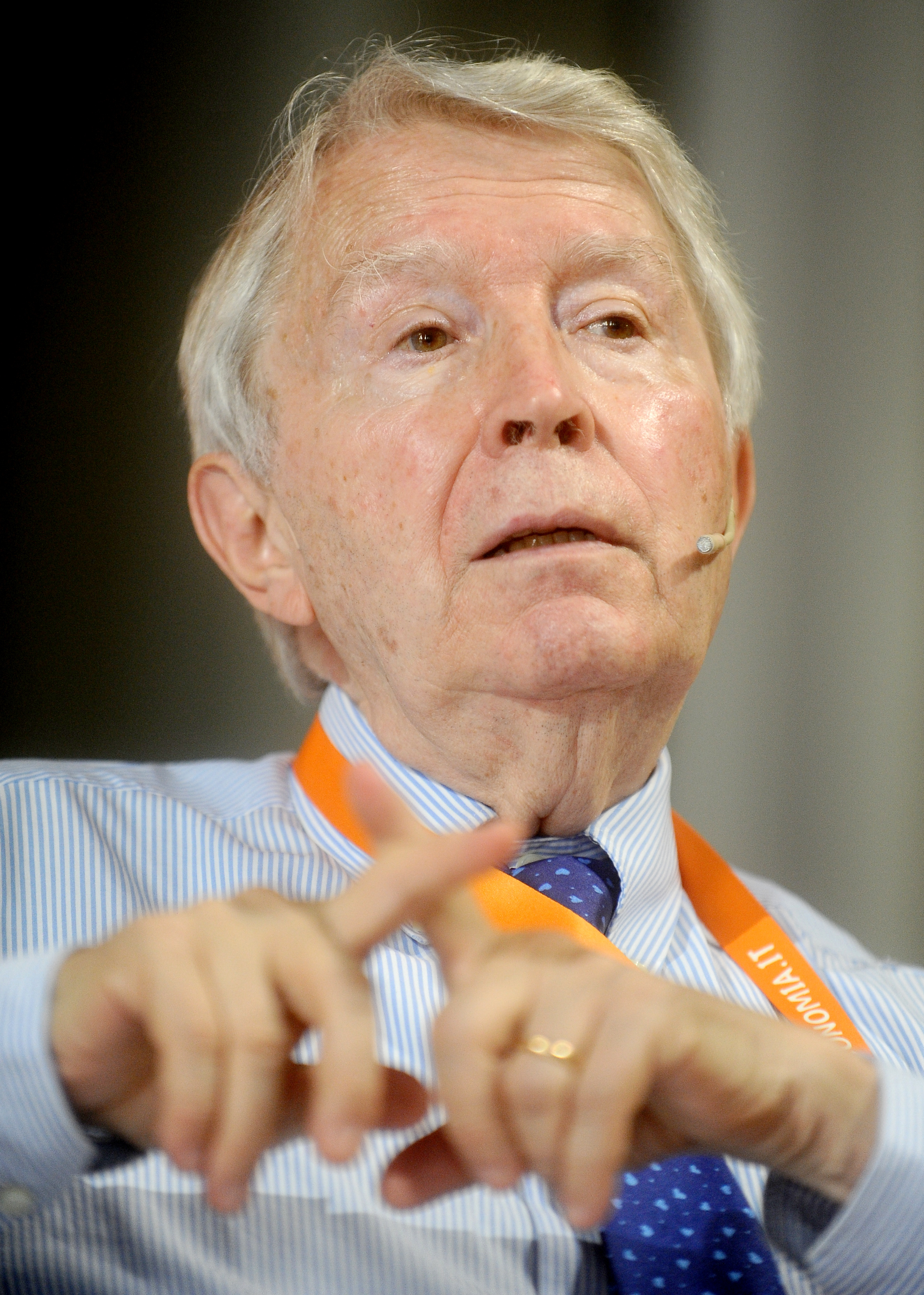
Remo Bodei
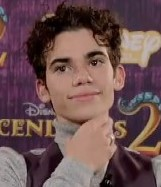
Cameron Boyce
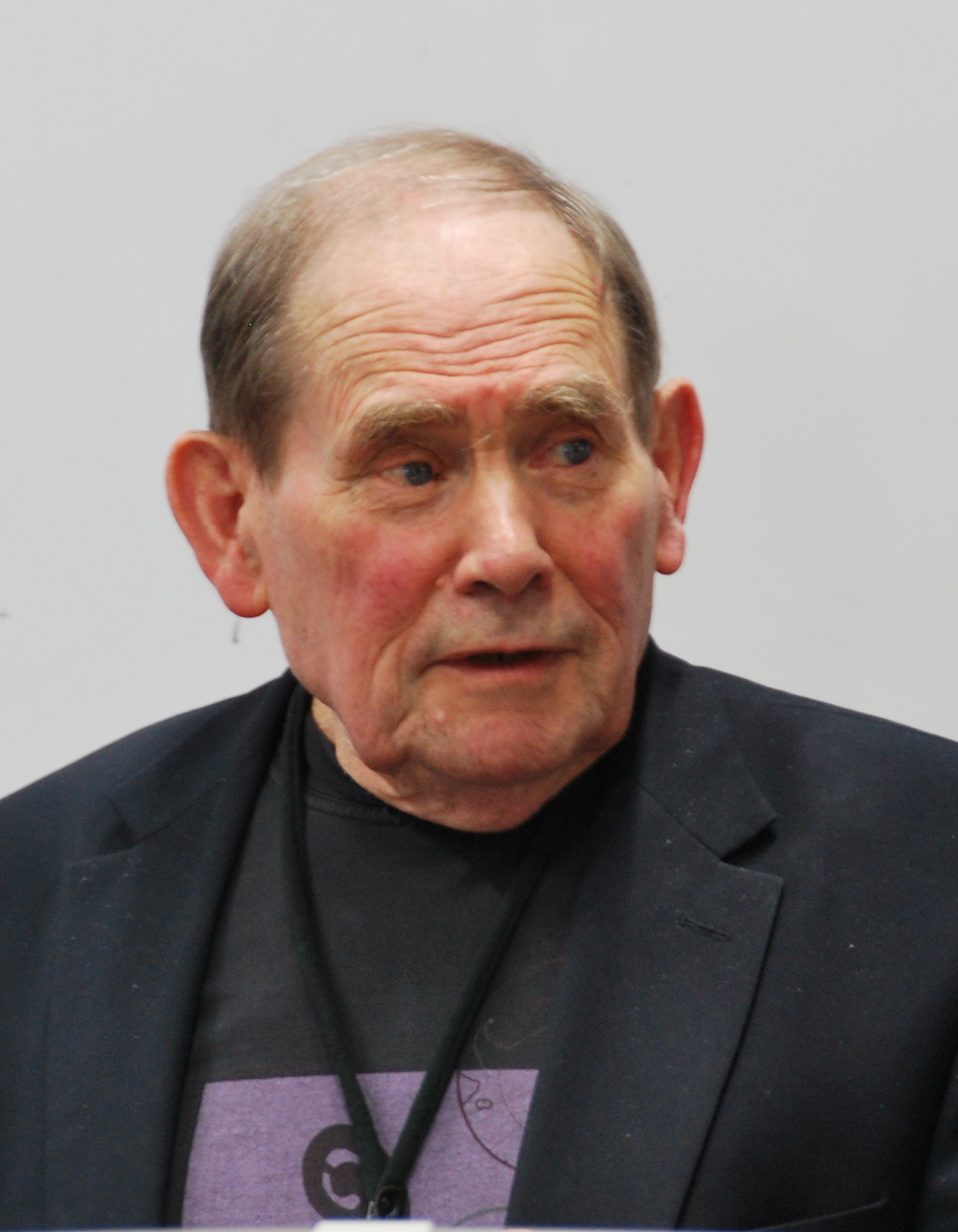
Sydney Brenner
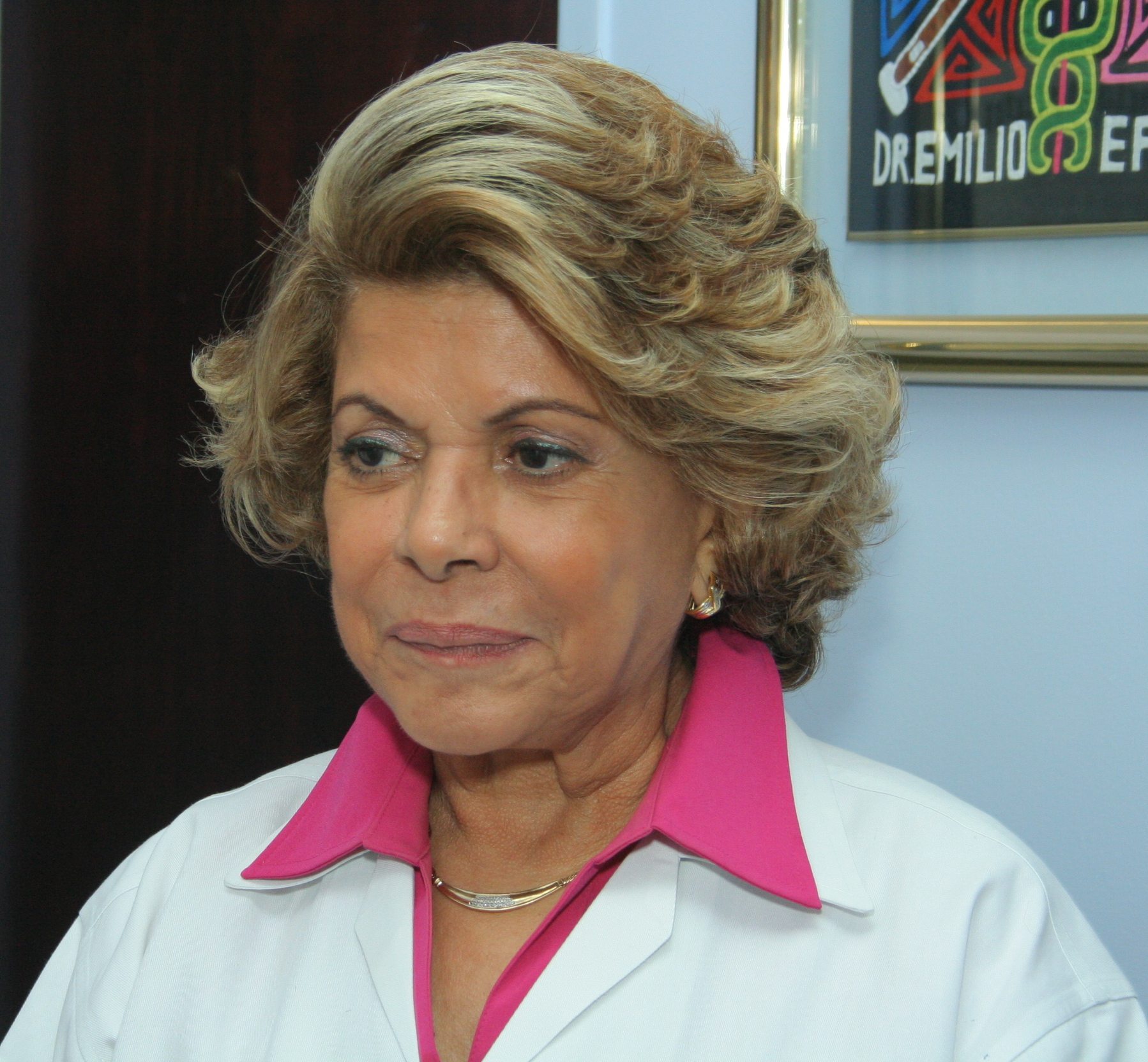
Rosa María Britton
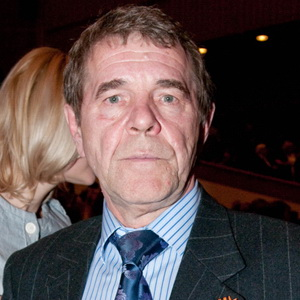
Aleksei Buldakov
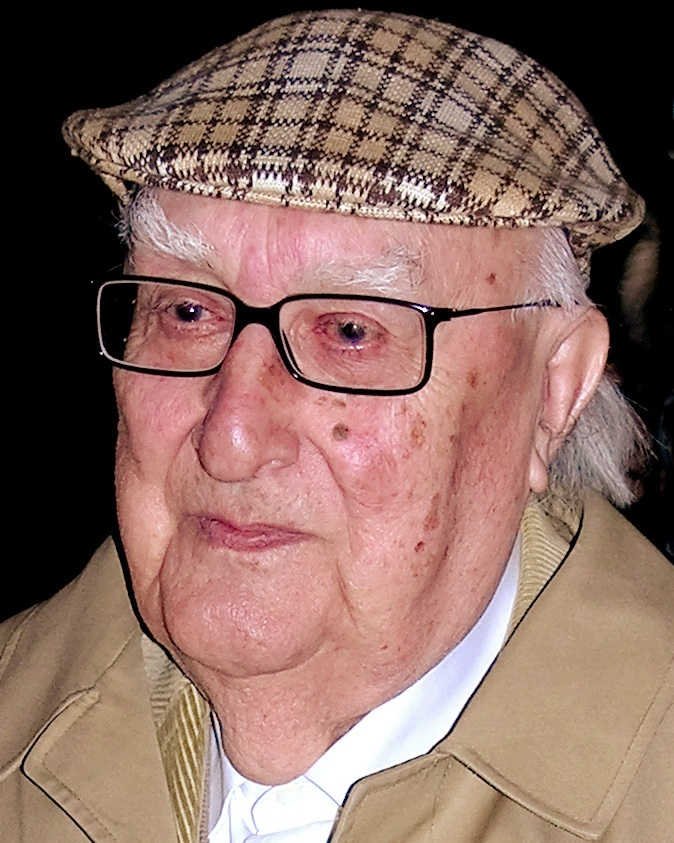
Andrea Camilleri
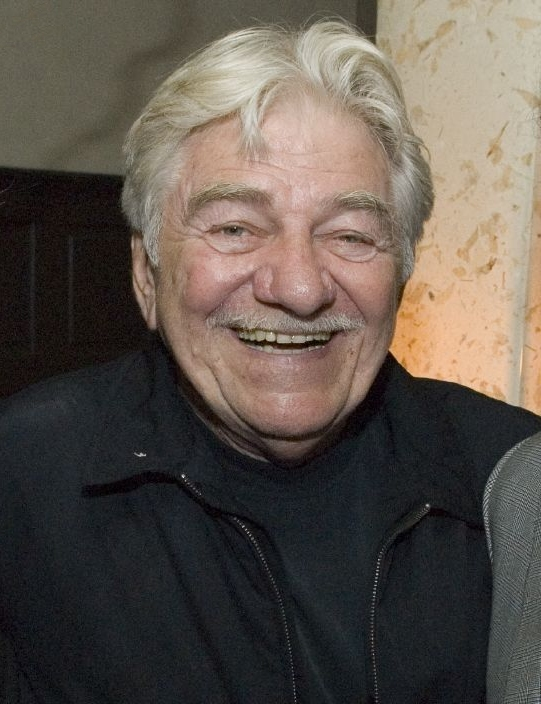
Seymour Cassel
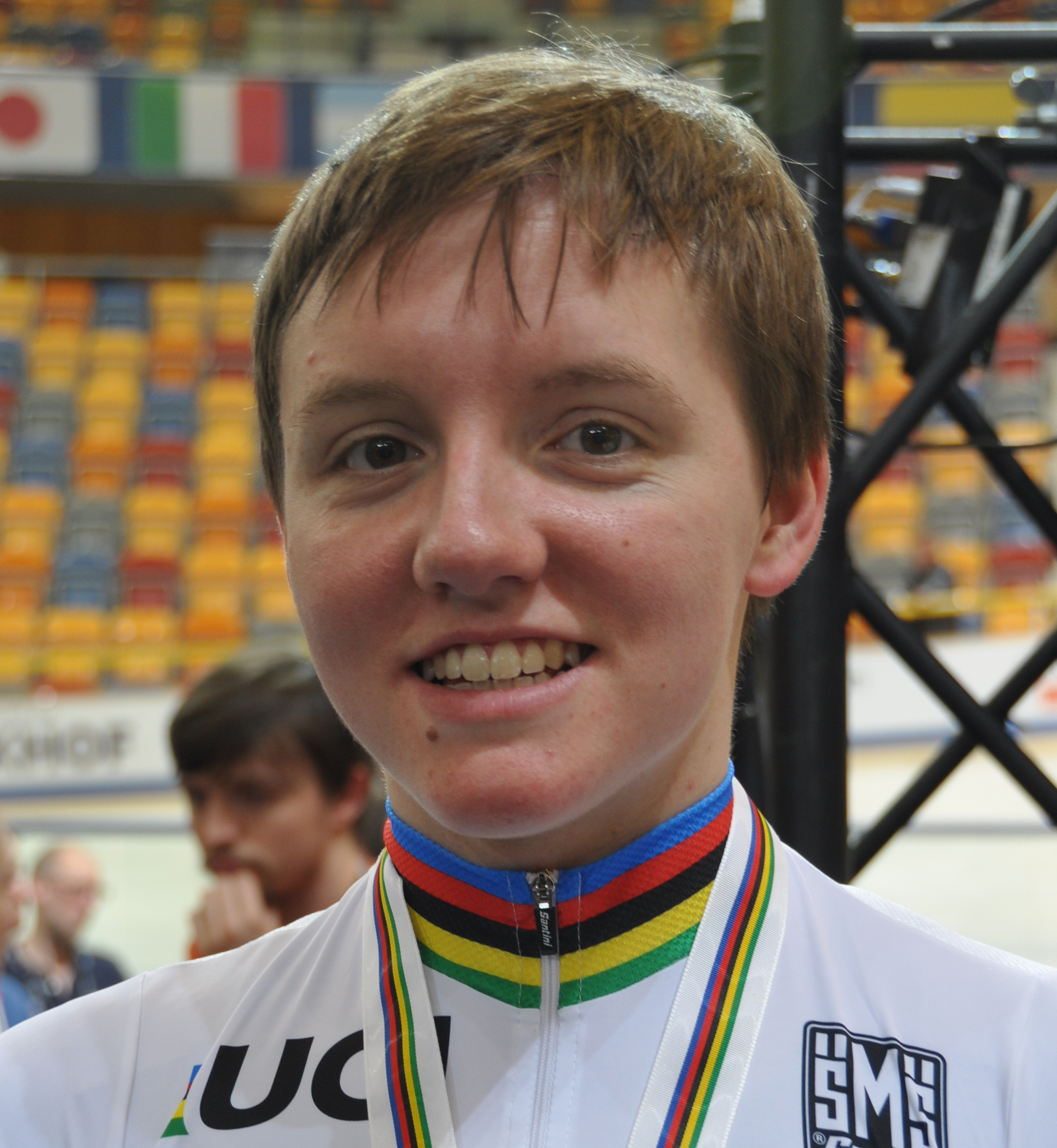
Kelly Catlin
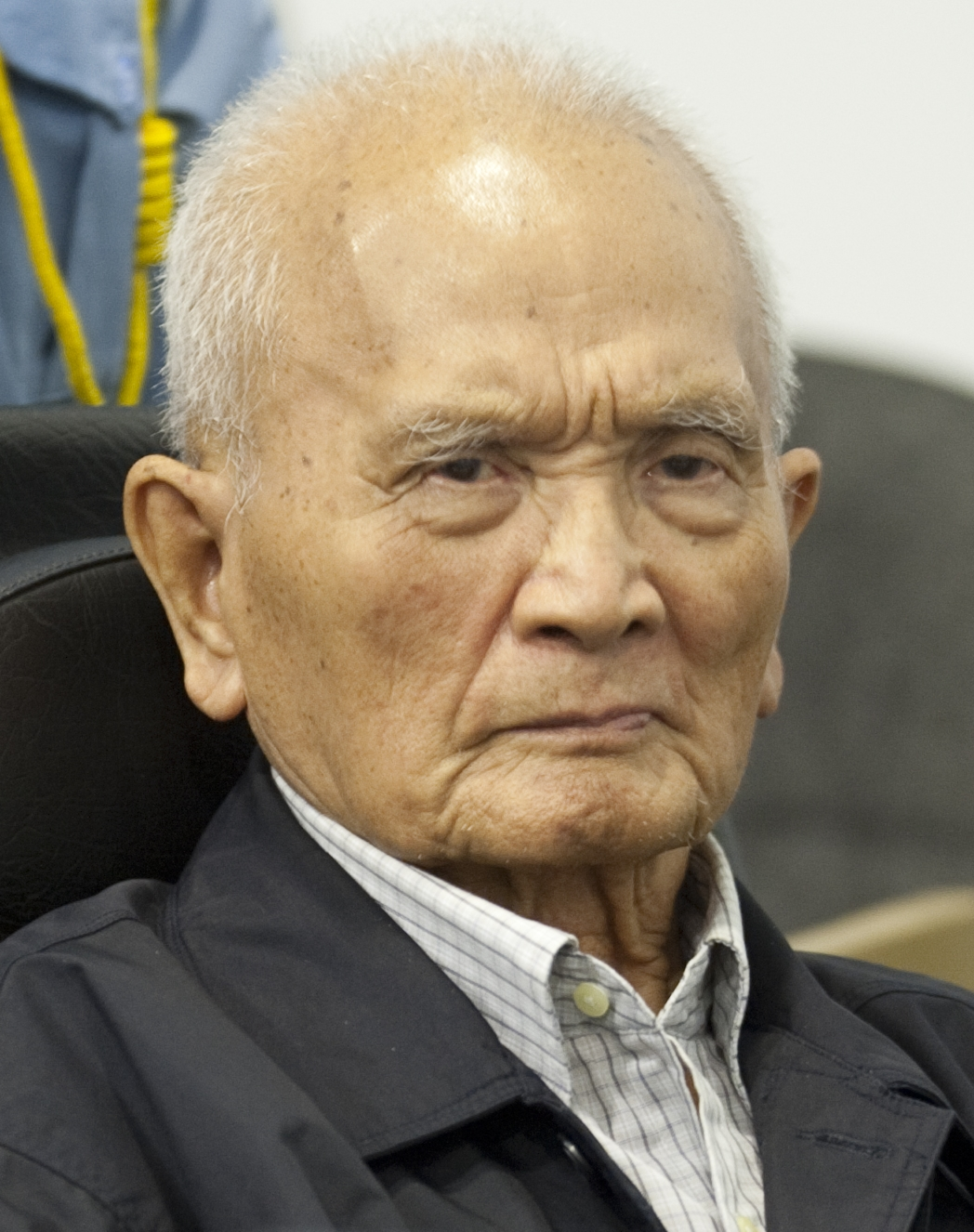
Nuon Chea
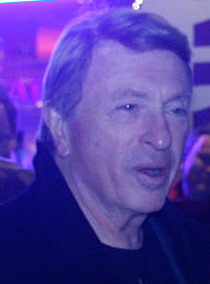
Larry Cohen
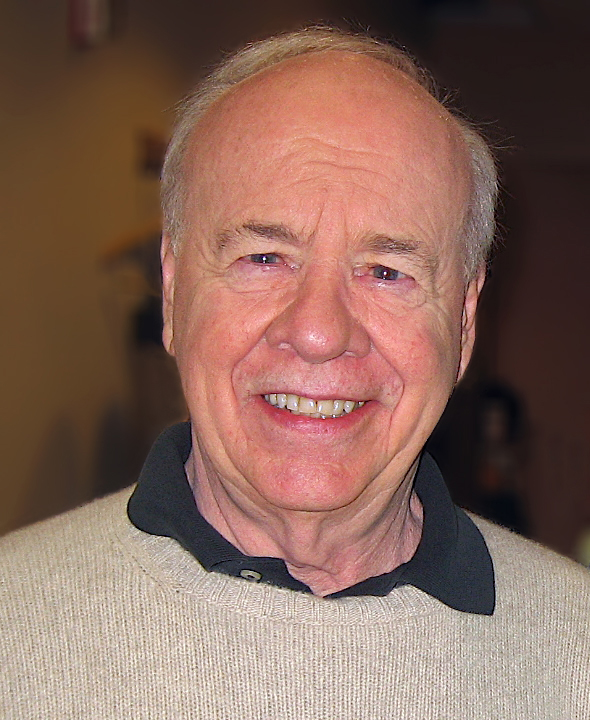
Tim Conway
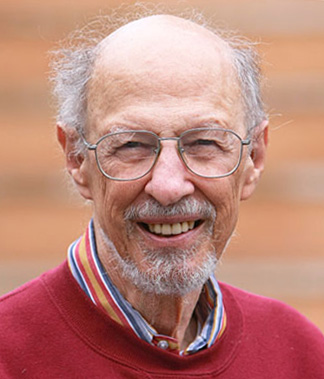
Fernando Corbató
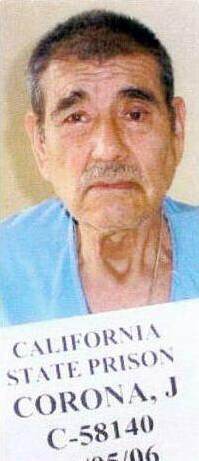
Juan V. Corona
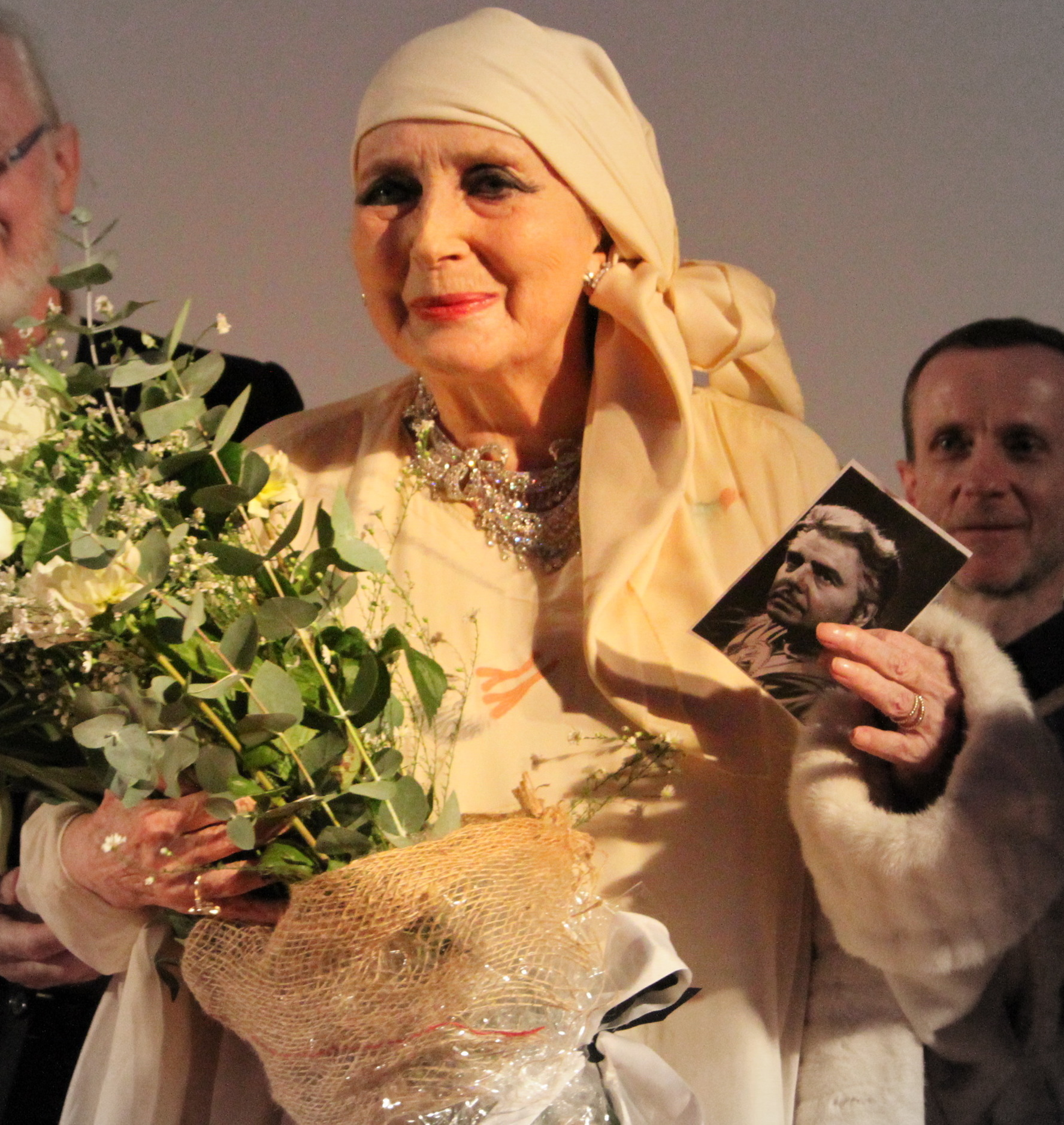
Valentina Cortese
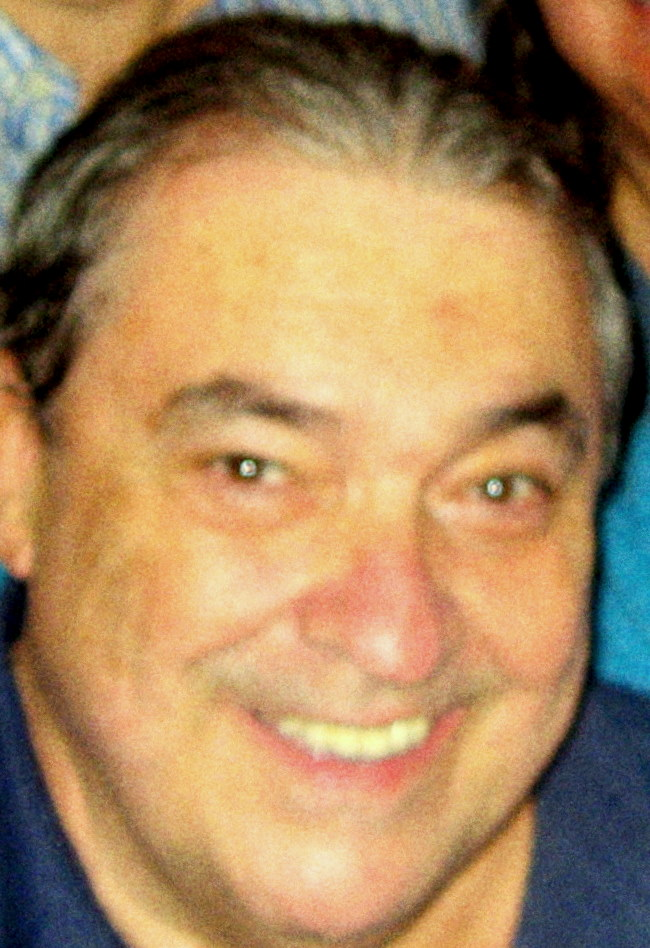
Alberto Cortez
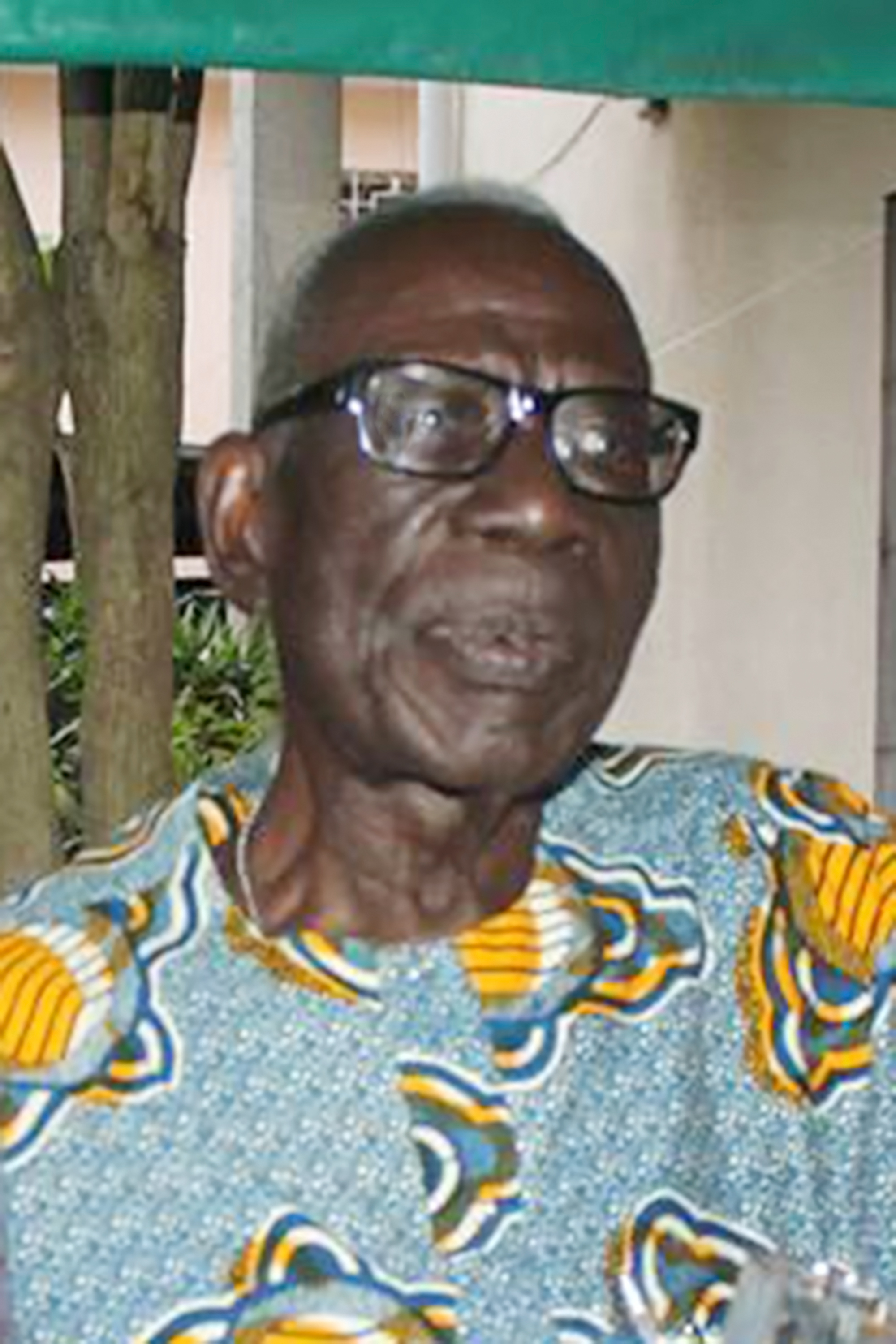
Bernard Dadié
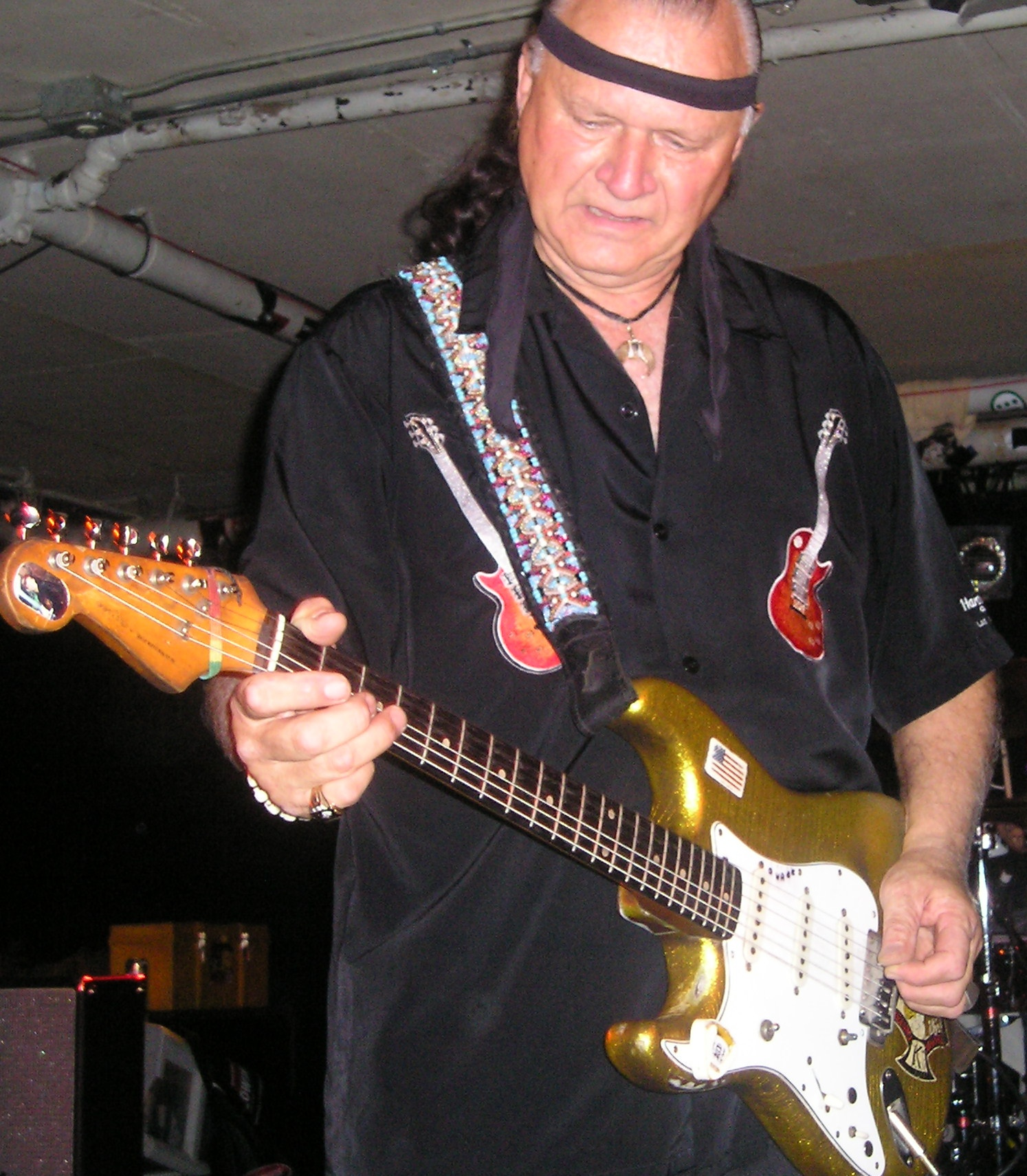
Dick Dale
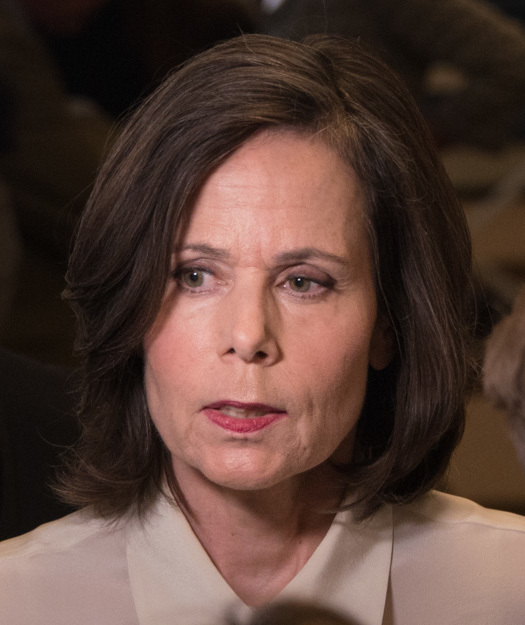
Sara Danius
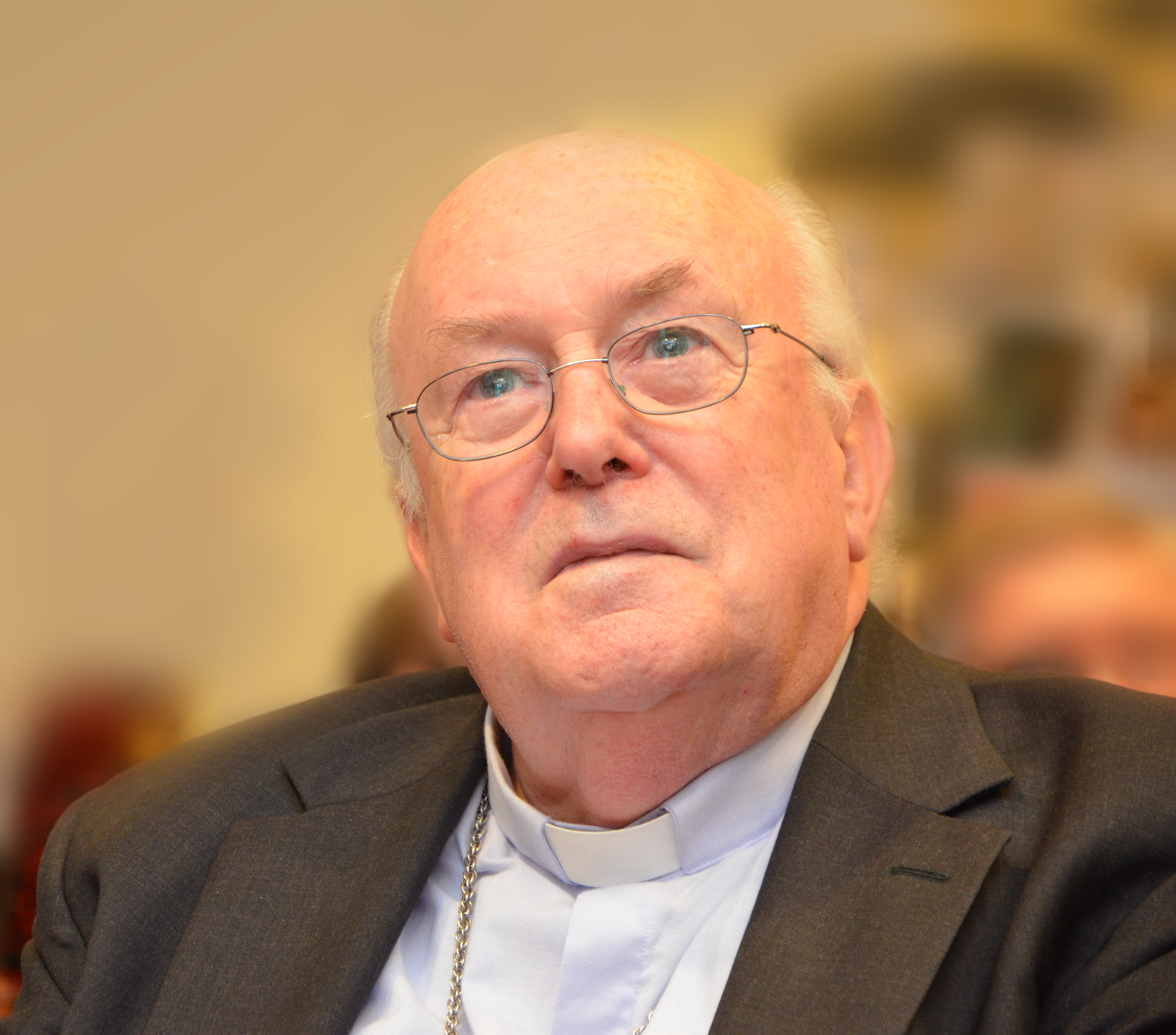
Godfried Danneels
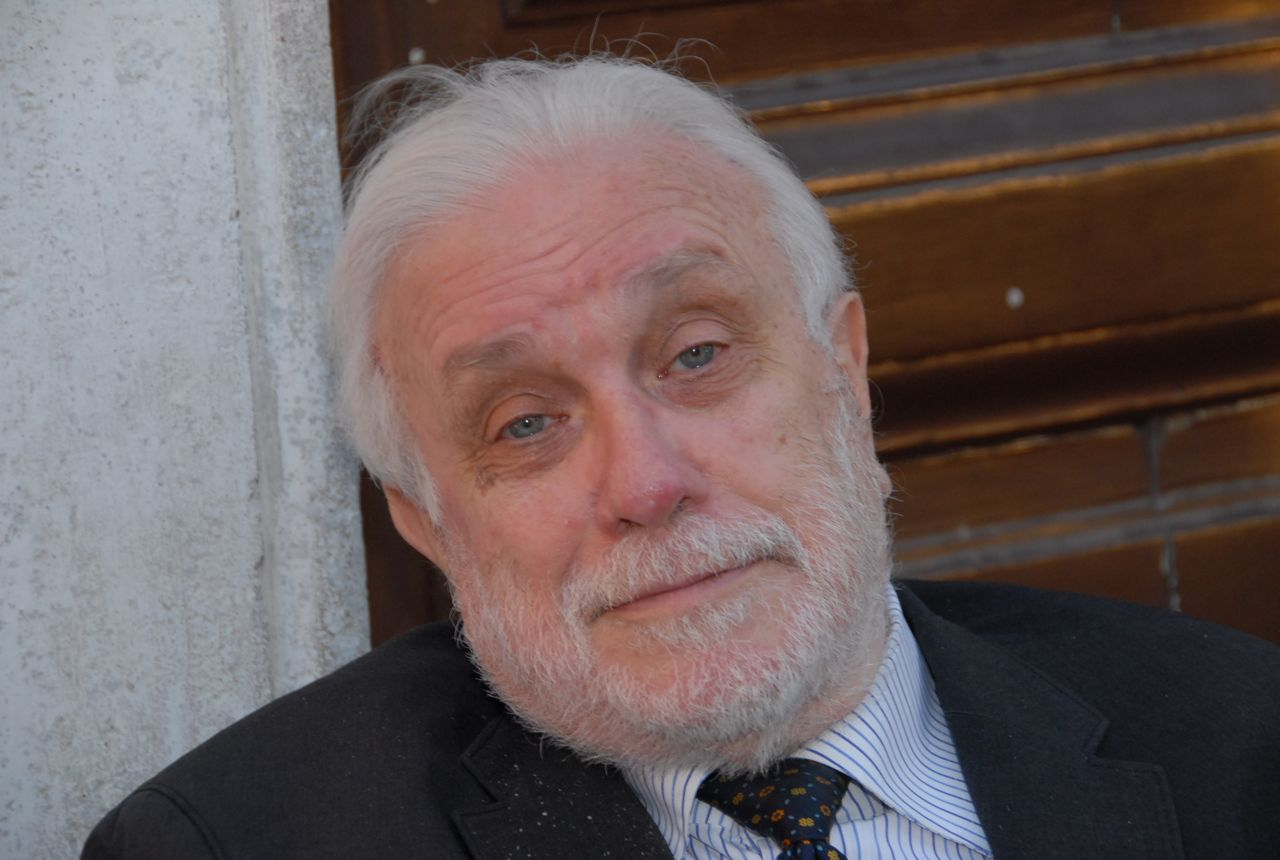
L. De Crescenzo
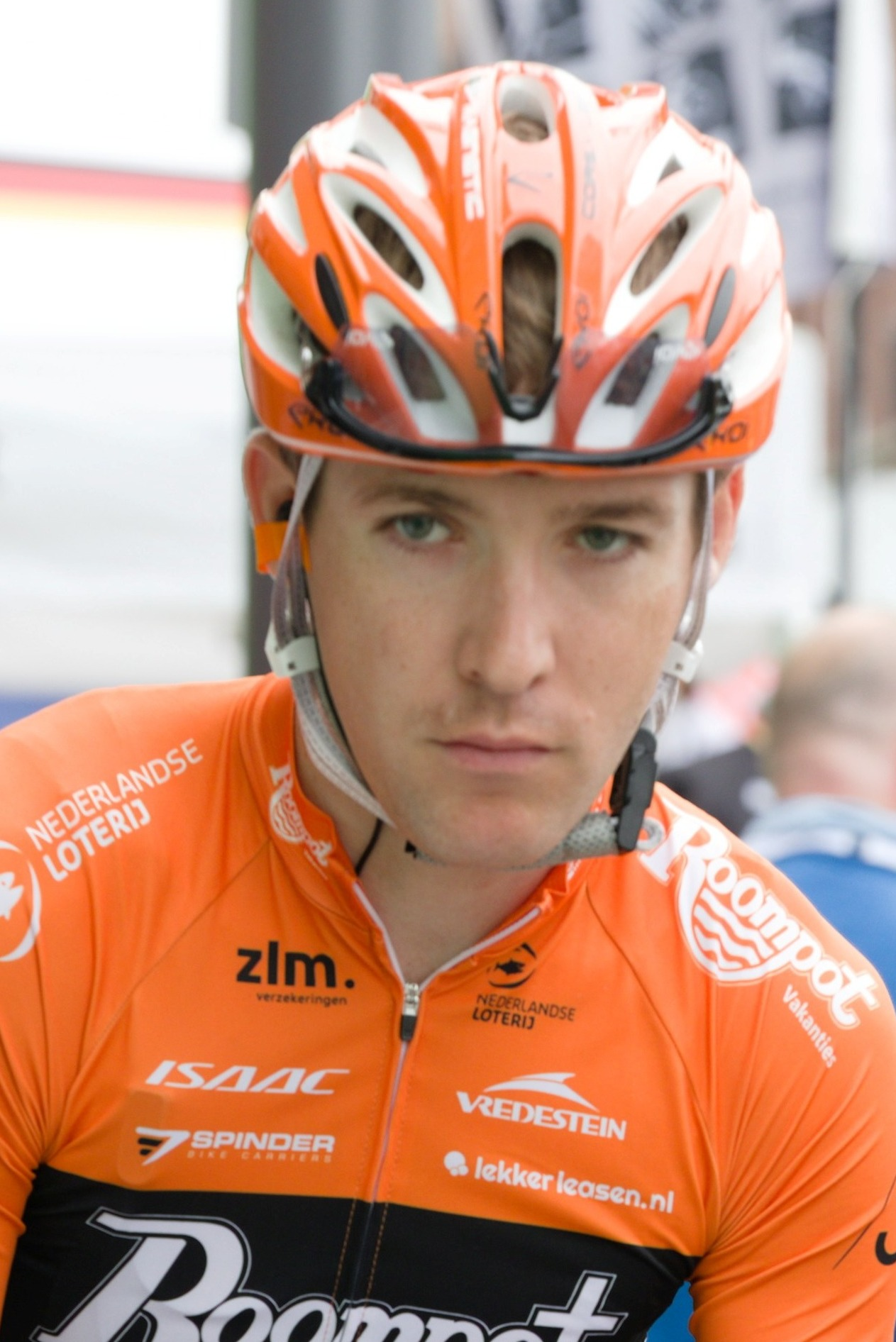
Robbert de Greef
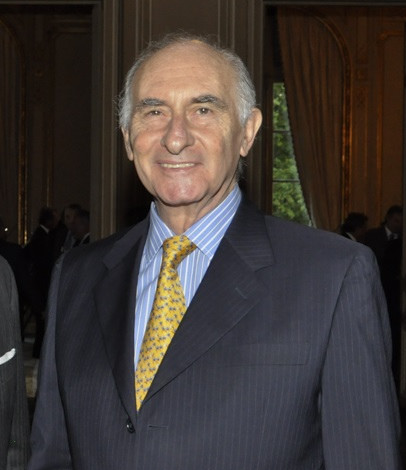
Fernando de la Rúa
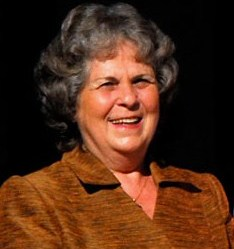
M. Aux. Delgado
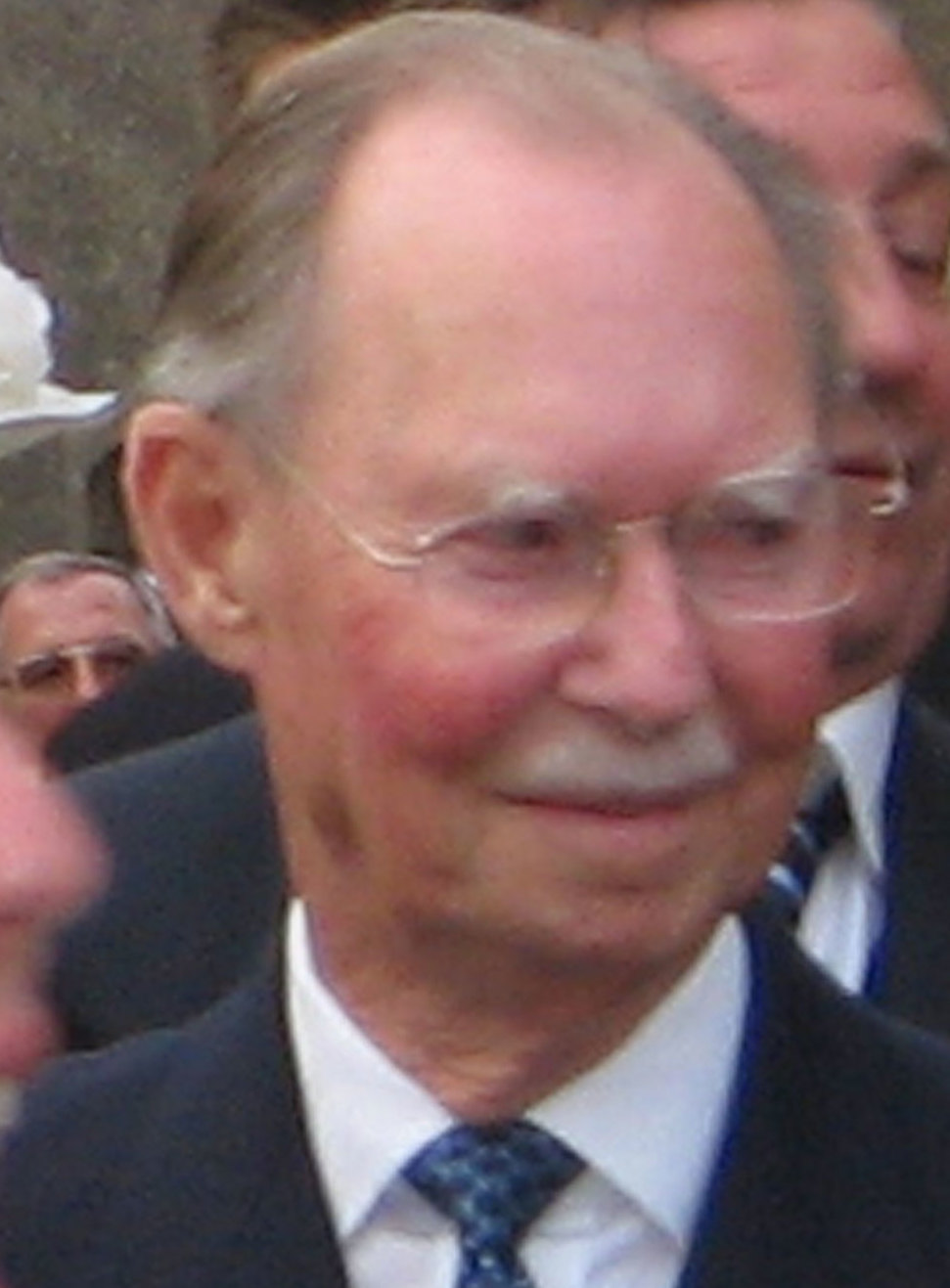
Joan de Luxemburg
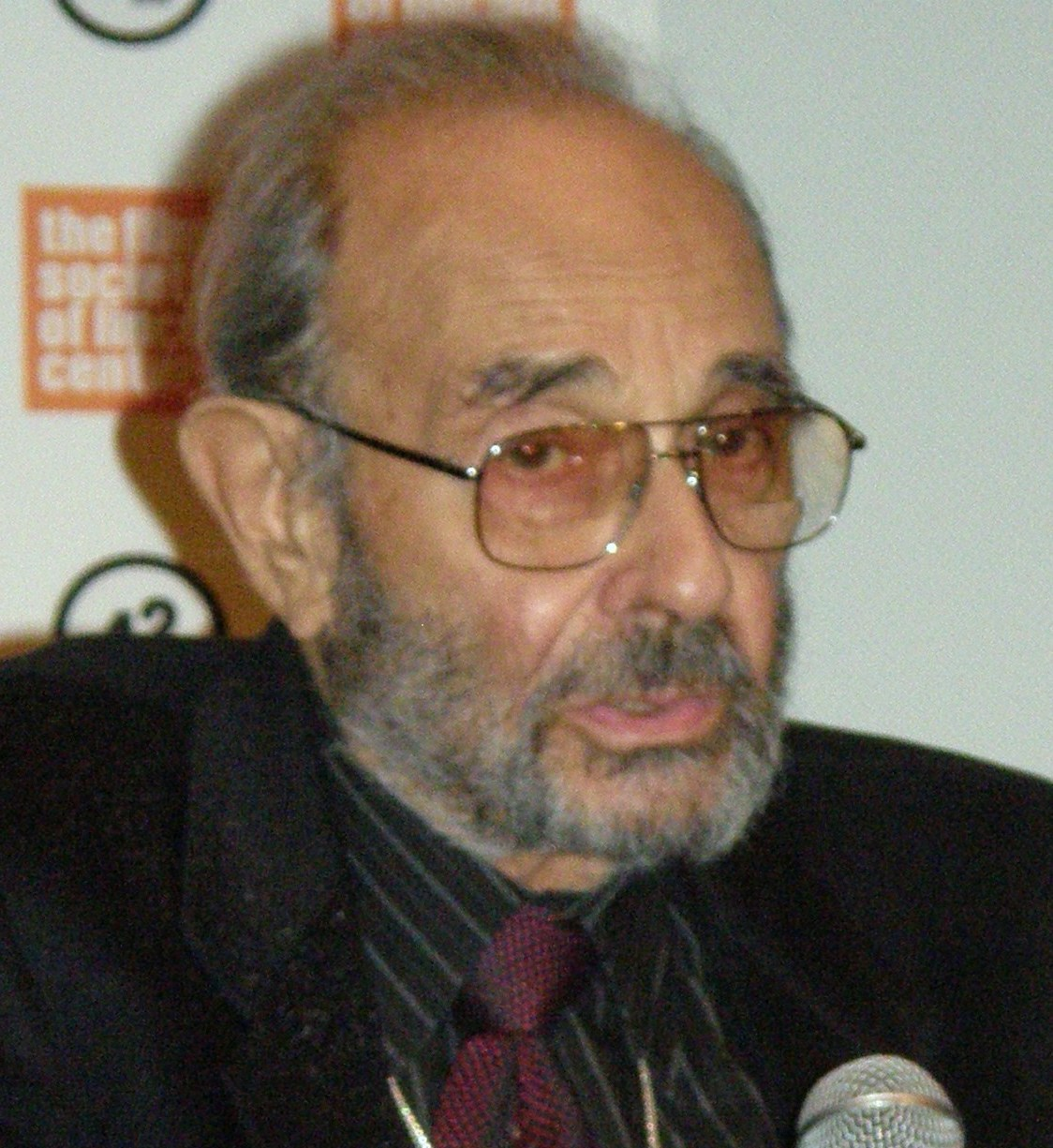
Stanley Donen
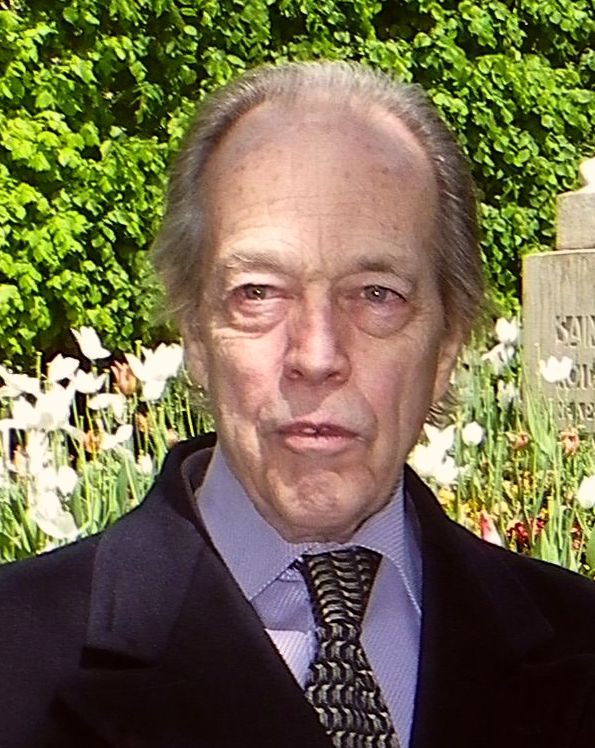
Enric d'Orleans
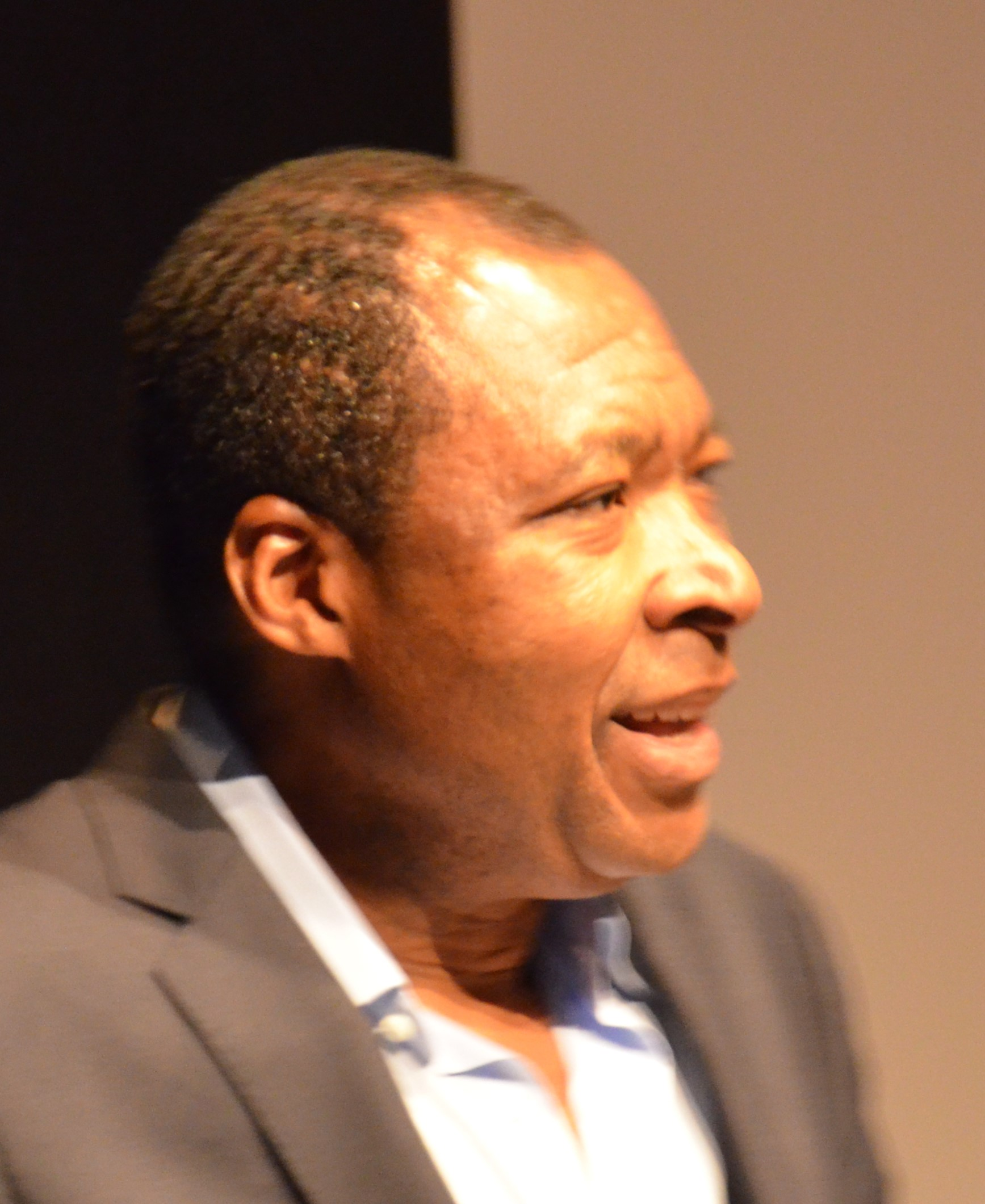
Okwui Enwezor
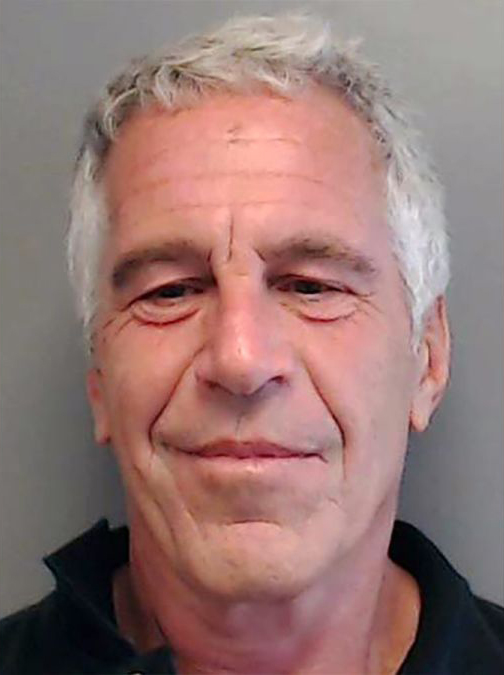
Jeffrey Epstein
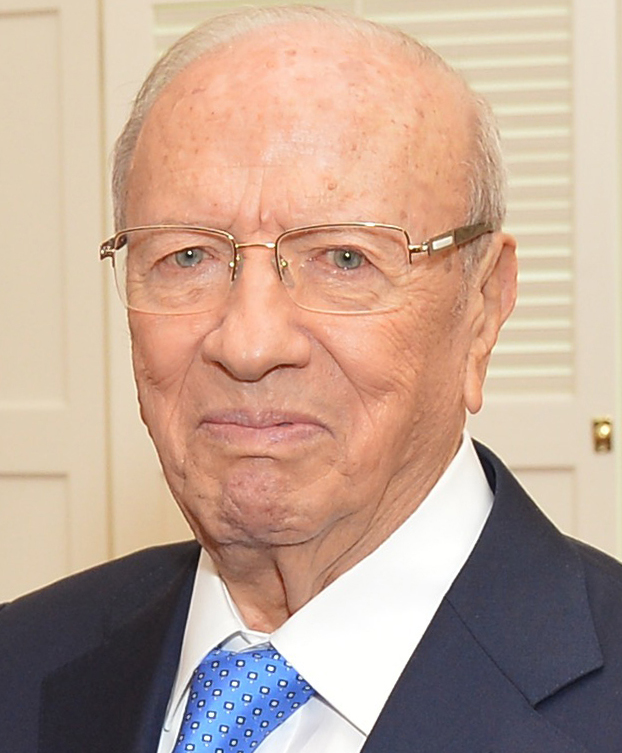
Beji Caid Essebsi
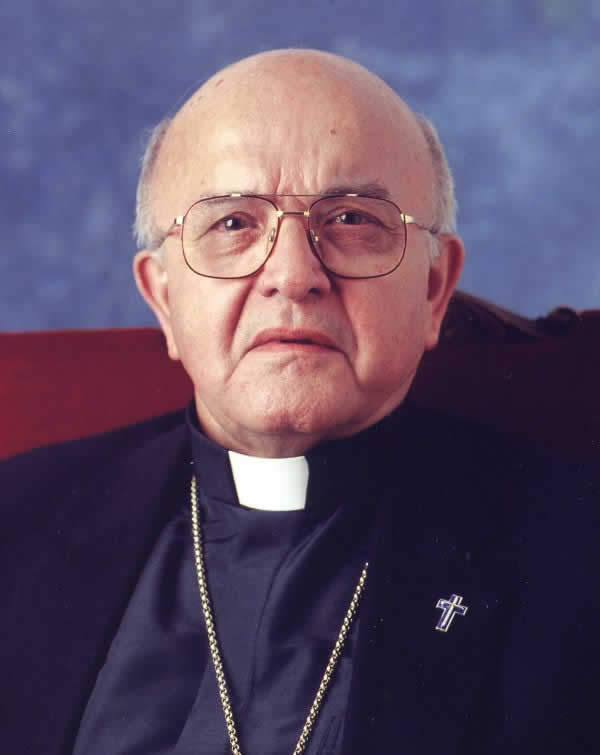
J.M. Estepa
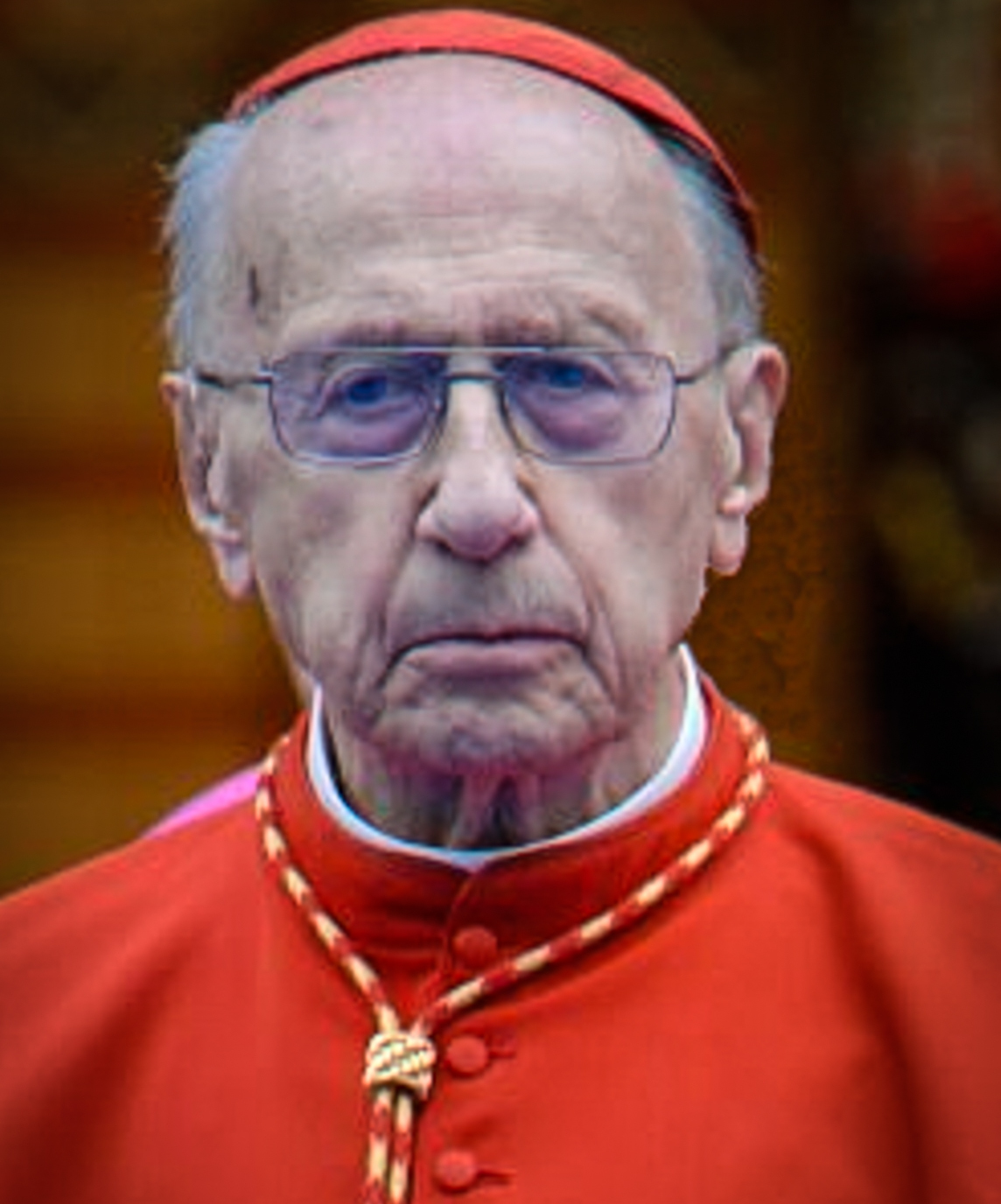
Roger Etchegaray
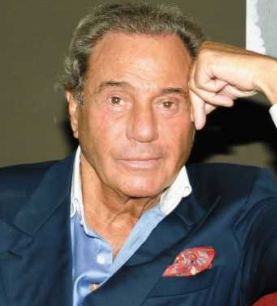
Arturo Fernández
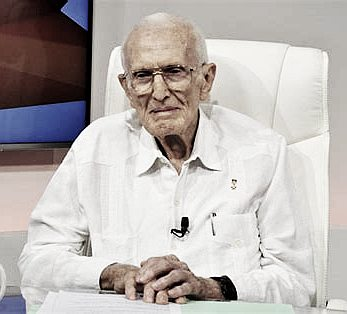
Gallego Fernández
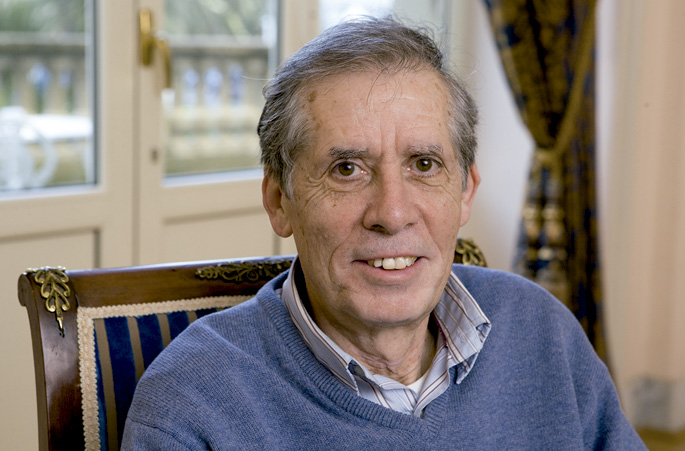
Mariano Ferrer
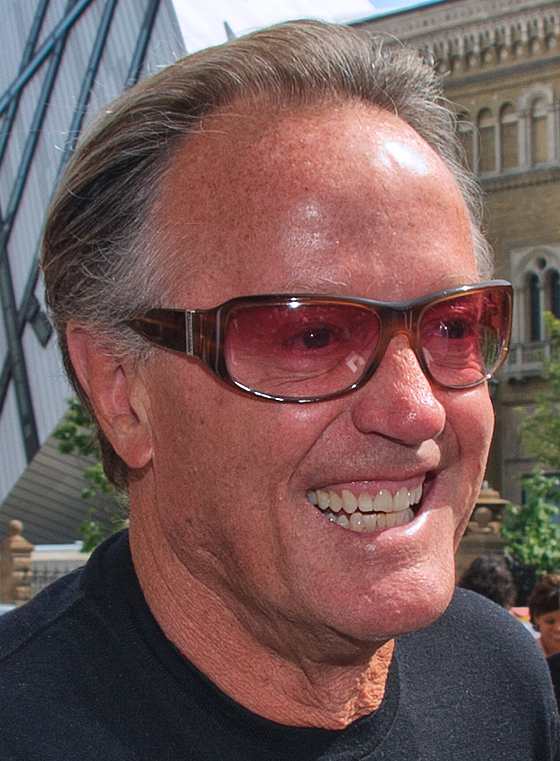
Peter Fonda
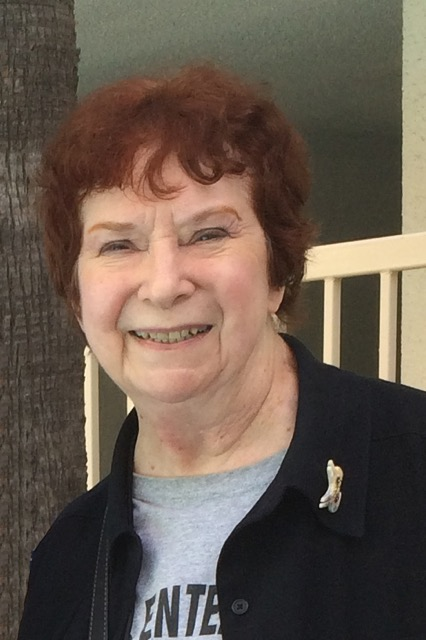
D.C. Fontana
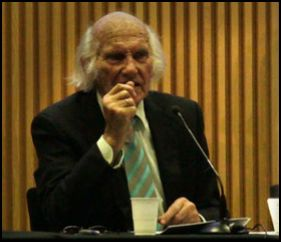
Salvador Freixedo
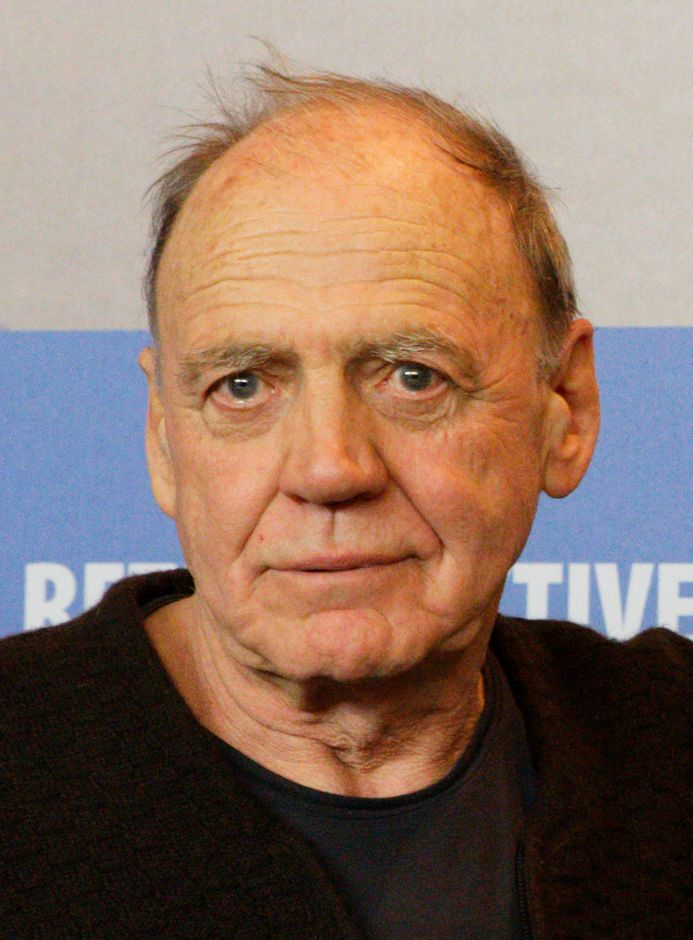
Bruno Ganz
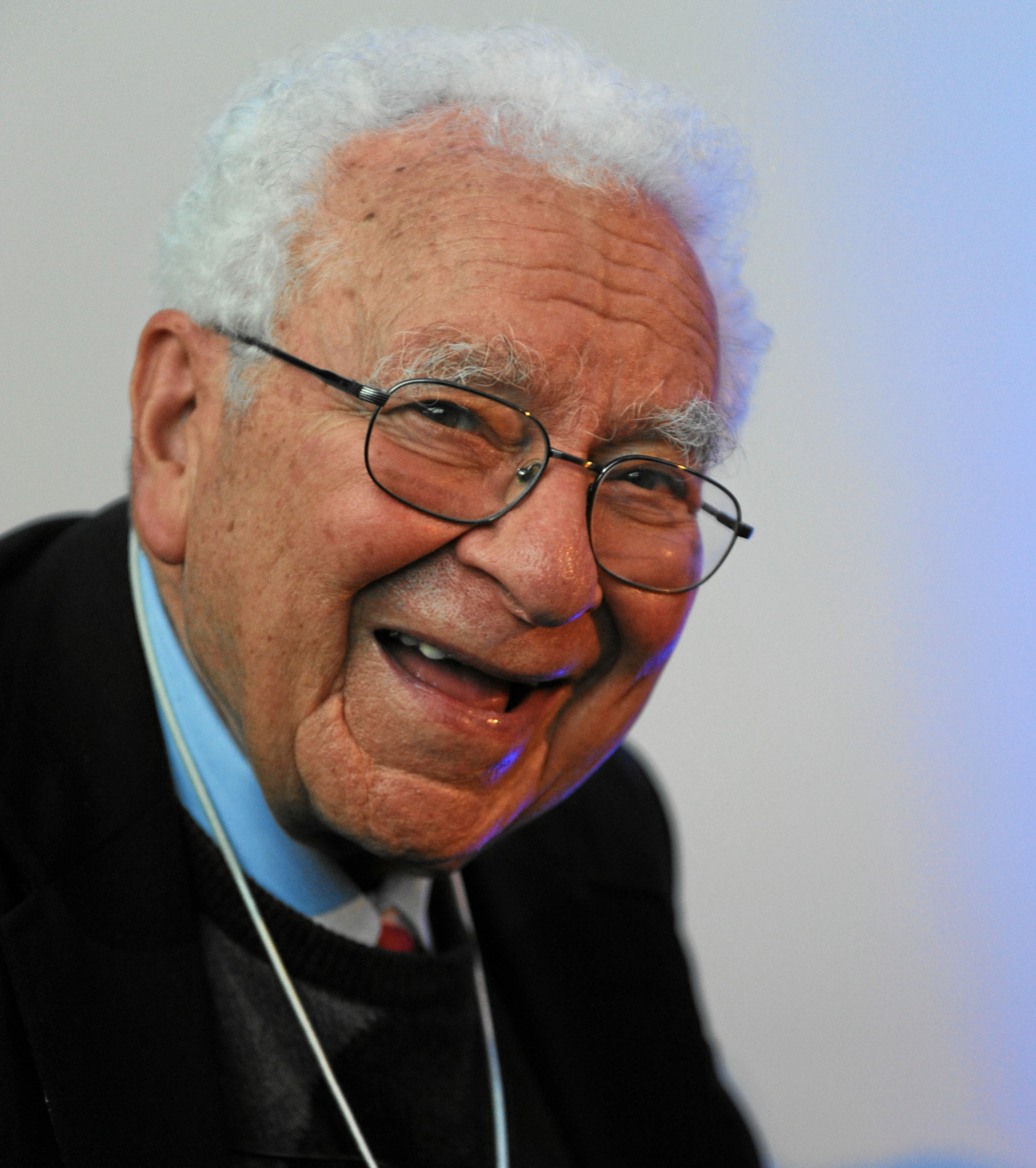
Murray Gell-Mann
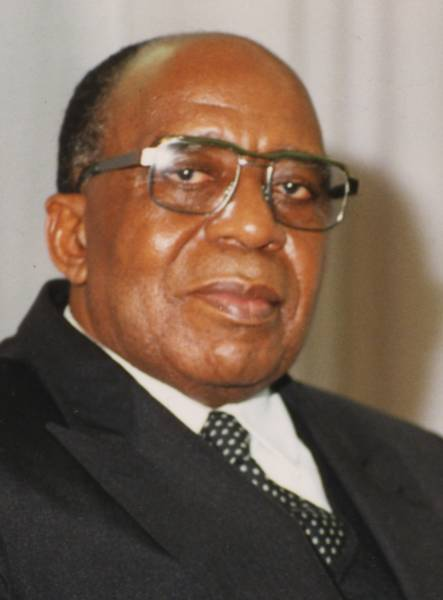
Antoine Gizenga
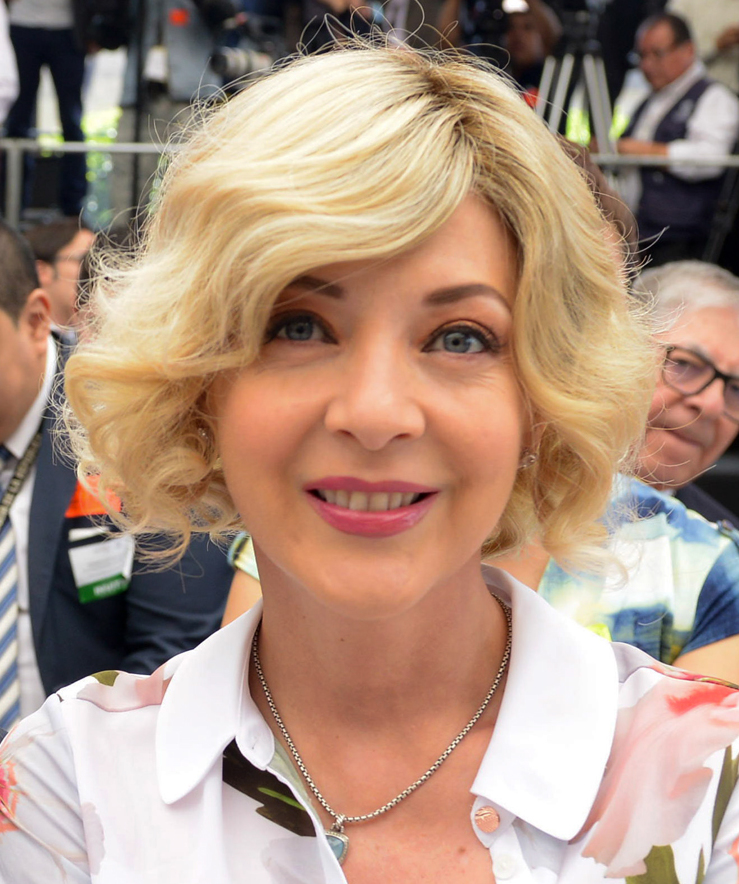
Edith González
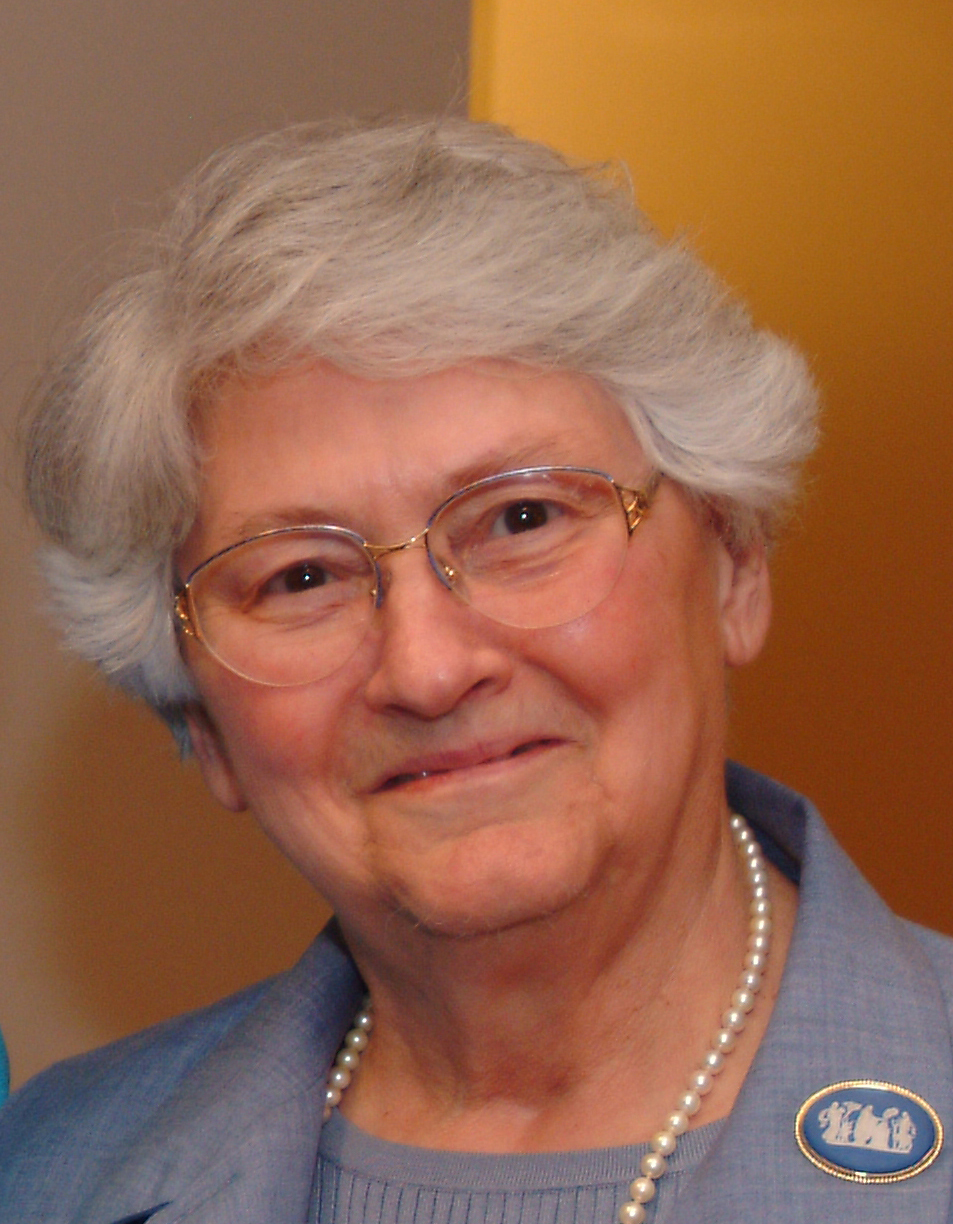
Mary Lowe Good
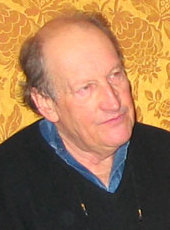
Claude Goretta
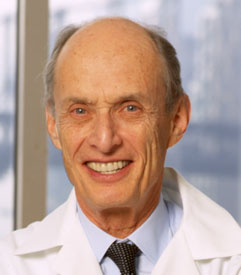
Paul Greengard
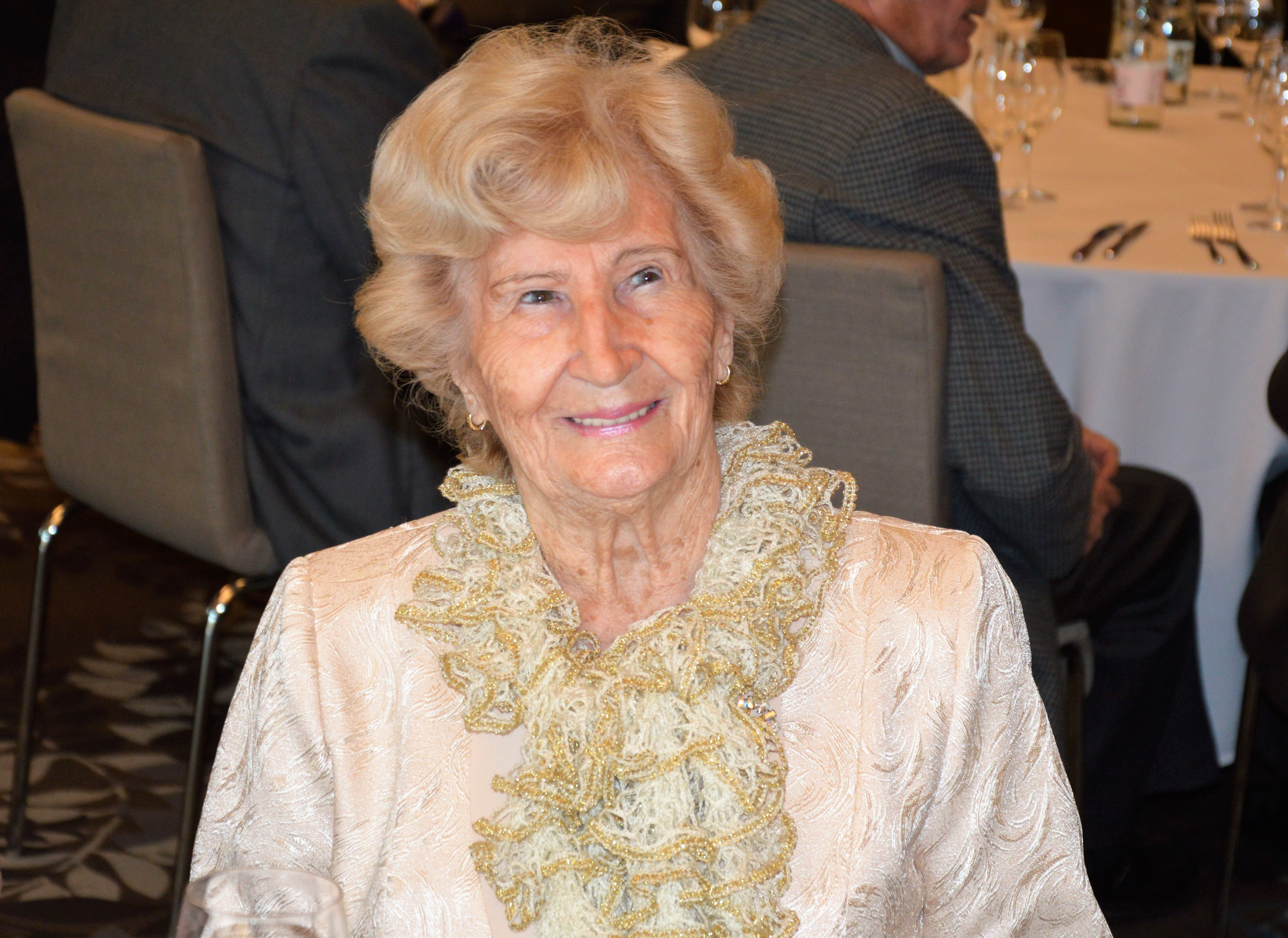
E. Gulyás-Köteles
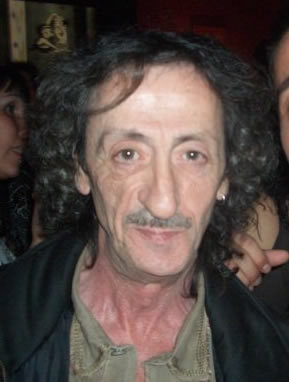
Eduardo Gómez
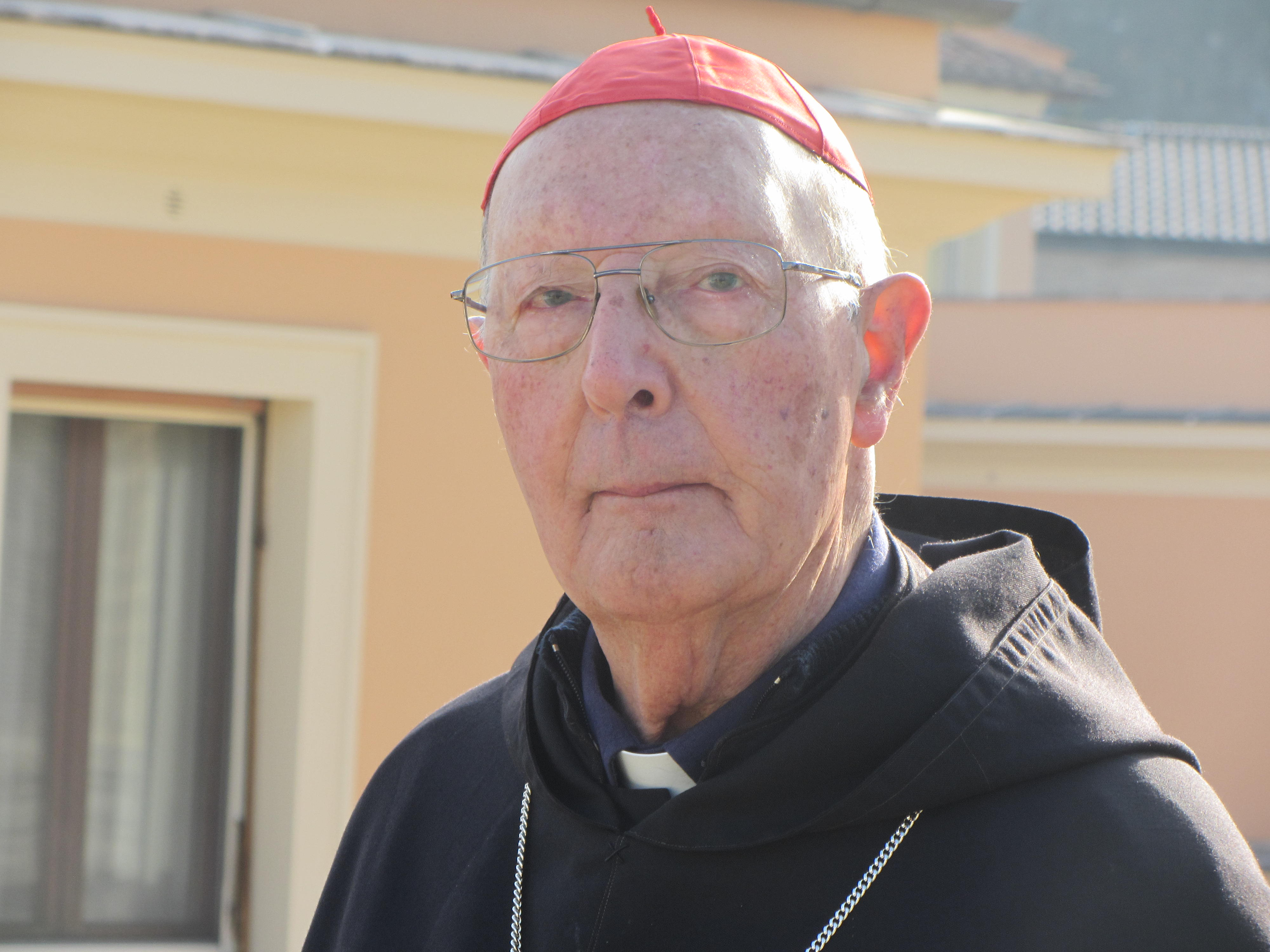
Prosper Grech
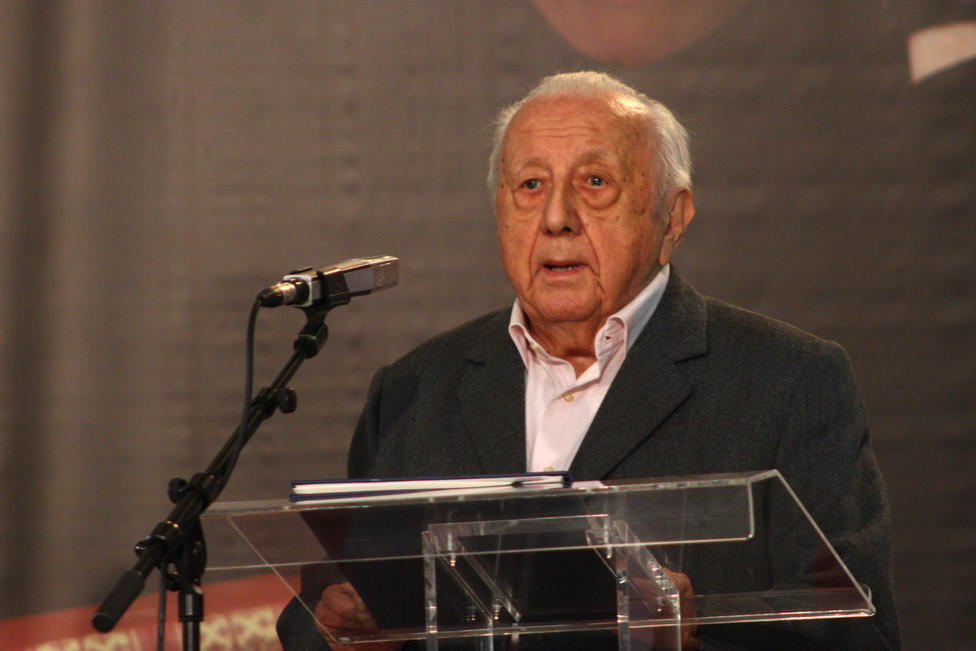
Nikola Hajdin
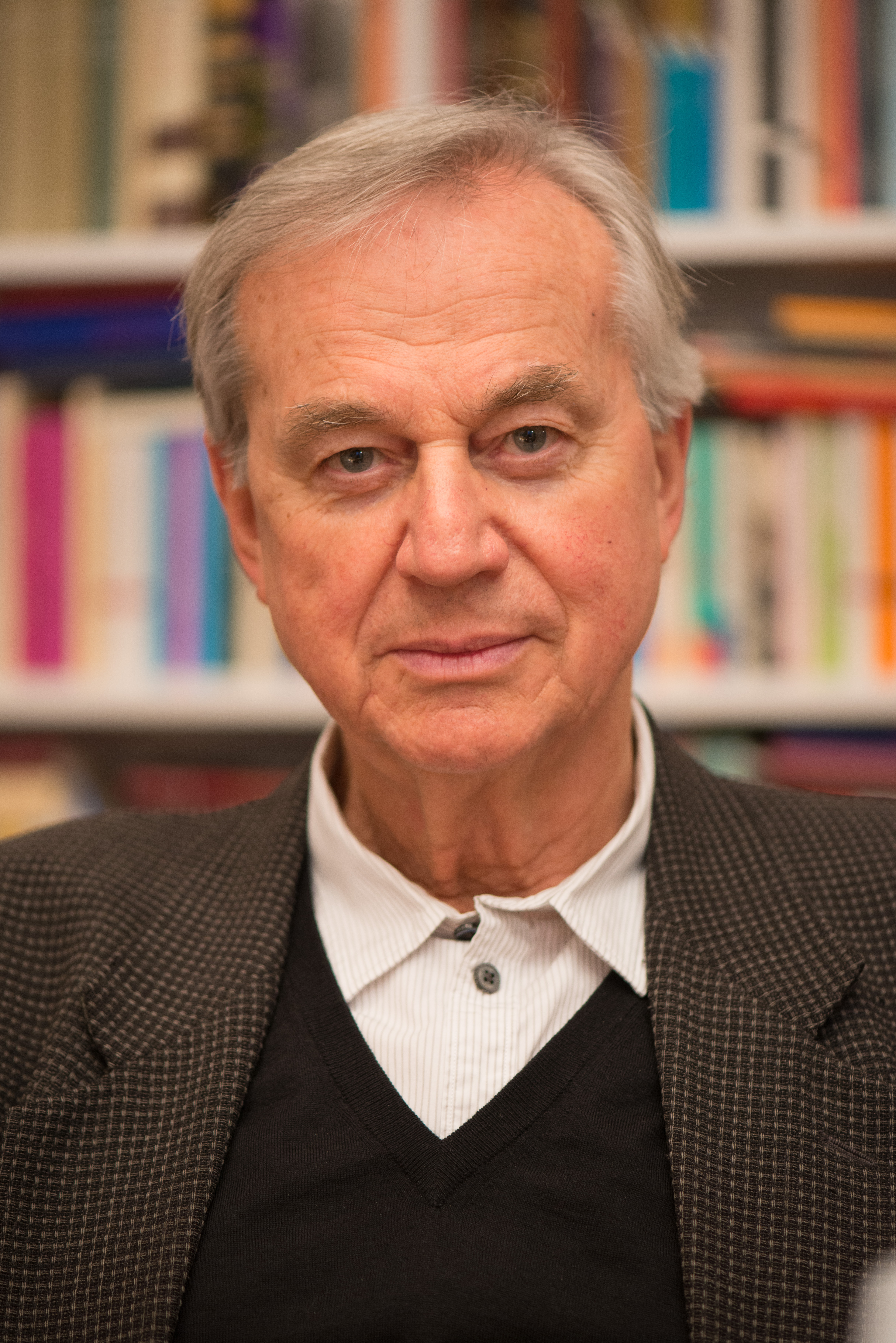
Peter Hamm
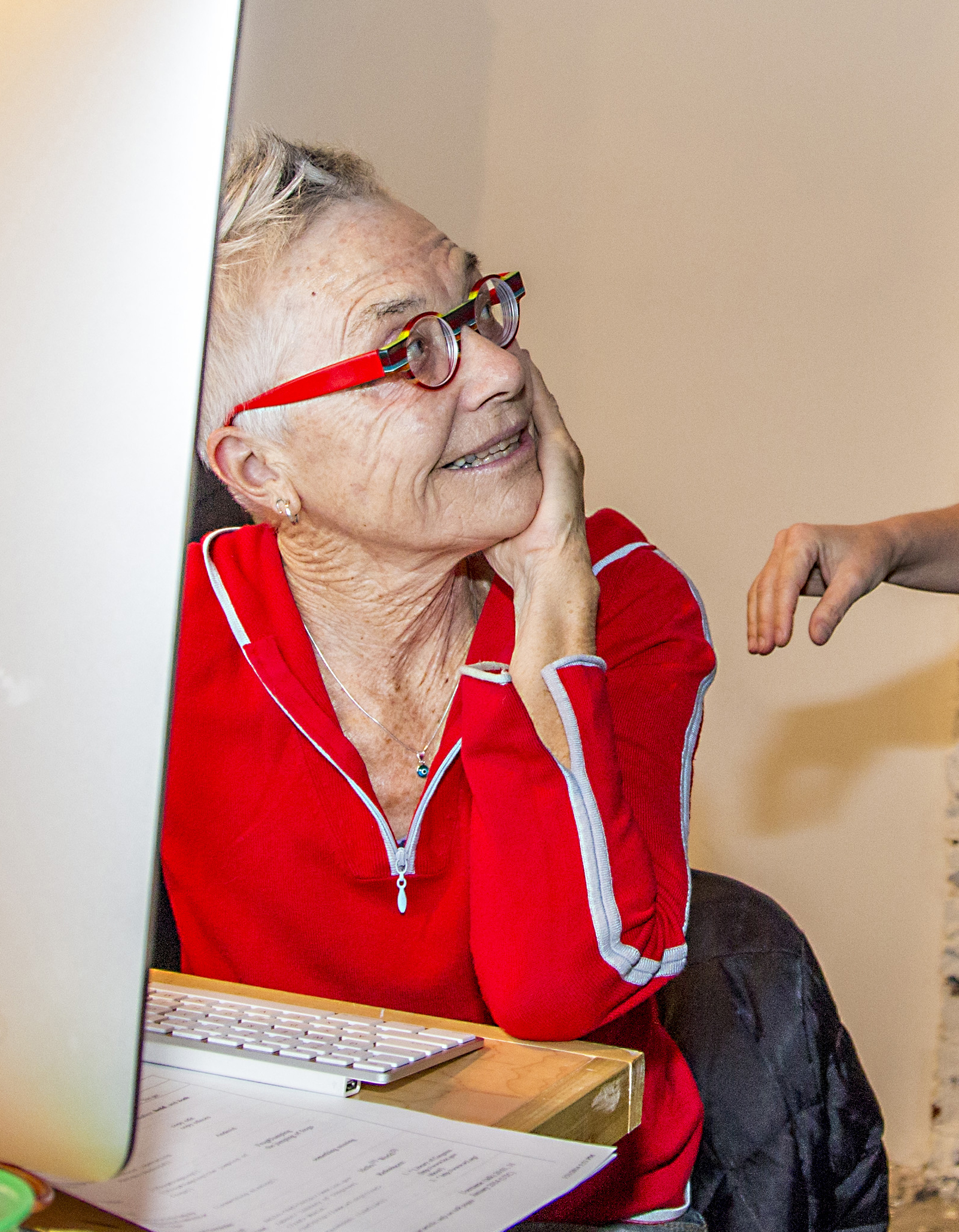
Barbara Hammer
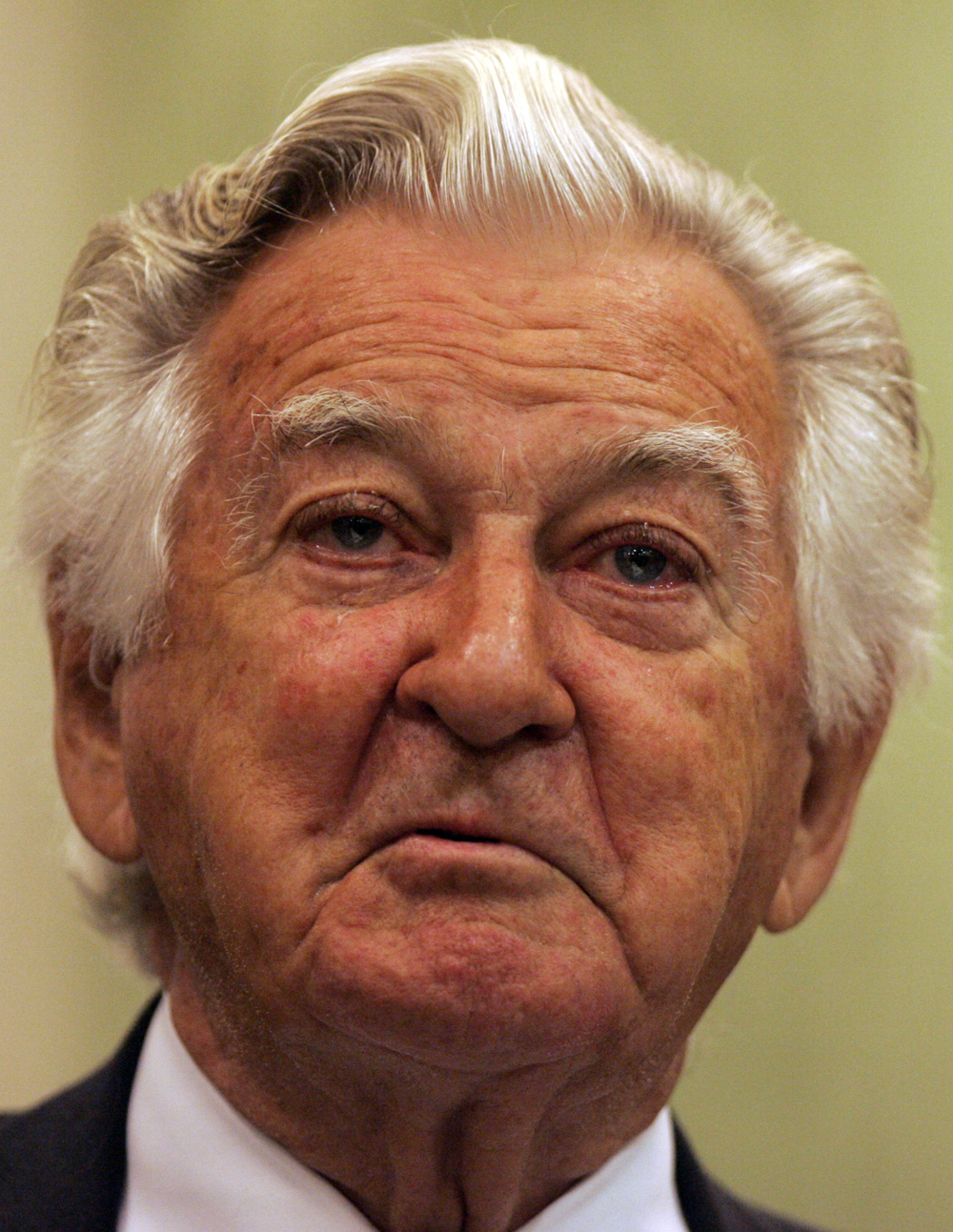
Bob Hawke
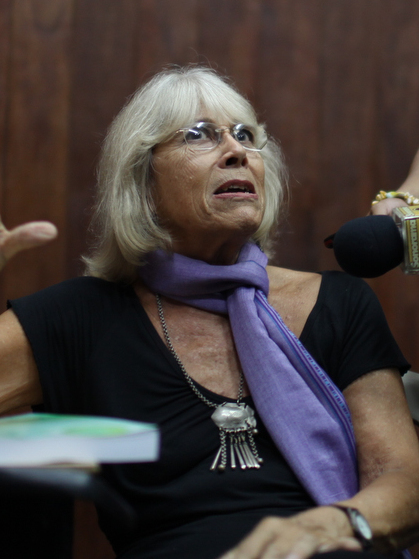
Martha Harnecker
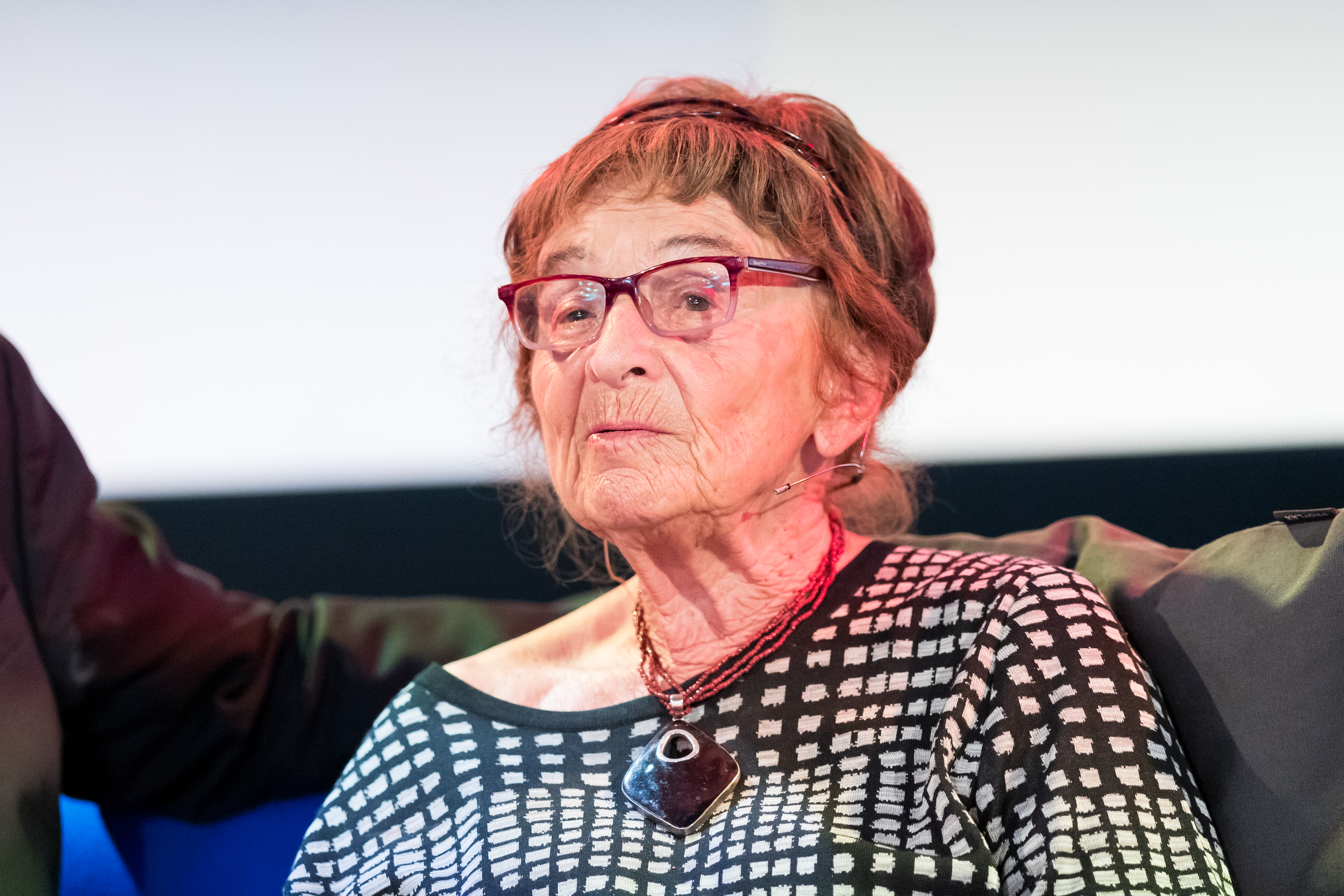
Àgnes Heller
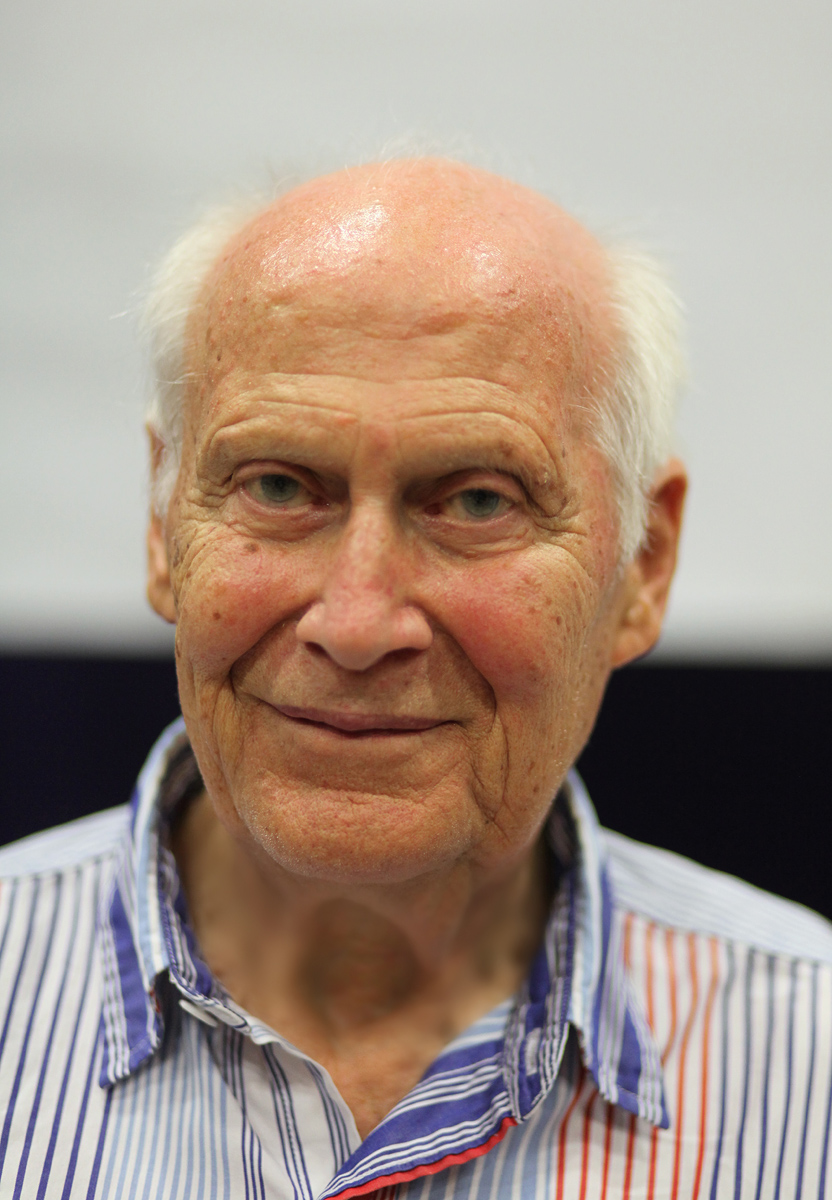
Bert Hellinger
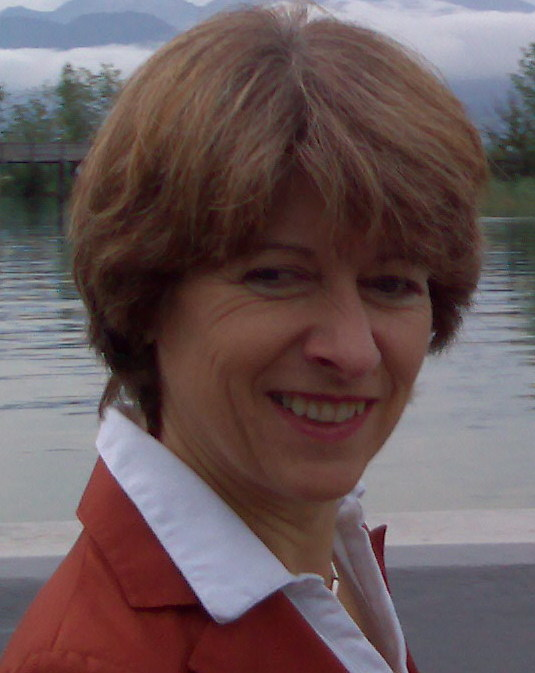
A. Huber-Hotz
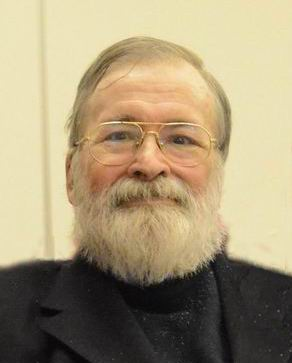
N. Ibáñez Serrador
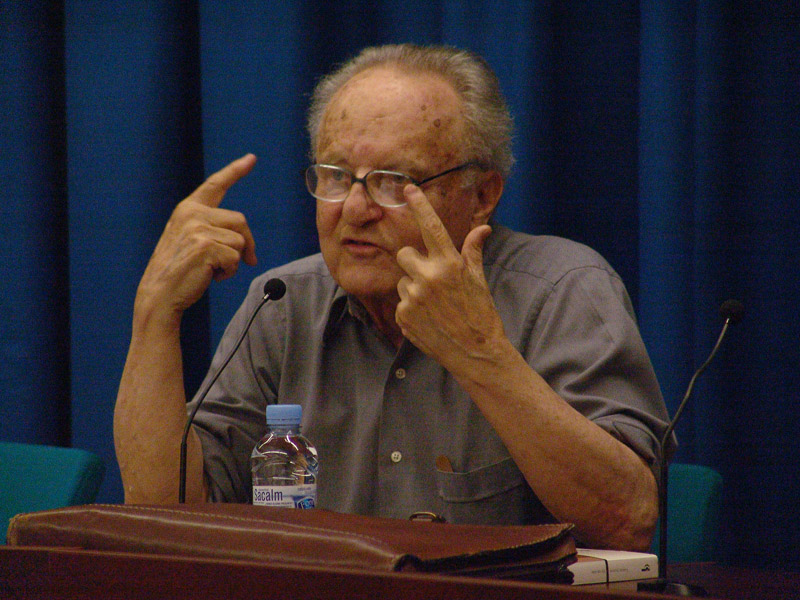
Gabriel Jackson
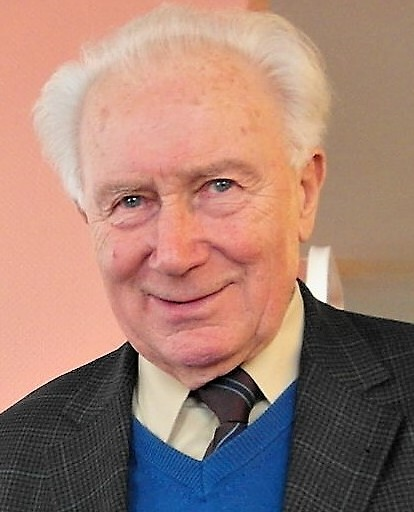
Sigmund Jähn
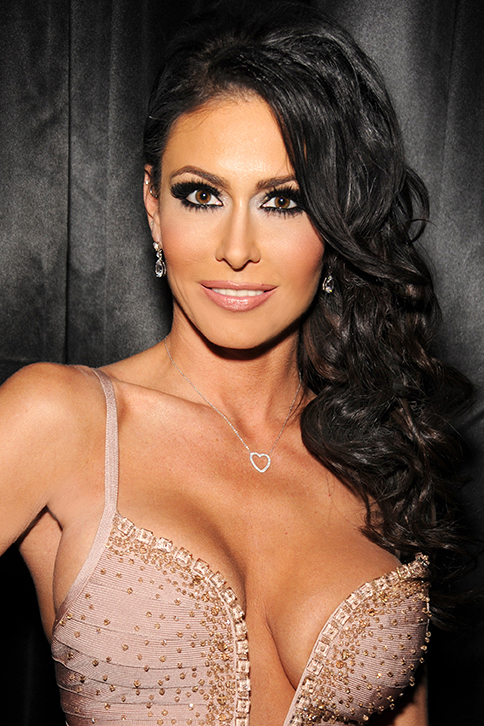
Jessica Jaymes
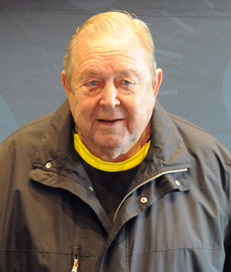
Lennart Johansson
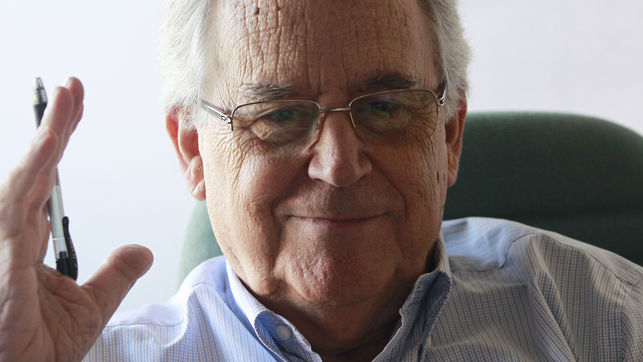
Santos Juliá
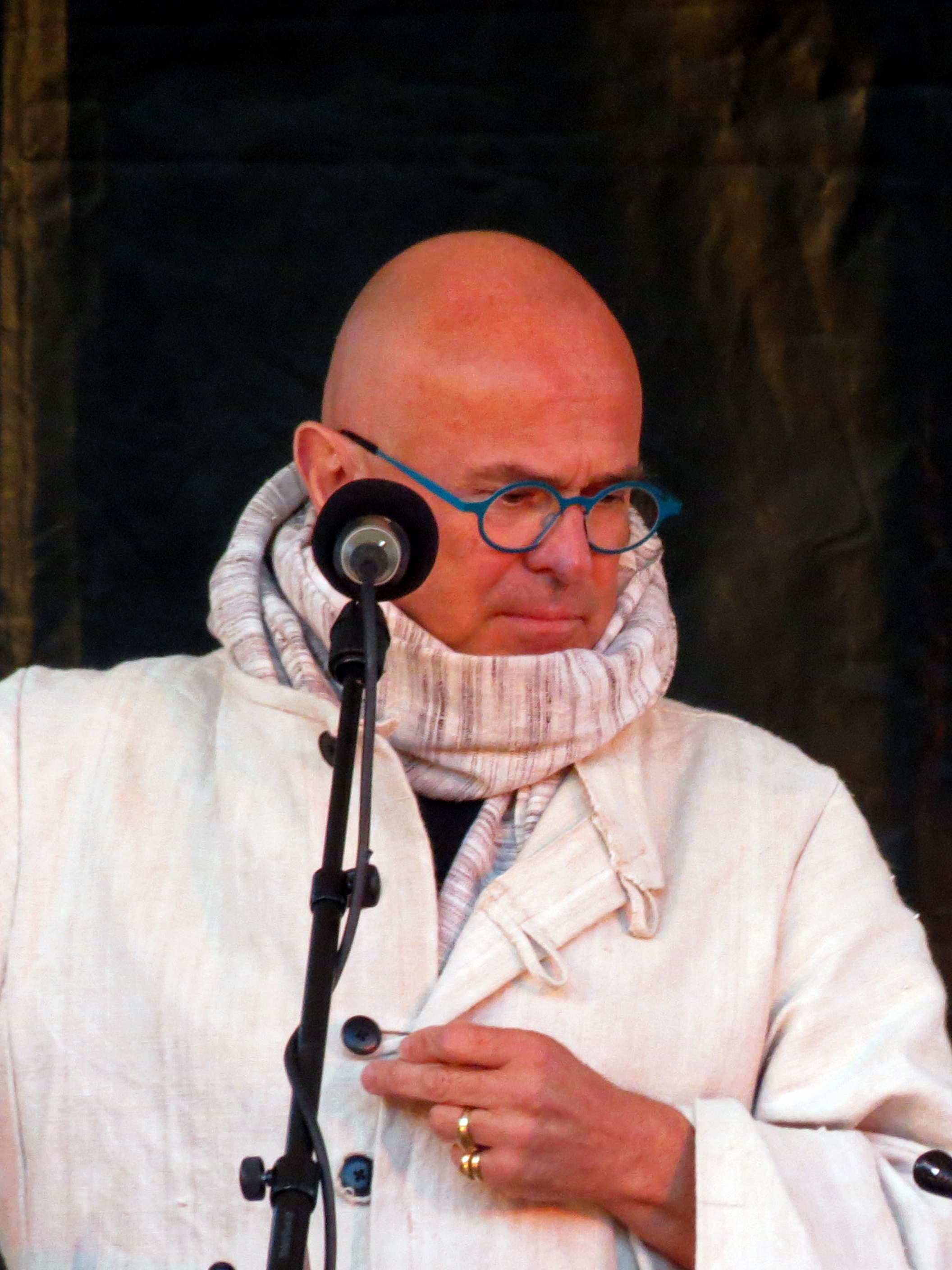
Yann-Fañch K.
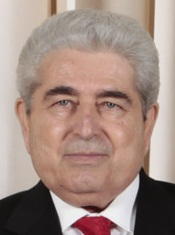
Dimitris Khristófias
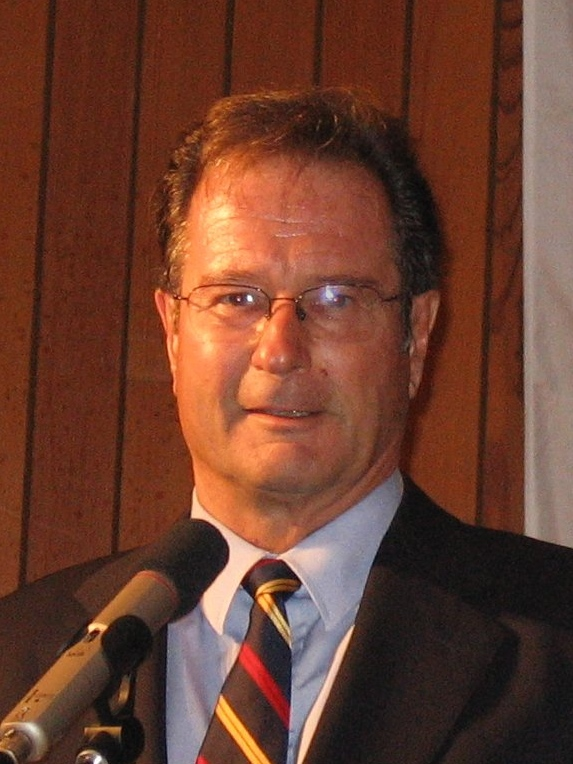
Klaus Kinkel
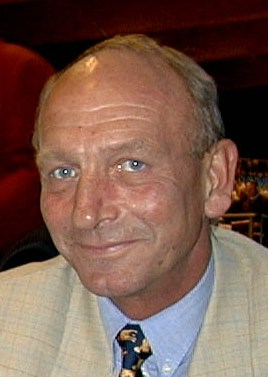
Jürgen Kißner
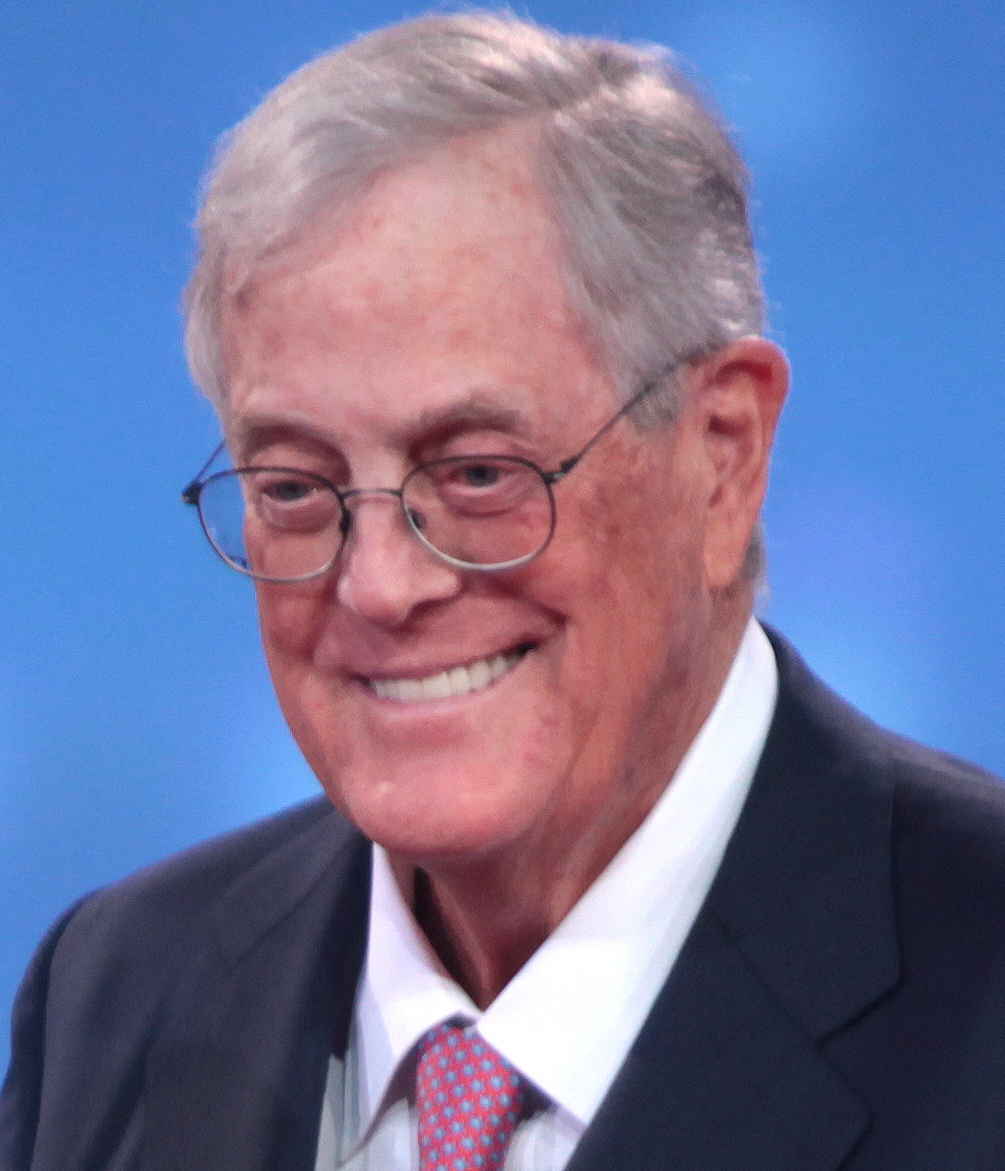
David Koch
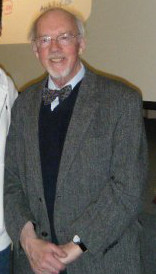
Hans Kornberg
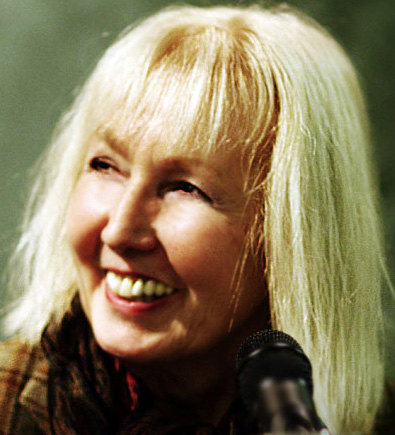
Brigitte Kronauer
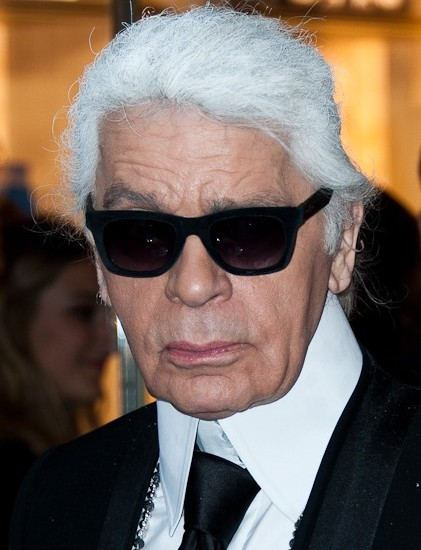
Karl Lagerfeld
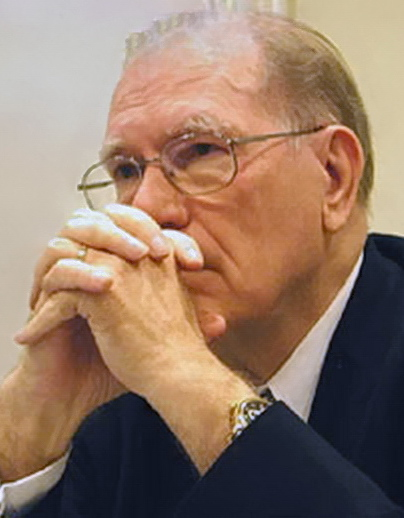
Lyndon LaRouche
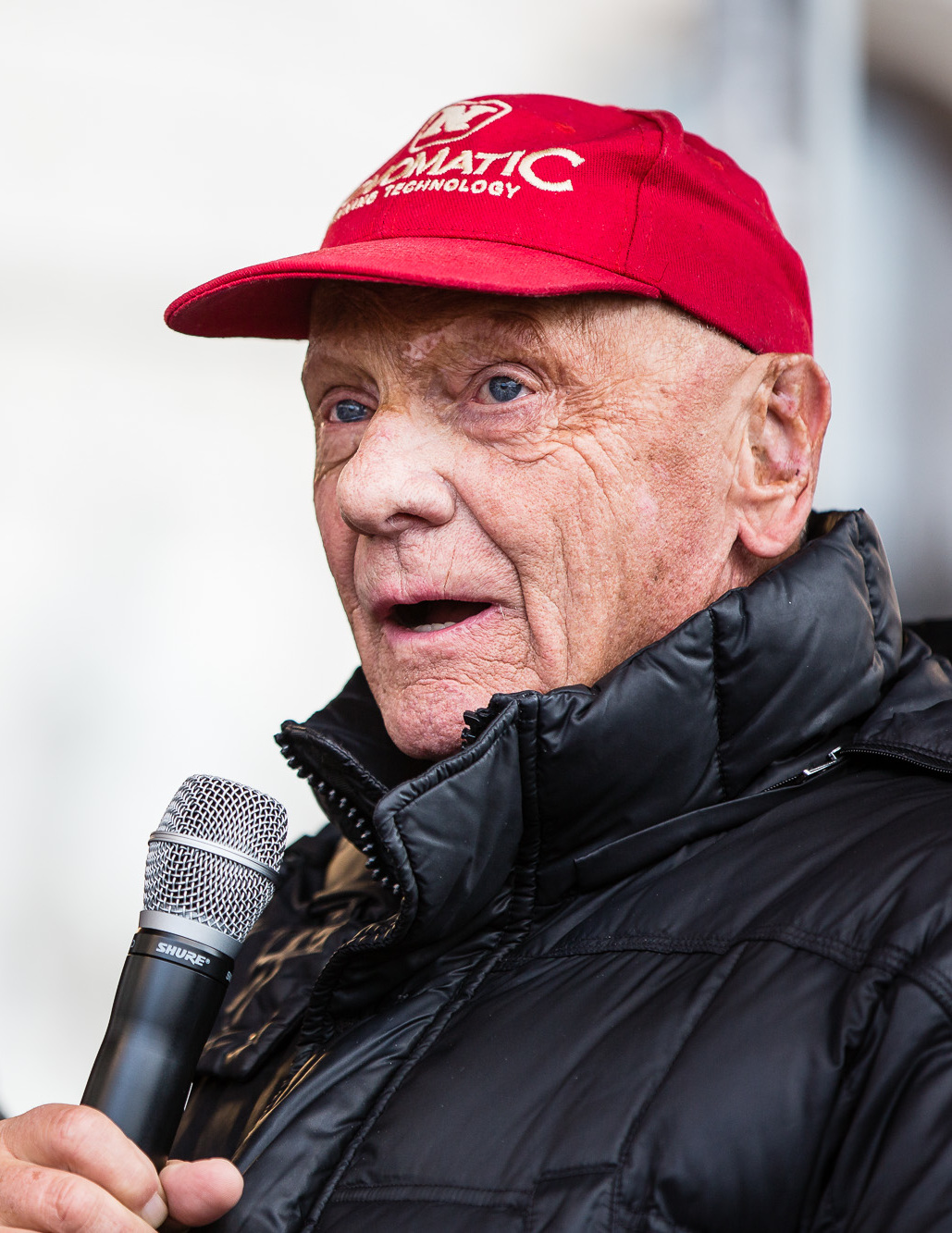
Niki Lauda
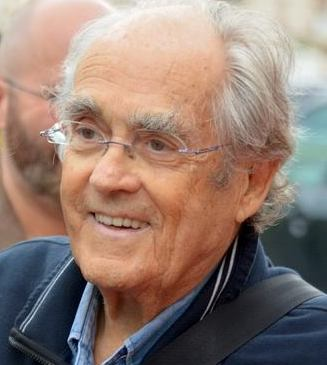
Michel Legrand
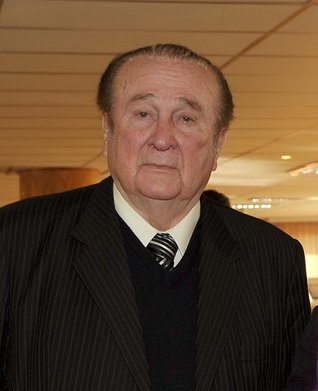
Nicolás Leoz
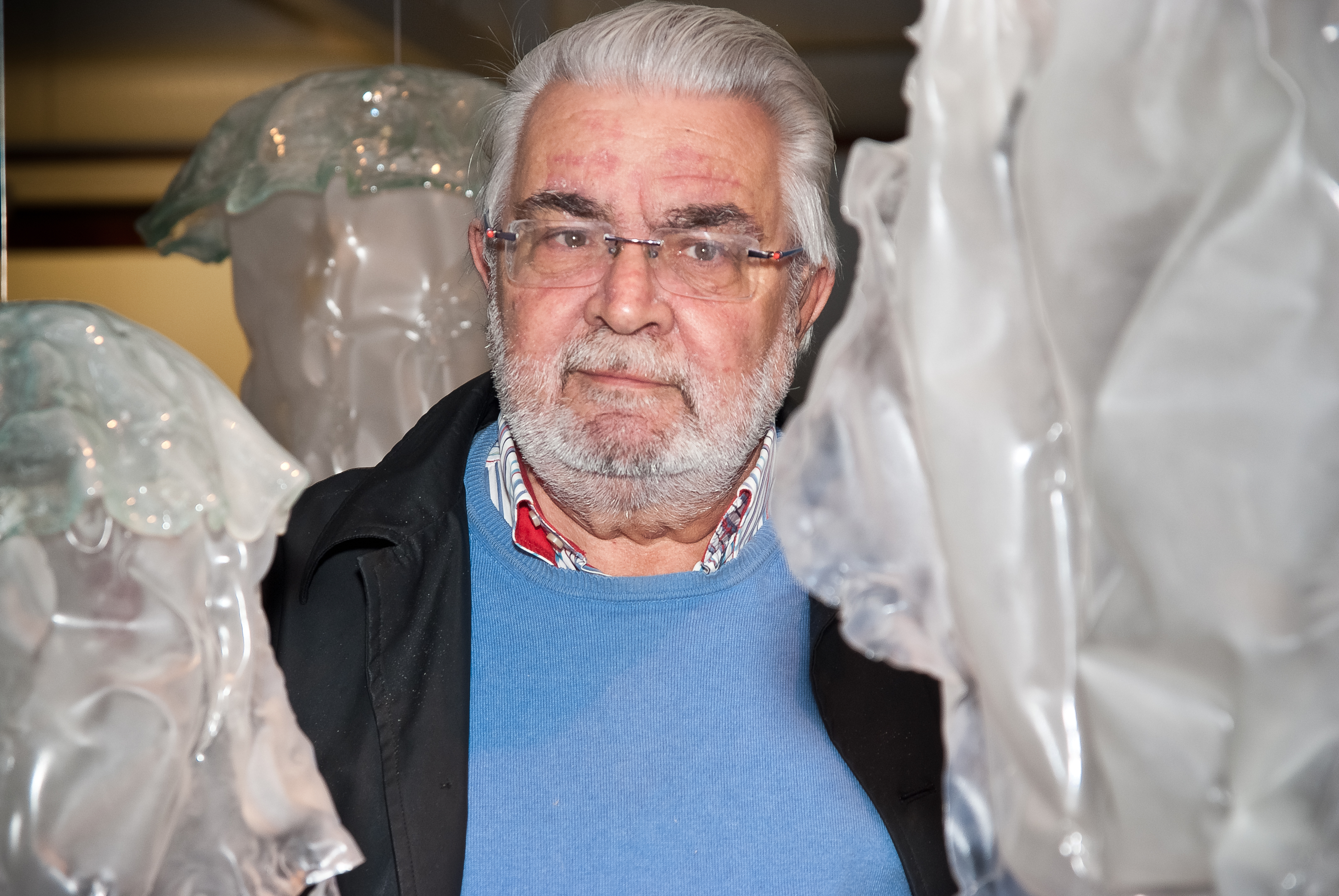
Arturo Lezcano
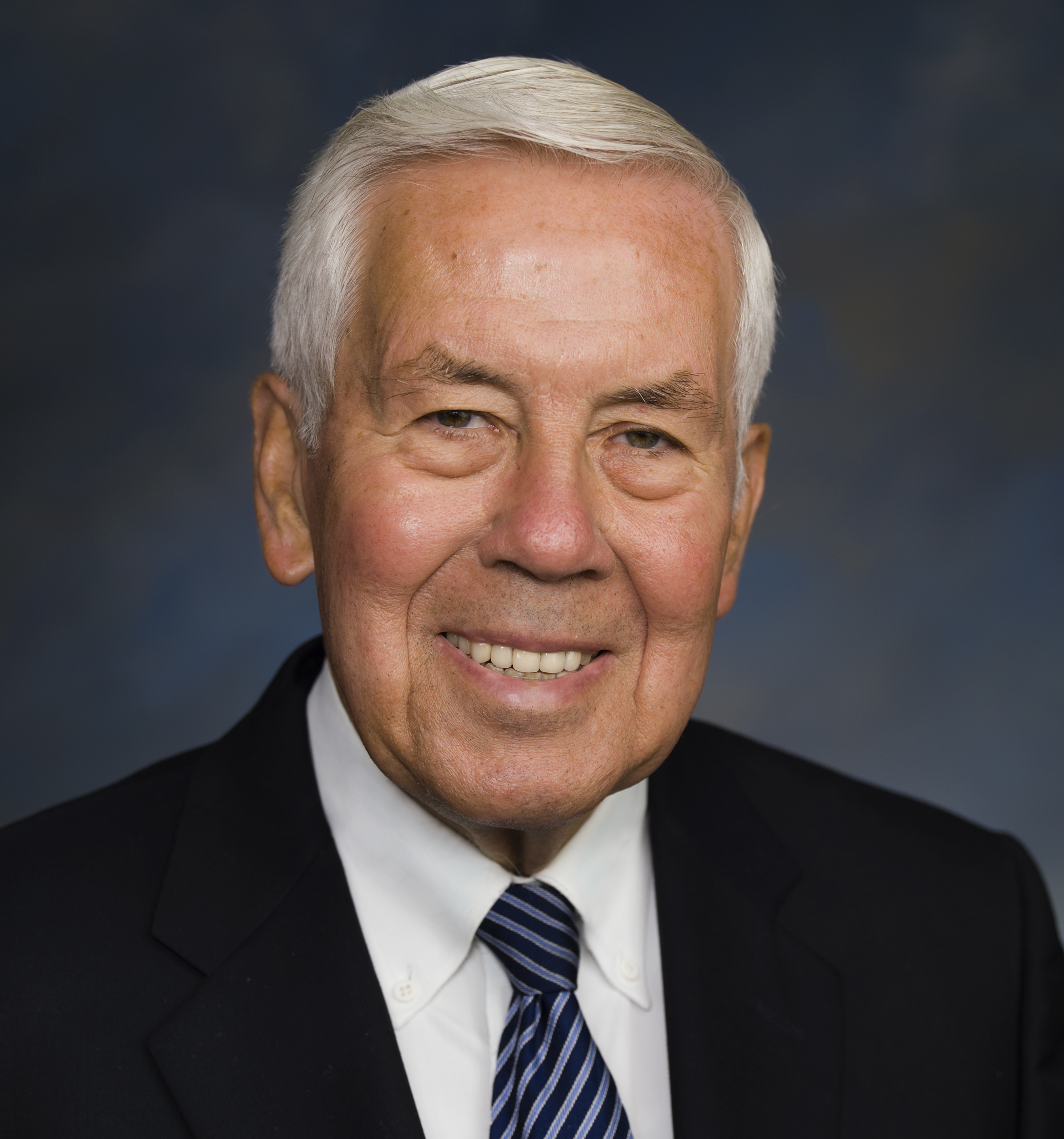
Richard Lugar
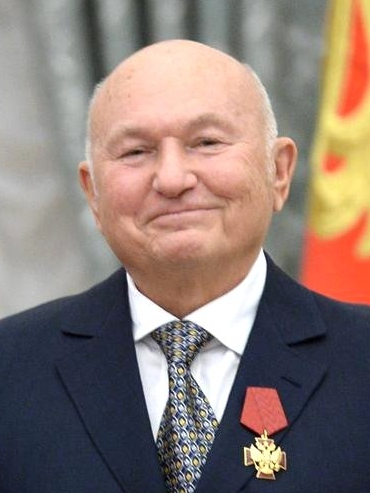
Iuri Lujkov
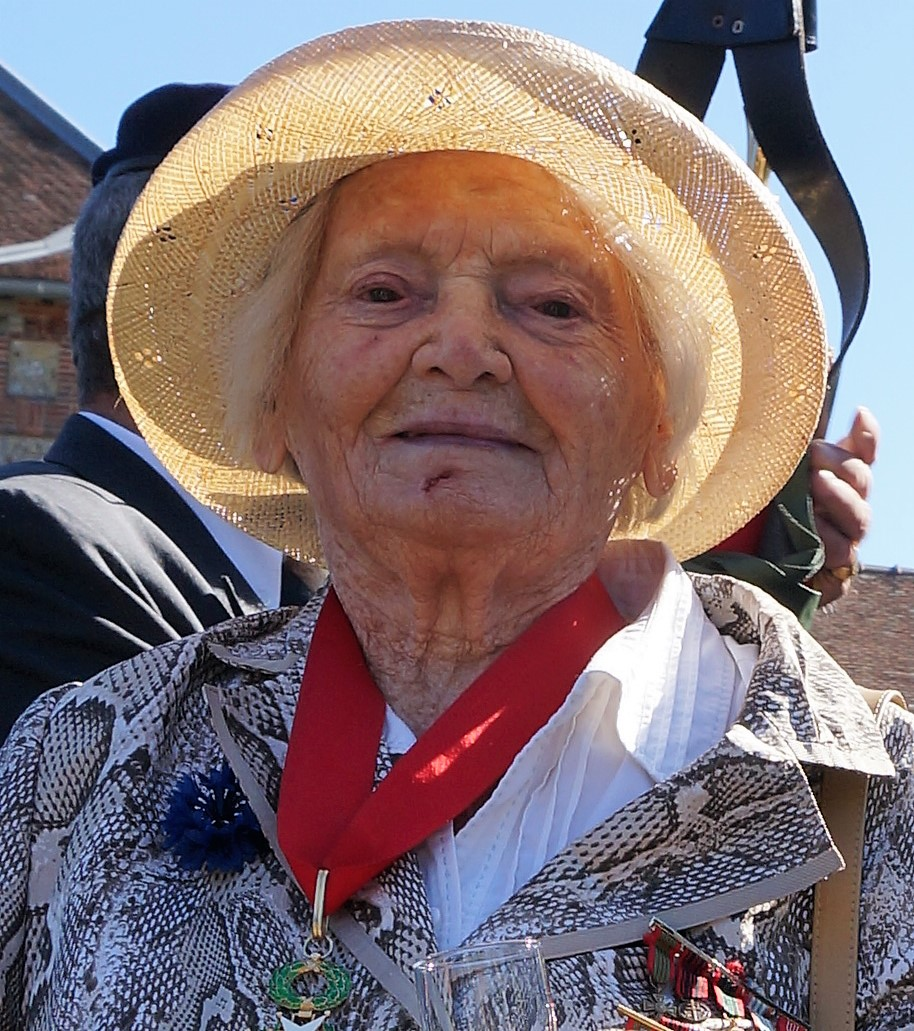
Yvette Lundy (n. 1916)
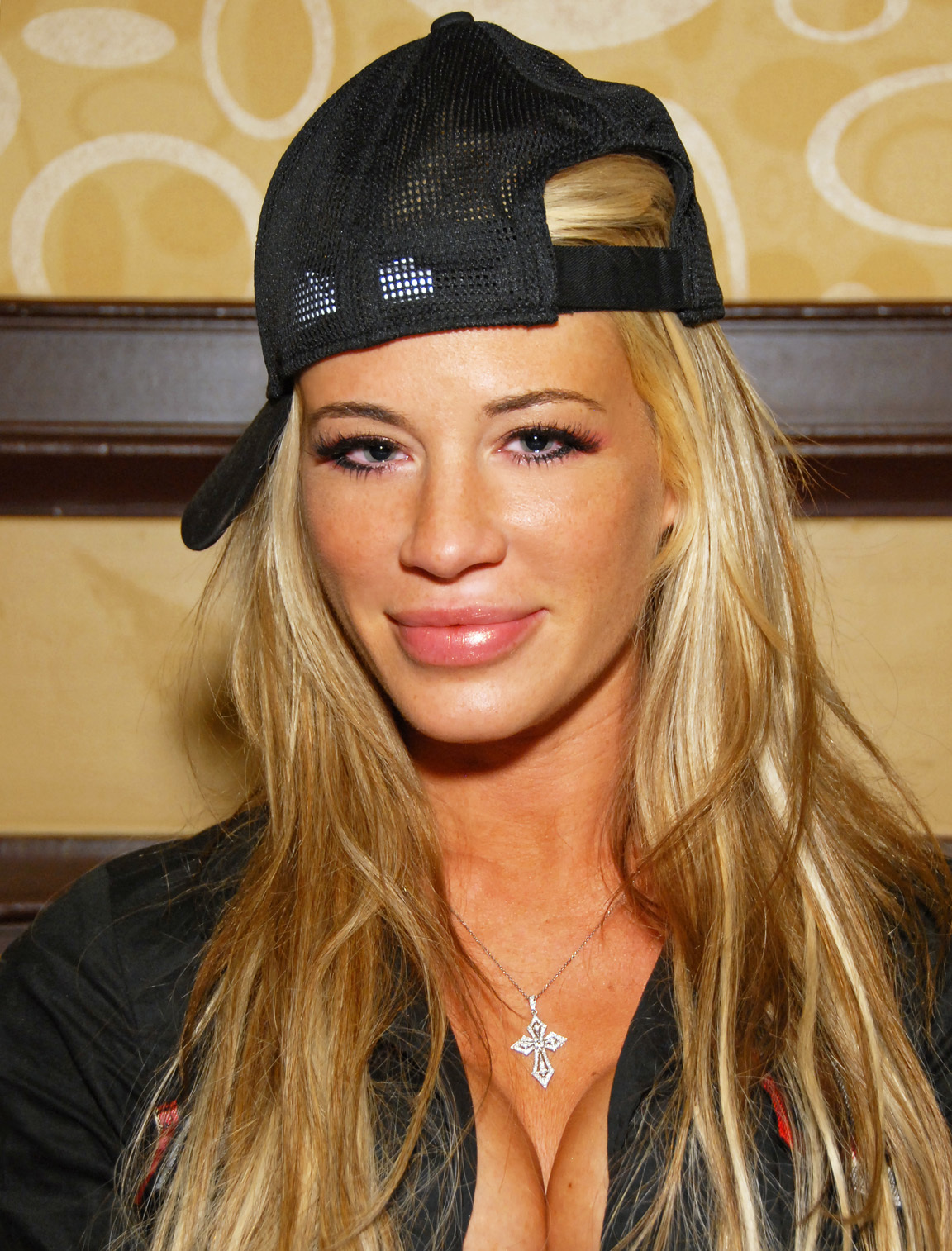
Ashley Massaro
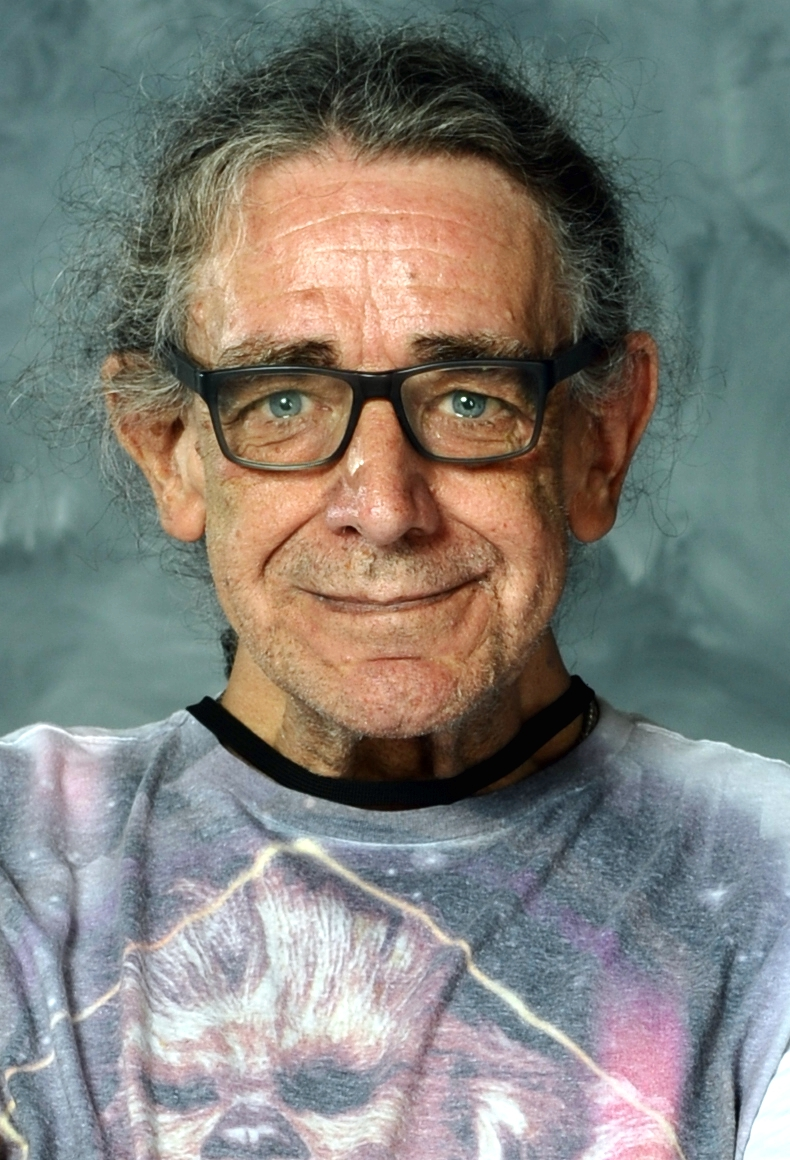
Peter Mayhew
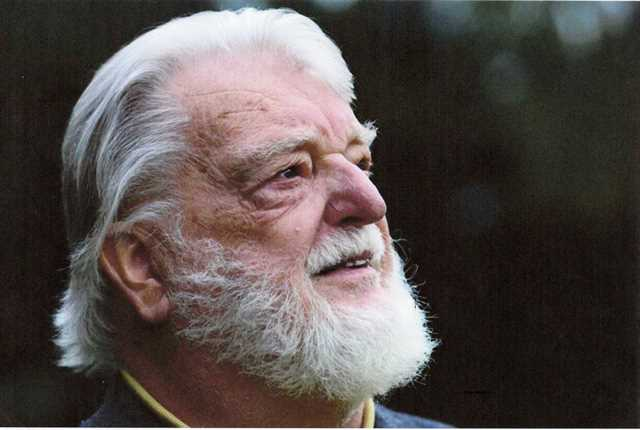
Manfred Max-Neef
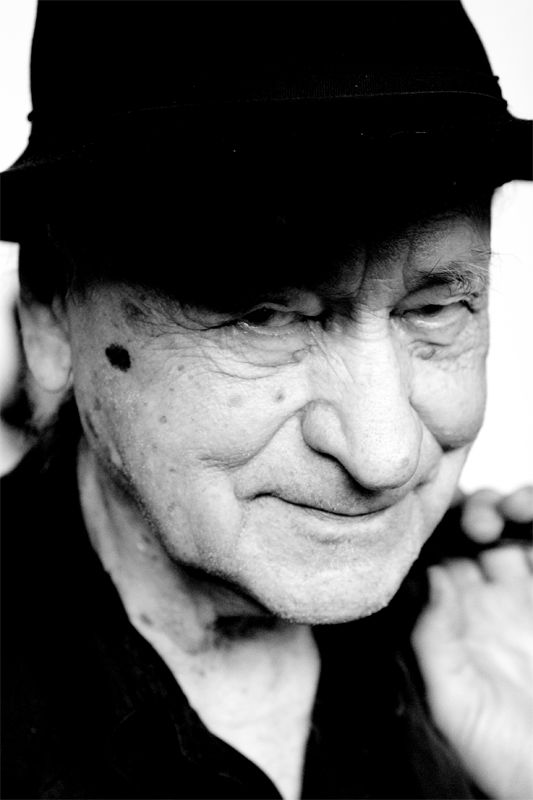
Jonas Mekas
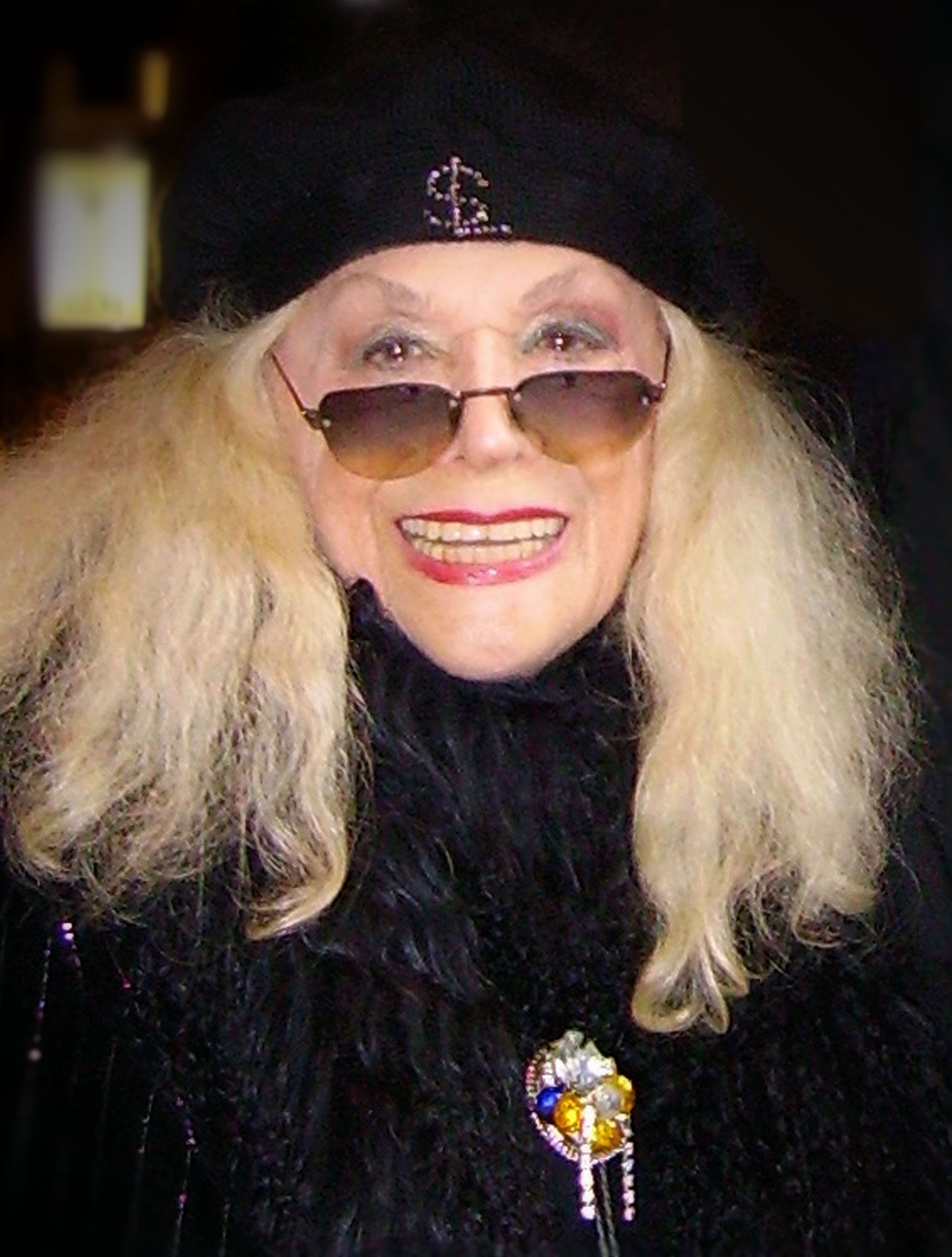
Sylvia Miles
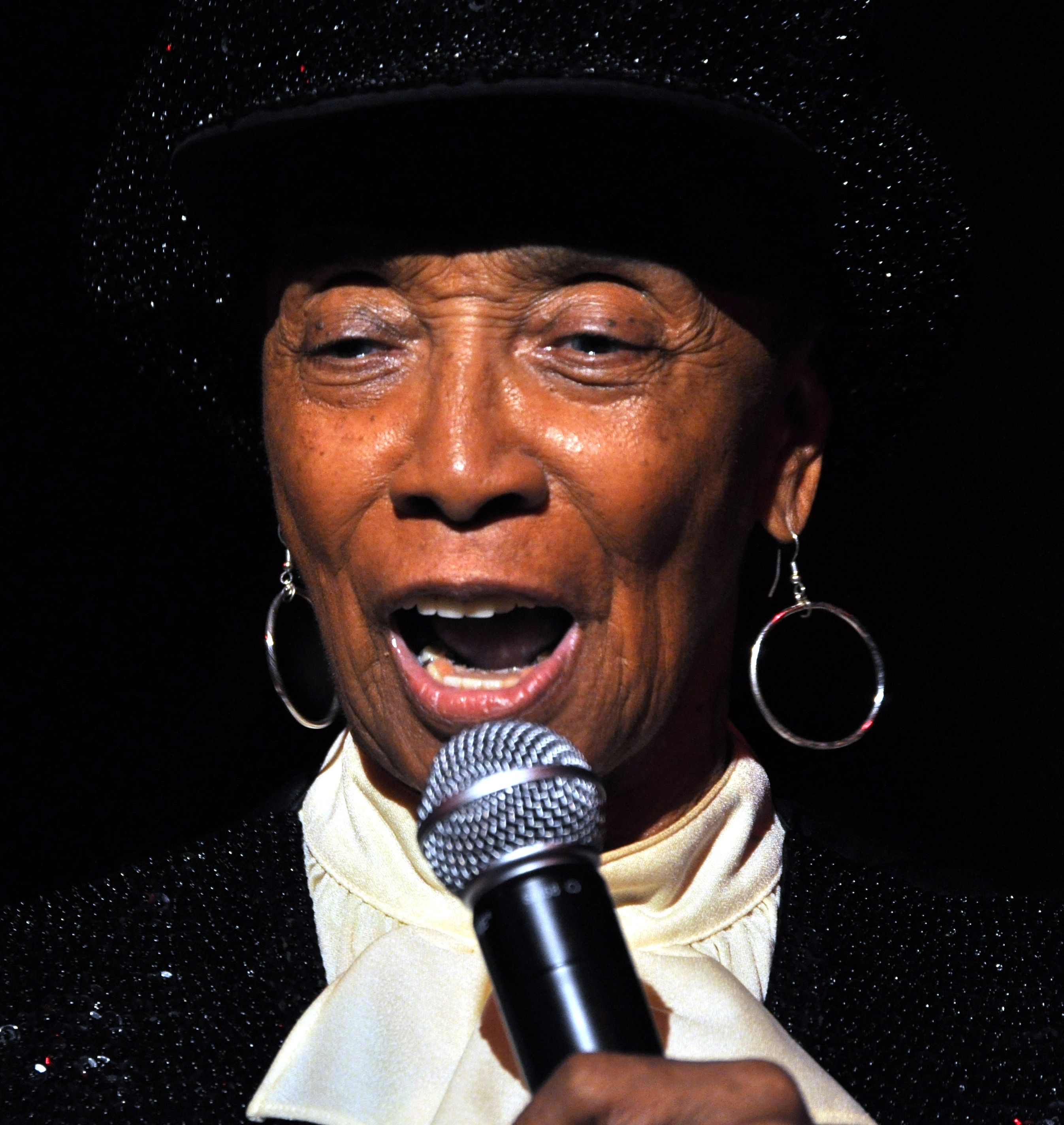
Norma Miller
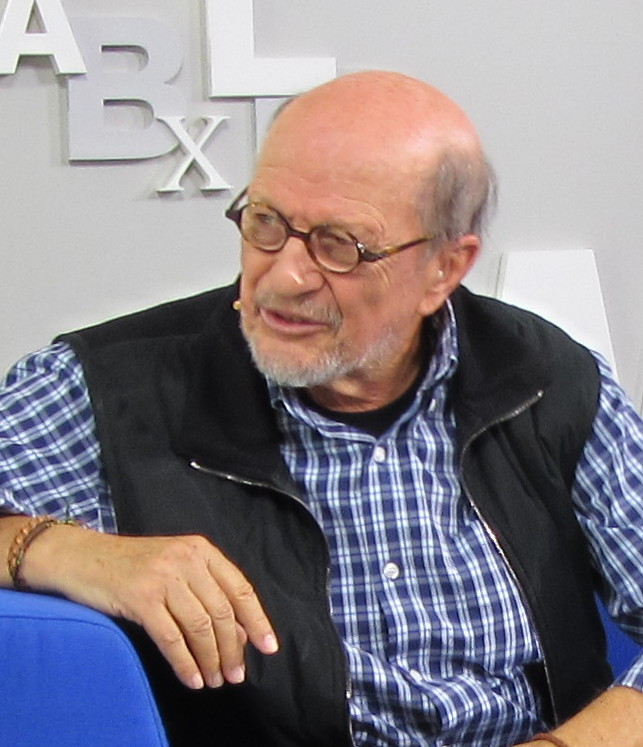
Guillermo Mordillo
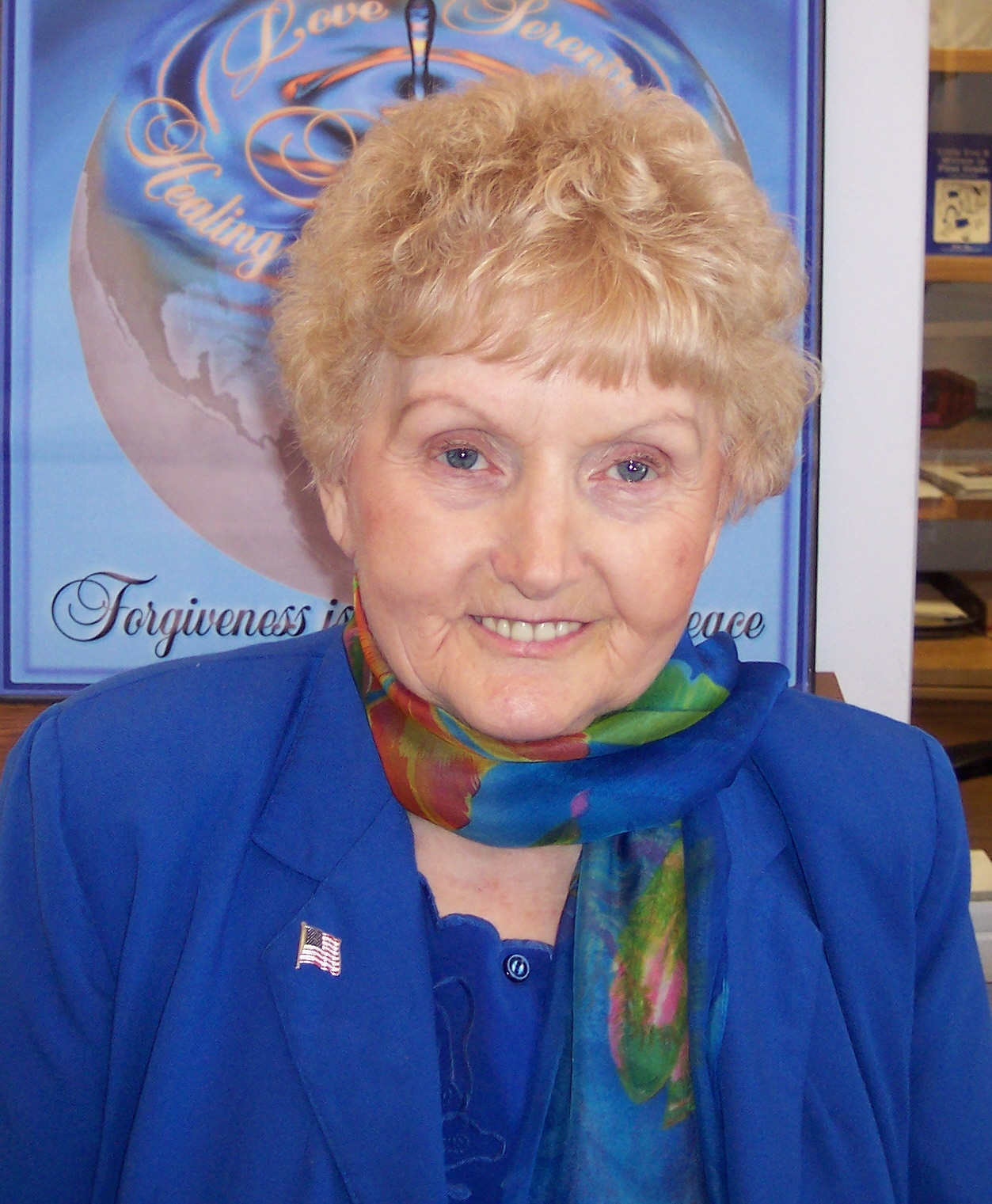
Eva Mozes Kor
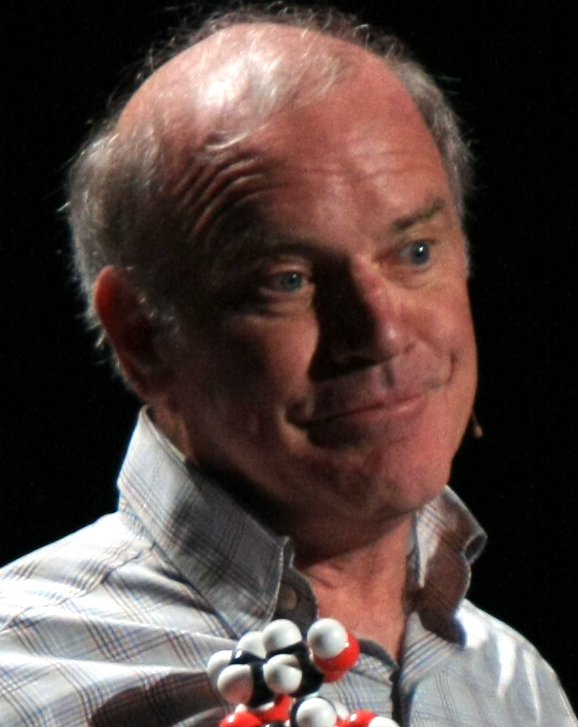
Kary Mullis
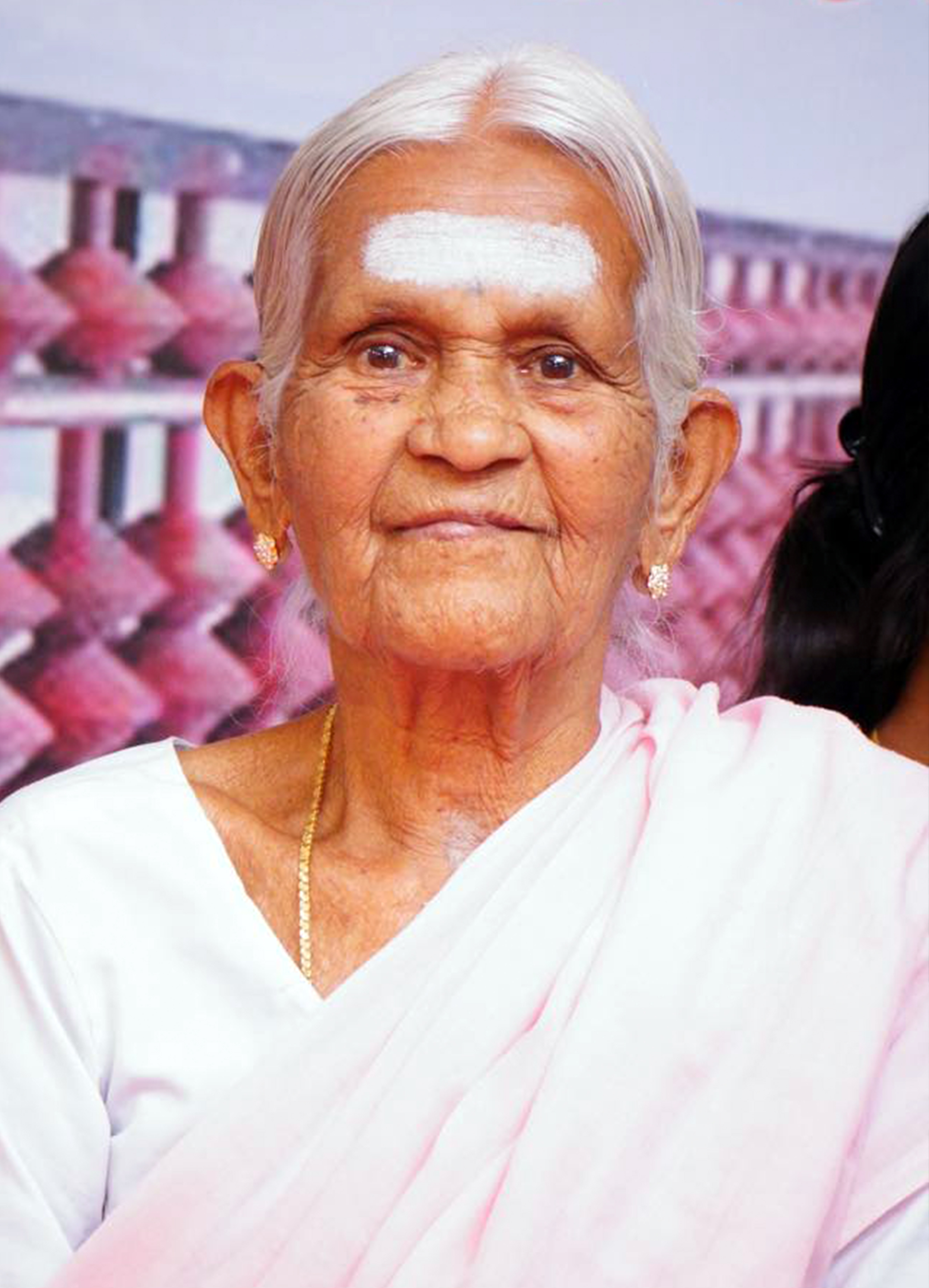
V. Nanammal
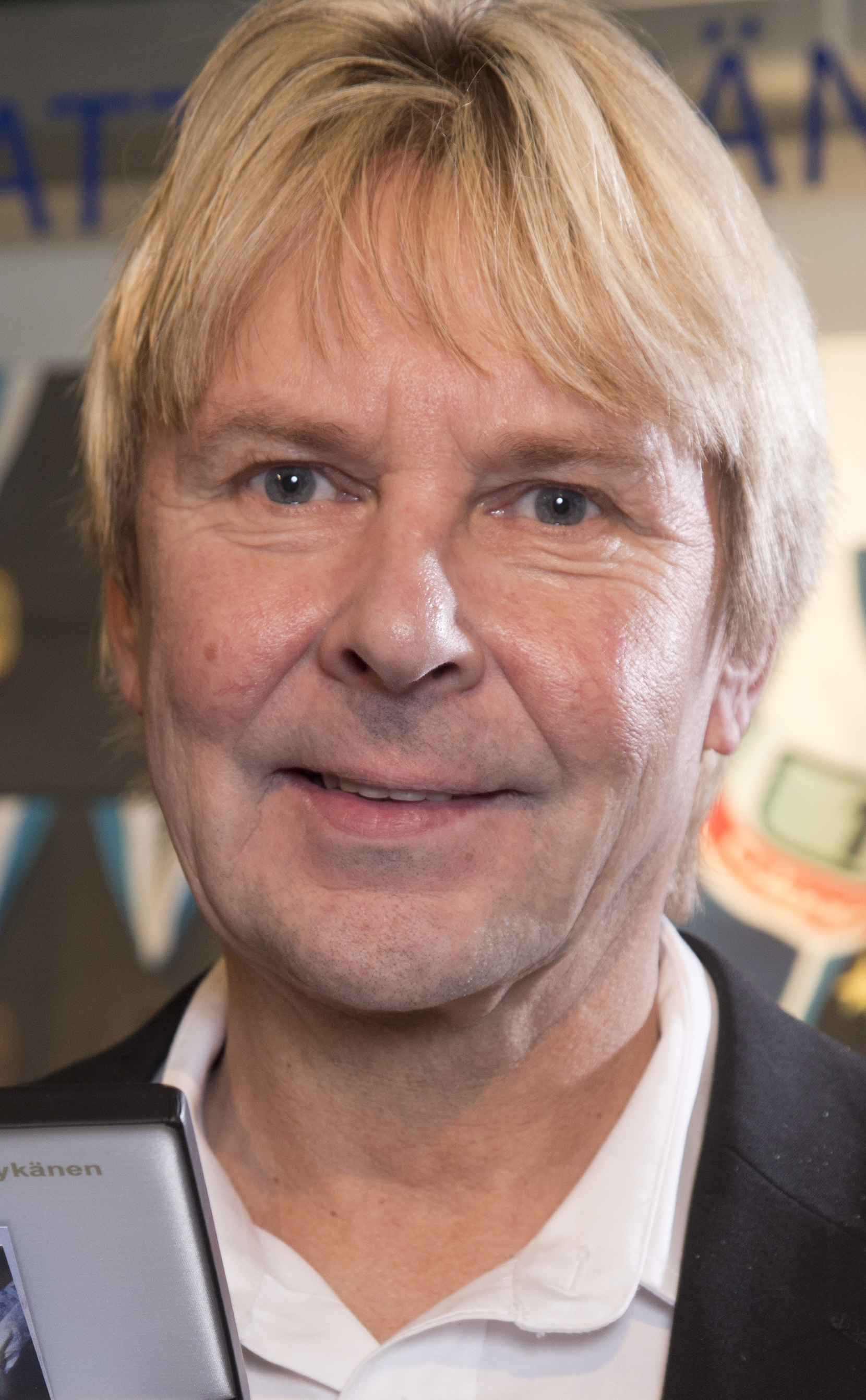
Matti Nykänen
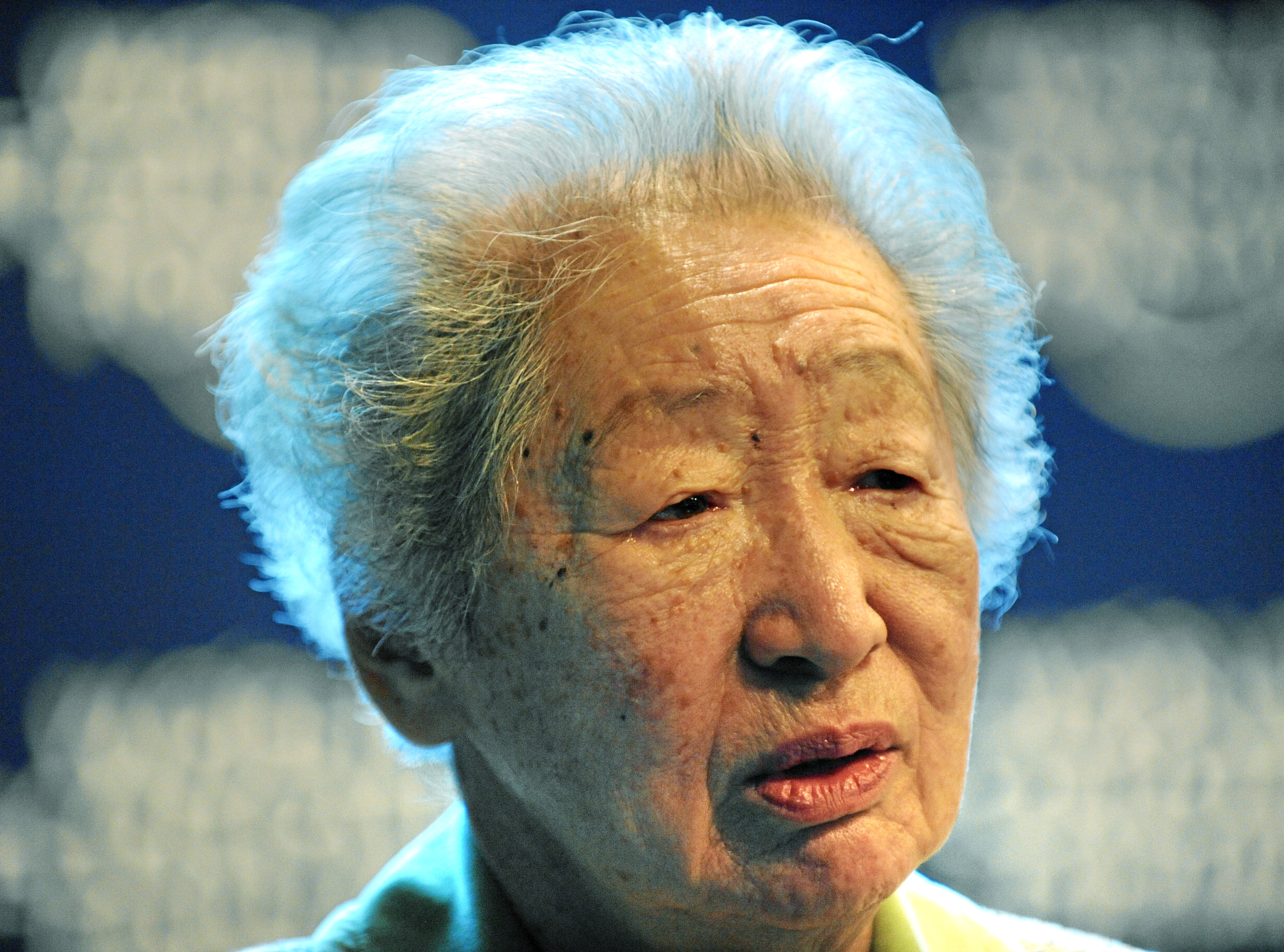
Sadako Ogata
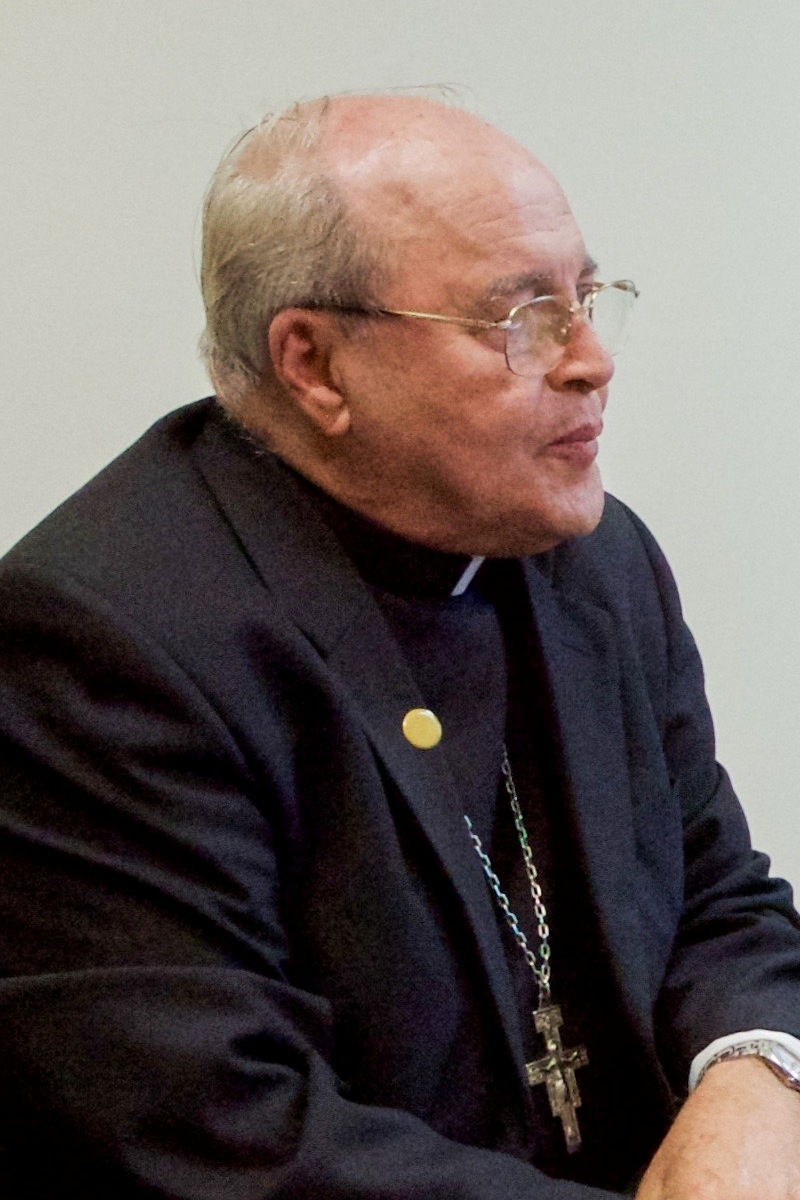
Ortega y Alamino
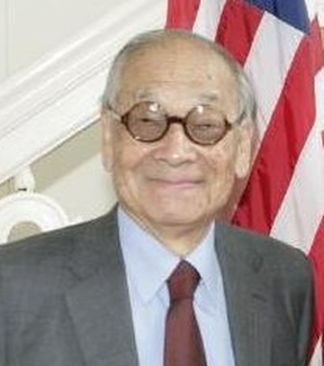
Ieoh Ming Pei
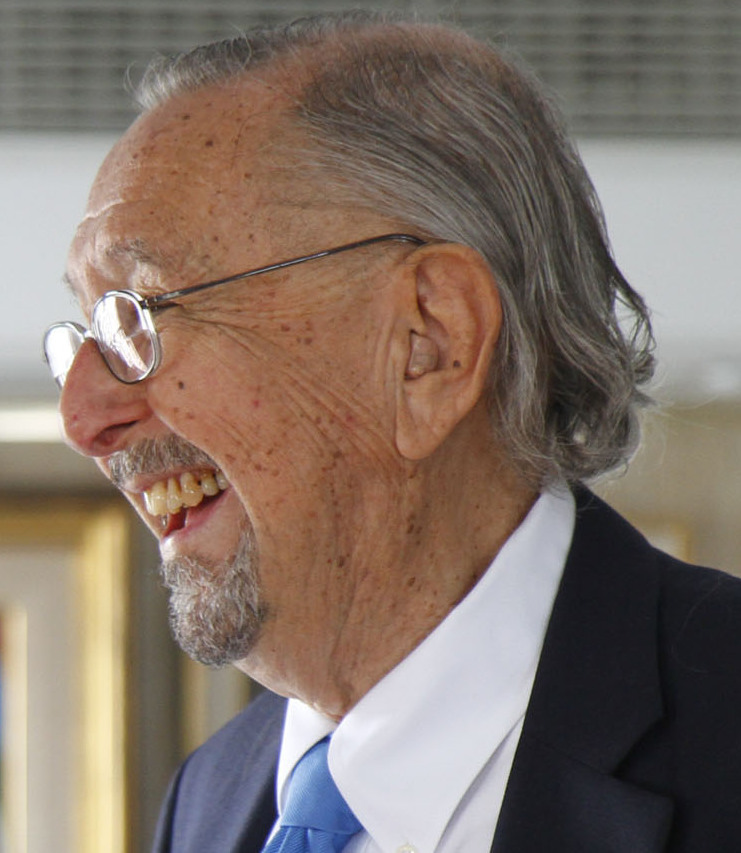
César Pelli
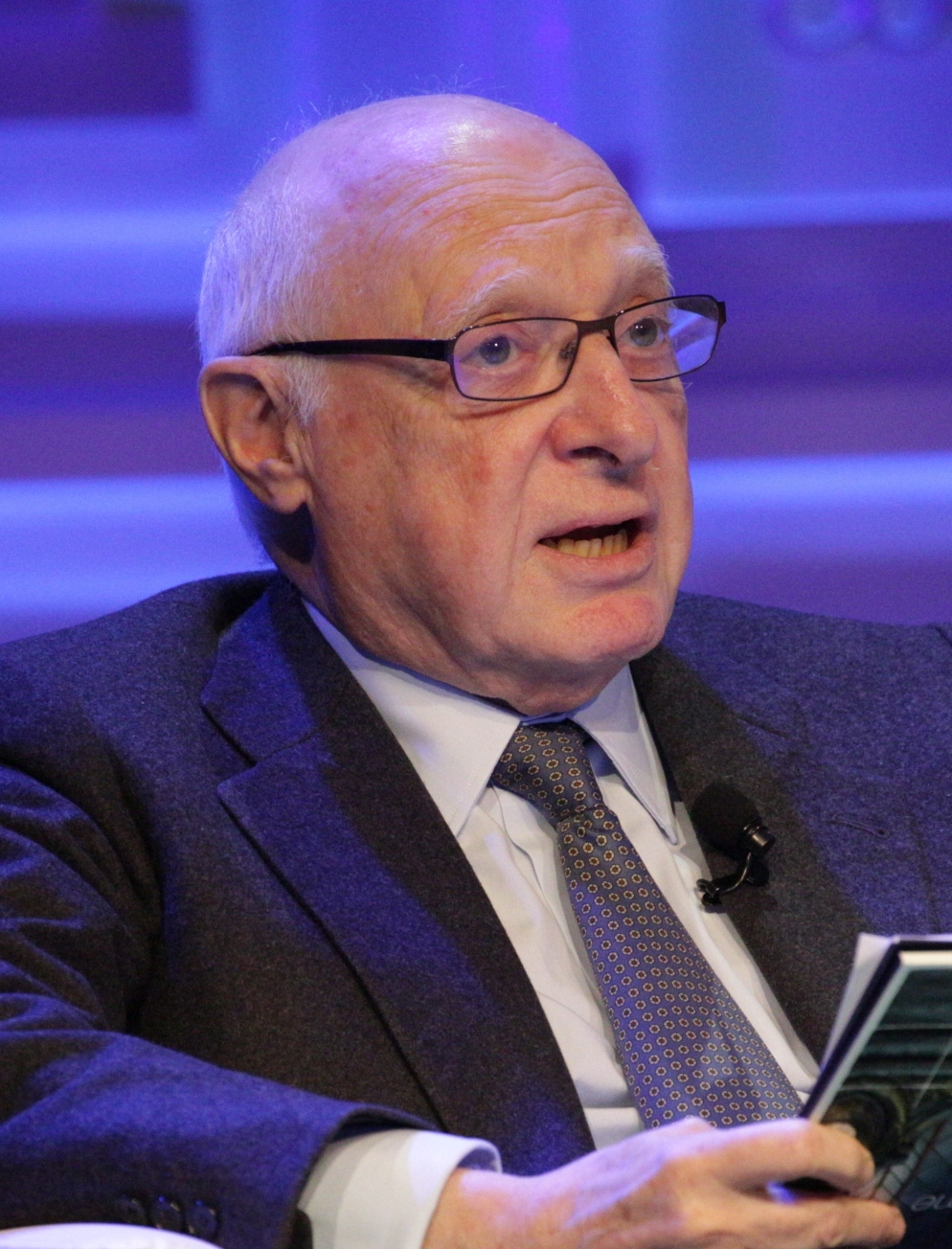
José Pérez-Llorca
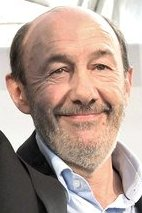
A. Pérez Rubalcaba
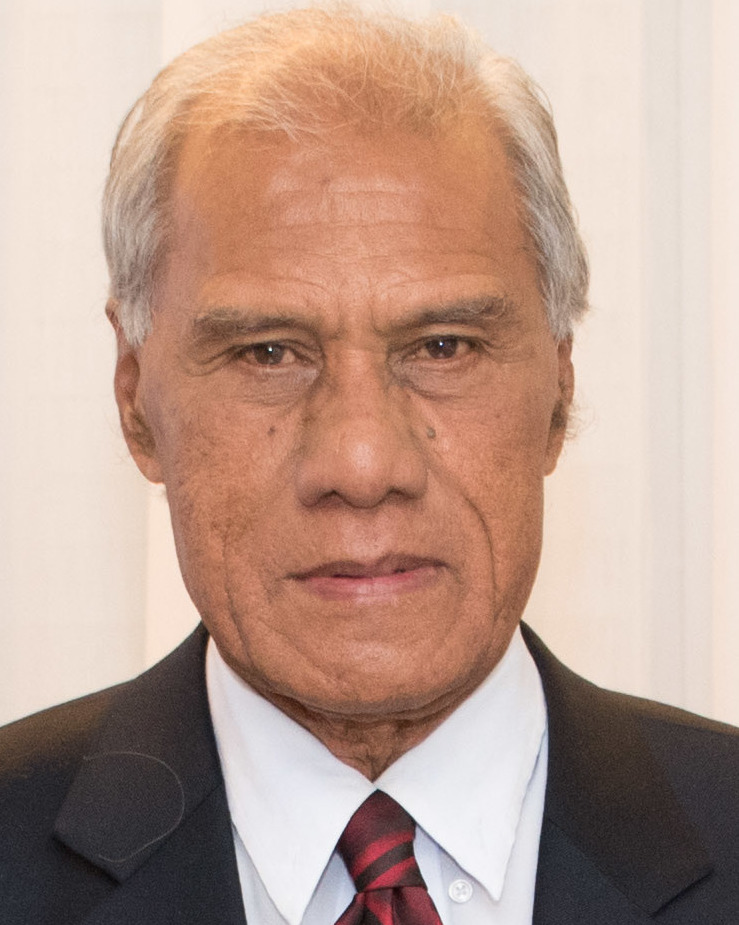
ʻAkilisi Pohiva
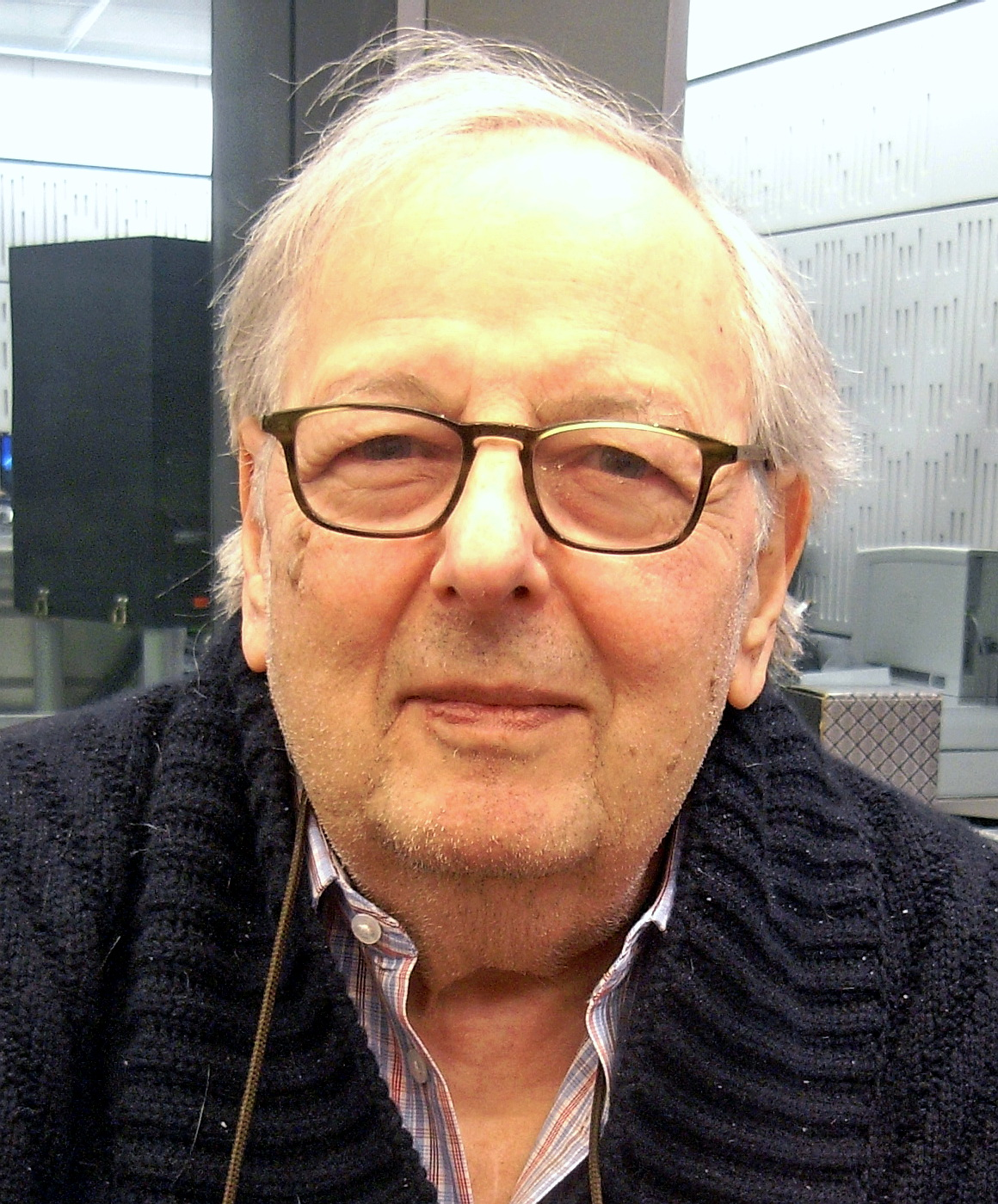
André Previn
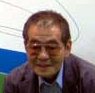
Monkey Punch
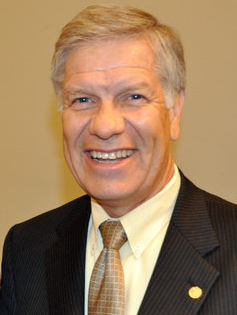
Gregory Pyle
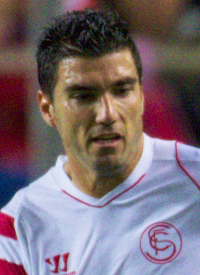
José Antonio Reyes
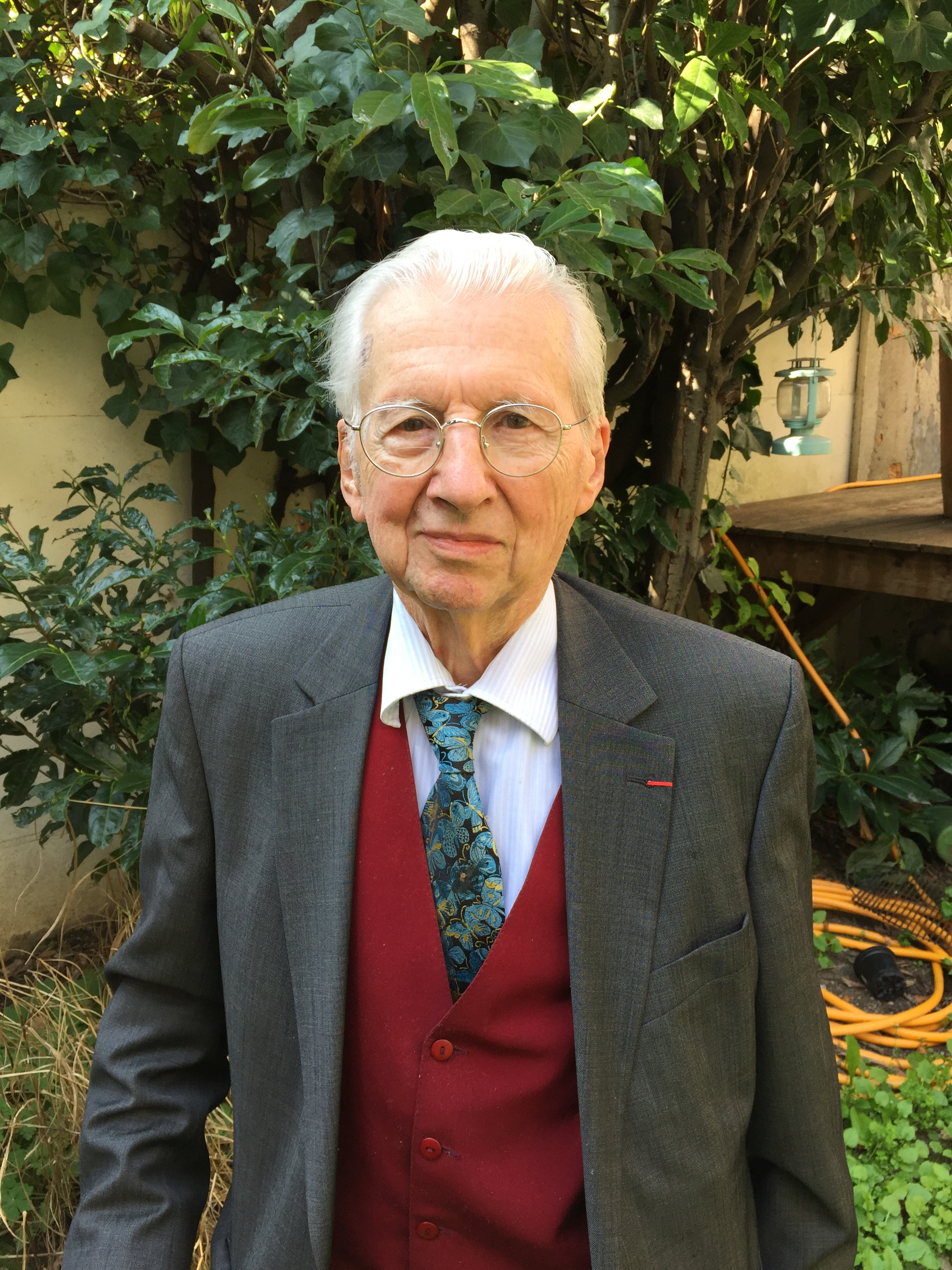
Pierre Riché
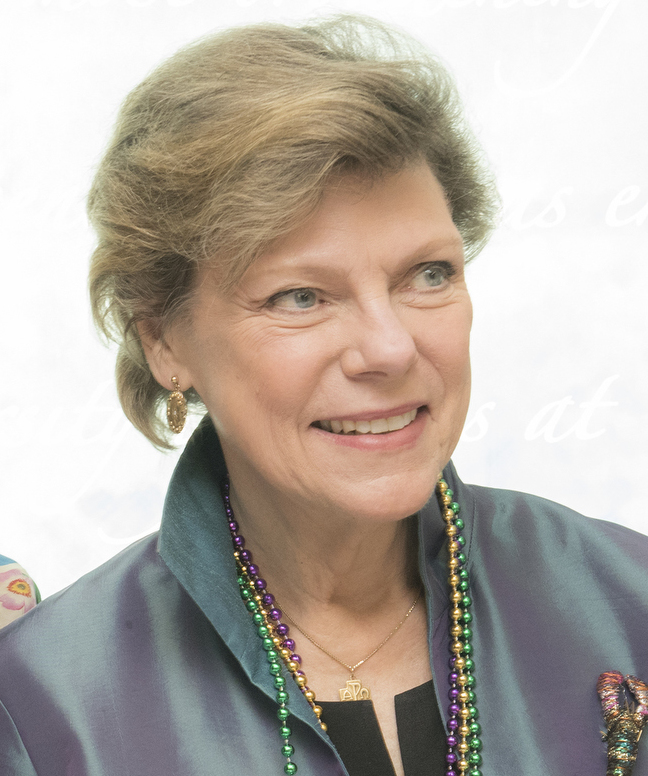
Cokie Roberts
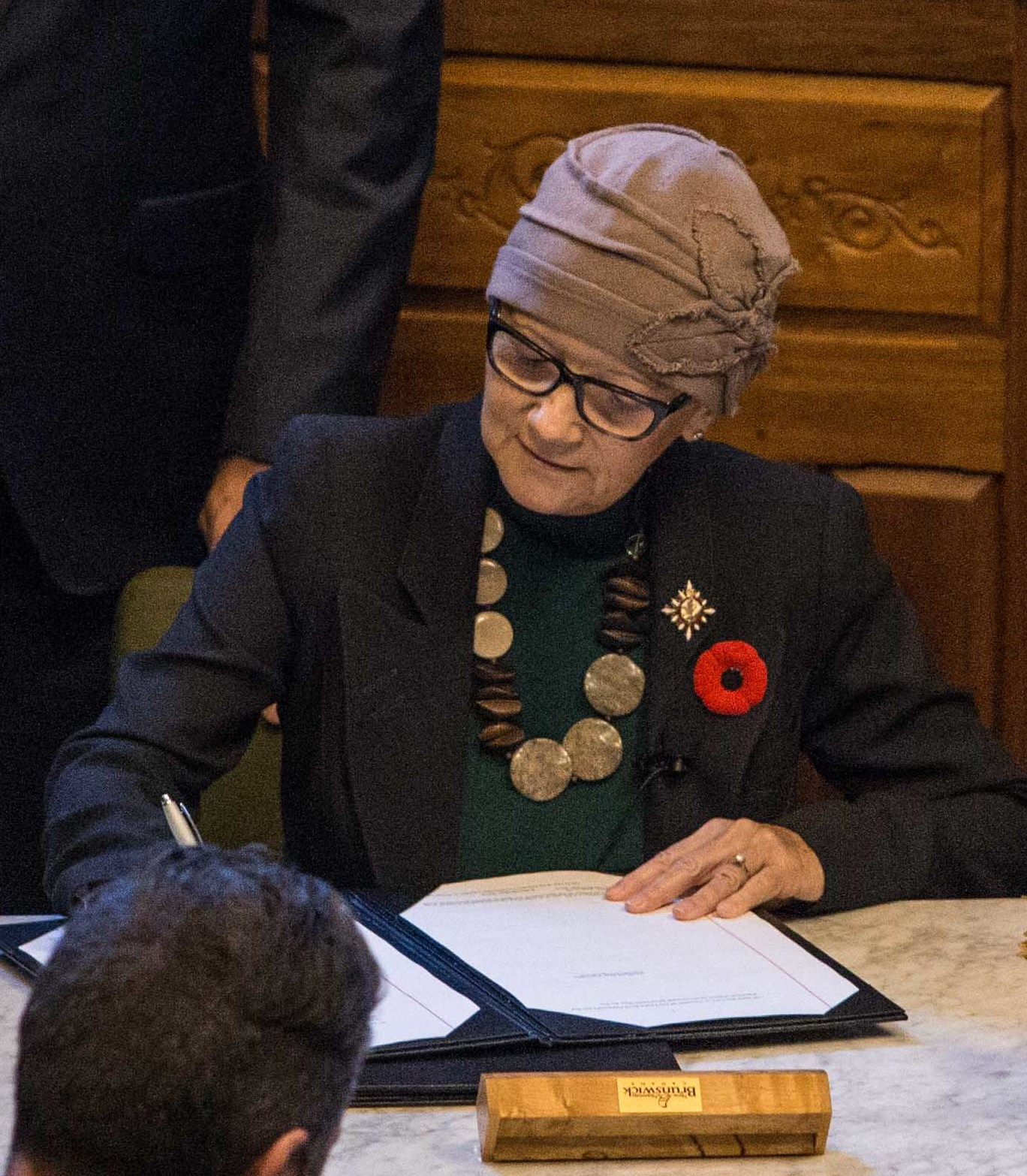
J. Roy-Vienneau
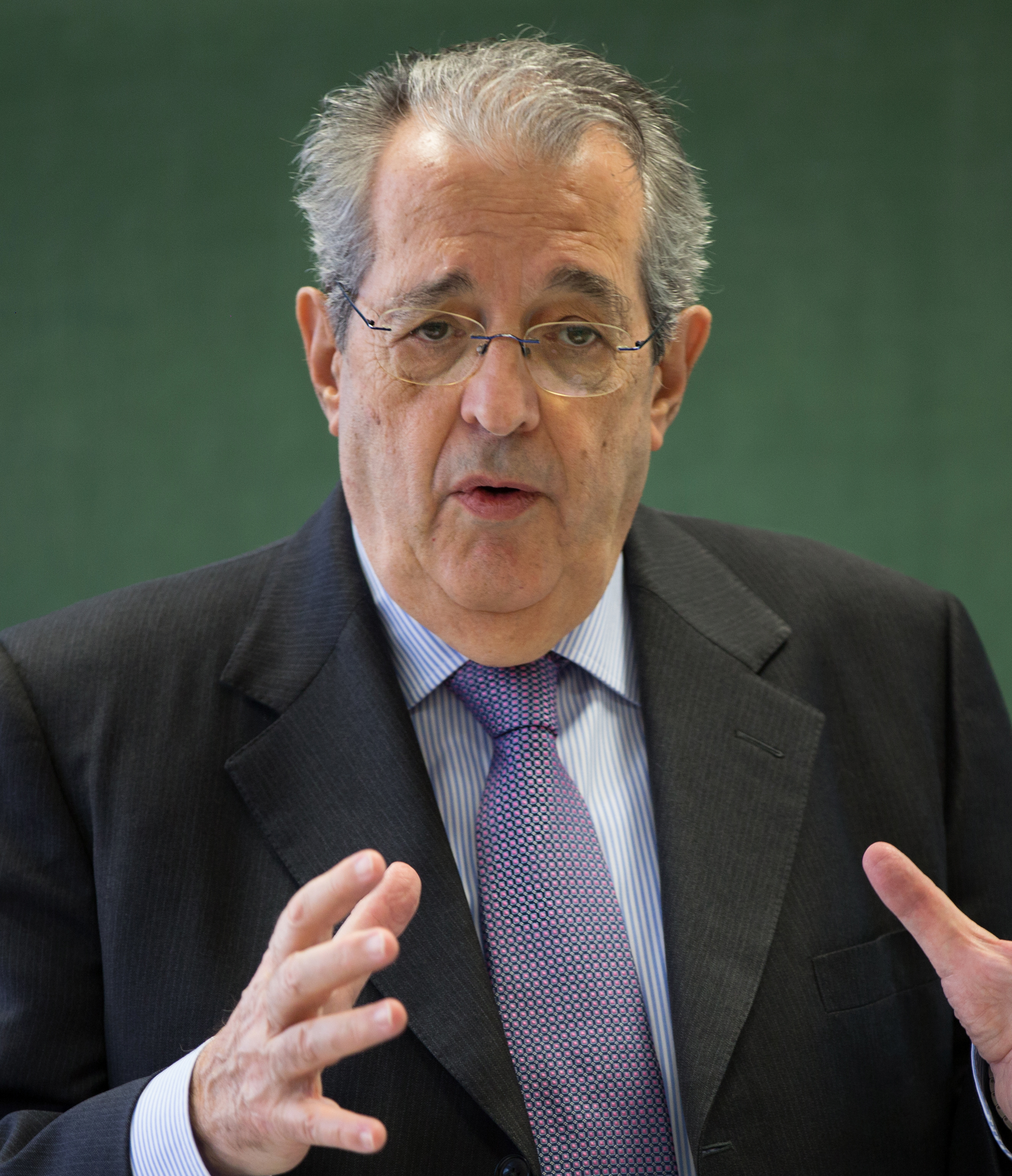
F. Saccomanni
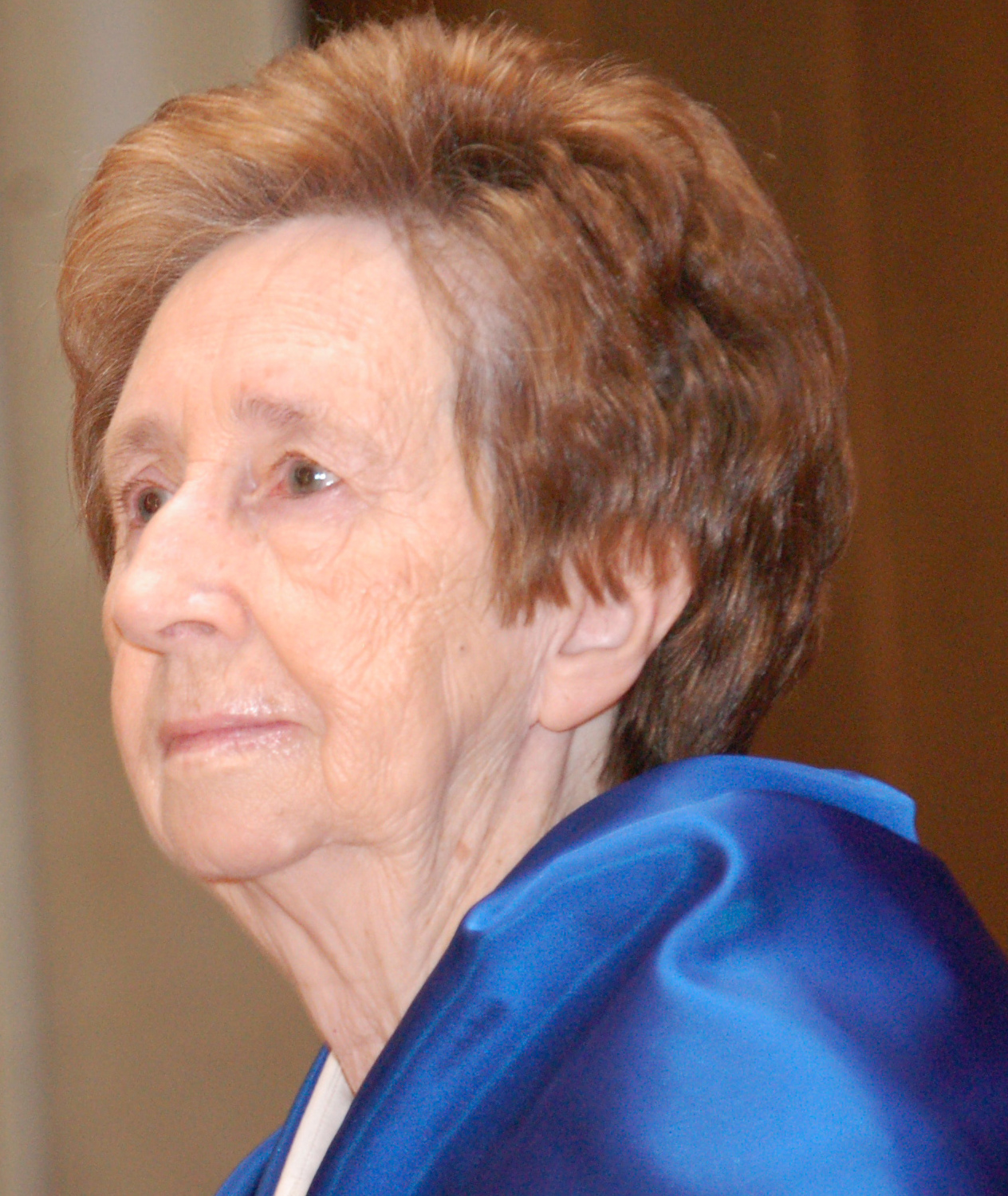
Margarita Salas
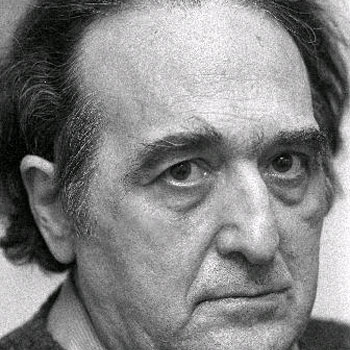
R. Sánchez Ferlosio
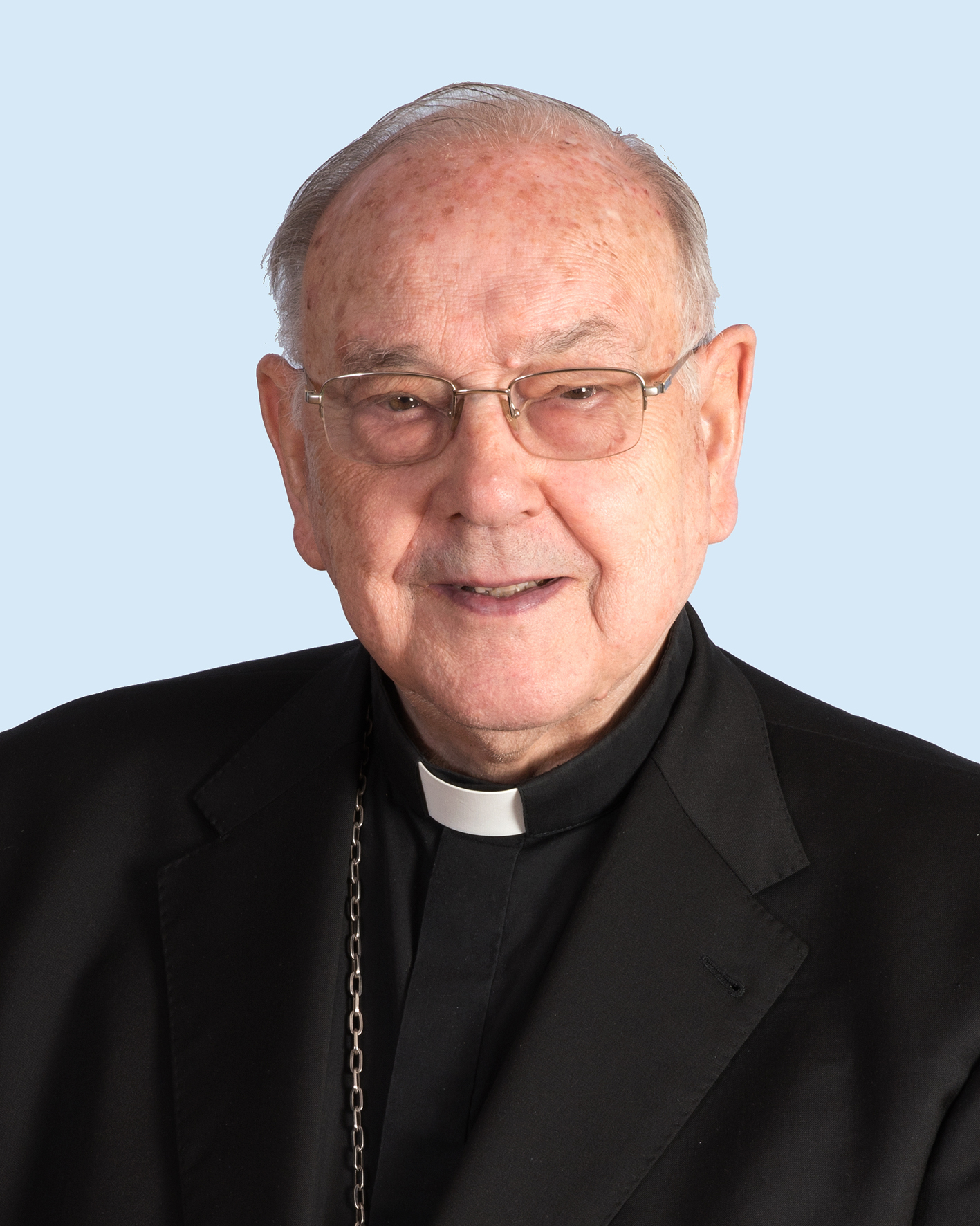
Fernando Sebastián
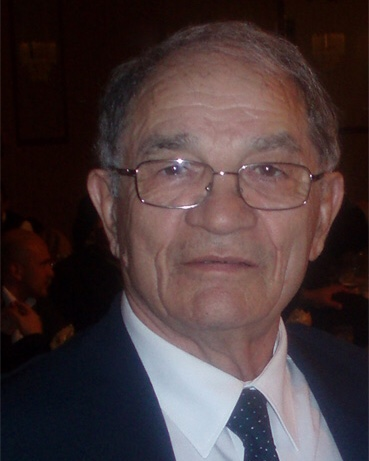
Dragoslav Šeki
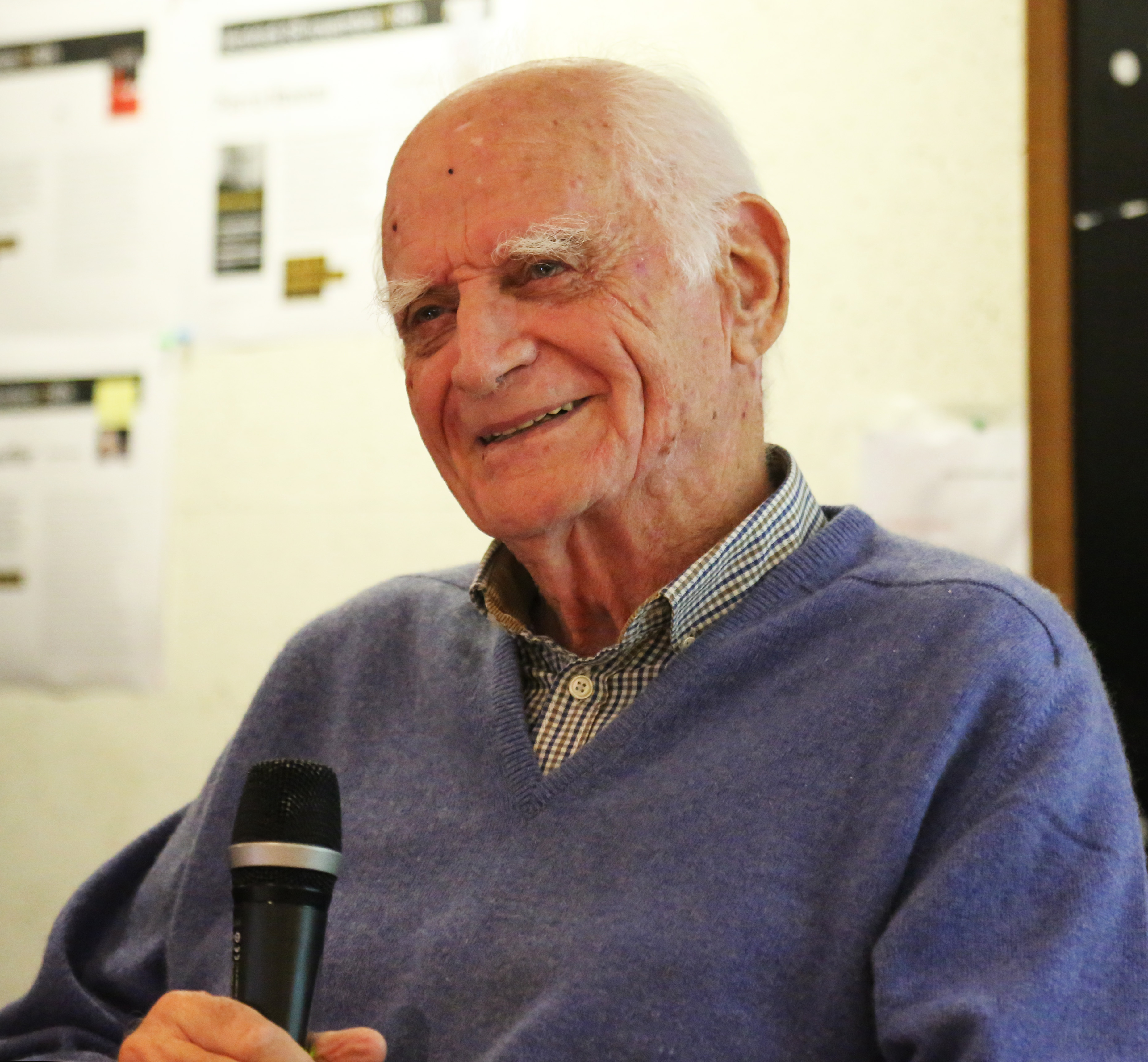
Michel Serres
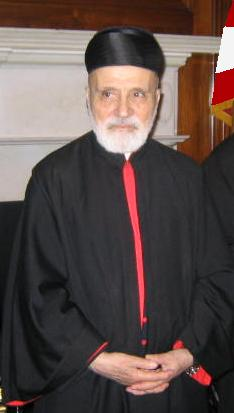
Nasrallah Sfeir
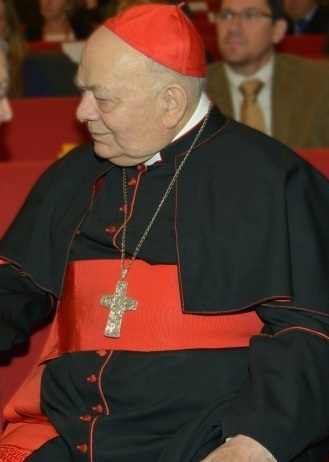
Elio Sgreccia
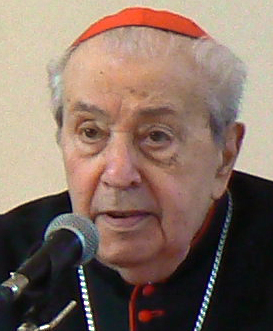
Achille Silvestrini
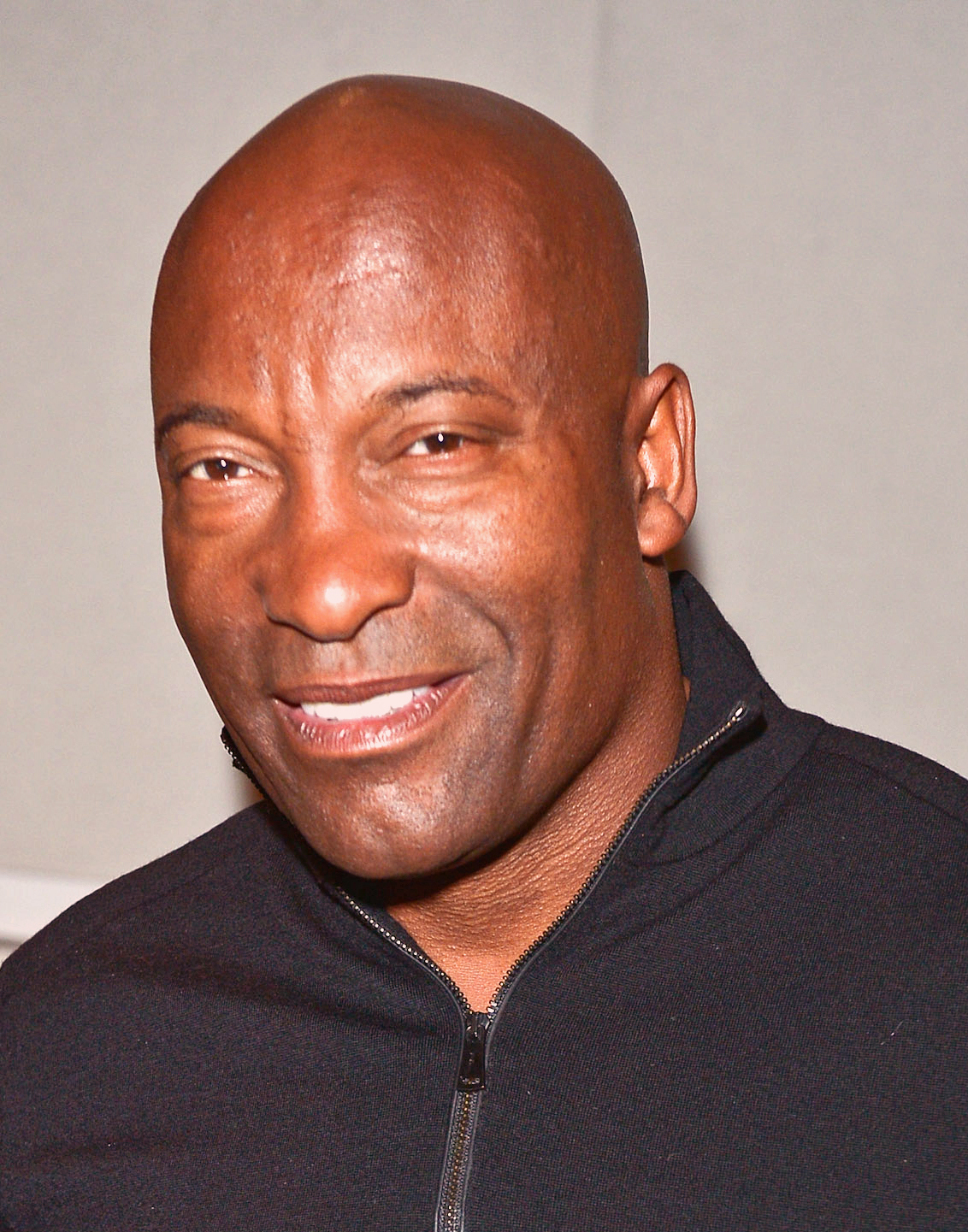
John Singleton
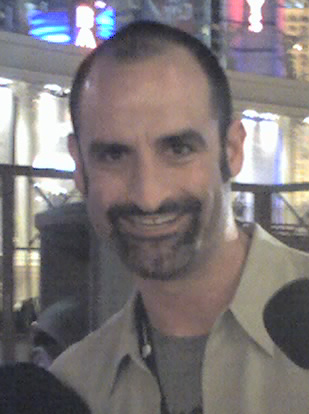
Brody Stevens
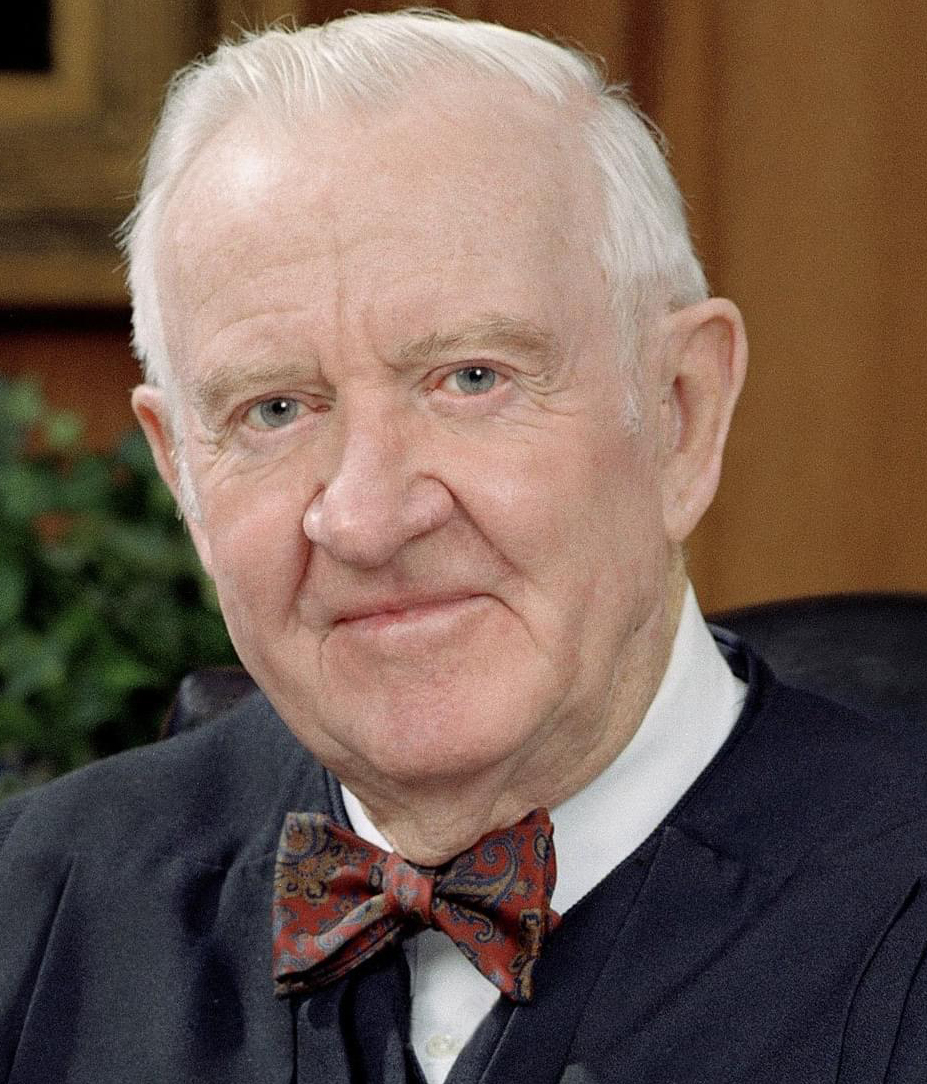
John Paul Stevens
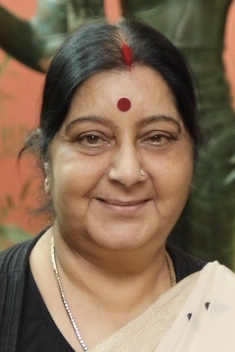
Sushma Swaraj
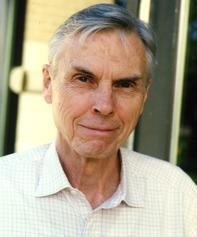
John Tate
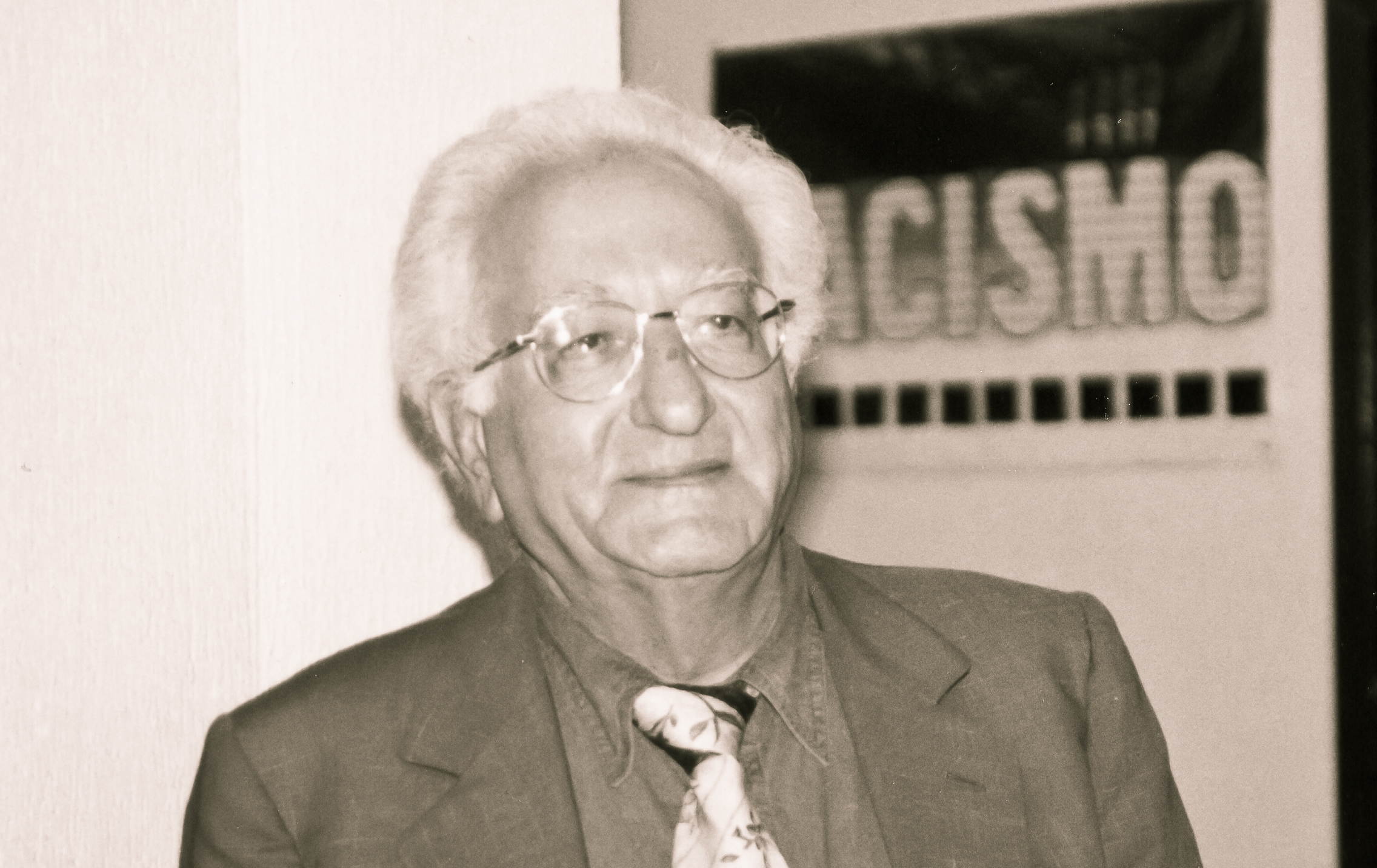
Giuseppe Tavani
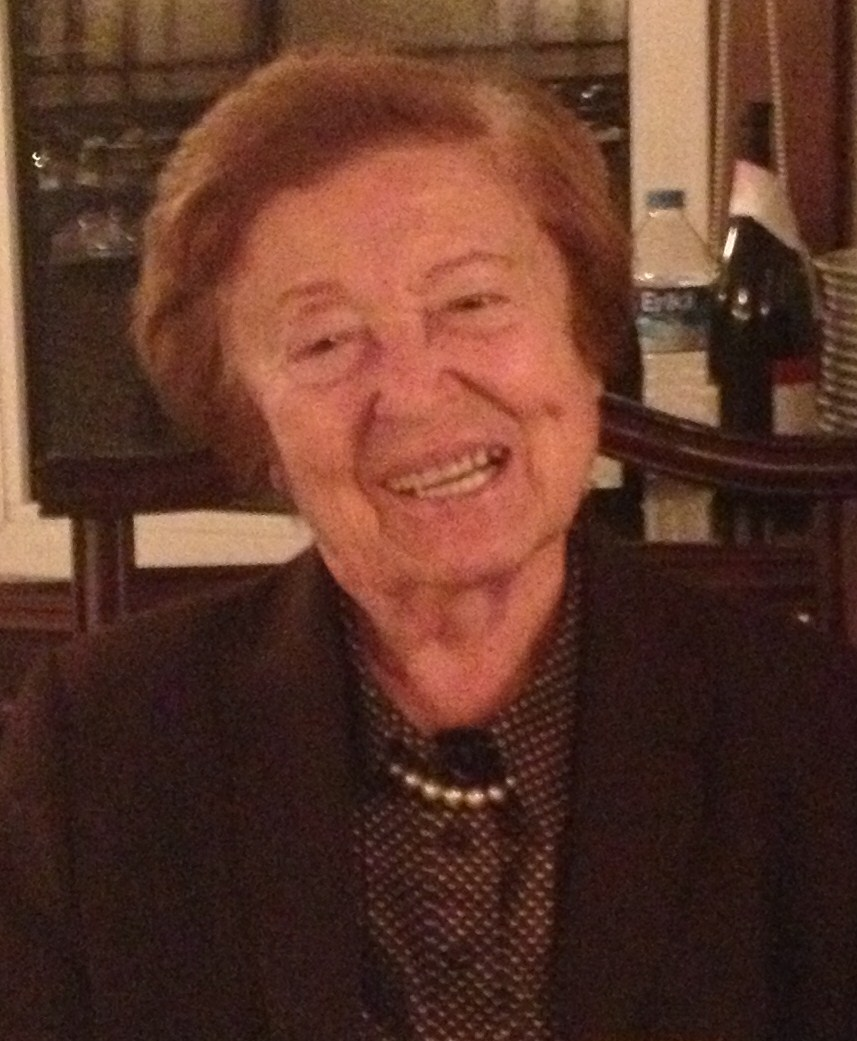
Sevim Tekeli (n. 1924)
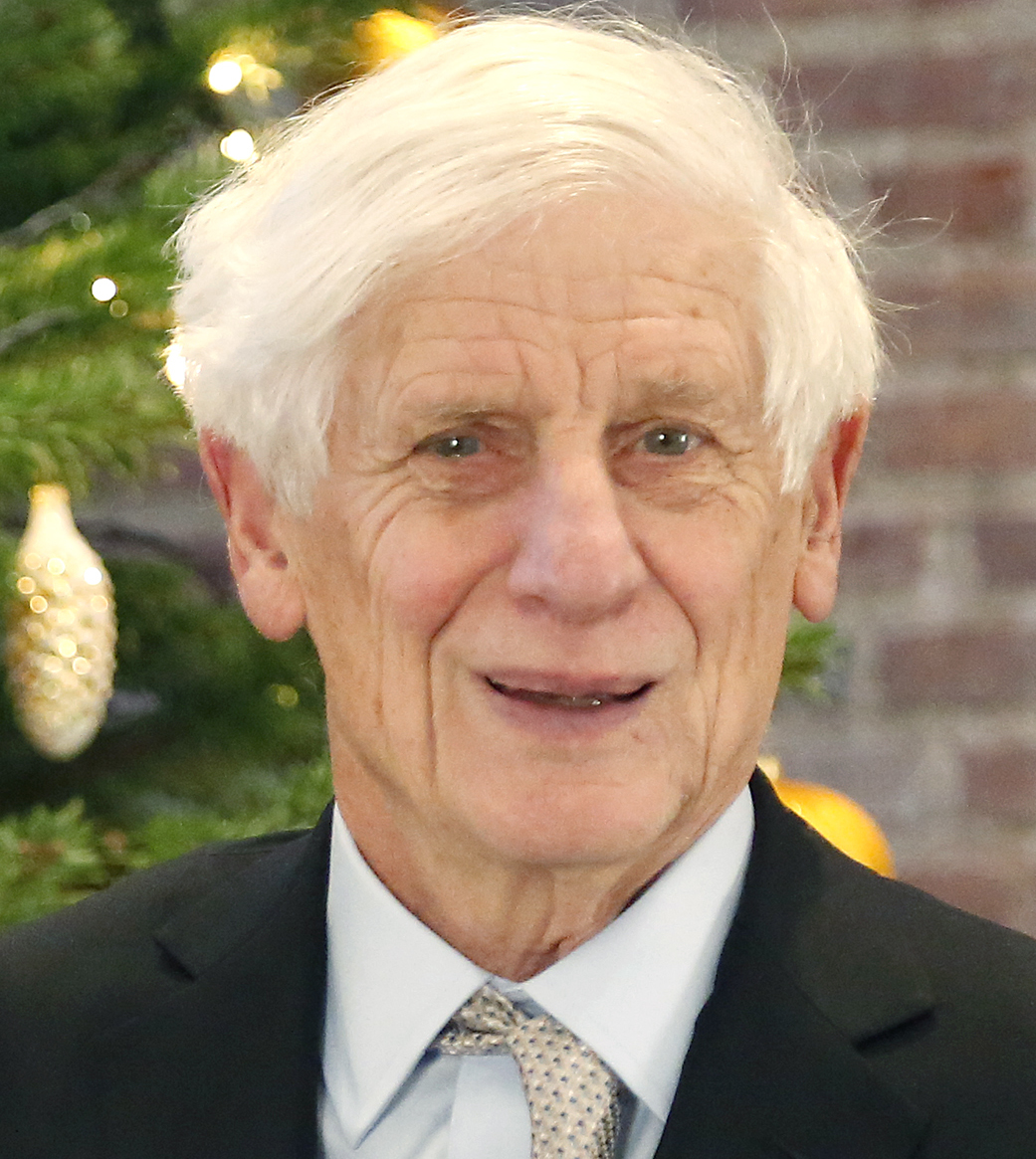
David J. Thouless
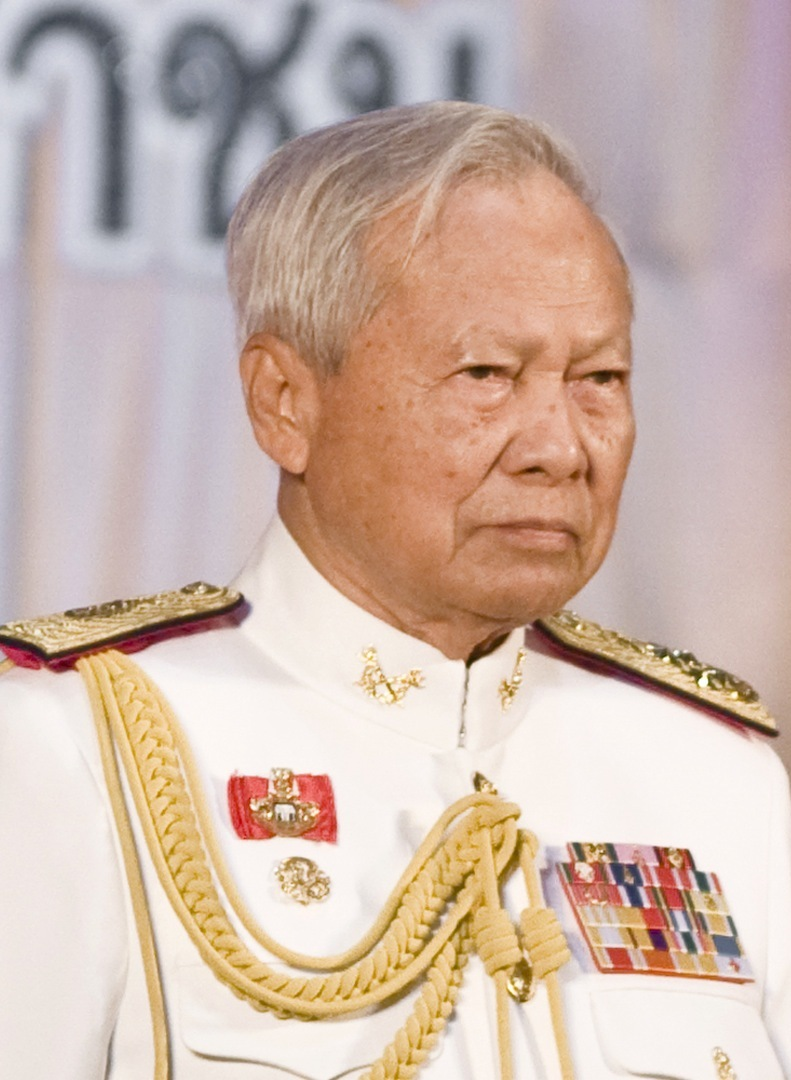
Prem Tinsulanonda
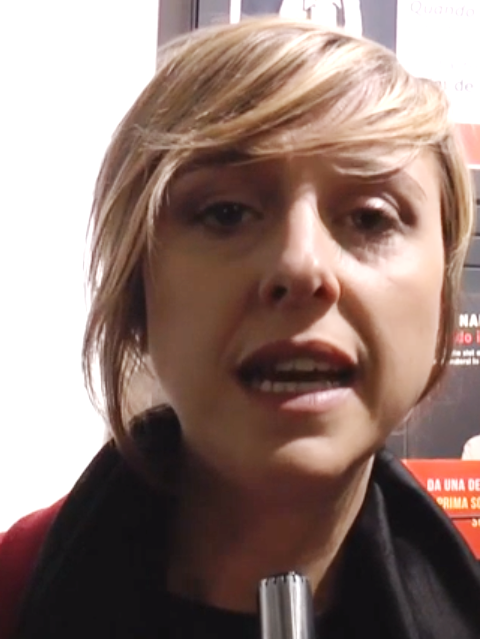
Nadia Toffa
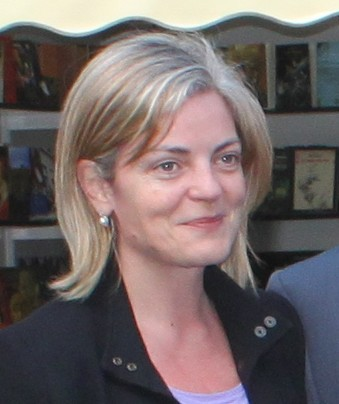
Paloma Tortajada
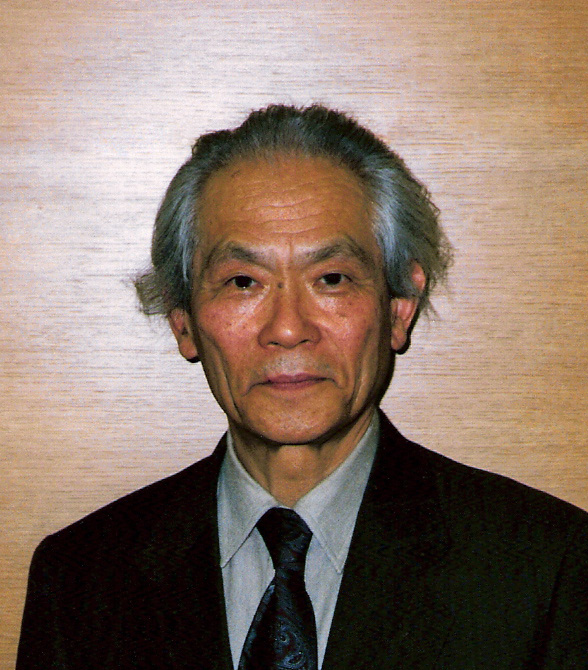
Shizuteru Ueda
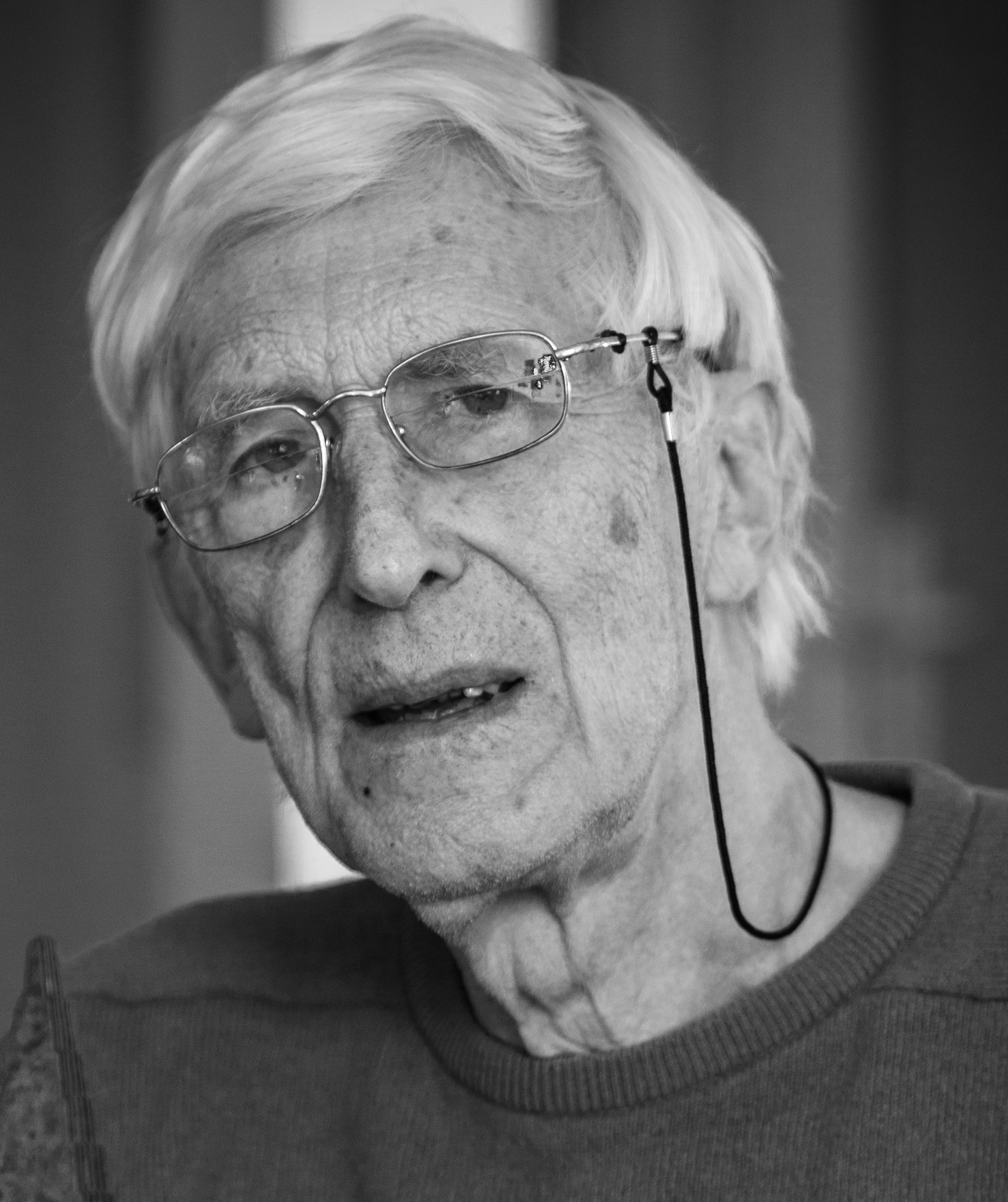
Tomi Ungerer
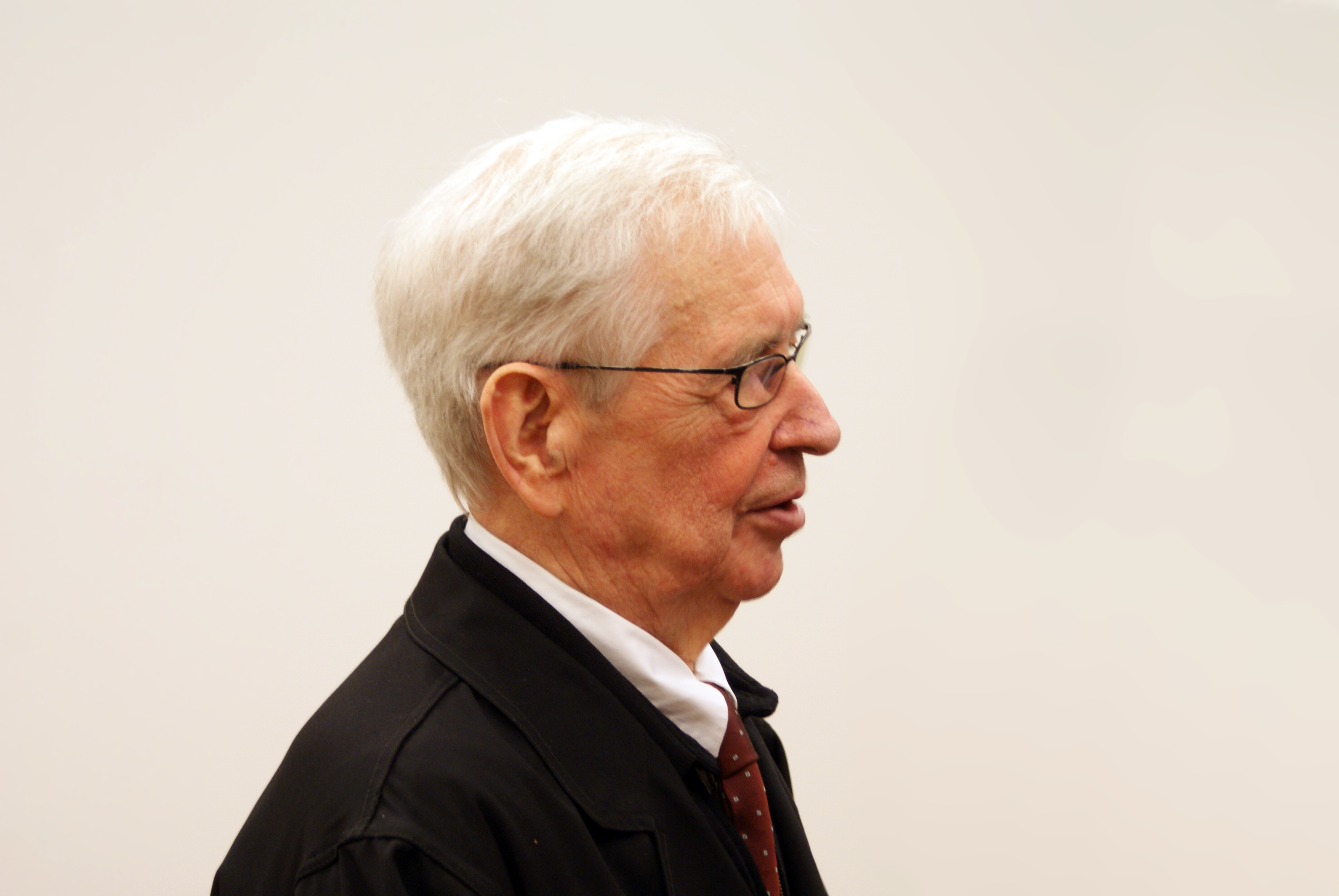
C. Vandenhove
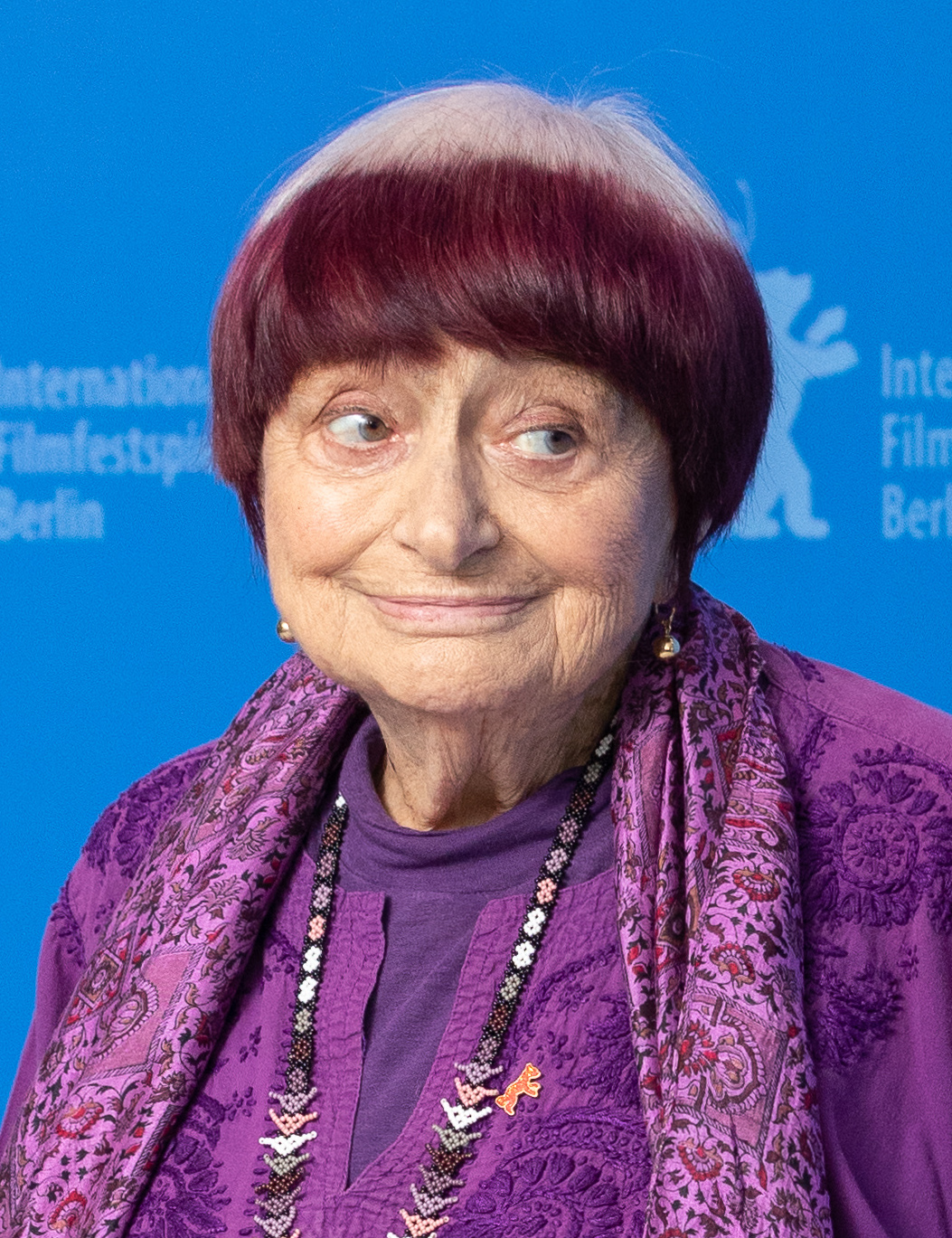
Agnès Varda
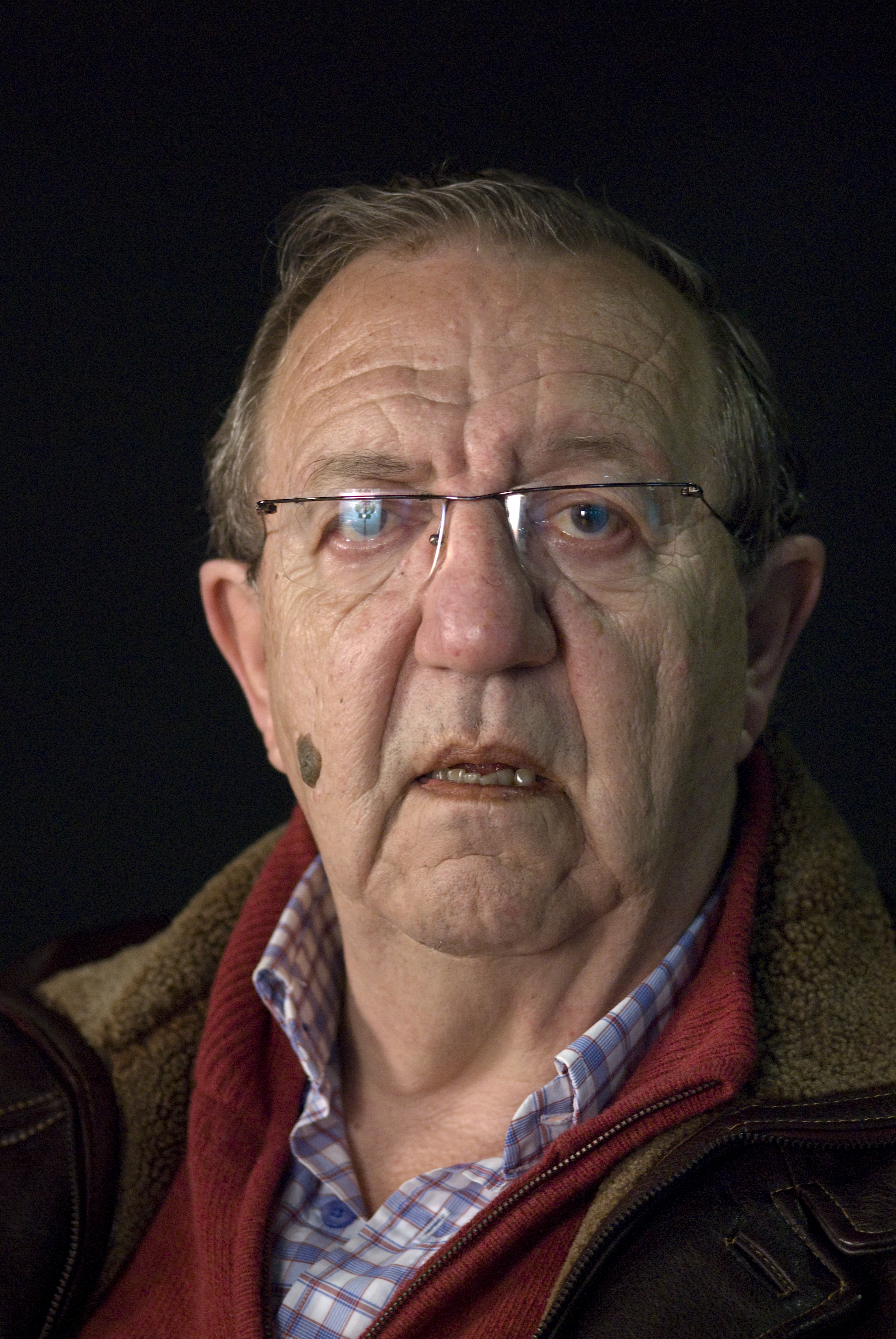
Manuel Vilanova
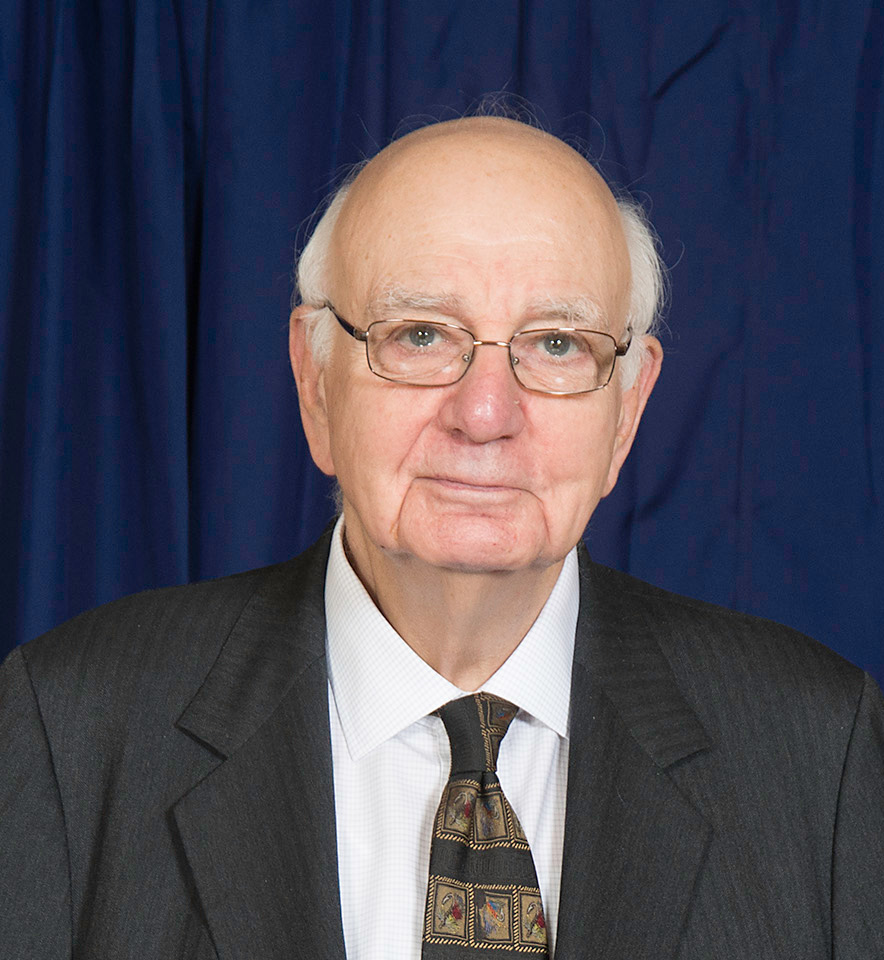
Paul Volcker (n. 1927)
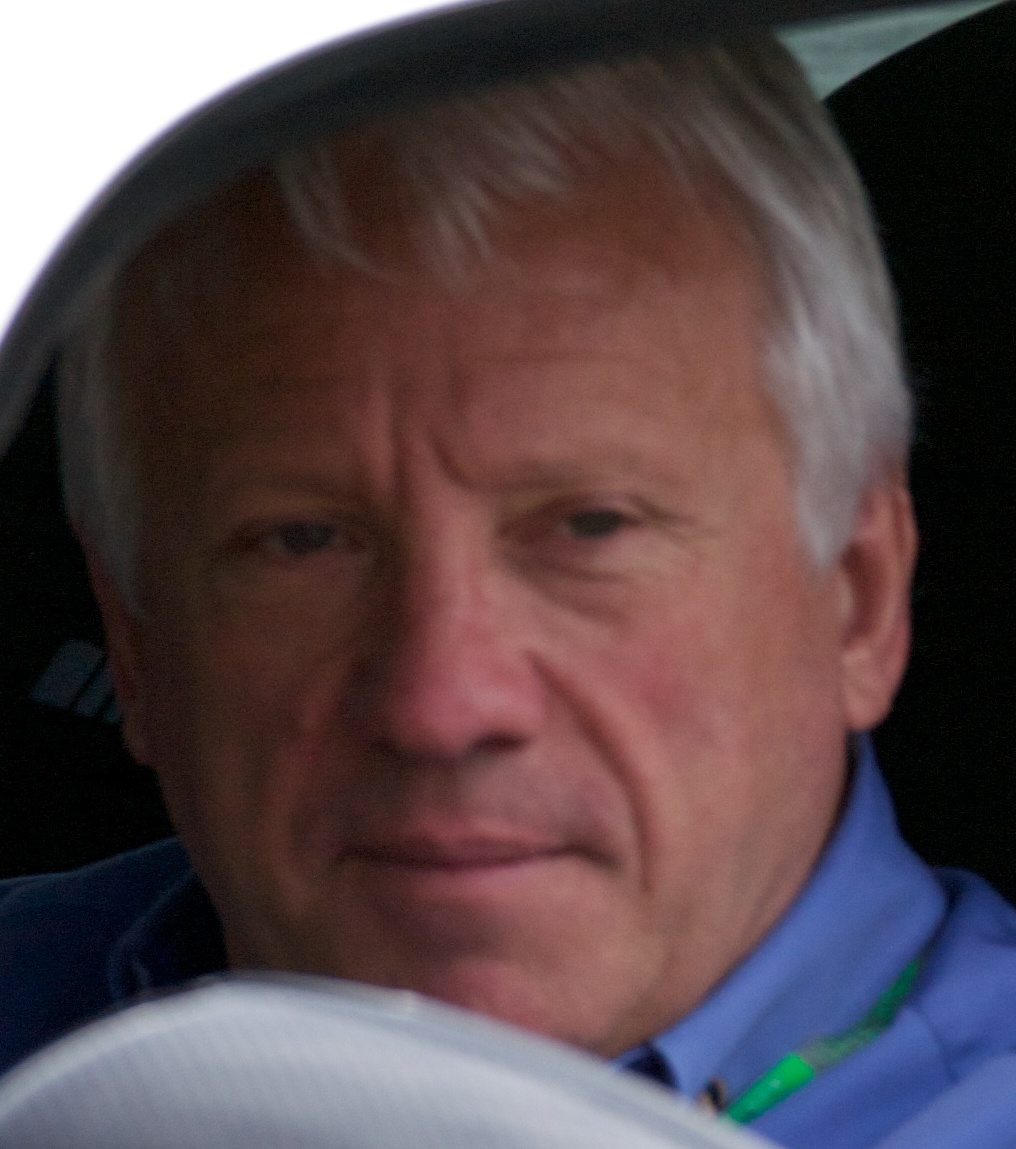
Charlie Whiting
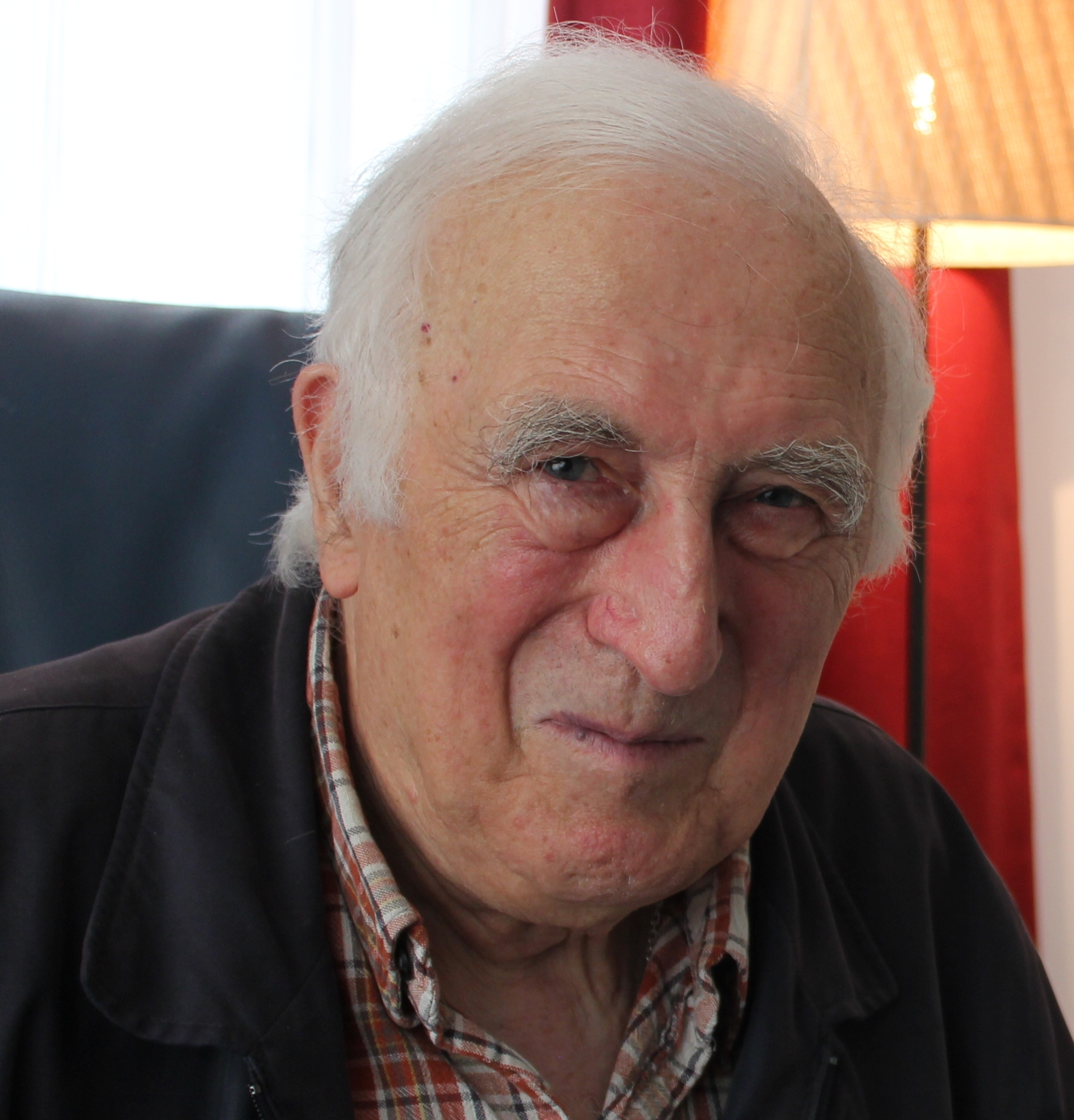
Jean Vanier
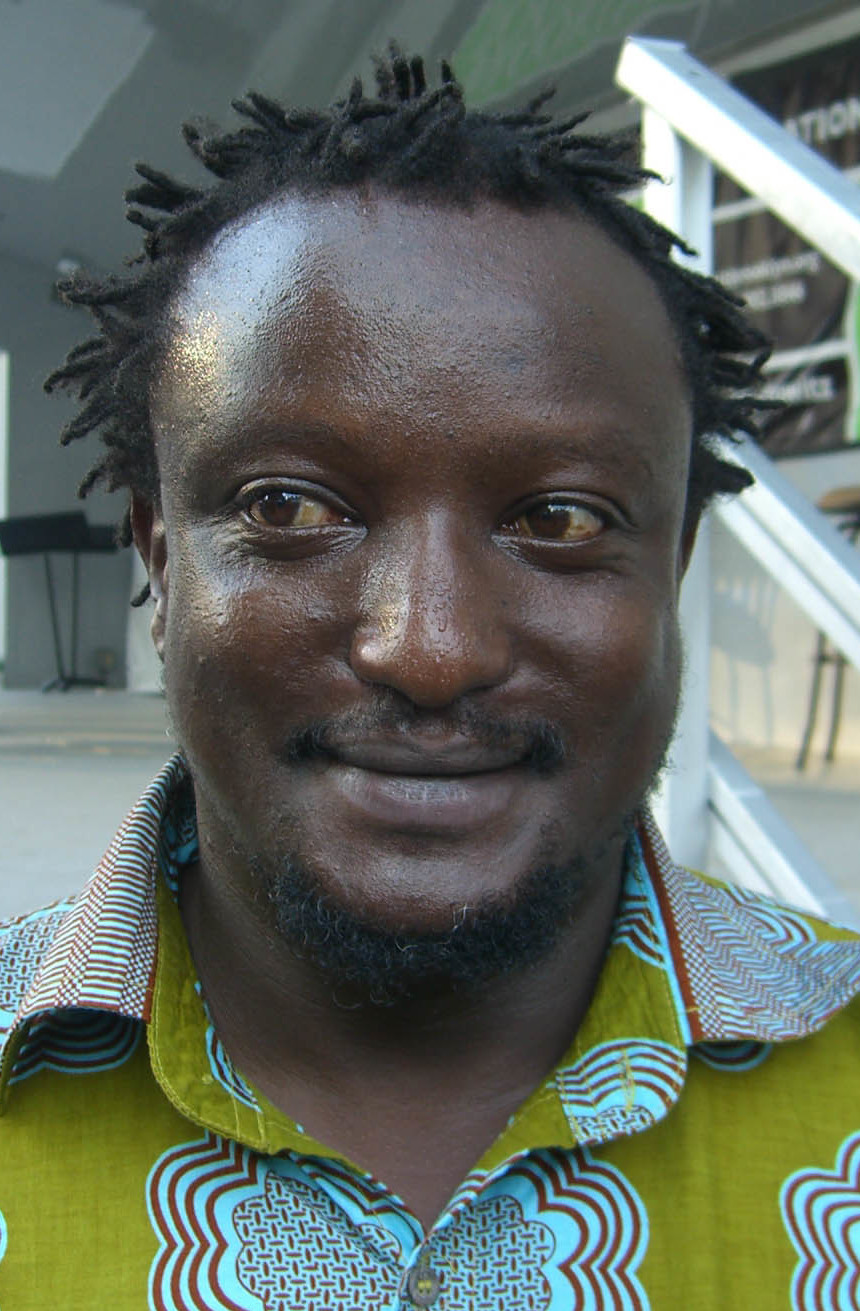
B. Wainaina
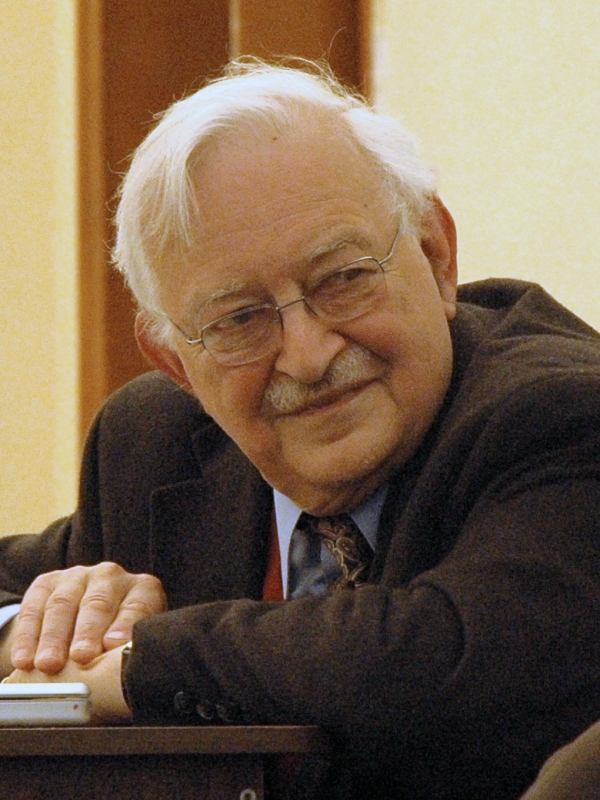
I. Wallerstein
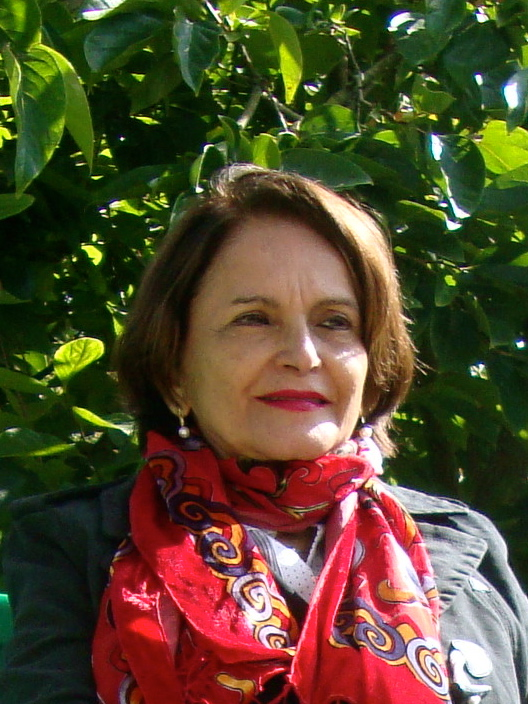
Alba Zaluar (n. 1942)
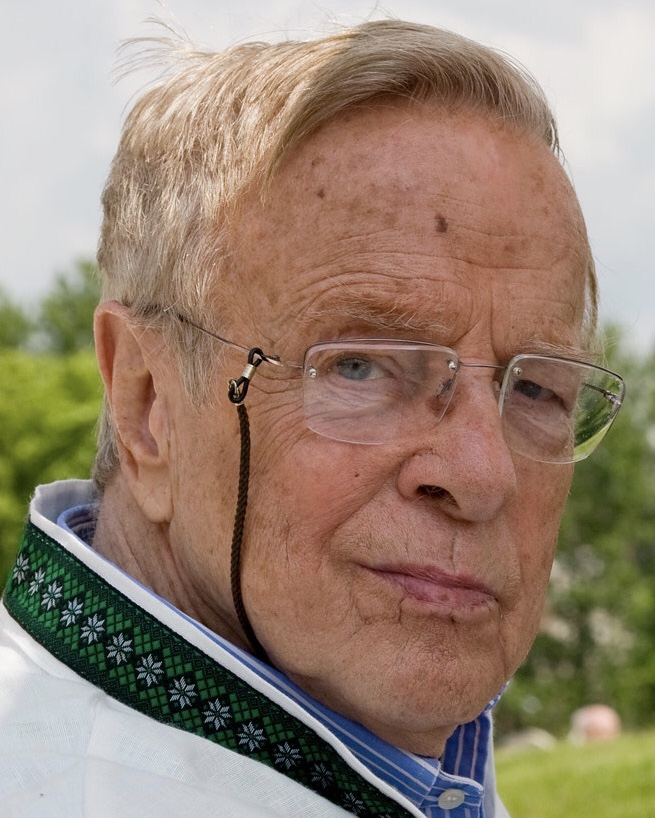
Franco Zeffirelli
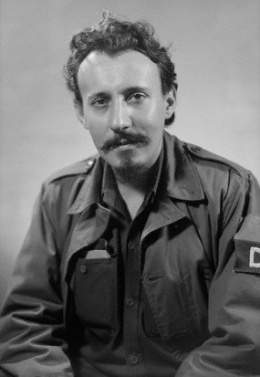
Faure Chomón

## 2019 en la ficció
L'argument del manga Akira i la seua adaptació a l'anime està ambientat en un 2019 post-apocalíptic.
La distopia de la pel·lícula Perseguit (1987) està ambientada entre 2017 i 2019, com també l'utopia de L'illa (2005).
La història de Blade Runner (1982) transcorre en novembre del 2019. L'episodi pilot de la sèrie d'animació Batman Beyond transcorre en 2019, vint anys abans dels esdeveniments posteriors. El videojoc de carreres OutRun 2019 (1993) i la novel·la visual Robotics;Notes (2012) també situen l'acció el 2019.